# Rhododendren

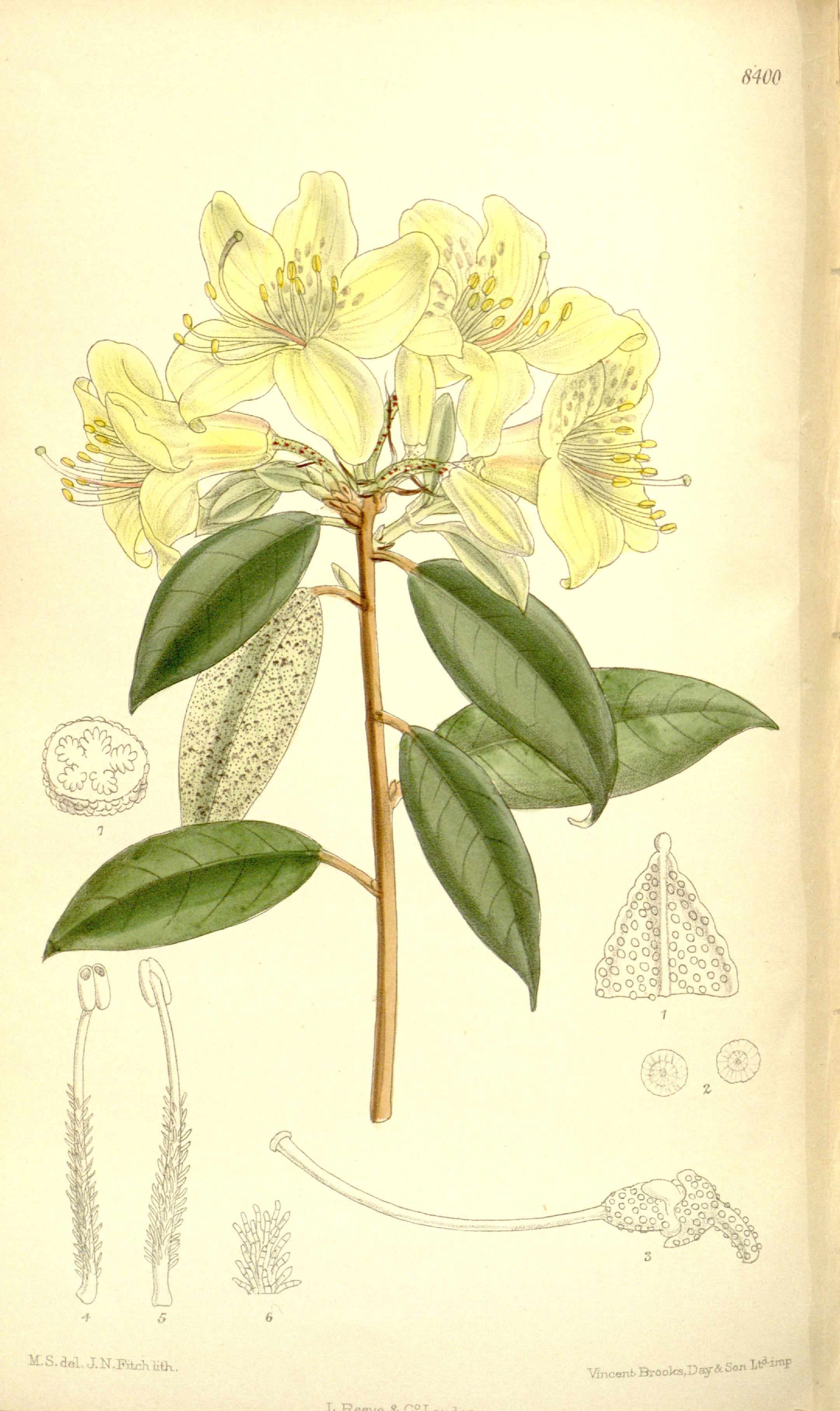
Illustration von Rhododendron ambiguum

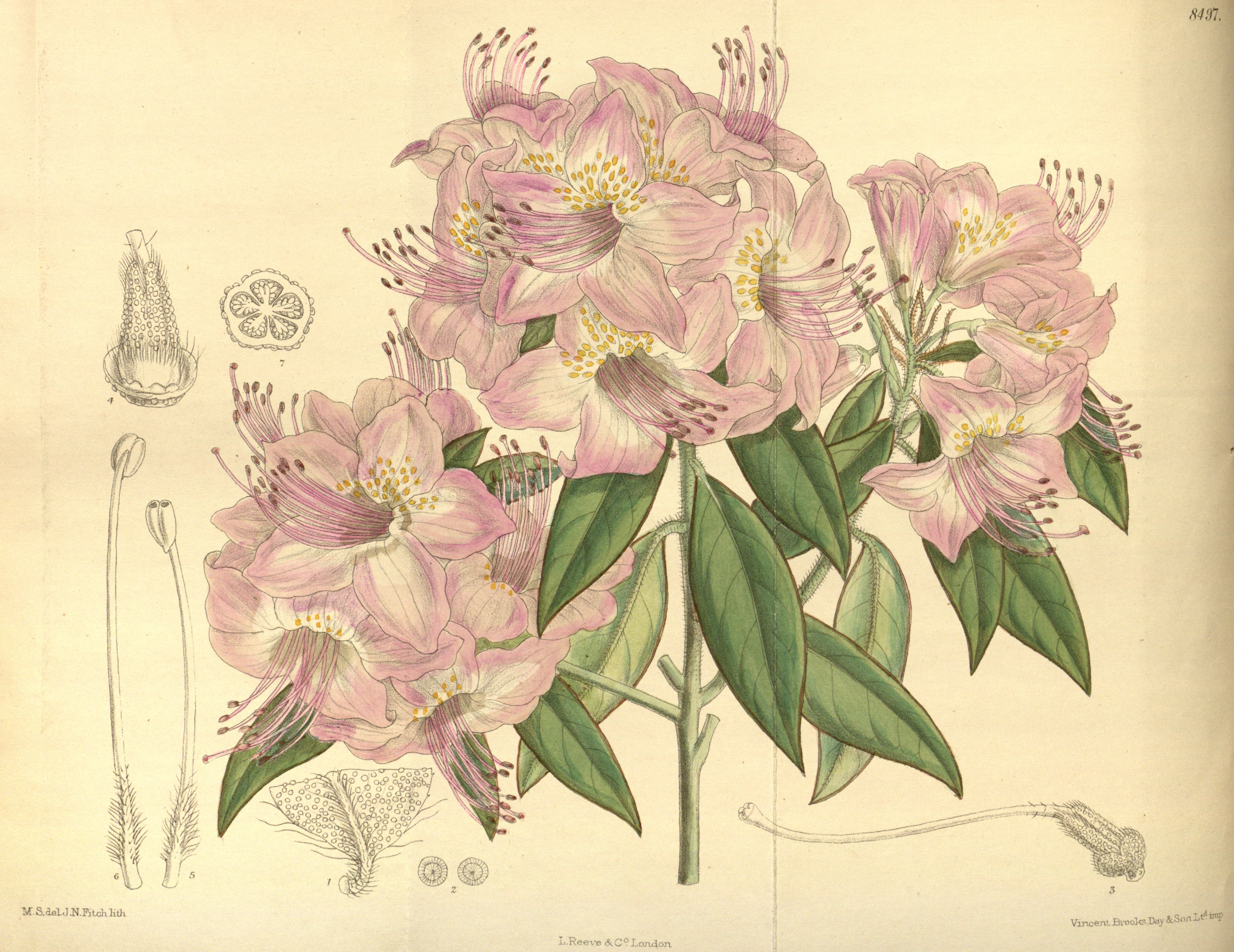
Illustration von Rhododendron augustinii

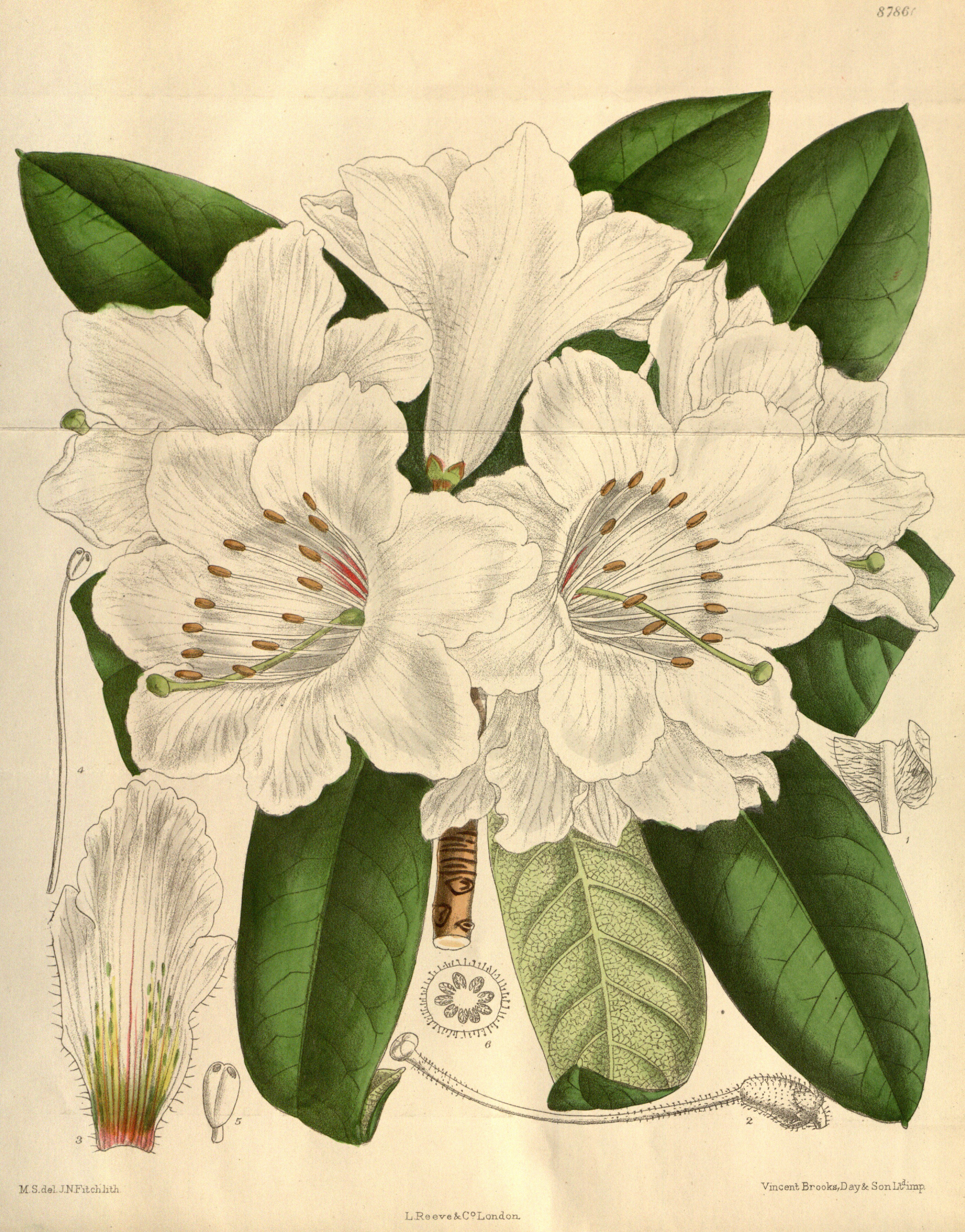
Illustration von Rhododendron auriculatum

Die Rhododendren (Singular laut Duden: der oder das Rhododendron, von griechisch ῥόδον = rhodon „Rose“ und δένδρον = dendron „Baum“) sind eine Pflanzengattung innerhalb der Familie der Heidekrautgewächse (Ericaceae). Sie ist mit über 1000 Arten eine vergleichsweise große Gattung. Eine Vielzahl von Sortengruppen und eine fast unüberschaubare Zahl von Sorten, welche teils Hybriden, teils nur vegetativ vermehrbare Ausleseformen (sogenannte Sports) sind, werden als Zierpflanzen in Parks sowie Gärten und als Zimmerpflanzen verwendet.
Das Verbreitungsgebiet reicht hauptsächlich auf der Nordhalbkugel von Eurasien bis Nordamerika. Nur zwei Arten kommen ursprünglich in Australien vor. Die Arten gedeihen von der Meeresküste bis ins Hochgebirge (in Tibet bis über 5500 Metern) und vom tropischen Regenwald bis in die subpolare Tundra (zum Beispiel Rhododendron lapponicum und Rhododendron camtschaticum). Dementsprechend unterschiedlich sind die Arten sowie die daraus entstandenen Hybriden und ihre Ansprüche.

## Beschreibung

### Vegetative Merkmale
Rhododendron-Arten sind Zwergsträucher bis überwiegend Sträucher und einige Arten sind Bäume. Einige Arten leben fakultativ epiphytisch auf Bäumen oder epilithisch auf Felsen, insbesondere Arten der Sektion Vireya (Syn. Schistanthe), in Bergwäldern des östlichen Himalaya und Bergregenwäldern der indonesischen Inseln. Manche Arten bilden Rhizome. Die Zweige sind mehr oder weniger aufrecht oder niederliegend bis kriechend. Die Rinde ist anfangs behaart bis kahl. Die meist relativ großen Winterknospen besitzen sich dachziegelartig überlappende Knospenschuppen; die Blütenknospen sind meist größer als die vegetativen Knospen.
Das Indument ist sehr unterschiedlich. Je nach Art sind die Pflanzenteile kahl und besitzen schildförmige Schuppen oder sehr unterschiedliche Haare (Trichome), die sehr unterschiedlich dicht sind und unterschiedliche Farben aufweisen; selten löst sich das Indument der Blattspreiten als Schicht.
Die Arten sind oft immergrün, halbimmergrün oder einige laubabwerfend. Die wechselständig am Zweig verteilt oder seltener am oberen Ende des Zweiges konzentriert angeordneten Laubblätter sind in Blattstiel und Blattspreite gegliedert. Die einfachen, ledrigen bis pergamentartigen Blattspreiten besitzen eine keilförmige, gerundete oder stumpfe Spreitenbasis und sind meist ganzrandig, sehr selten fein gekerbt. Die Laubblätter einiger Arten duften zart bis stark.

### Blütenstände und Blüten
Es werden meist endständige, selten seitenständige, traubige oder schirmtraubige Blütenstände gebildet. In den Blütenständen können viele bis wenig (1 bis 35) Blüten enthalten sein, manchmal ist der Blütenstand bis auf eine einzelne Blüte reduziert. Die Blütenstiele sind aufrecht bis waagrecht, selten zurückgekrümmt. Es sind zwei schuppenähnliche Deckblätter vorhanden.
Die zwittrigen Blüten sind meist fünfzählig und überwiegend mehr oder weniger radiärsymmetrisch bis schwach zygomorph mit doppelter Blütenhülle. Die meist fünf, selten bis zu neun Kelchblätter sind etwas verwachsen und oft auf einen haltbaren Rand reduziert; die Kelchzähne sind oft winzig und dreieckig; es gibt auch viele Arten, bei denen der Kelch relativ groß, gut ausgebildet und manchmal auffällig ist. Die meist fünf bis selten acht Kronblätter sind je nach Art größtenteils bis wenig verwachsen, selten wirken sie fast frei. Die meist radiärsymmetrischen bis schwach zygomorphen Blütenkronen sind trichter-, glocken-, röhren-, trompeten- oder stieltellerförmig. In der Blütenknospe überlappen sich die Kronlappen dachziegelartig. Nach der Anthese fallen die Kronblätter meist ab.

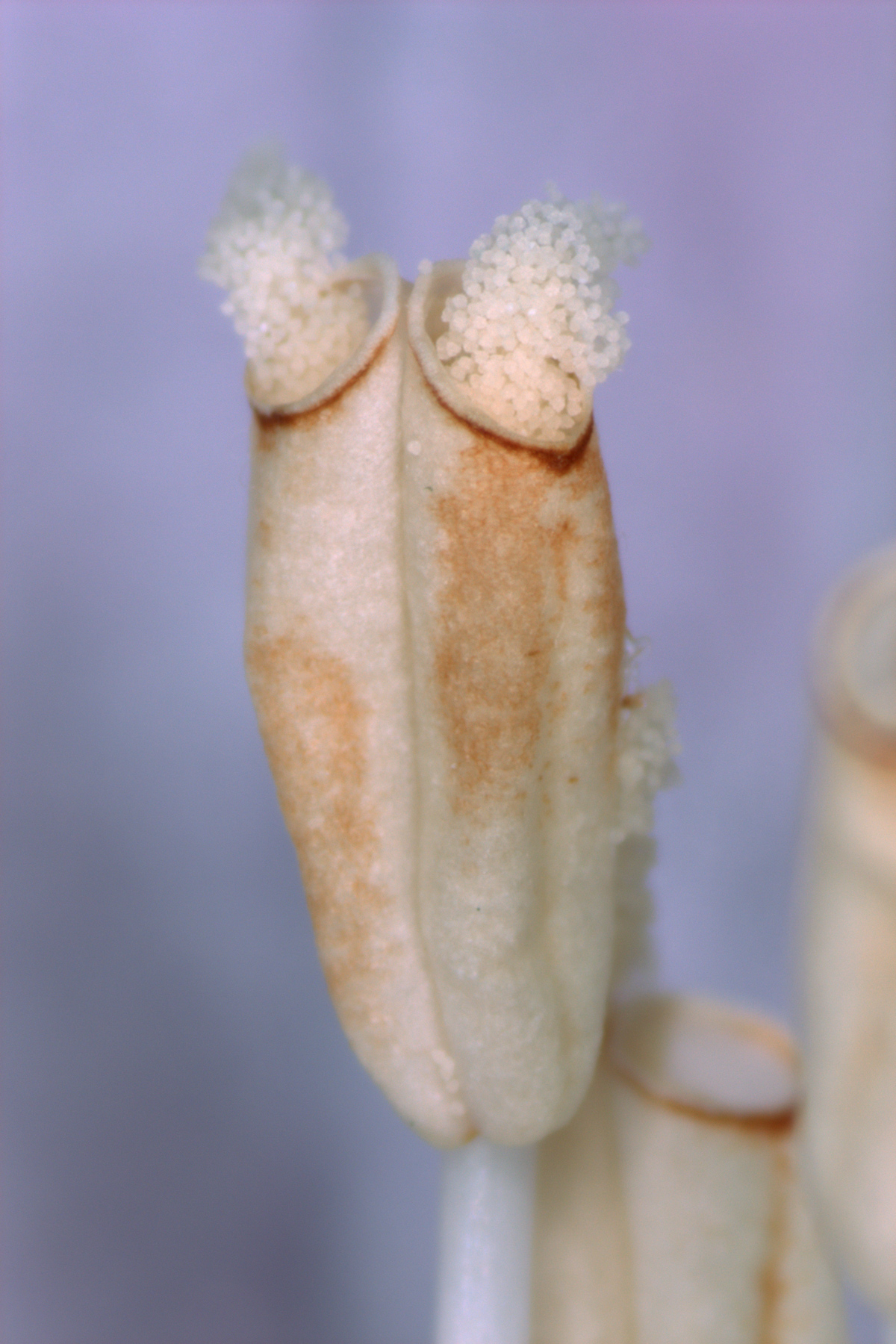
Staubbeutel von Rhododendron fortunei: Die beiden Theken sind offen und die Pollen werden frei

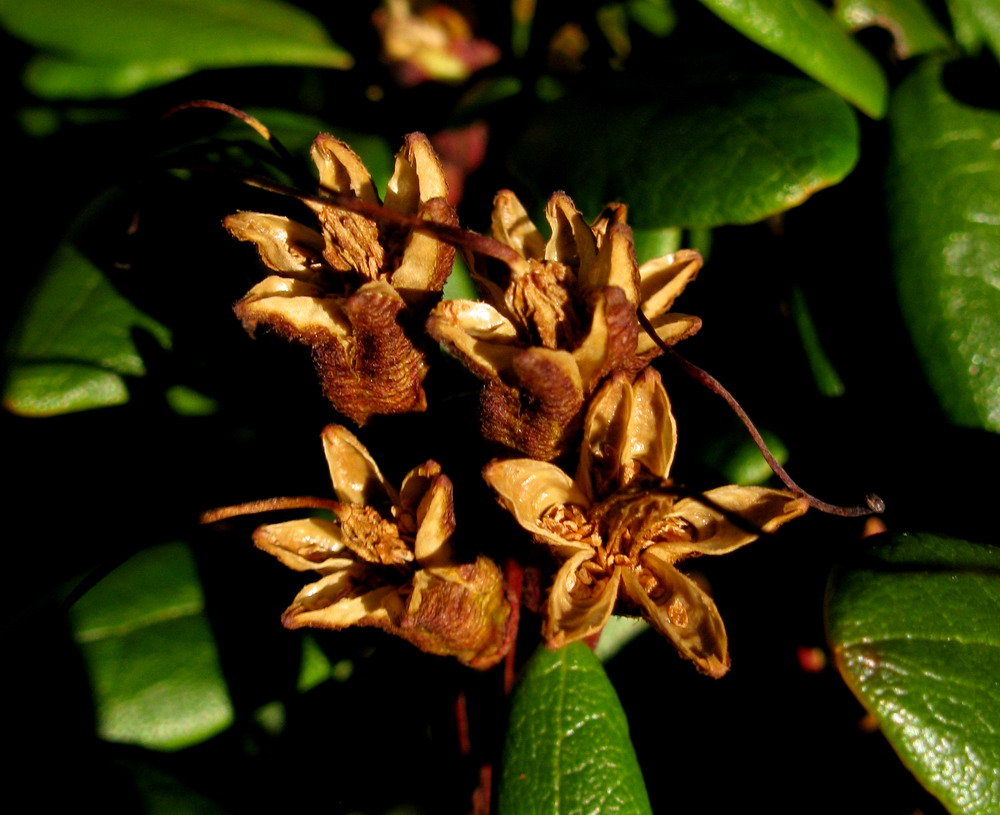
Offene Kapselfrüchte von Rhododendron aureum

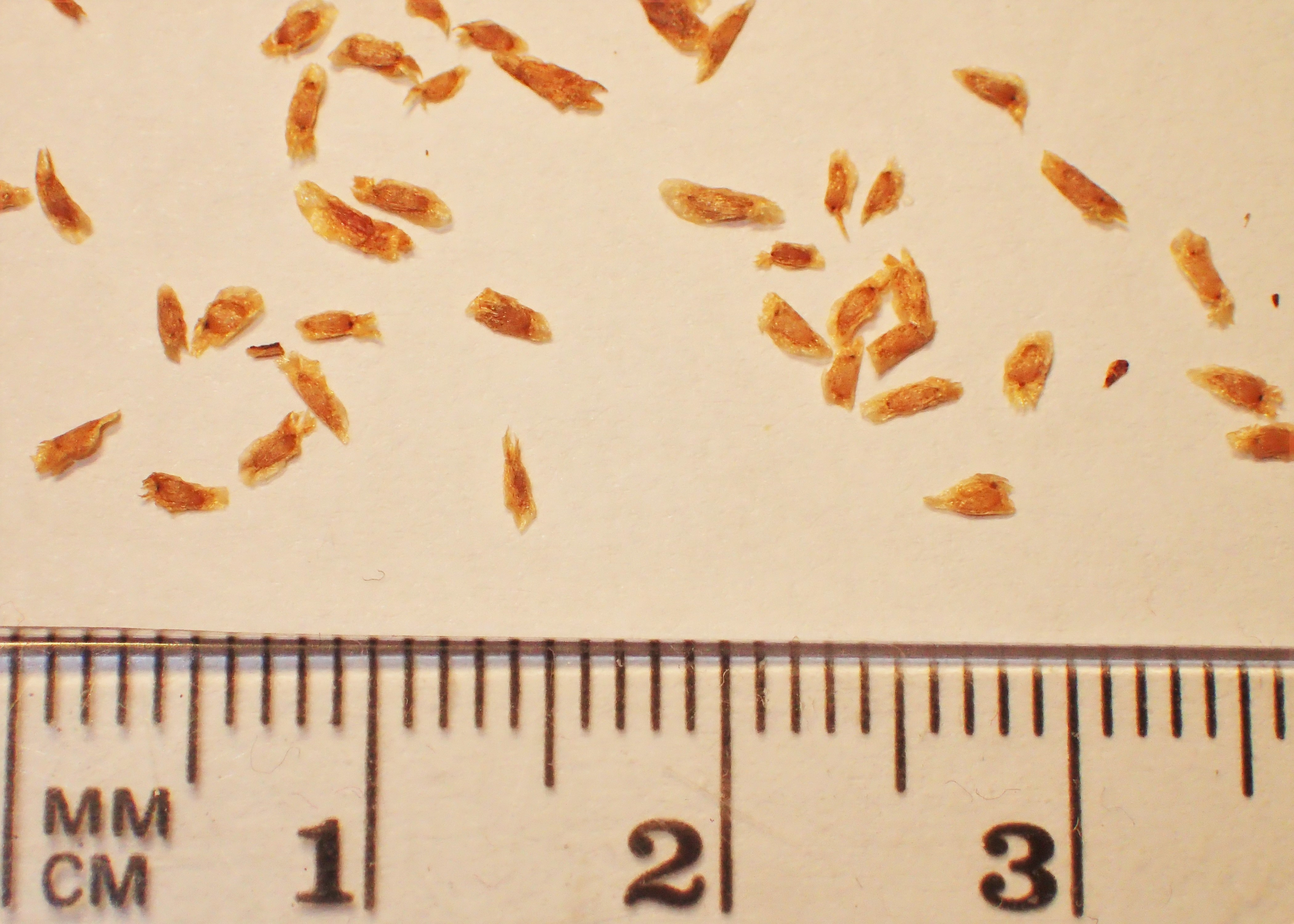
Samen von Rhododendron luteum

Es sind meist fünf bis zehn oder zwölf, selten bis zu 20 oder bis zu 27 Staubblätter vorhanden. Die Staubblätter überragen die Blütenkrone nicht oder sie können etwas bis weit über die Blütenkrone hinausragen. Die an der Basis der Blütenkrone inserierten, meist ungleichen Staubfäden sind linealisch bis fadenförmig und kahl oder meist zum oberen Ende hin flaumig behaart. Die Staubbeutel besitzen keine Anhängsel und sie öffnen sich am oberen Ende oder ungleichseitig mit Poren. Der meist dicke Diskus ist meist 5- bis 10-, selten bis zu 14-lappig. Der meist fünf-, selten bis zu 18-kammerige, oberständige Fruchtknoten besitzt meist Schuppen oder Haare, selten ist er kahl. Der haltbare, relativ lange, schlanke Griffel ist gerade bis meist herabgebogen. Die Narbe ist kopfig-diskusförmig, gekerbt bis gelappt.

### Früchte und Samen
Die zylindrischen, kegel- oder eiförmigen, manchmal gekrümmten Kapselfrüchte öffnen sich scheidewandspaltig = septizid und enthalten meist zahlreiche (selten 10 bis meist mehr als 100) Samen. Die dicken bis dünnen Fruchtklappen sind gerade oder gedreht.
Die winzigen Samen sind abgeflacht-ellipsoidal bis spindelförmig und meist geflügelt oder besitzen an beiden Enden Anhängsel oder fadenähnliche Fortsätze. Die Samenschale (Testa) ist glatt.

### Chromosomensätze
Die Chromosomengrundzahl beträgt meist x = 13.

## Giftigkeit
Viele Rhododendren sind giftig; die giftigen Inhaltsstoffe, Grayanotoxine (u. a. Andromedotoxin, Grayanotoxin I) aus der Klasse der Diterpene, befinden sich nicht nur in Blättern, sondern auch im Nektar und im Pollen. Es sind auch Vergiftungen beim Menschen durch den übermäßigen Genuss des Honigs aus dem Nektar von Rhododendron ponticum bekannt geworden. Bei schweren Vergiftungen kann verlangsamte Herztätigkeit, schwacher Puls bis hin zum Koma und Tod durch Atemstillstand eintreten. Auch bei Weidetieren sind Vergiftungen durch den Verzehr der Blätter aufgetreten.

## Verbreitung und Evolution

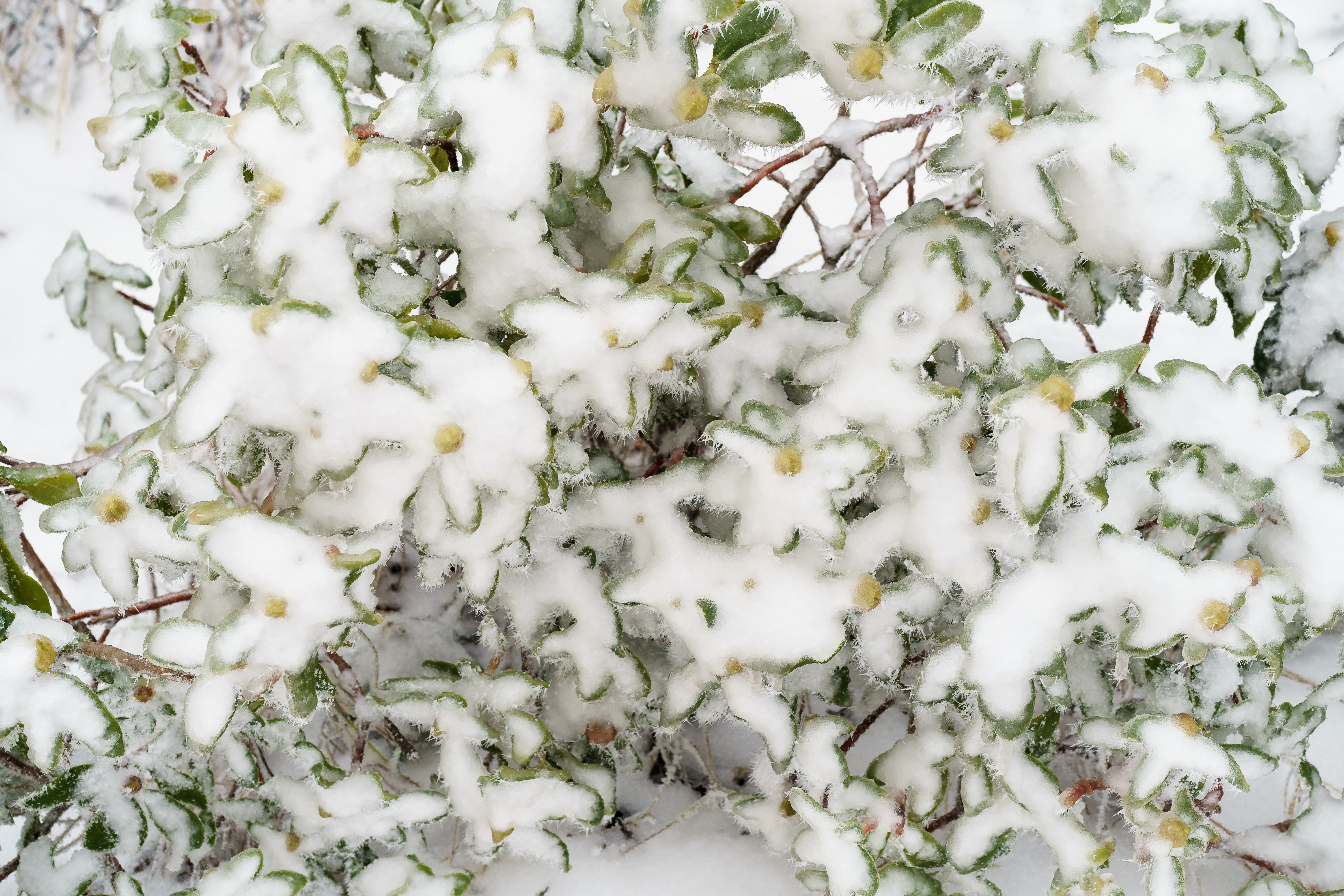
Rhododendron nach Eisregen

Mit weltweit über 1000 Arten ist Rhododendron die artenreichste Gehölzpflanzengattung der Nordhalbkugel. Nur etwa 25 Arten kommen in Nordamerika vor. Aus Relikten nach einer Phase eines Massenaussterbens im Paläogen entstanden die meisten der rezenten Rhododendron im Neogen während einer Südwärtsmigration. Dabei entstanden die meisten Arten in Asien durch die Fülle an ökologischen Nischen in den unterschiedlichen Klimagebieten. Die größte Artenvielfalt gibt es in Ostasien, in den Himalaya-Hengduan-Gebirgen und in Südostasien. Die Verbreitungsschwerpunkte sind hauptsächlich von den Gebirgen abhängig. Die höchste Artenvielfalt findet sich im südlichen Himalaya im nördlichen indischen Bundesstaat Uttarakhand, Nepal sowie Sikkim, Myanmar, südöstlichen Tibet und in Yunnan sowie Sichuan. In China waren bis 2005 etwa 571 Arten bekannt, 409 davon nur dort. Weitere Gebiete mit einer hohen Zahl an Rhododendron-Arten sind die Bergregionen von Indochina, sowie Korea, Japan und Taiwan. Etwa 55 Arten kommen in Borneo und etwa 164 in Neuguinea vor.
Die meisten Rhododendron-Arten gedeihen in feuchten Gebieten der Nordhalbkugel. Nur wenige Arten kommen auf der Südhalbkugel im nördlichen Australien vor. In Südamerika und Afrika gibt es keine natürlichen Vorkommen von Rhododendron-Arten.
Viele Rhododendron-Arten sind an nährstoffarme Habitate durch ihre einzigartigen ericoiden Mycorrhizapilze angepasst. Auch die derben, immergrünen Laubblätter sind eine besondere Anpassung an die Habitate.
In Europa kommen nur etwa zehn Arten vor: Rostblättrige Alpenrose (Rhododendron ferrugineum), Bewimperte Alpenrose (Rhododendron hirsutum), Siebenbürgische Alpenrose (Rhododendron kotschyi), Lappland-Alpenrose (Rhododendron lapponicum), Gelbe Azalee (Rhododendron luteum), Pontischer Rhododendron (Rhododendron ponticum), Kaukasus-Rhododendron (Rhododendron caucasicum), Smirnows Rhododendron (Rhododendron smirnowii), Ungerns Rhododendron (Rhododendron ungernii) und Sumpfporst (Rhododendron tomentosum). Die kleinwüchsigen Arten aus den Alpen, die den Winter meist unter dem Schnee überdauern, der vor Erfrieren und Austrocknen schützt, werden Alpenrosen genannt: Zwischen beiden Alpenrosen-Arten der Alpen kann es zu Bastarden kommen (Rhododendron ×intermedium), die kreuzen und mit den Eltern rückkreuzen können.
Die Alpenrosen-Arten und -Hybriden wurzeln sehr flach. Sie benötigen unbedingt saure Böden, die sie in den oft dünnen Humusauflagen auch auf kalk- bzw. dolomithaltigen Böden vorfinden (gilt besonders für Rhododendron hirsutum). Es ist nur ein scheinbarer Widerspruch, Rhododendron hirsutum wächst in den Kalkalpen und verträgt dennoch keinen Kalk: Bei derartig niedrigen pH-Werten im Wurzelbereich sind Ca++-Ionen aus dem Boden (Kalk CaCO3 bzw. Dolomit CaMg(CO3)2) kaum in wässriger Lösung vorhanden. Lediglich die Toleranz gegenüber höheren Ca2+-Konzentrationen ist etwas größer als bei anderen Arten.
Im südwestlichen Irland finden sich ganze Wälder aus verwilderten Rhododendren (Rhododendron ponticum), die als invasive Neophyten eine Gefahr für die Artenvielfalt (beispielsweise im Sydney-Nationalpark) darstellen.

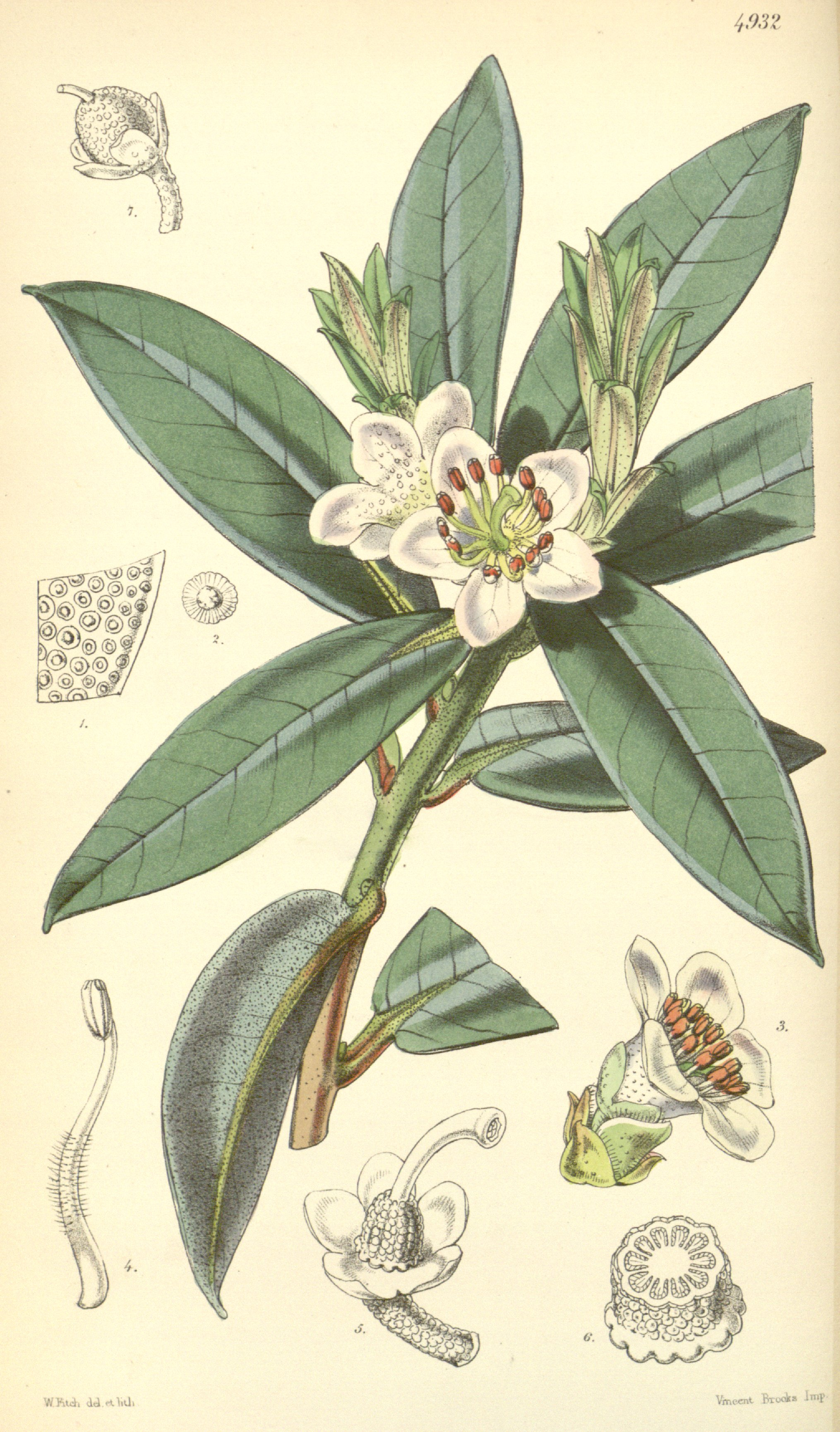
Illustration von Rhododendron camelliflorum

## Systematik
Die Gattung Rhododendron wurde 1753 durch Carl von Linné in Species Plantarum, Tomus I, Seite 392 aufgestellt. Der Gattungsname Rhododendron setzt sich zusammen aus den altgriechischen Wörtern ῥόδον = rhodon für „Rose“ und δένδρον = dendron für „Baum“. Als Lectotypus-Art wurde 1908 Rhododendron ferrugineum L. durch Nathaniel Lord Britton in North American Trees, Seite 752 festgelegt.
Die Gattung Rhododendron gehört zur Tribus Rhododendreae in der Unterfamilie Rhododendroideae innerhalb der Familie Ericaceae.

### Botanische Geschichte
Der Name Rhododendron, griechisch für „Rosenbaum“, wurde bis ins 17. Jahrhundert für den Oleander gebraucht und erst von Carl von Linné auf die Alpenrose übertragen.
Rhododendron war seit der Beschreibung von Rhododendron hirsutum durch Charles de l’Écluse (lat. Carolus Clusius) im 16. Jahrhundert bekannt, sie wurde auch Chamaerhododendron genannt. Die formale Erstveröffentlichung der Gattung Rhododendron erfolgte 1753 durch Carl von Linné in Species Plantarum. Linné listete unter Rhododendron die fünf Arten Rhododendron ferrugineum, Rhododendron dauricum, Rhododendron hirsutum, Rhododendron maximum und Rhododendron chamaecistus (deren akzeptierter Name Rhodothamnus chamaecistus (L.) Rchb. ist) auf.
Die Gattung Azalea hat Linné 1735 in Systema Naturae als eigenständige Gattung aufgestellt. Bei Linné 1753 sind die sechs Arten Azalea indica, Azalea pontica, Azalea lutea, Azalea viscosa, Azalea lapponica, die zur Gattung Rhododendron gehören, und Azalea procumbens (deren akzeptierter Name Kalmia procumbens ist) unter Azalea gelistet. Die Unterscheidung von Azalea und Rhododendron waren fünf statt zehn Staubblätter.
In der Folgezeit wurden weitere Gattungen ausgestellt, deren Arten als Rhododendron-Arten akzeptiert werden, beispielsweise Rhodora L., Vireya Blume, Hymenanthes Blume, Tsutsutsi (Tsutsusi), Pentanthera, Pogonanthum, Ponticum. Teilweise sind diese Namen Subtaxa innerhalb der Gattung Rhododendron.
Beispielsweise H. Sleumer gliederte 1949 in Ein System der Gattung Rhododendron L., in Bot. Jahrb. Syst., Band 74, S. 511–553 die Gattung Rhododendron.
Eine veraltete grobe Einteilung war Lepidote, Elepidote, Vireya (tropische Arten), Azaleen (wieder unterteilbar in sommergrüne und wintergrüne). Bei dieser Einteilung nach morphologischen Merkmalen ist charakteristisch die Zahl (und Form) der Schuppen an den Laubblättern, die den Kern der großen Unterteilung in Lepidote (beschuppte, das sind meist die alpinen, kleinblättrigen Typen wie unsere heimischen) und Elepidote (schuppenlose) bildet. Die Gärtner folgen meist noch der alten Einteilung in Azaleen (laubabwerfend, d. h. sommergrün). Da sich vorwiegend die Engländer durch frühe Importe aus den USA (Rhododendron catawbiense) und später aus Ostasien mit den Rhododendren beschäftigt haben, da vielen das feuchte Klima in England sehr behagt, folgt man meist noch der englischen Einteilung in „Series“ und „Subseries“ (so zum Beispiel Davidian in seinem Standardwerk).
Durch Argent et al. 1988 erfolgte im Rhododendron Handbook der britischen Royal Horticultural Society (RHS) unter Zugrundelegung einer überarbeiteten Sleumer-Klassifikation (diese stammt aus 1949) die Gliederung in sieben Subgenera, die ihrerseits weiter in Sektionen und Untersektionen erfolgt. An diese halten sich die meisten nationalen Rhododendrongesellschaften.
Eine Monografie der Gattung Rhododendron wurde durch Chamberlain et al. mit The Genus Rhododendron: Its Classification and Synonymy veröffentlicht. Dort ist Menziesa noch eine eigenständige Gattung.
| Blütenknospen | Schuppen auf Blattunterseite | Blattknospen         | Laubblätter          | Untergattung | Sektion       |
| ------------- | ---------------------------- | -------------------- | -------------------- | ------------ | ------------- |
| Endständig    | vorhanden                    | vorhanden            | vorhanden            | Rhododendron |               |
| Endständig    | Fehlen                       | Vorjahr              | Immergrün            | Hymenanthes  |               |
| Endständig    | Fehlen                       | Vorjahr              | Laubabwerfend        | Pentanthera  | Pentanthera   |
| Endständig    | Fehlen                       | Vorjahr              | Laubabwerfend        | Pentanthera  | Rhodora       |
| Endständig    | Fehlen                       | Vorjahr              | Laubabwerfend        | Pentanthera  | Viscidula     |
| Endständig    | Fehlen                       | Unterste Laubblätter | Unterste Laubblätter | Pentanthera  | Sciadorhodion |
| Endständig    | Fehlen                       | Unterste Laubblätter | Unterste Laubblätter | Tsutsusi     |               |
| seitenständig | seitenständig                | seitenständig        | Immergrün            | Azaleastrum  |               |
| seitenständig | seitenständig                | seitenständig        | Laubabwerfend        | Candidastrum |               |
| seitenständig | seitenständig                | seitenständig        | Laubabwerfend        | Mumeazalea   |               |
| seitenständig | seitenständig                | seitenständig        | Laubabwerfend        | Therorhodion |               |

Vor 2005 wurde in bis zu zwölf Untergattungen gegliedert:

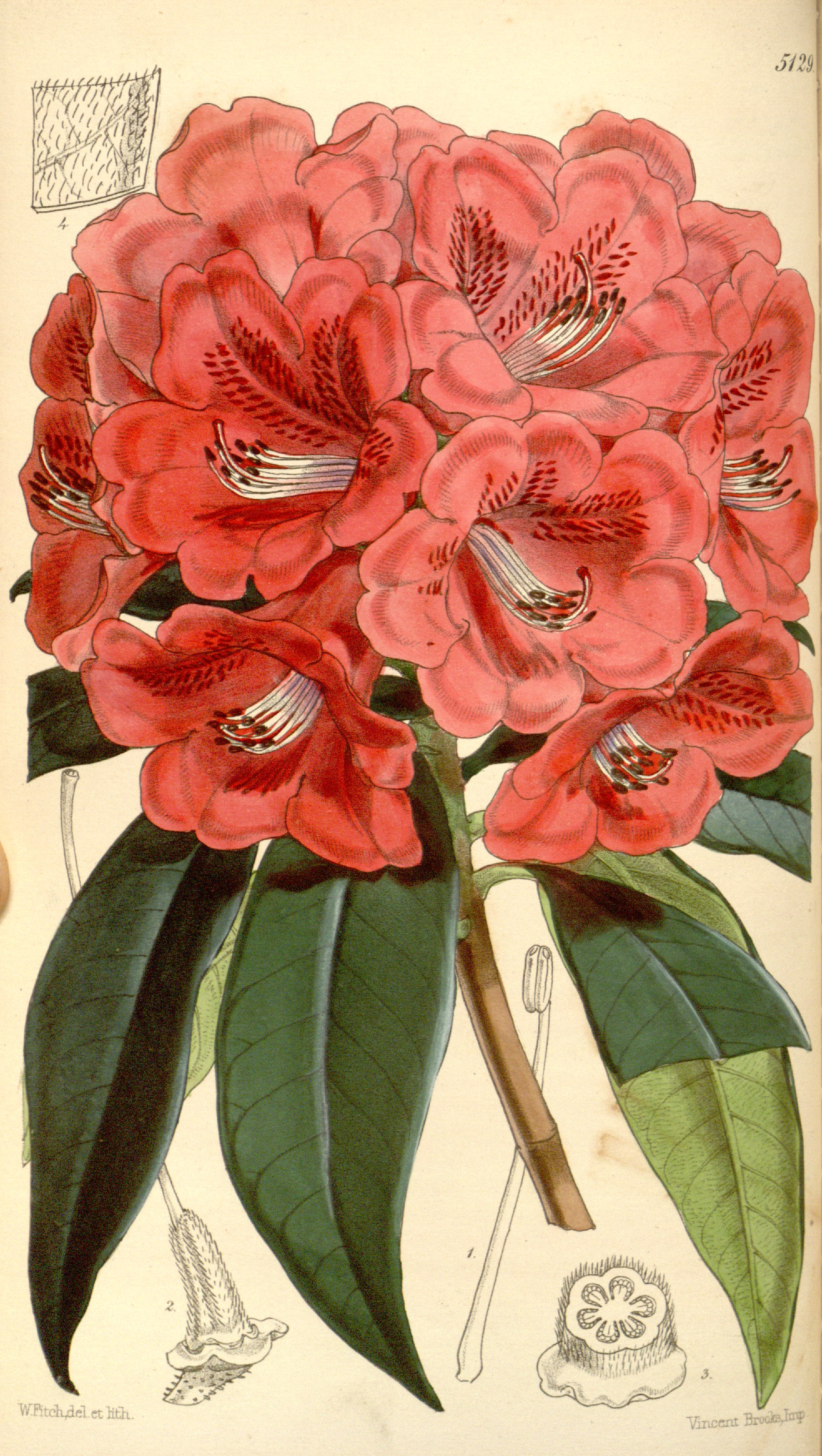
Illustration von Rhododendron kendrickii

- Untergattung Azaleastrum: Sie enthält etwa 30 Arten immergrüner Sträucher bis kleiner Bäume.
- Untergattung Candidastrum: Sie enthält nur eine Art: Rhododendron albiflorum
- Untergattung Hymenanthes: Sie enthält etwa 270 Arten immergrüner Sträucher oder Bäume, selten kriechender Sträucher, aus denen die meisten immergrünen Garten-Rhododendren gezüchtet wurden.
- Untergattung Mumeazalea
- Untergattung Pentanthera: Sie enthält etwa 24 Arten laubwerfender, aufrecht wachsender Sträucher, selten Bäume, darunter die 15 nordamerikanischen Azaleen und die einzige europäische.
- Untergattung Pseudazalea: Sie enthält etwa sechs Arten kleiner bis mittelgroßer, laubwerfender bis halbimmergrüner Sträucher, selten immergrün.
- Untergattung Pseudorhodorastrum: Sie enthält etwa zehn Arten kleiner, immergrüne Sträucher.

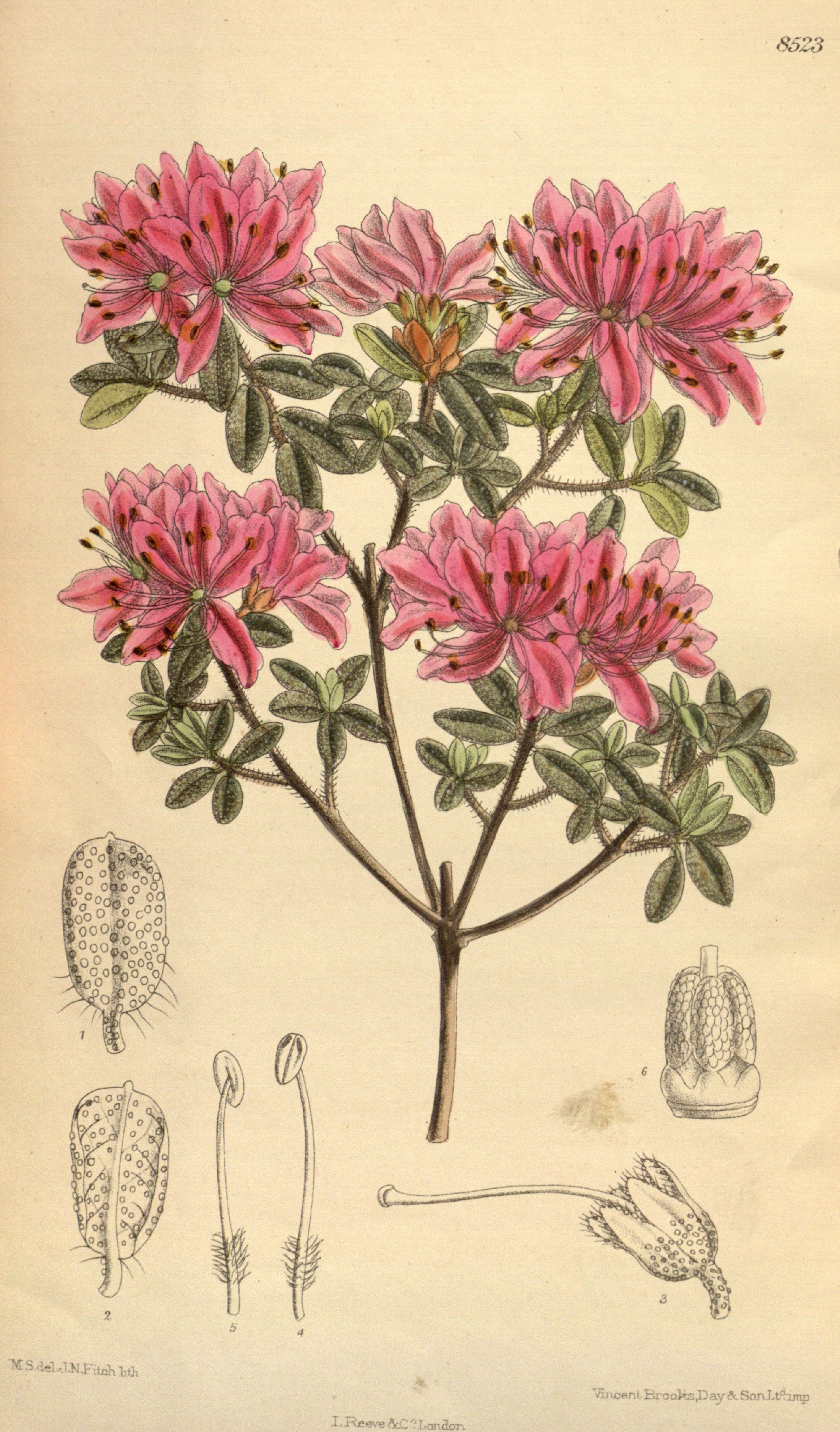
Illustration von Rhododendron setosum

- Untergattung Rhododendron: Sie enthält etwa 500 Arten Sträucher, selten Bäume, meist immergrün, selten laubwerfend. Hierzu gehören die Alpenrosen: Rostblättrige Alpenrose (Rhododendron ferrugineum) und Bewimperte Alpenrose (Rhododendron hirsutum)
- Untergattung Rhodorastrum: Sie enthält nur zwei Arten kleiner bis mittelgroßer, laubwerfender bis halbimmergrüner Sträucher.
- Untergattung Therorhodion: Sie enthält nur drei Arten laubwerfender Zwergsträucher.
- Untergattung Tsutsusi: Sie enthält etwa 115 Arten laubwerfender Sträucher, manchmal Zwergsträucher, darunter die asiatischen Azaleen, von denen die meisten aus Japan stammen.
- Untergattung Vireya C.B.Clarke: Tropische Rhododendren (unter anderem 55 Arten in Borneo, 164 in Neuguinea)

Es gibt sehr unterschiedliche Versuche, die Verwandtschaftsgruppe und die Gattung Rhododendron selbst zu gliedern, beispielsweise:
| Chamberlain (1996) | Chamberlain (1996) | Chamberlain (1996) | Chamberlain (1996) | Goetsch (2005) | Goetsch (2005) |
| Gattung            | Untergattung       | Sektion            | Arten              | Untergattung   | Sektion        |
| ------------------ | ------------------ | ------------------ | ------------------ | -------------- | -------------- |
| Menziesa           |                    |                    | 9 Arten            | Azaleastrum    | Sciadorhodion  |
| Rhododendron       | Candidastrum       |                    | R. albiflorum      | Azaleastrum    | Sciadorhodion  |
| Rhododendron       | Pentanthera        | Sciadorhodion      | 4 Arten            | Azaleastrum    | Sciadorhodion  |
| Rhododendron       | Pentanthera        | Rhodora            | R. vaseyi          | Azaleastrum    | Sciadorhodion  |
| Rhododendron       | Pentanthera        | Rhodora            | R. canadense       | Hymenanthes    | Pentanthera    |
| Rhododendron       | Pentanthera        | Pentanthera        | 14 Arten           | Hymenanthes    | Pentanthera    |
| Rhododendron       | Pentanthera        | Viscidula          | R. nipponicum      | Azaleastrum    | Tsutsusi       |
| Rhododendron       | Tsutsusi           | Brachycalyx        | 15 Arten           | Azaleastrum    | Tsutsusi       |
| Rhododendron       | Tsutsusi           | Tsutsusi           | 65 Arten           | Azaleastrum    | Tsutsusi       |
| Rhododendron       | Mumeazalea         |                    | R. semibarbatum    | Azaleastrum    | Tsutsusi       |
| Rhododendron       | Azaleastrum        | Choniastrum        | 11 Arten           | Choniastrum    |                |

Nach Goetsch et al. 2005 wird die Gattung Rhododendron in vier Untergattungen gegliedert.
Nach Craven 2011 wird die Gattung Rhododendron L. in fünf Untergattungen, Sektionen und Untersektionen gegliedert:
- Untergattung Rhododendron subg. Rhododendron:[8]
  - Sektion Rhododendron sect. Rhododendron
  - Sektion Rhododendron sect. Pogonanthum G.Don
  - Sektion Rhododendron sect. Schistanthe Schltr.: Sie enthält vier Subsektionen mit etwa 317 Arten.
    - Subsektion Rhododendron subsect. Discovireya Sleumer (Syn.: Rhododendron sect. Discovireya (Sleumer) Argent): Sie enthält etwa 25 Arten.
    - Subsektion Rhododendron subsect. Euvireya H.F.Copel. (Syn.: Rhododendron subg. Vireya C.B.Clarke), Rhododendron sect. Vireya (C.B.Clarke) H.F.Copel., ser. Javanica Rhododendron Sleumer, Rhododendron sect. Hadranthe Schltr., Rhododendron sect. Hapalanthe Schltr., Rhododendron sect. Linnaeopsis Schltr. (Syn.: Rhododendron subsect. Linnaeopsis (Schltr.) Sleumer), Rhododendron ser. Linnaeoidea Sleumer, Rhododendron sect. Zygomorphanthe Schltr., Rhododendron subsect. Leiovireya H.F.Copel., Rhododendron subsect. Linearanthera H.F.Copel., Rhododendron subsect. Malesia H.F.Copel., Rhododendron subsect. Solenovireya H.F.Copel., Rhododendron subsect. Phaeovireya Sleumer, Rhododendron sect. Phaeovireya (Sleumer) Argent, Rhododendron subsect. Astrovireya Sleumer, Rhododendron subsect. Schizovireya Sleumer, Rhododendron subsect. Siphonovireya Sleumer, Rhododendron sect. Siphonovireya (Sleumer) Argent, Rhododendron subsect. Albovireya Sleumer, Rhododendron sect. Albovireya (Sleumer) Argent, Rhododendron ser. Saxifragoidea Sleumer, Rhododendron subsect. Saxifragoidea (Sleumer) Argent, Rhododendron ser. Taxifolia Sleumer, Rhododendron ser. Stenophylla Sleumer, Rhododendron ser. Citrina Sleumer, Rhododendron ser. Buxifolia Sleumer, Rhododendron ser. Dendrolepidon Argent, A.L.Lamb & Phillipps: Sie enthält etwa 270 Arten.
    - Subsektion Rhododendron subsect. Malayovireya Sleumer (Syn.: Rhododendron sect. Malayovireya (Sleumer) Argent): Sie enthält etwa zwölf Arten.
    - Subsektion Rhododendron subsect. Pseudovireya (C.B.Clarke) Sleumer (Syn.: Rhododendron subg. Pseudovireya C.B.Clarke, Rhododendron ser. Vaccinioides Hutch., Rhododendron sect. Pseudovireya (C.B.Clarke) Argent): Sie enthält etwa zehn Arten.[24]
- Untergattung Hymenanthes (Blume) K.Koch: Sie enthält zwei Sektionen mit etwa 224 Arten:
  - Sektion Ponticum G.Don: Sie enthält 24 Subsektionen.
  - Sektion Pentanthera (G.Don) Pojarkova: (Syn.: Rhododendron sect. Pentanthera, Rhododendron subg. Pentanthera (G.Don) Pojarkova): Sie enthält zwei Subsektionen.
- Untergattung Azaleastrum Planch.: Sie enthält drei Sektionen mit über 100 Arten:
  - Sektion Rhododendron sect. Azaleastrum Planch.: Sie enthält etwa fünf Arten.
  - Sektion Rhododendron sect. Sciadorhodion Rehder & Wilson (Syn.: Rhododendron subg. Candidastrum Franch.): Sie enthält etwa vier Arten.
- Untergattung Rhododendron subg. Tsutsusi (Sweet) Pojarkova (Syn.: Rhododendron sect. Tsutsusi (Sweet) Pojarkova, Rhododendron sect. Viscidula Matsum. & Nakai, Rhododendron sect. Rhodora (L.) G.Don, Rhododendron subg. Mumeazalea (Sleumer) W.R.Philipson & M.N.Philipson):[25] Sie enthält etwa 80 Arten:
  - Sektion Rhododendron sect. Tsutsusi (Sweet) Pojarkova
  - Sektion Rhododendron sect. Brachycalyx Tate ex Sweet (Syn.: Rhododendron subsect. Brachycalyces (Sweet) Spethmann, Rhododendron ser. Dilatata T.Yamaz., Rhododendron ser. Glangulistyla T.Yamaz., Rhododendron ser. Nudipes T.Yamaz., Rhododendron sect. Quinquefolia T.Yamaz., Rhododendron ser. Reticulata T.Yamaz., Rhododendron ser. Sciadorhodion T.Yamaz., Rhododendron sect. Tsusiopsis Sleumer, Rhododendron sect. Verticillata Nakai, Rhododendron ser. Weyrichia T.Yamaz.): Von den etwa acht Arten kommen drei in China, sechs in Japan und eine in Südkorea vor.[26]
- Untergattung Therorhodion A.Gray: Sie enthält nur zwei Arten.
- Untergattung Choniastrum Franch. (Syn. Rhododendron sect. Choniastrum Franch.): Sie enthält etwa elf Arten.

Nach Kron et al. 1990 gehören die Ledum-Arten in die Gattung Rhododendron.
Bei Craven 2011 wurden die Arten der Gattungen Diplarche und Menziesia in die Gattung Rhododendron eingegliedert.
Synonyme für Rhododendron L. sind seit 2011: Diplarche Hook. f. & Thomson, Anthodendron Rchb., Azaleastrum Rydb., ×Azaleodendron Rodigas, Biltia Small, Candollea Baumg., Chamaecistus Regel, Chamaerhododendron Bubani, Chamaerhododendros Duhamel, Dulia Adans., Haustrum Noronha, Hochenwartia Crantz, Hymenanthes Blume, Iposues Raf., ×Ledodendron F.de Vos, Ledum Ruppius ex L., Loiseleria Rchb., Menziesia Sm., Osmothamnus DC., Plinthocroma Dulac, ×Rhodazalea Anon., Rhodora L., Rhodothamnus Lindl. & Paxton, Stemotis Raf., Theis Salisb. ex DC., Therorhodion Small, Tsusiophyllum Maxim., Vireya Blume, Waldemaria Klotzsch.
Eng verwandt ist die Gattung Rhodothamnus Rydb. (Syn.: Adodendron DC., Adodendrum Neck.): Es gibt zwei Arten:
- Zwerg-Alpenrose (Rhodothamnus chamaecistus (L.) Rchb.): Sie kommt nur in den Ostalpen vor mit ähnlichem Verbreitungsgebiet wie Rhododendron hirsutum zum Beispiel in den Nördlichen Kalkalpen.
- Rhodothamnus sessilifolius P.H.Davis: Sie kommt nur in der nordöstlichen Türkei vor.

### Systematik 2020
Nach Xia et al. 2020 wird die Gattung Rhododendron in acht Untergattungen, 15 Sektionen und 71 Untersektionen gegliedert und enthält mehr als 1000 Arten. Aber weil noch immer von einem großen Teil der Arten keine molekulargenetischen Daten vorliegen, bleiben die natürlichen Verwandtschaftsverhältnisse noch teilweise ungeklärt. Der Umfang der Subtaxa wird in dieser wissenschaftlichen Untersuchung anders bewertet als zuvor, weil einige Taxa nicht monophyletisch waren.
Hier die Gliederung in acht Untergattungen nach Xia et al. 2020:
- Untergattung Azaleastrum Planch.[11]
- Untergattung Candidastrum[11]
- Untergattung Hymenanthes (Blume) K.Koch[11]
- Untergattung Mumeazalea[11]
- Untergattung Pentanthera[11]
- Untergattung Rhododendron[11]
- Untergattung Therorhodion A.Gray[11]
- Untergattung Tsutsusi (Sweet) Pojarkova: Inklusive der Taxa der Untergattung Choniastrum.[11]

### Arten und ihre Verbreitung

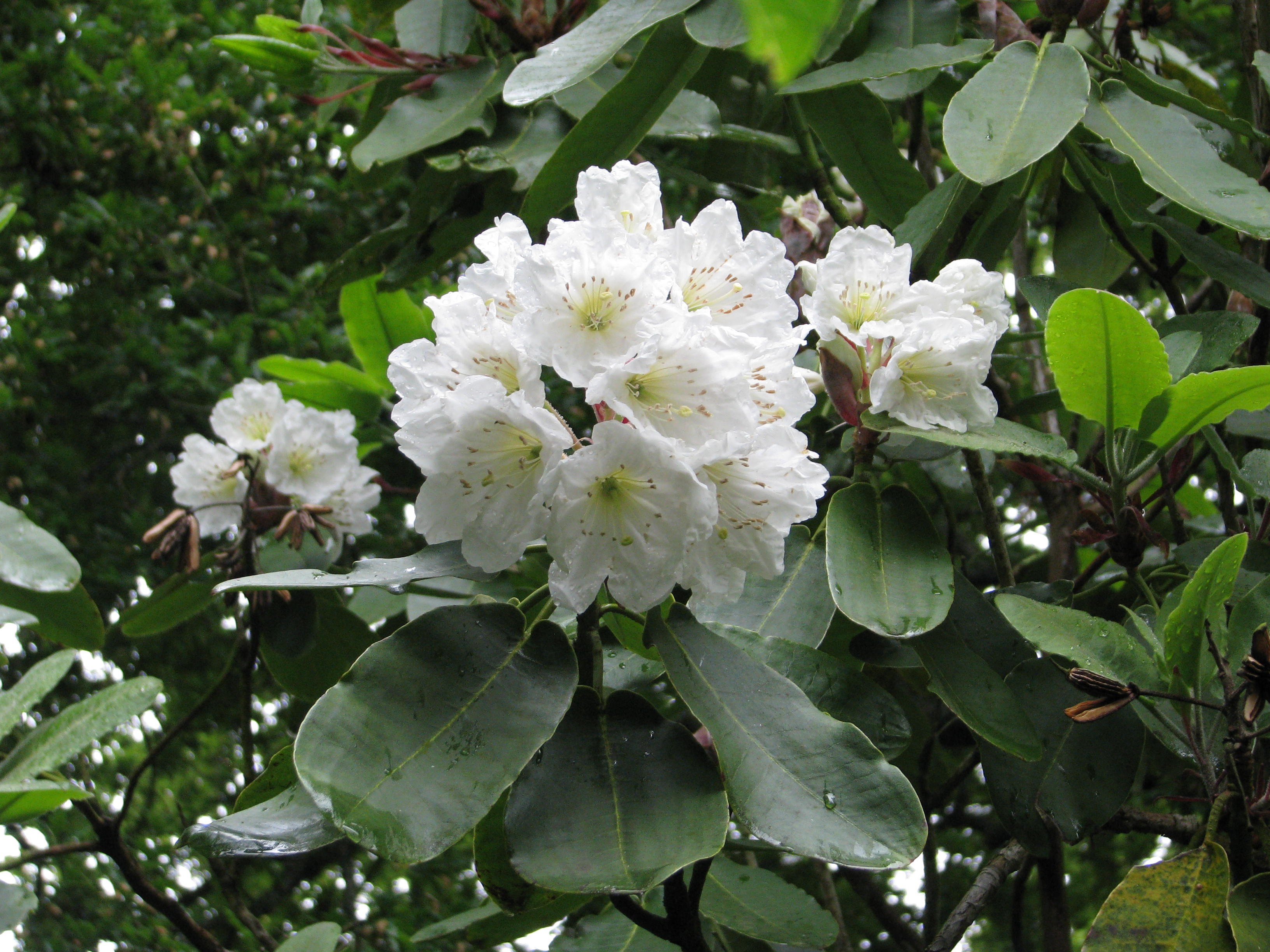
Rhododendron hemsleyanum

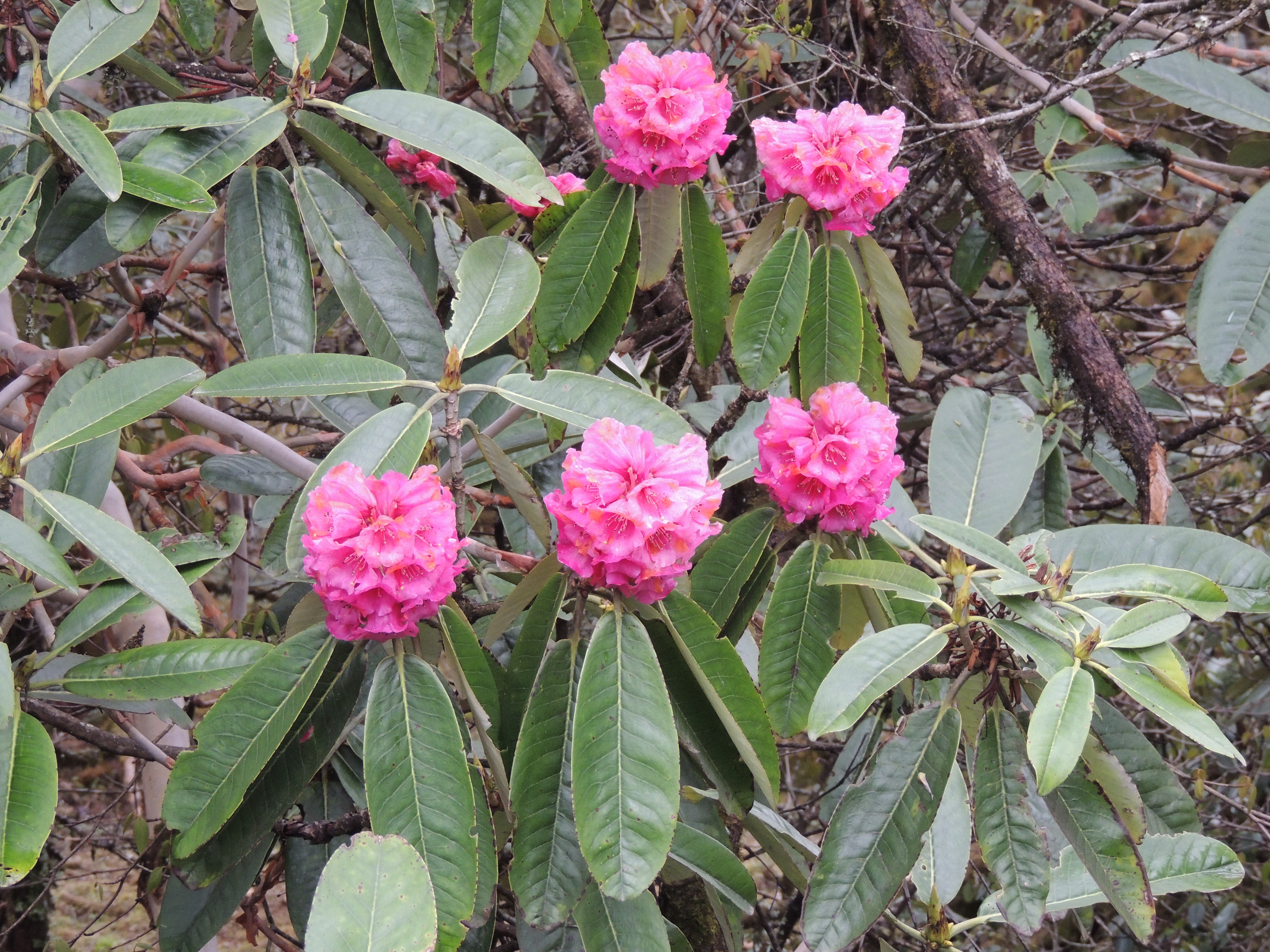
Rhododendron hodgsonii

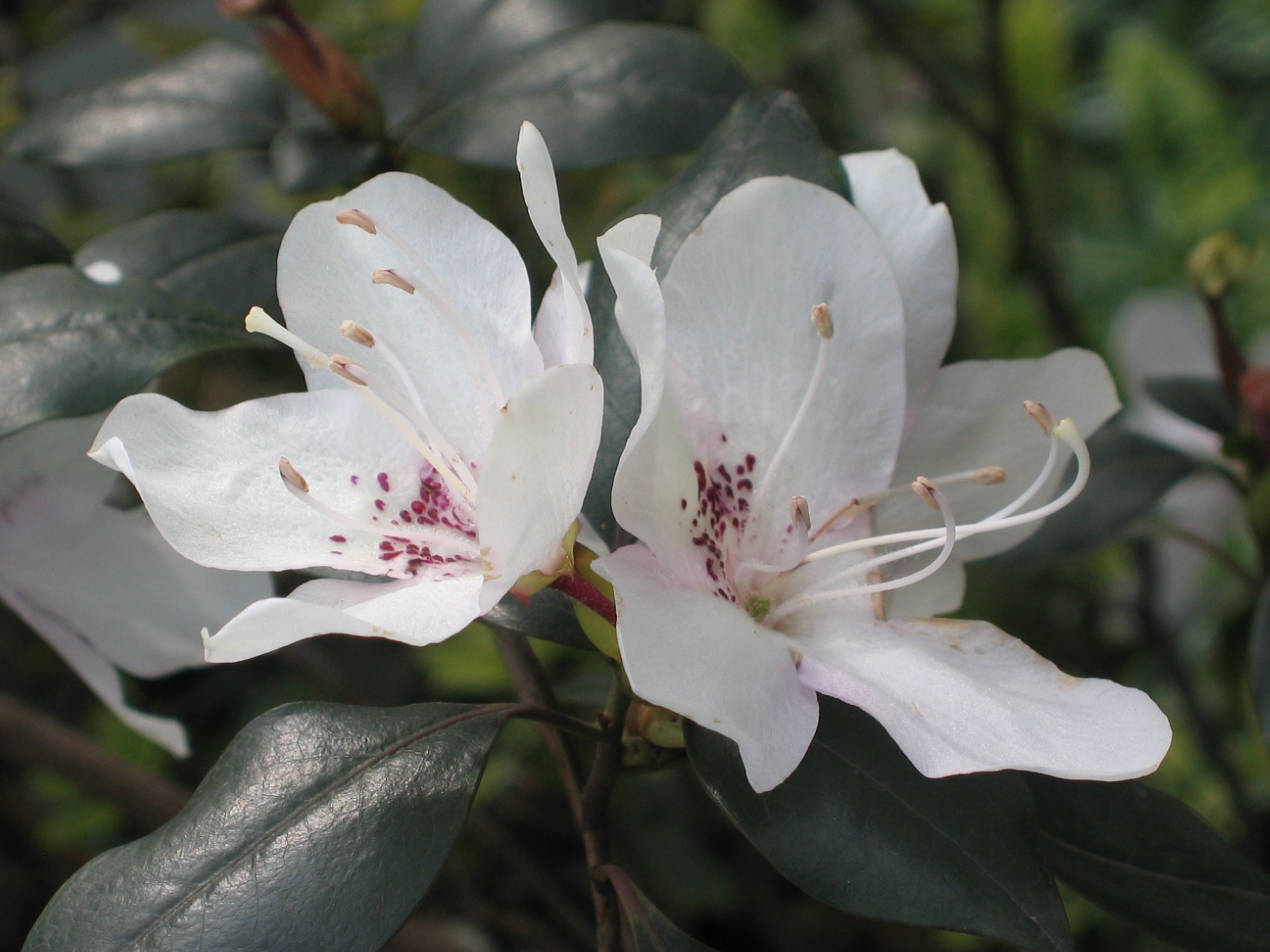
Rhododendron hongkongense

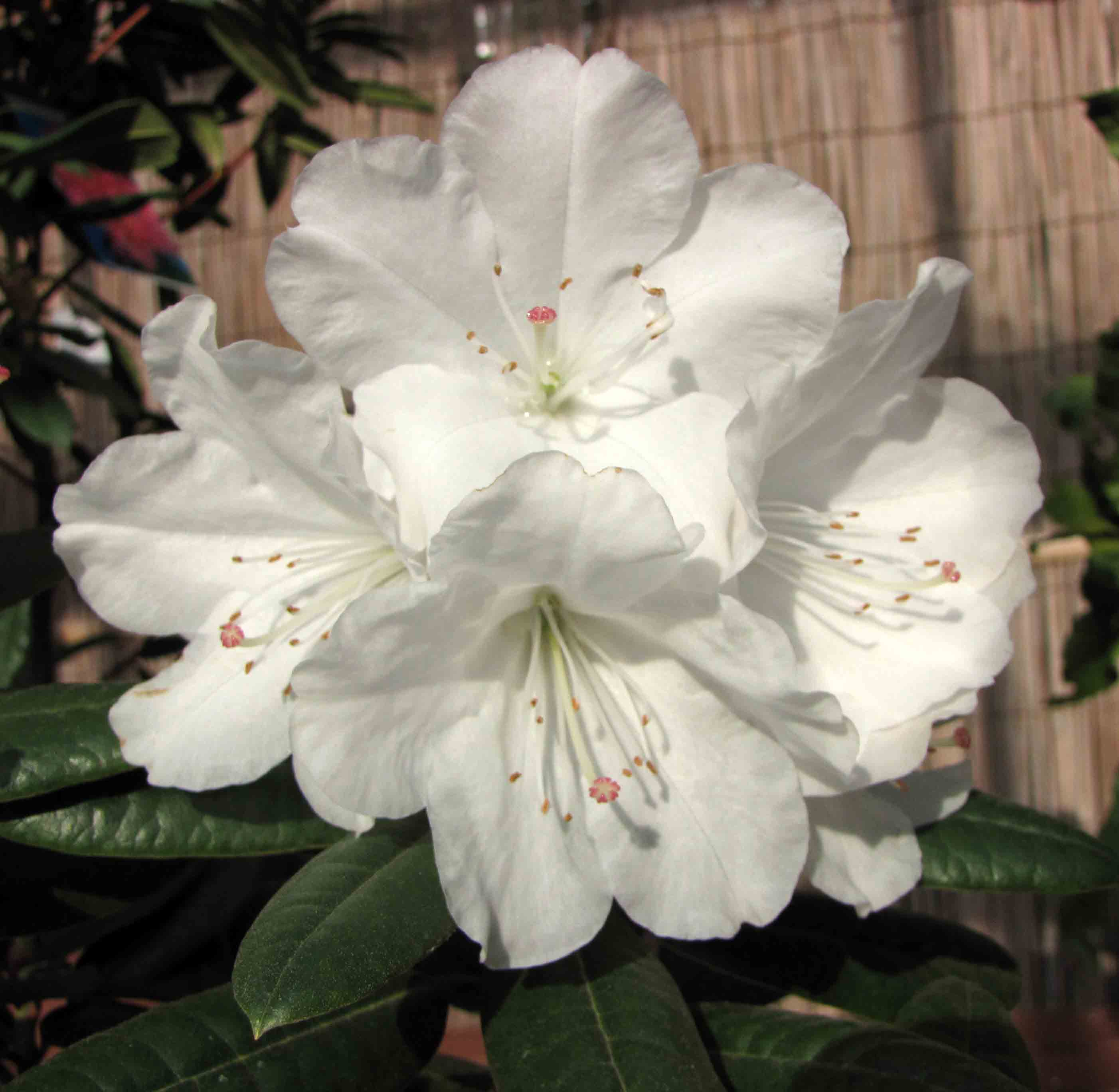
Rhododendron hyperythrum

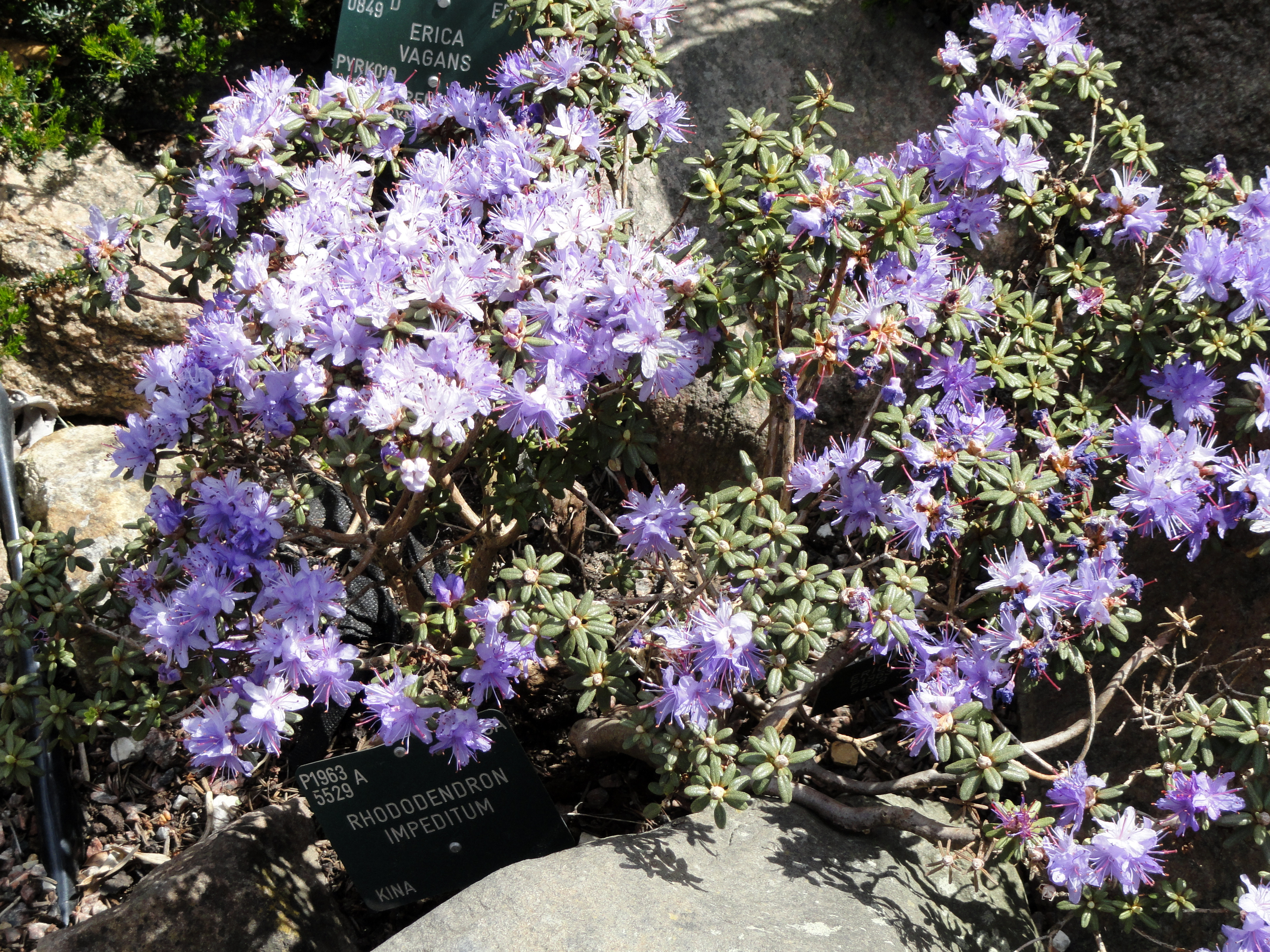
Rhododendron impeditum

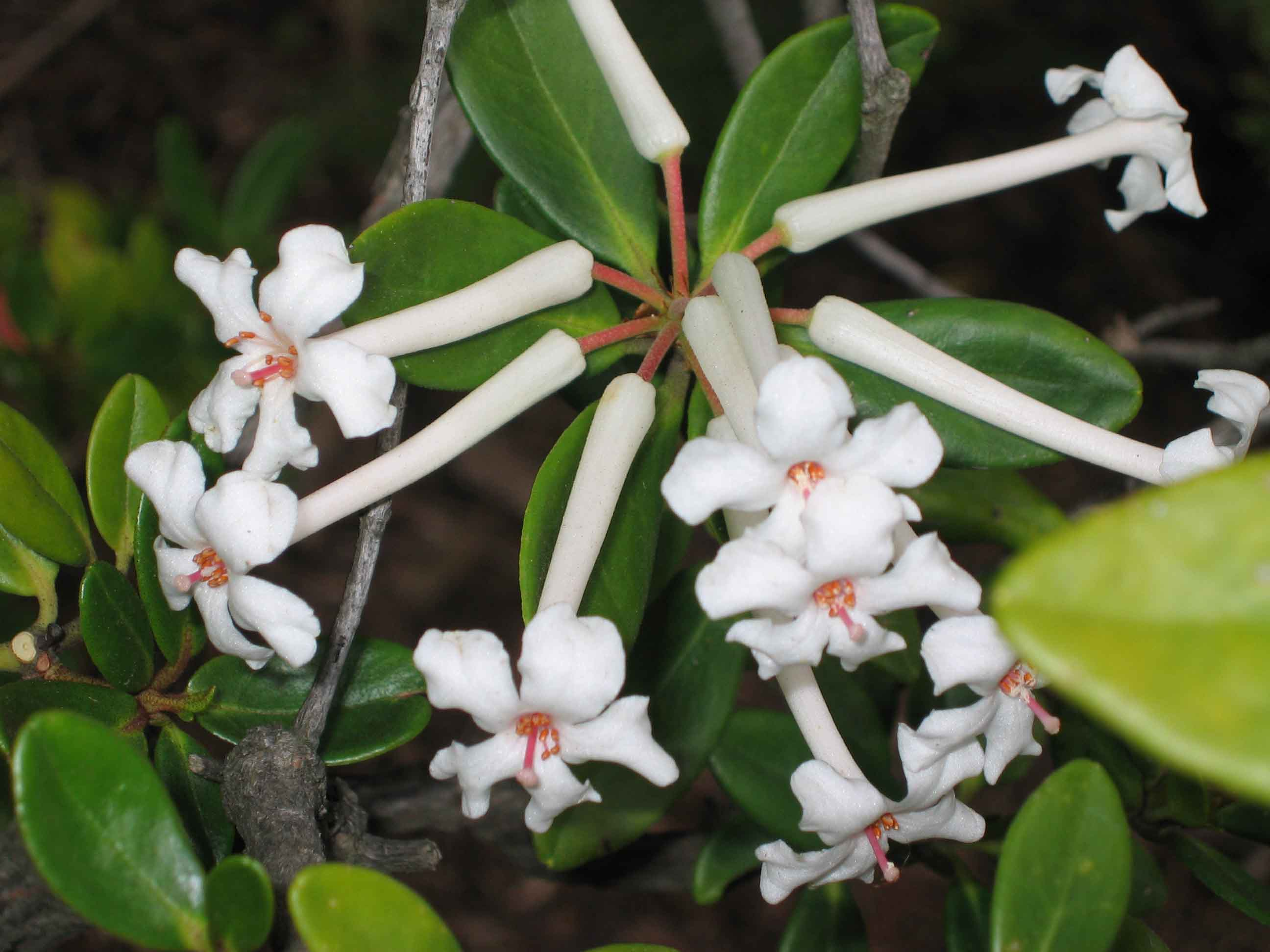
Rhododendron jasminiflorum

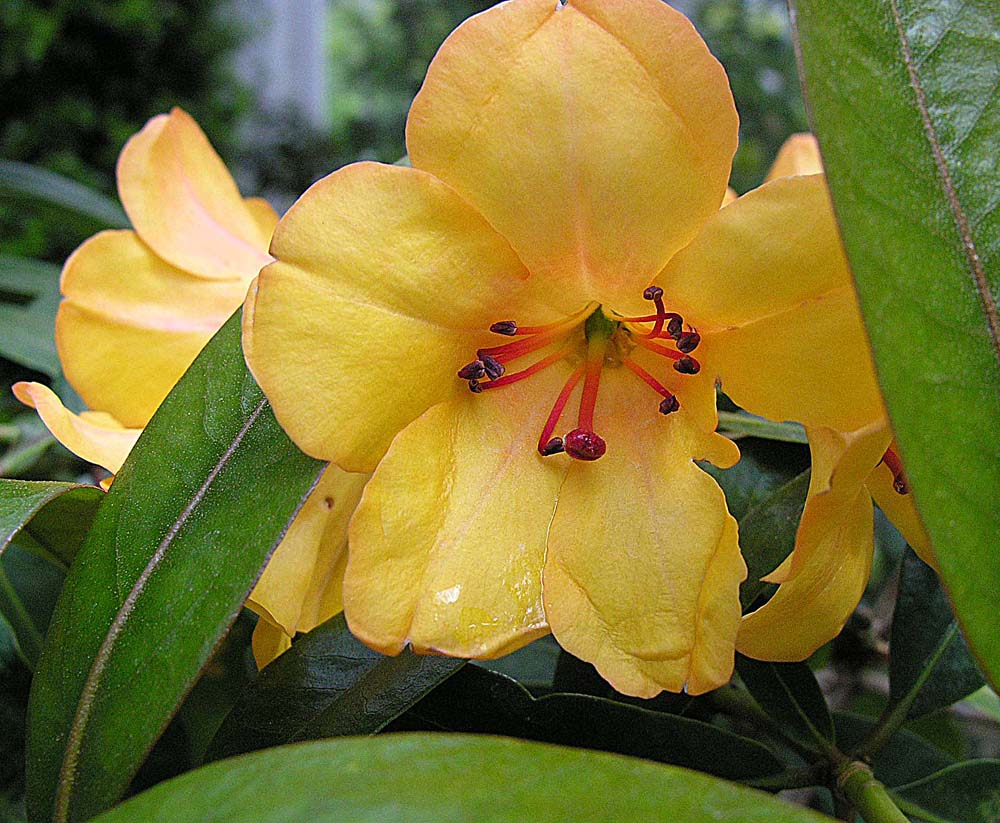
Rhododendron javanicum

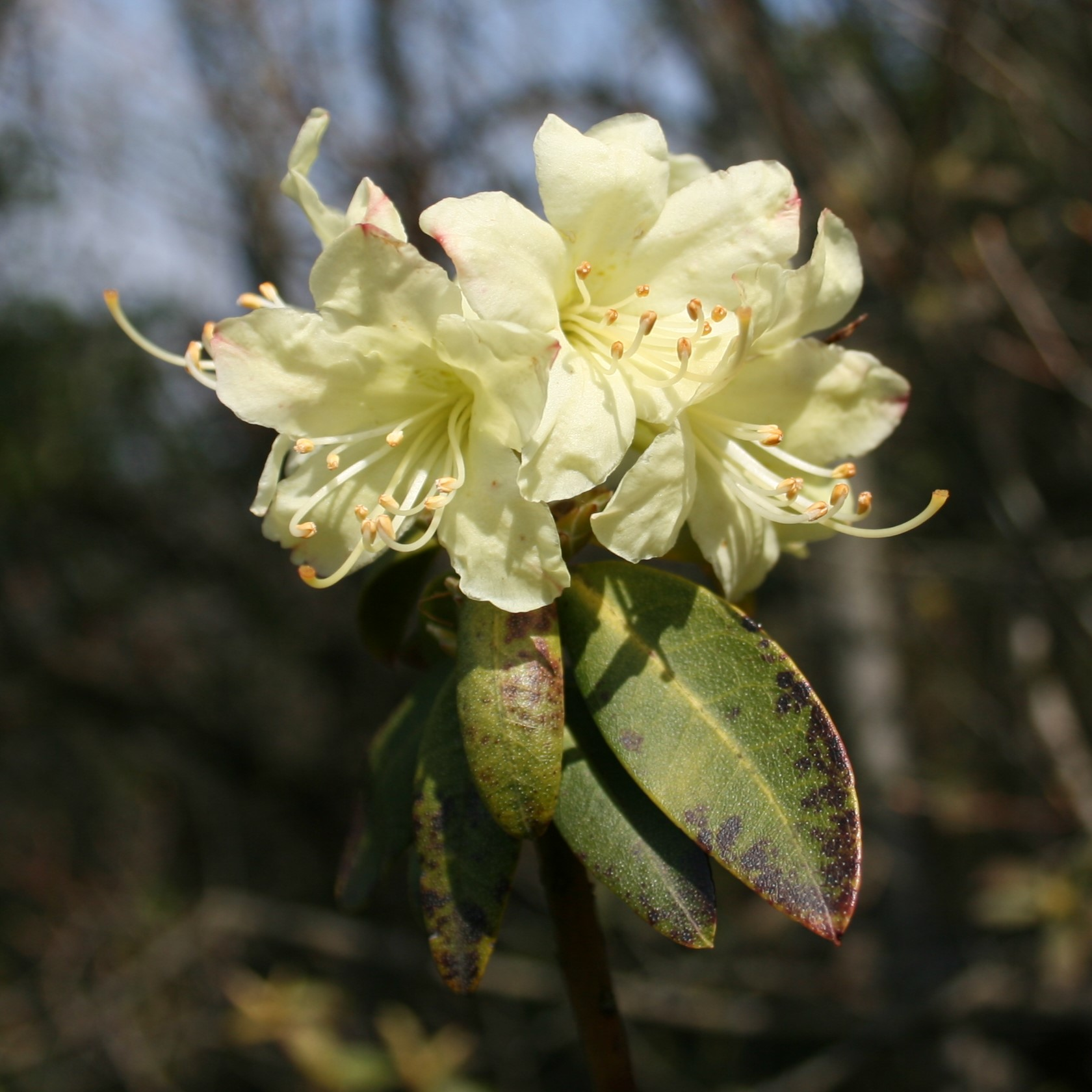
Rhododendron keiskei

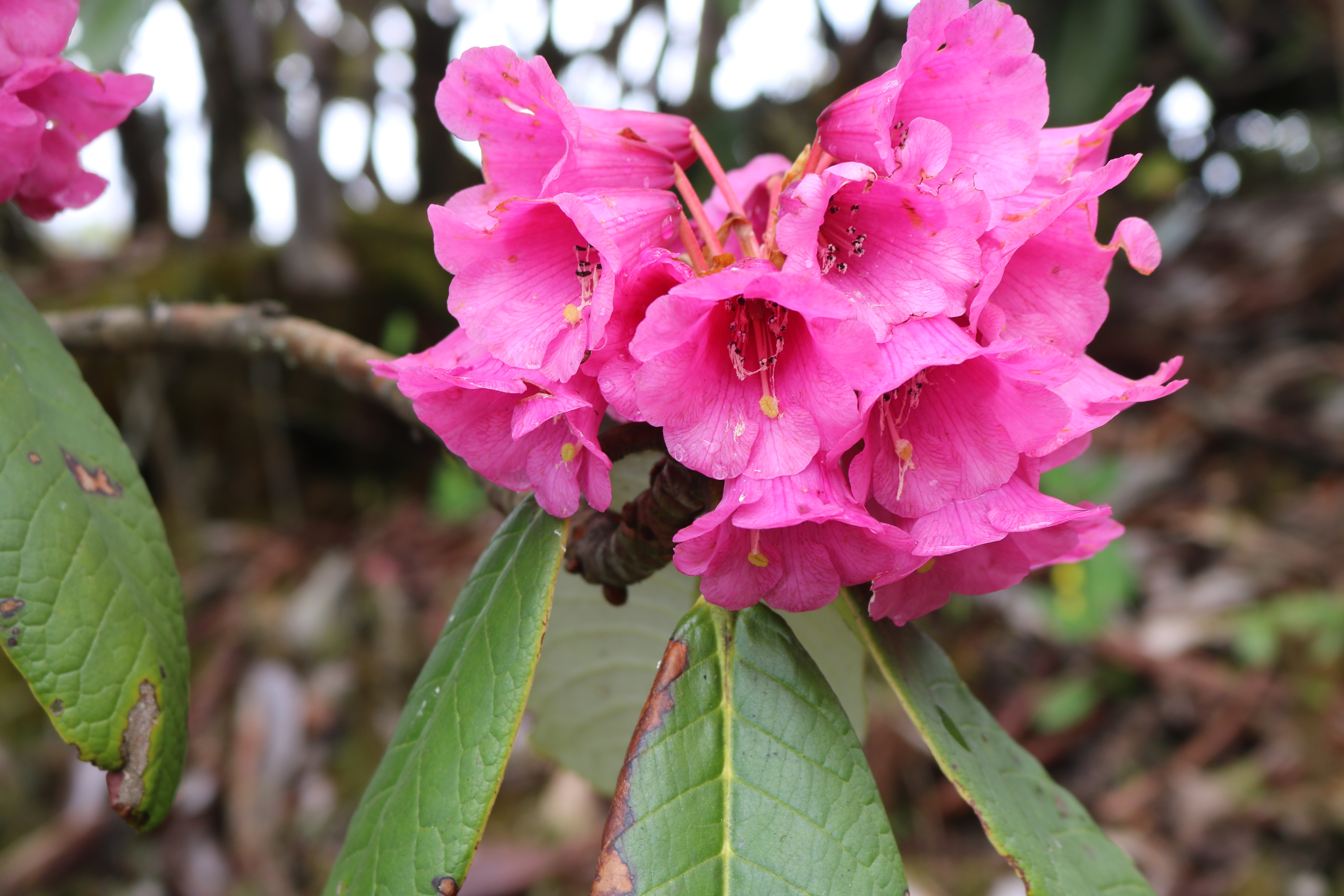
Rhododendron kesangiae

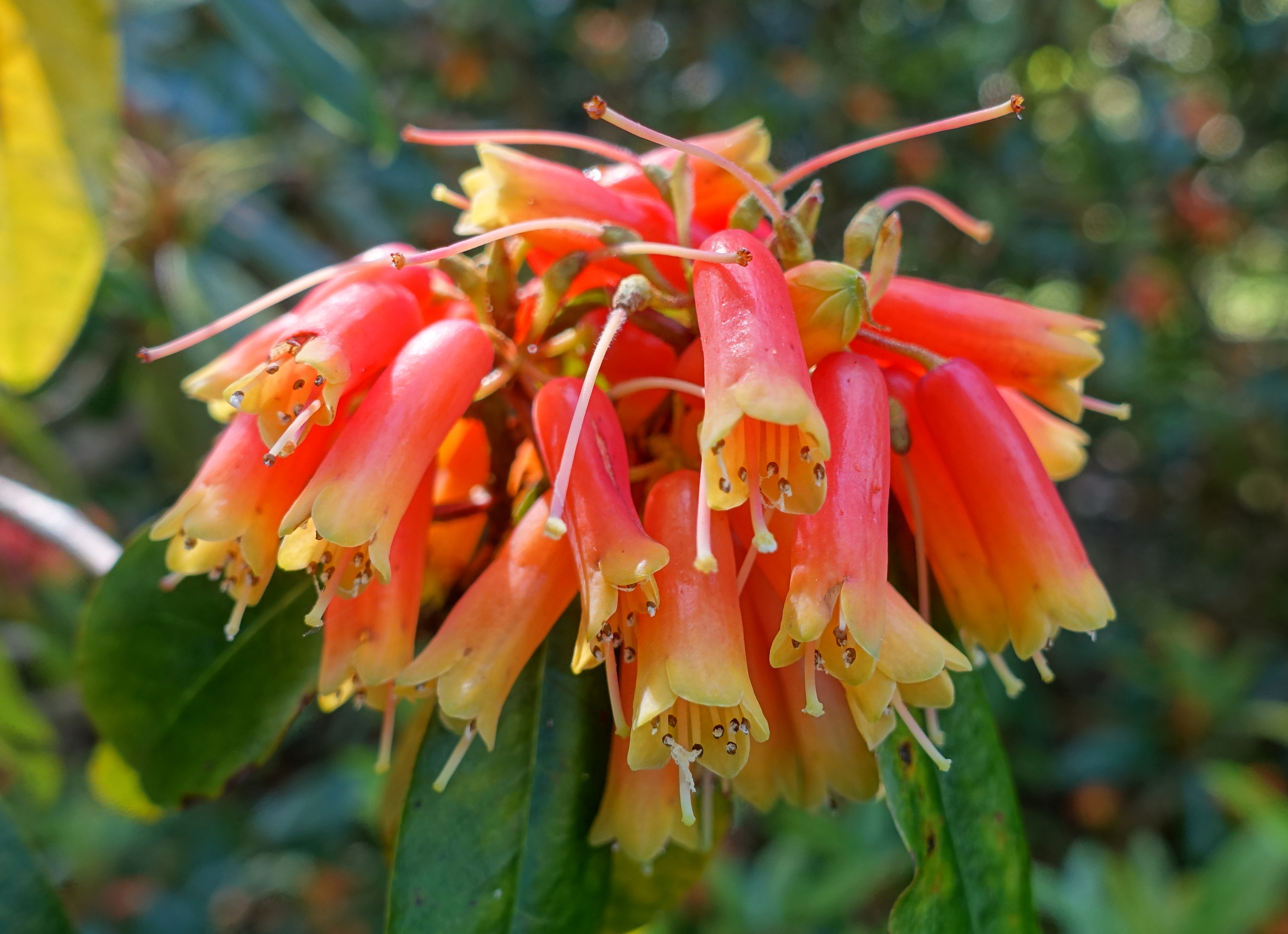
Rhododendron keysii

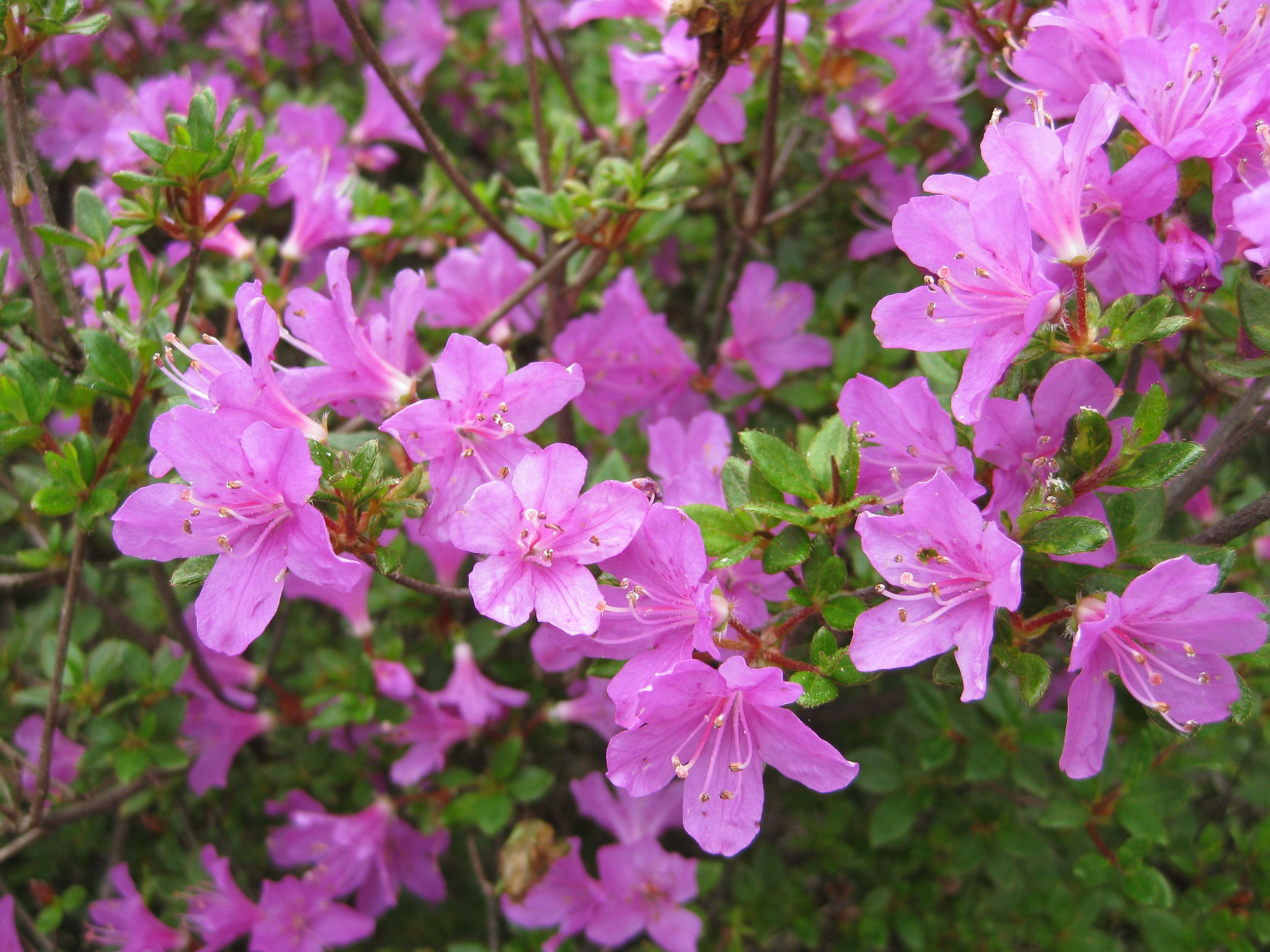
Rhododendron kiusianum

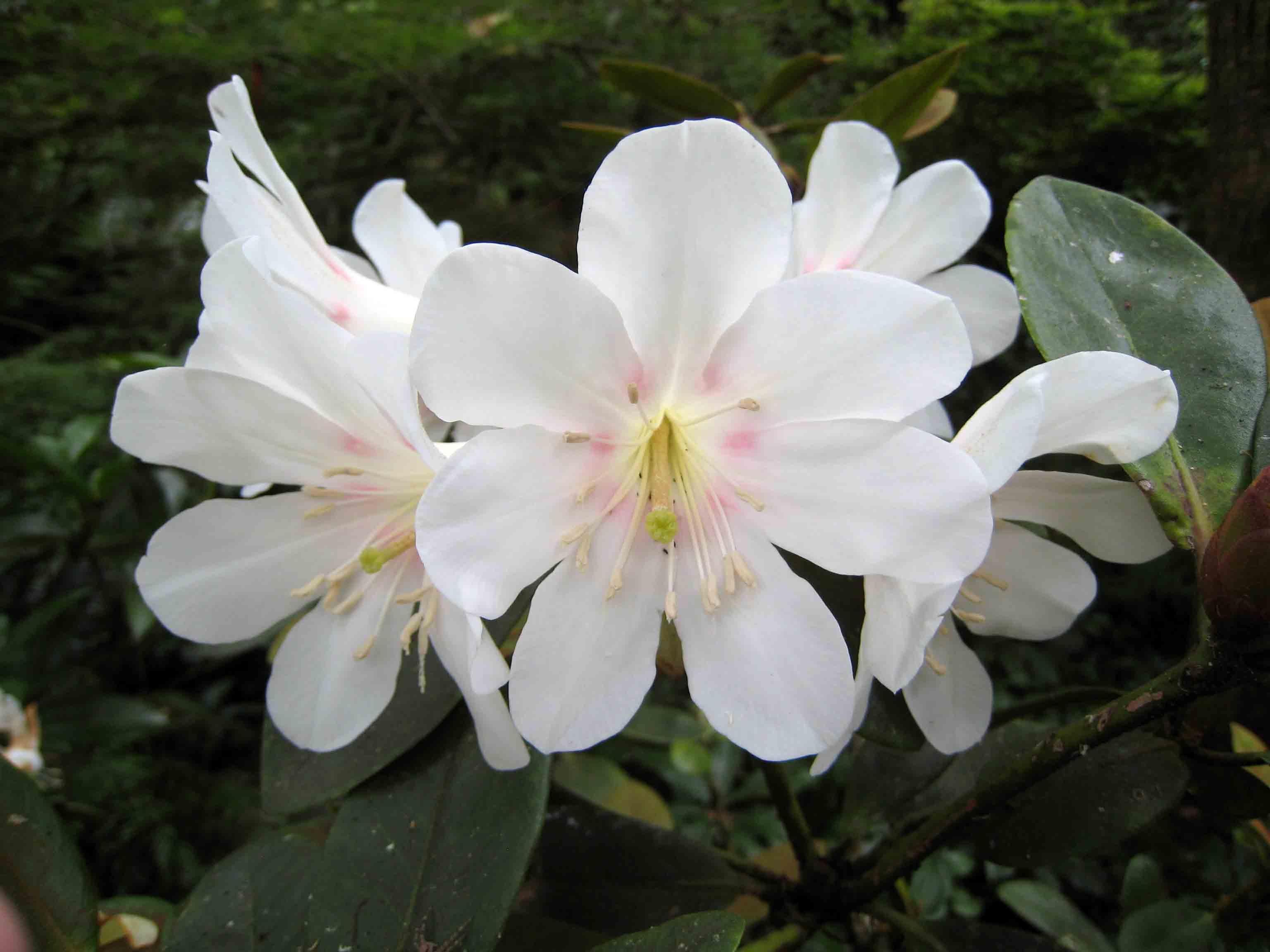
Rhododendron konori

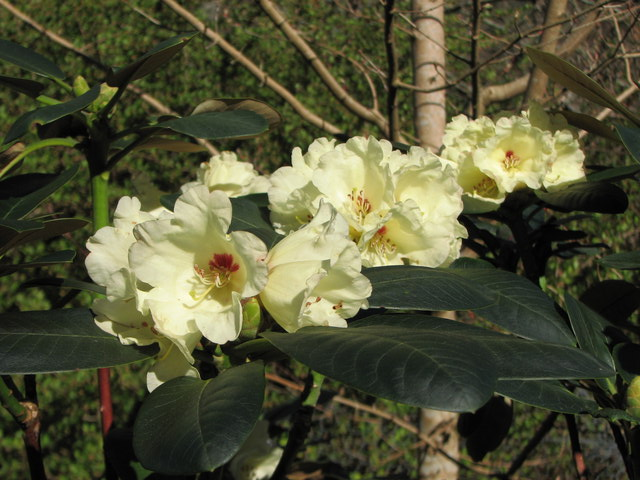
Rhododendron lacteum

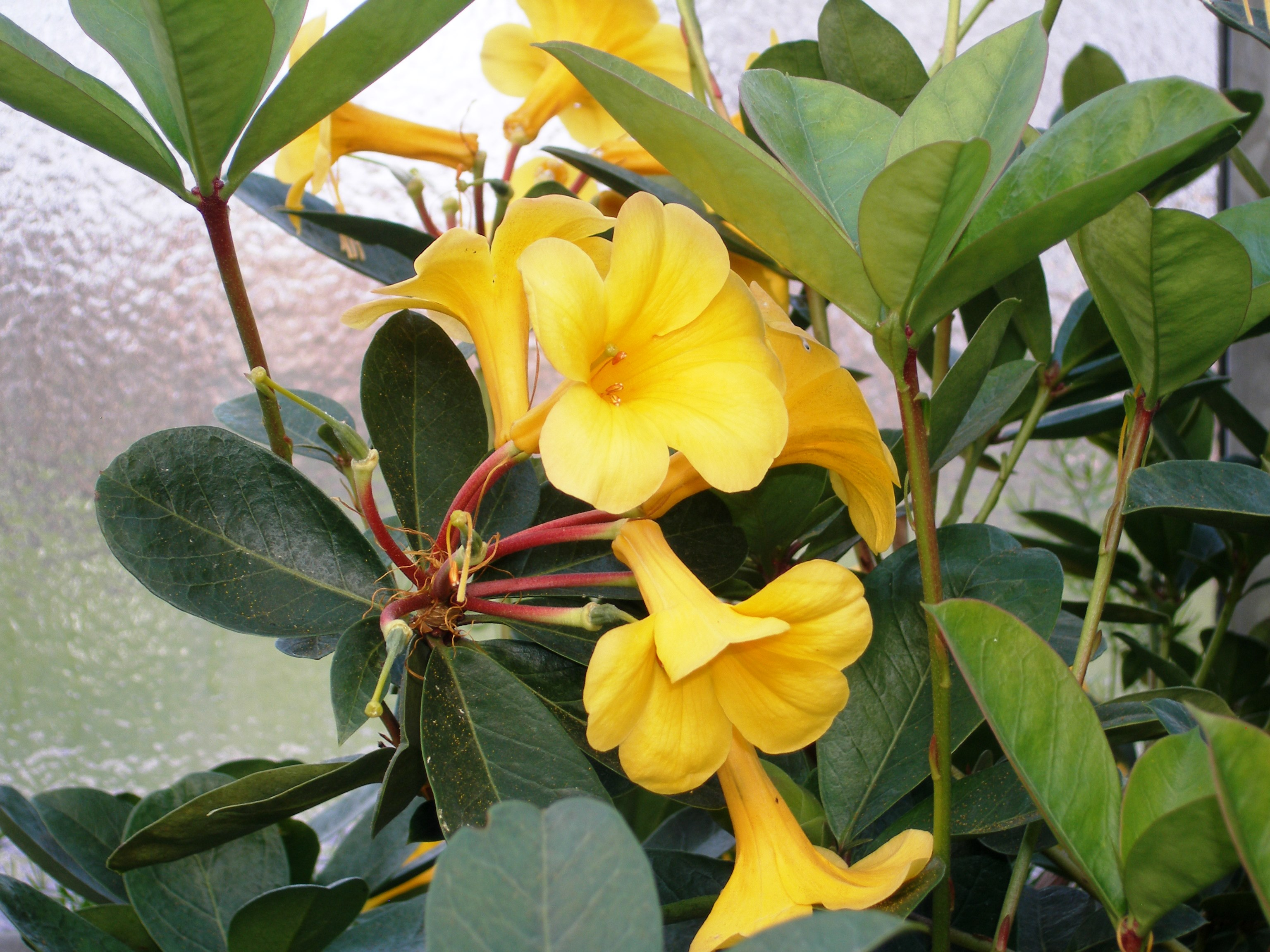
Rhododendron laetum

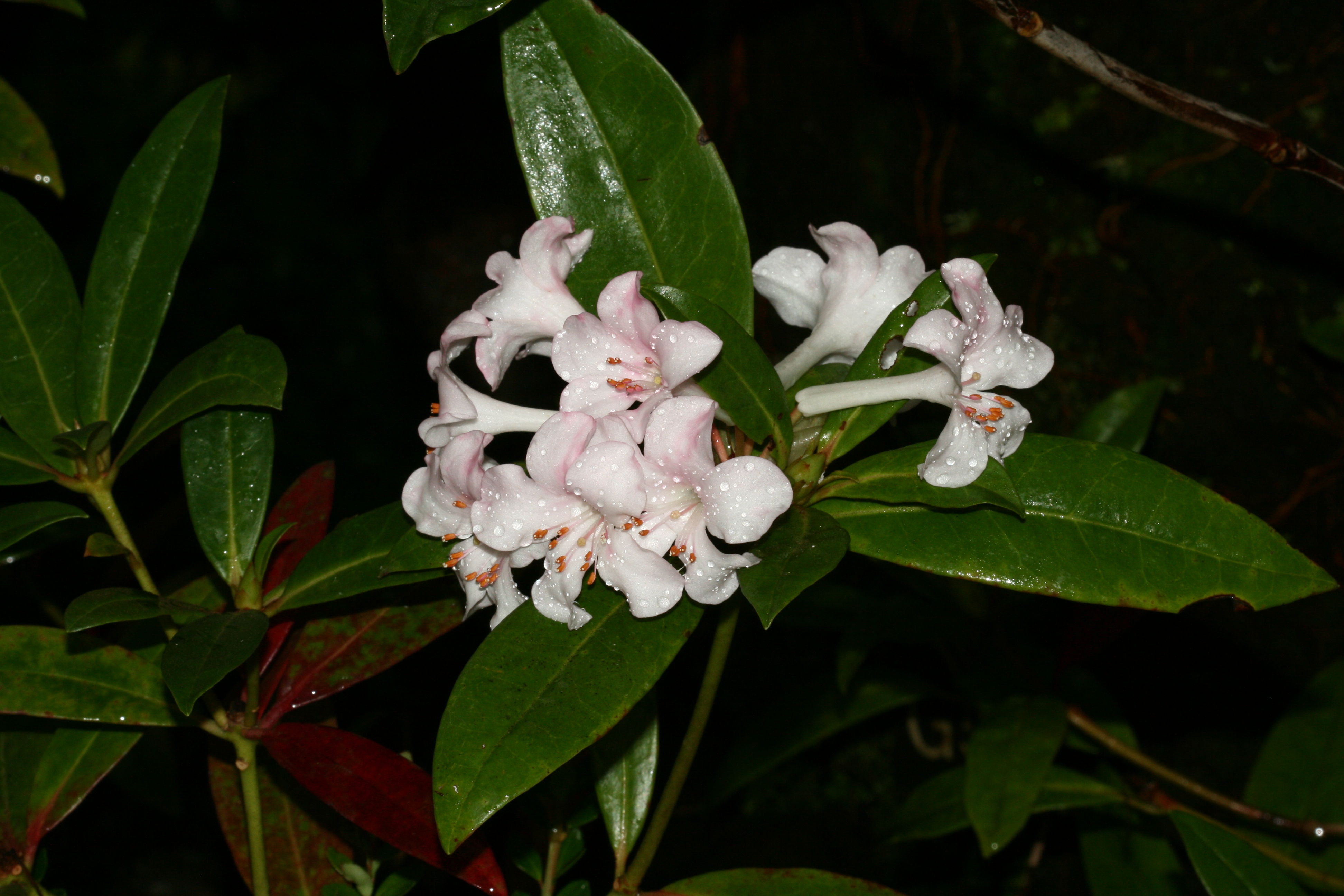
Rhododendron lambianum

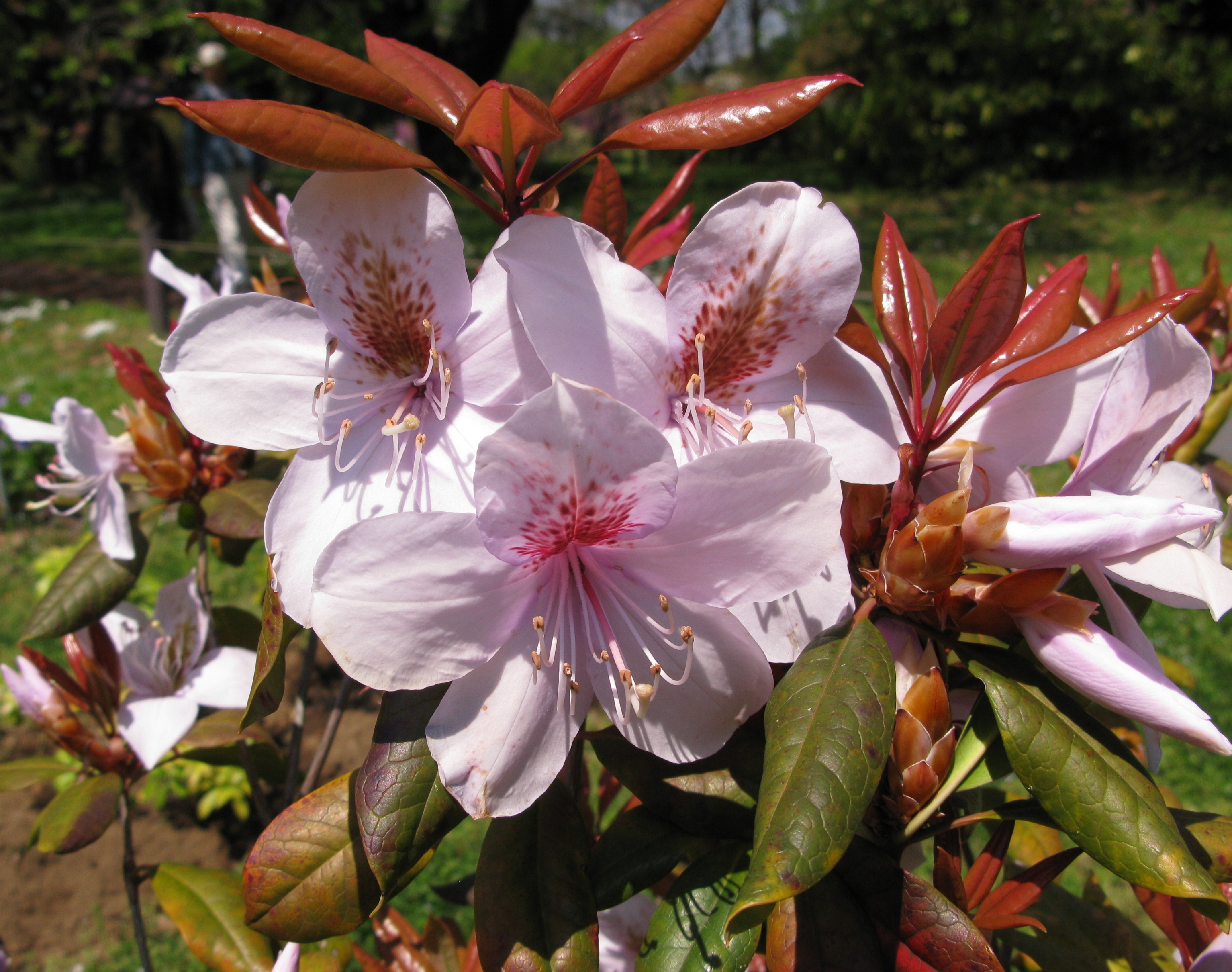
Rhododendron latoucheae

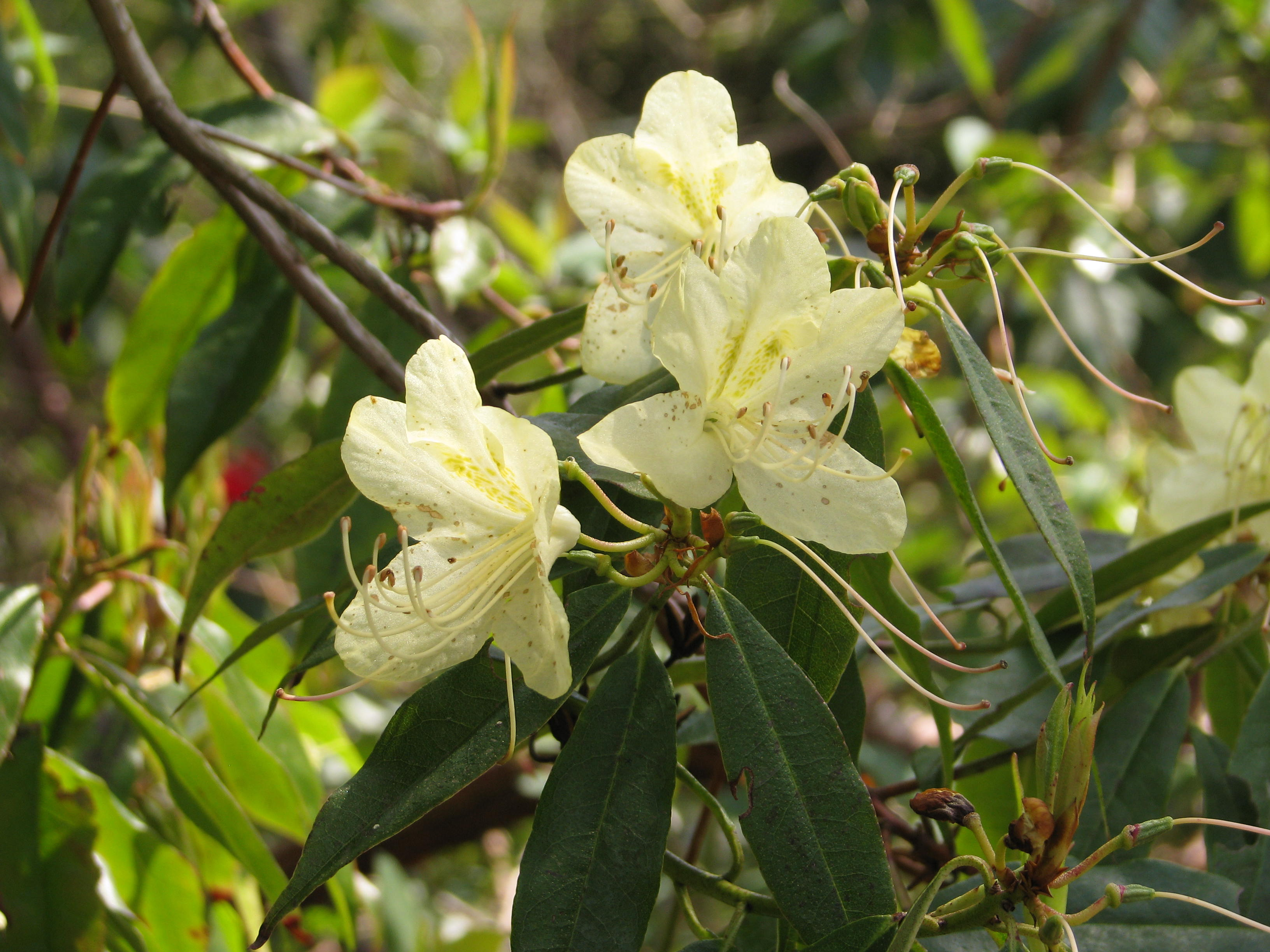
Rhododendron lutescens

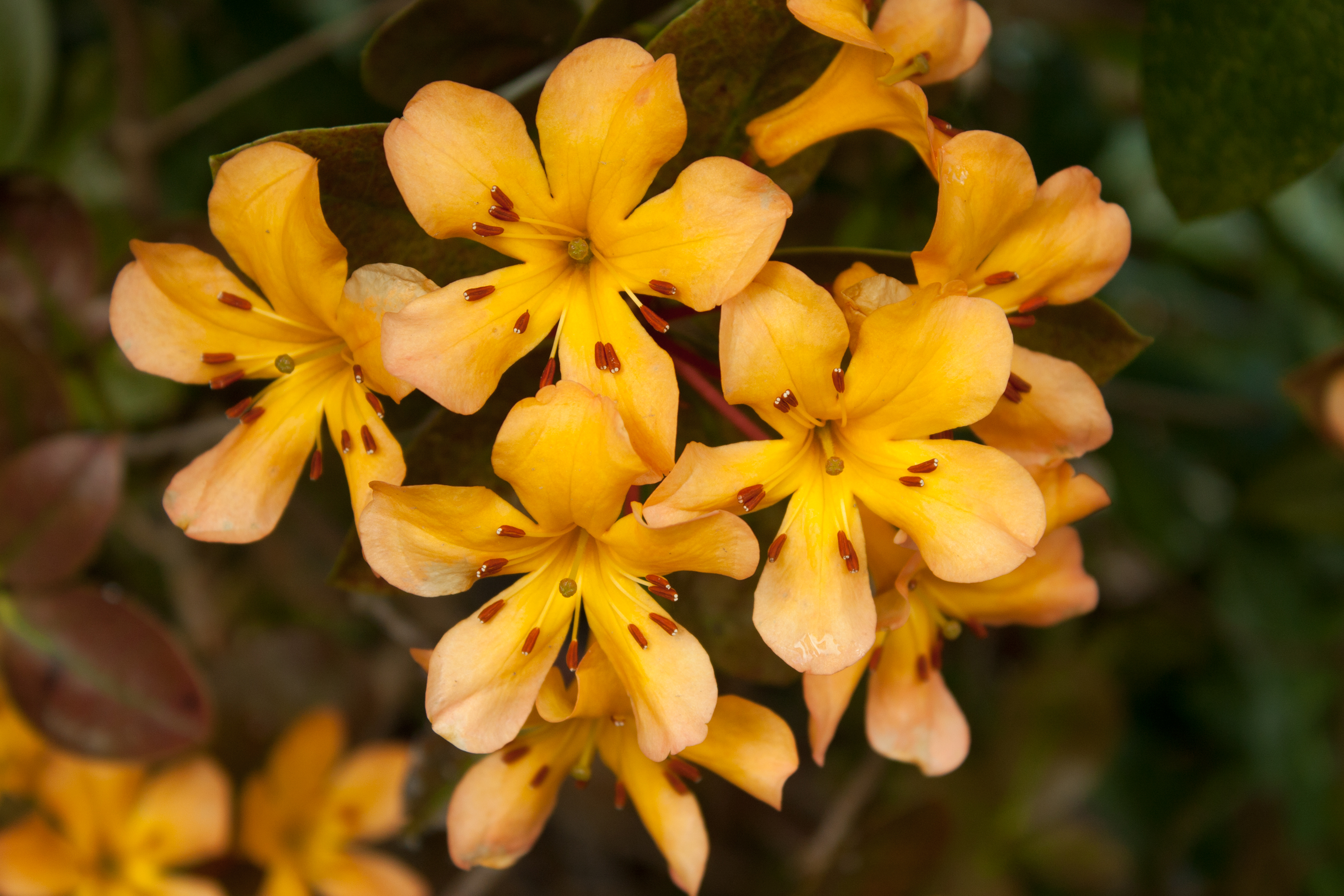
Rhododendron macgregoriae

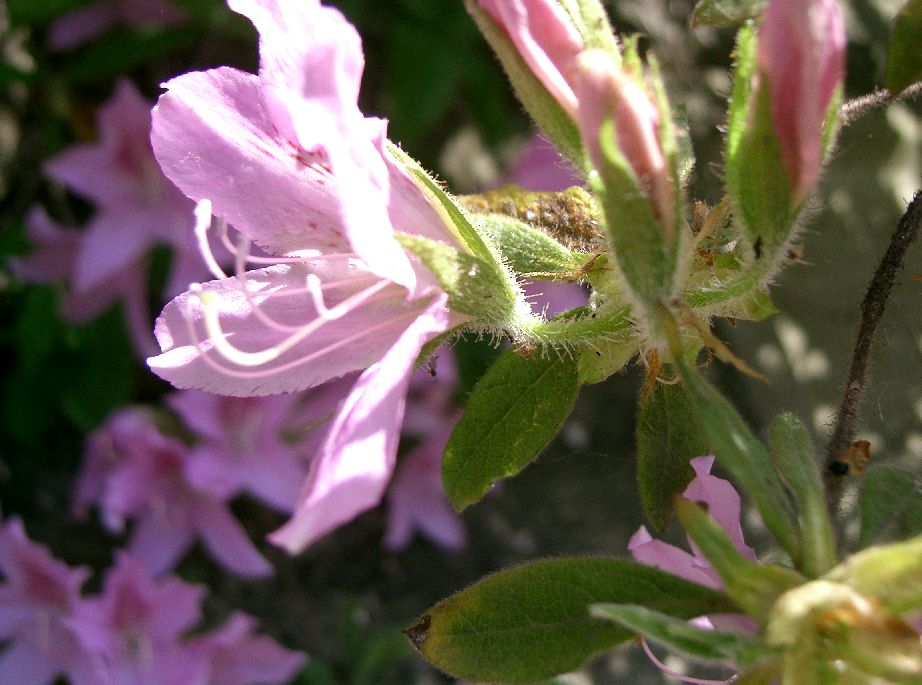
Blüte von Rhododendron macrosepalum, deutlich zu erkennen sind die grünen Kelchblätter

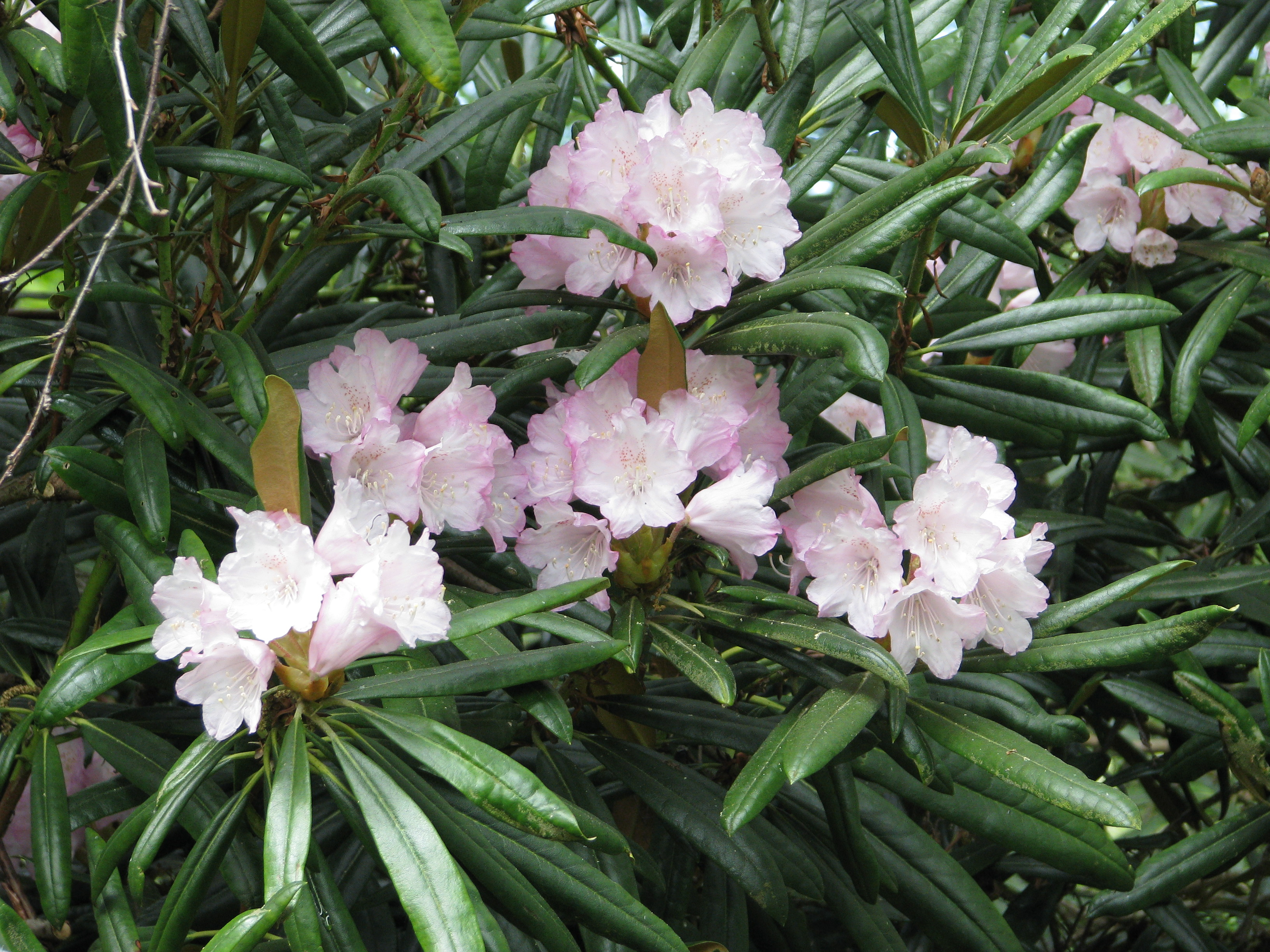
Rhododendron makinoi

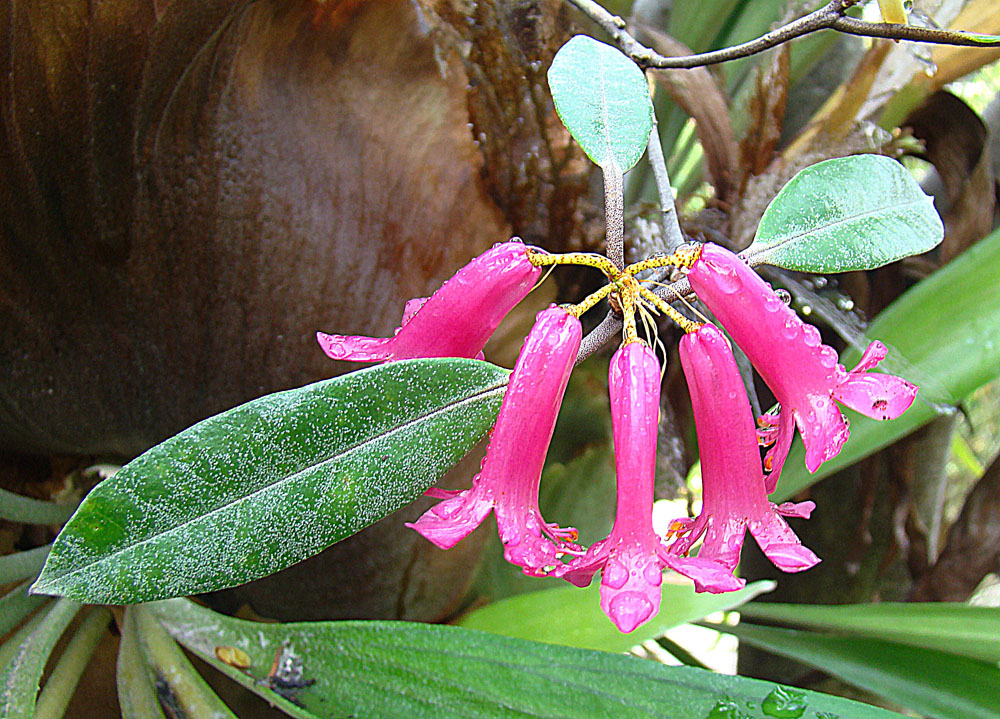
Rhododendron malayanum

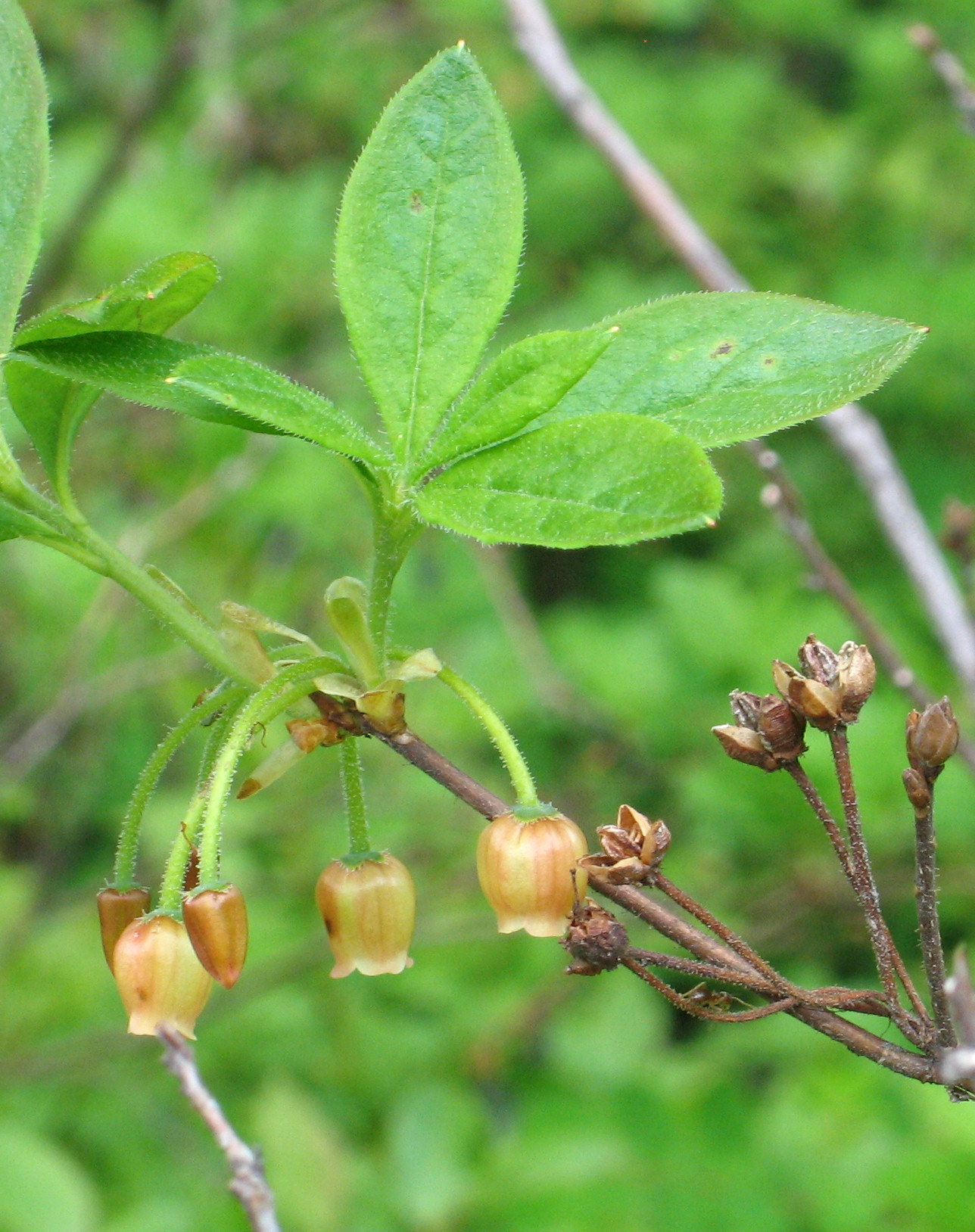
Rhododendron menziesii

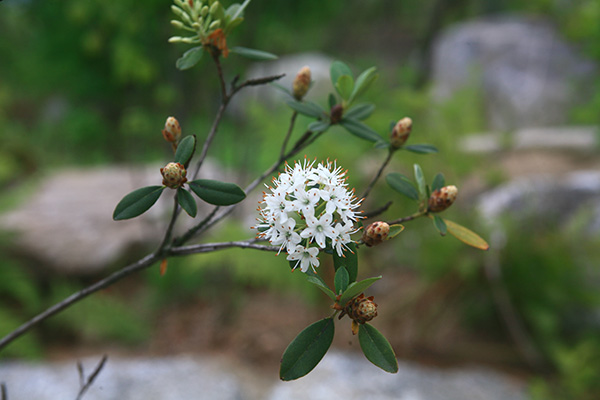
Rhododendron micranthum

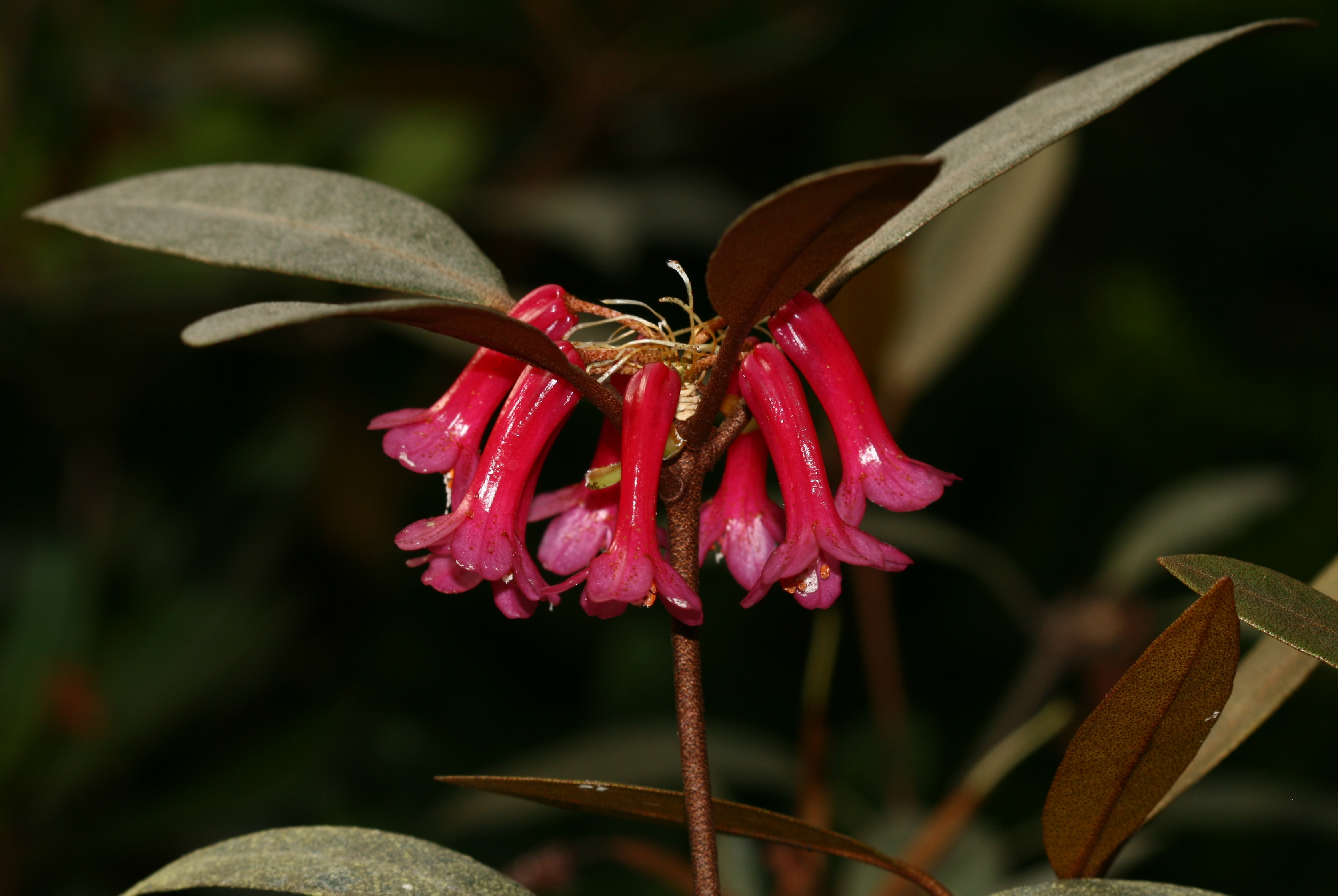
Rhododendron micromalayanum

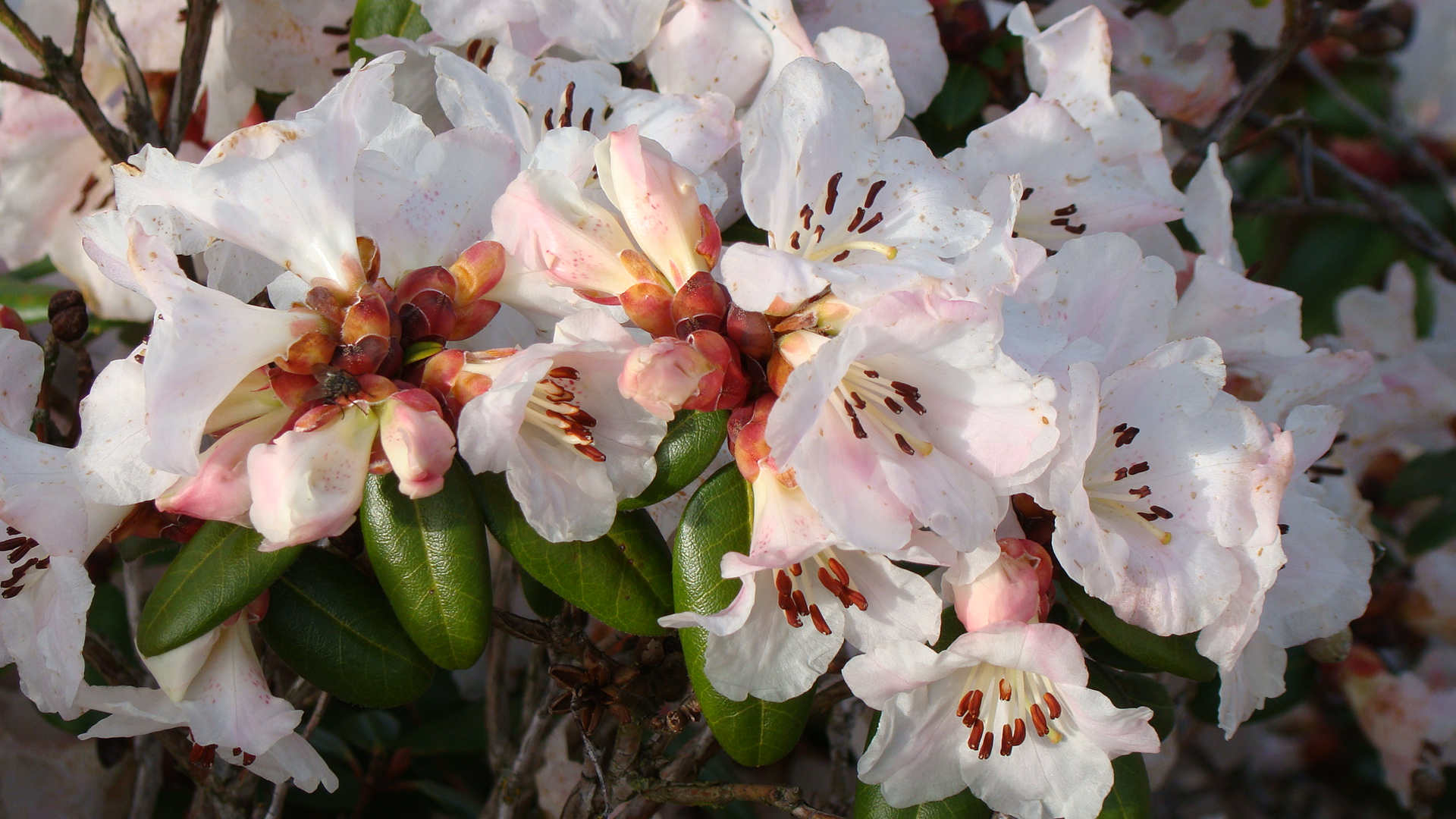
Rhododendron moupinense

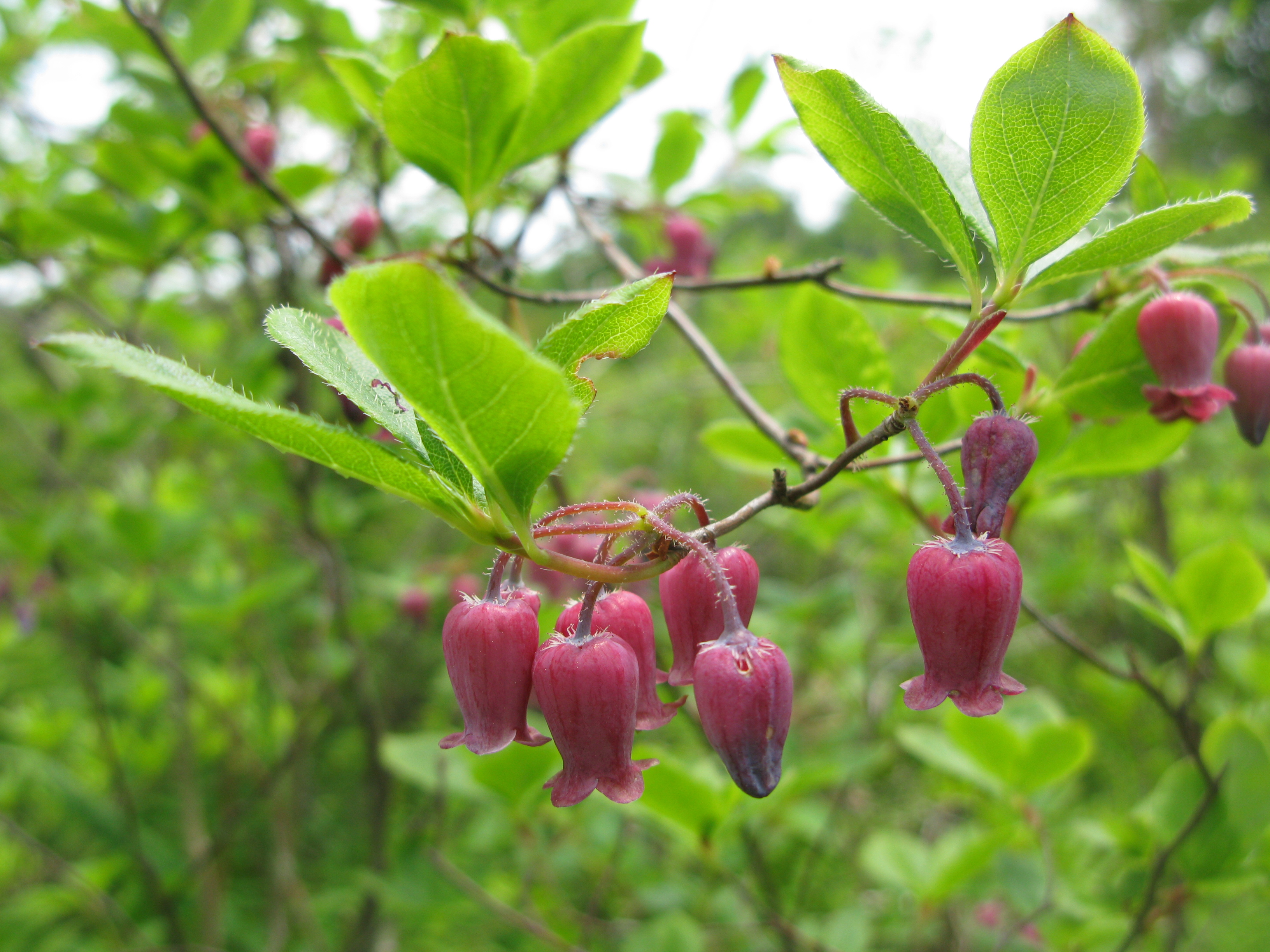
Rhododendron multiflorum

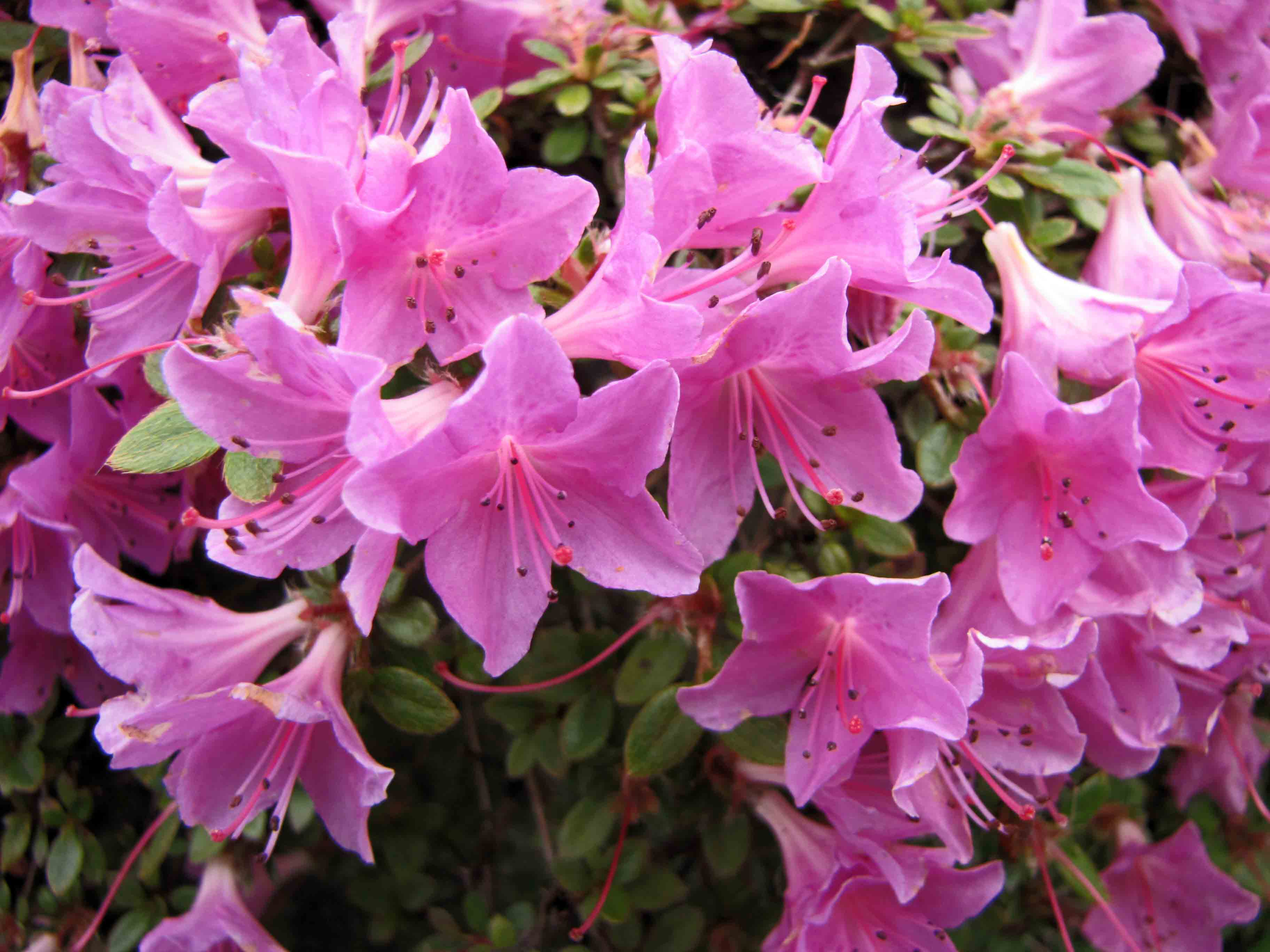
Rhododendron nakaharae

Es gibt über 1000 Rhododendron-Arten:

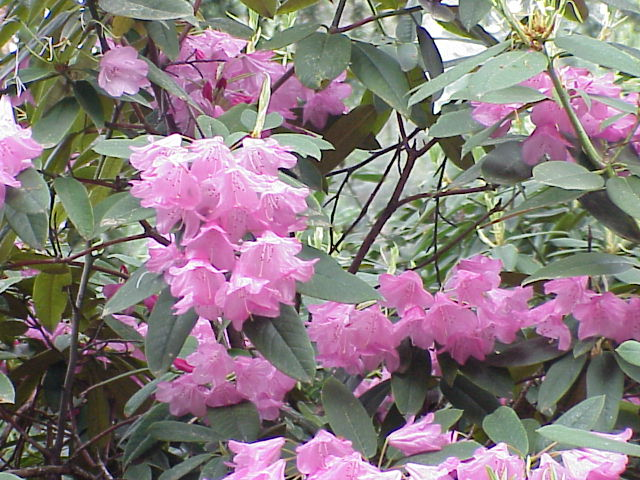
Rhododendron adenogynum

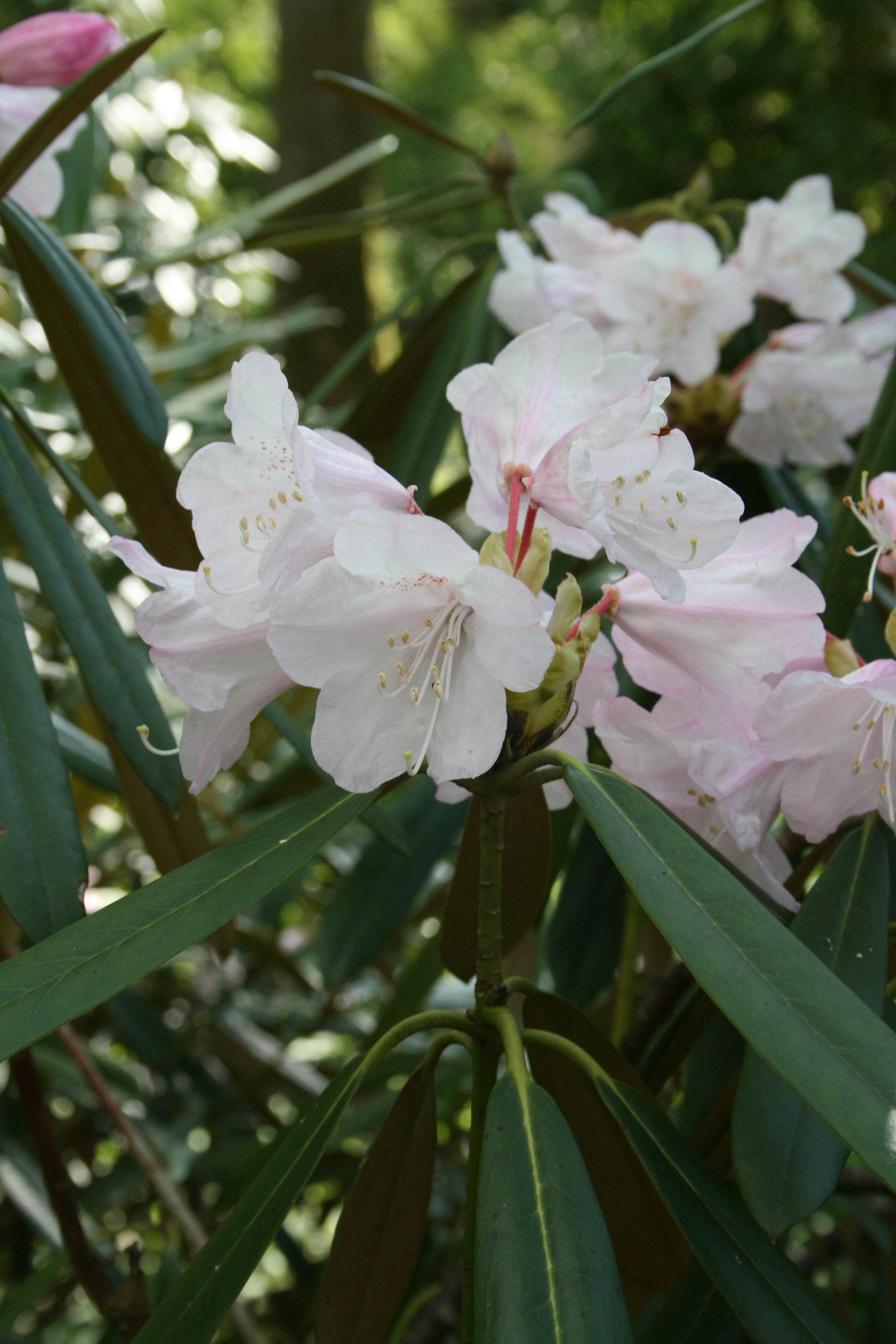
Rhododendron adenopodum

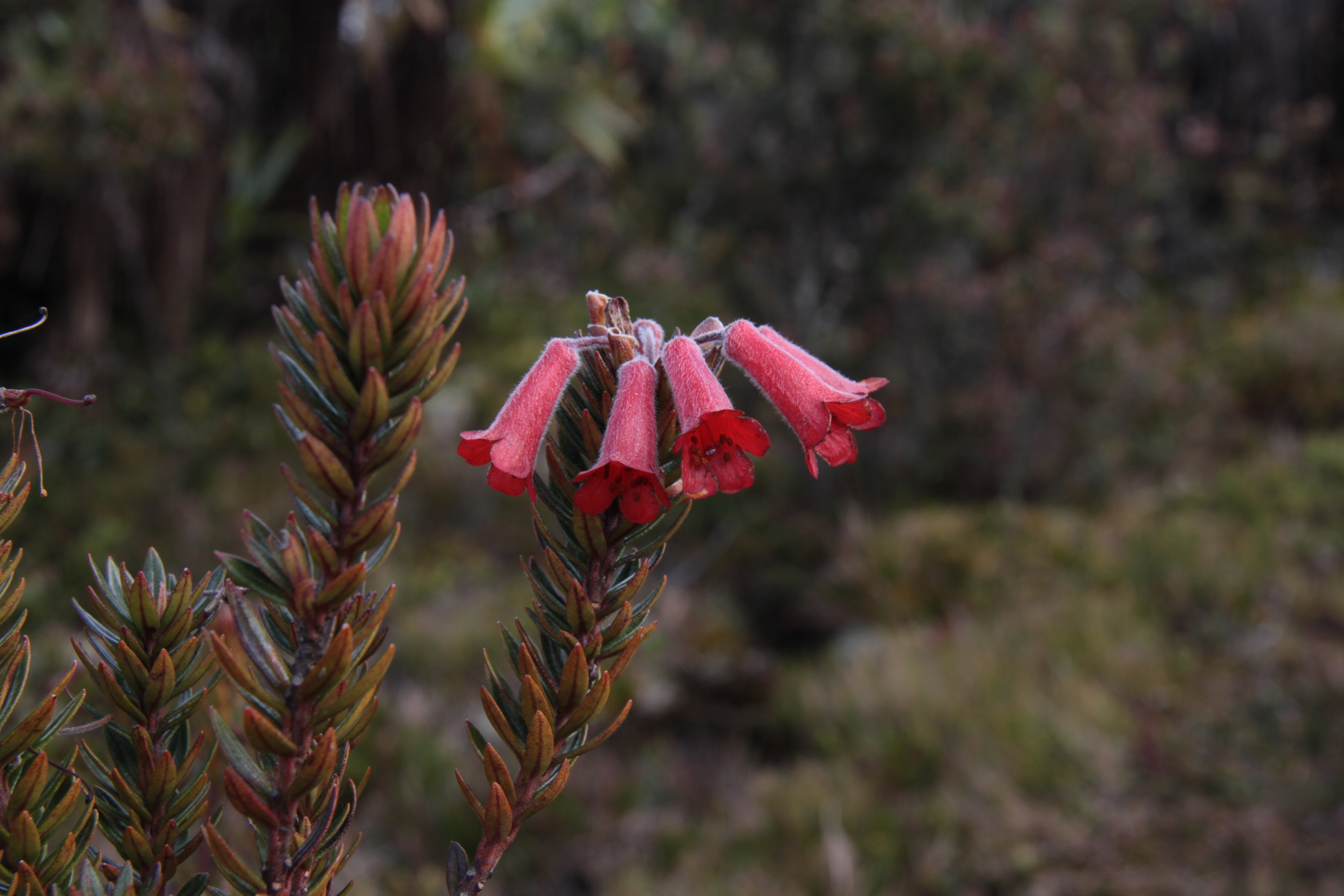
Rhododendron adinophyllum

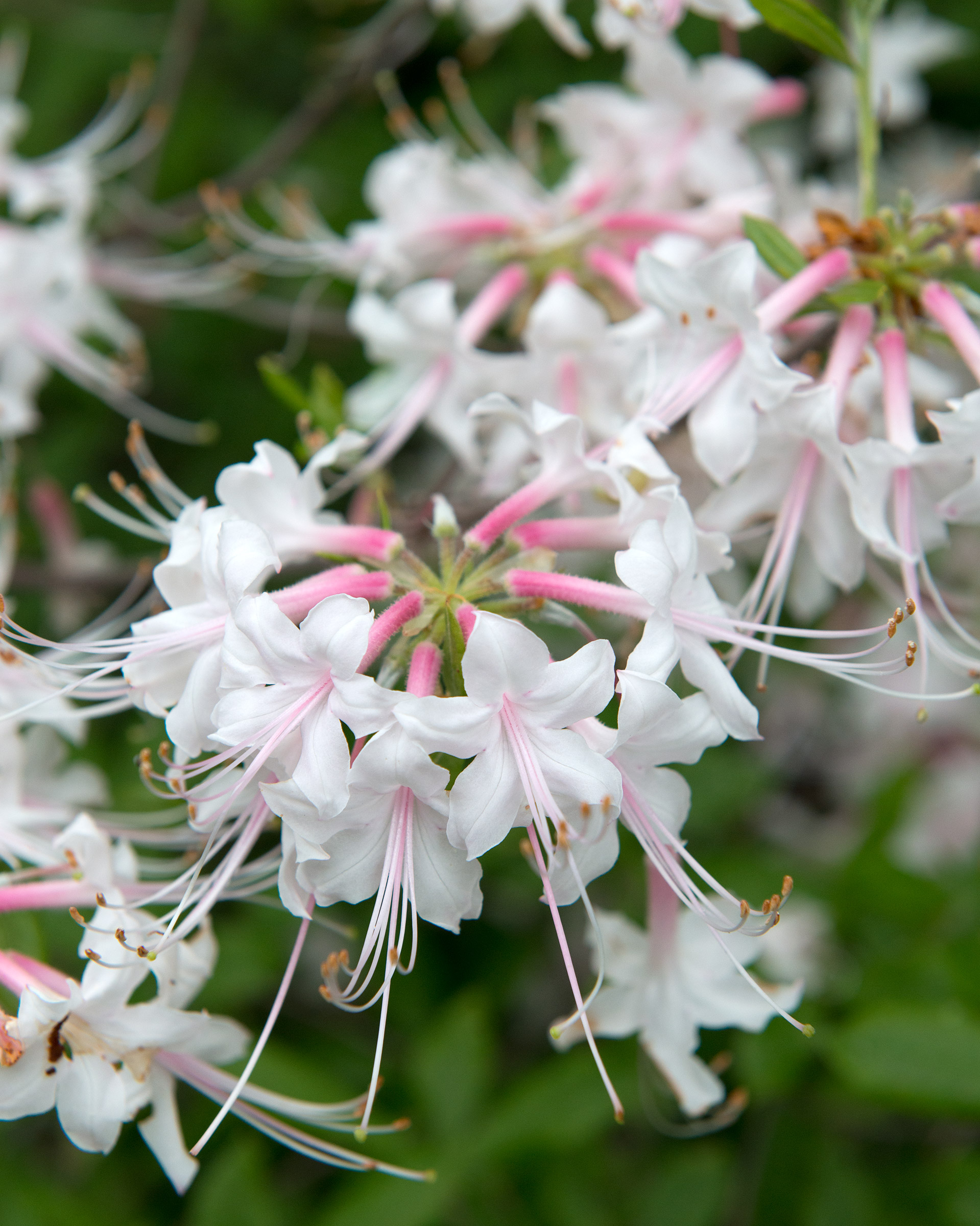
Rhododendron alabamense

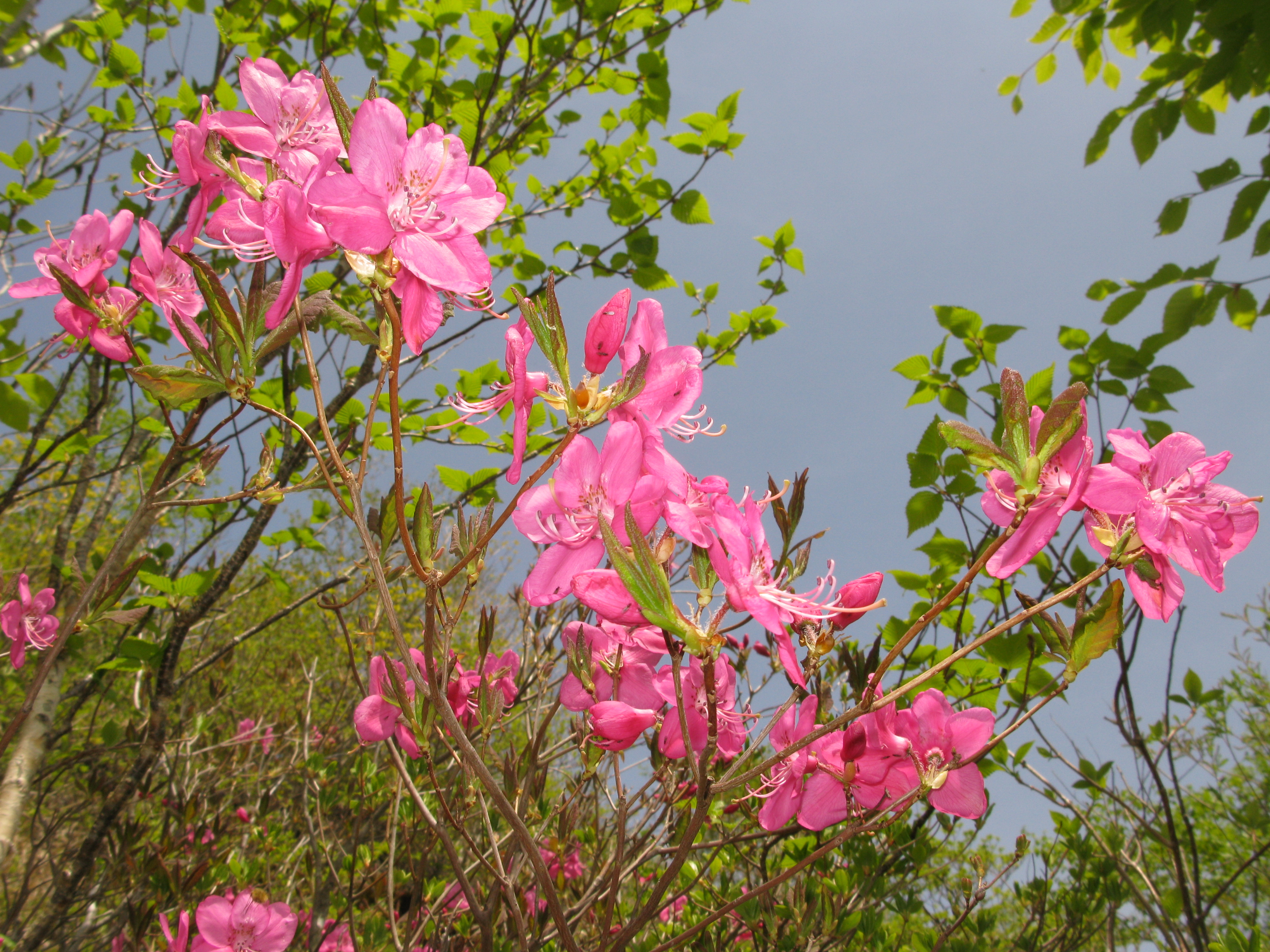
Rhododendron albrechtii

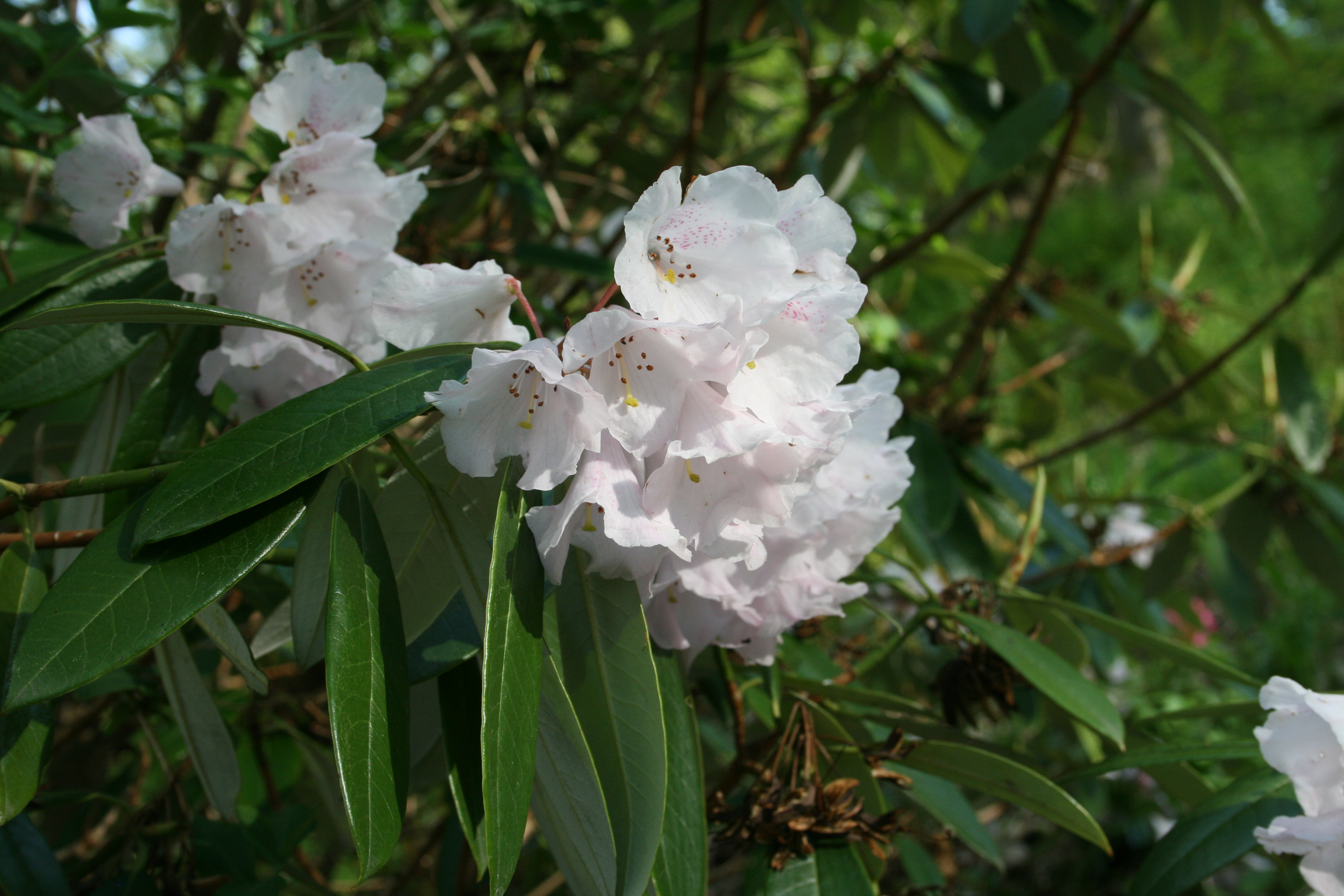
Rhododendron argyrophyllum

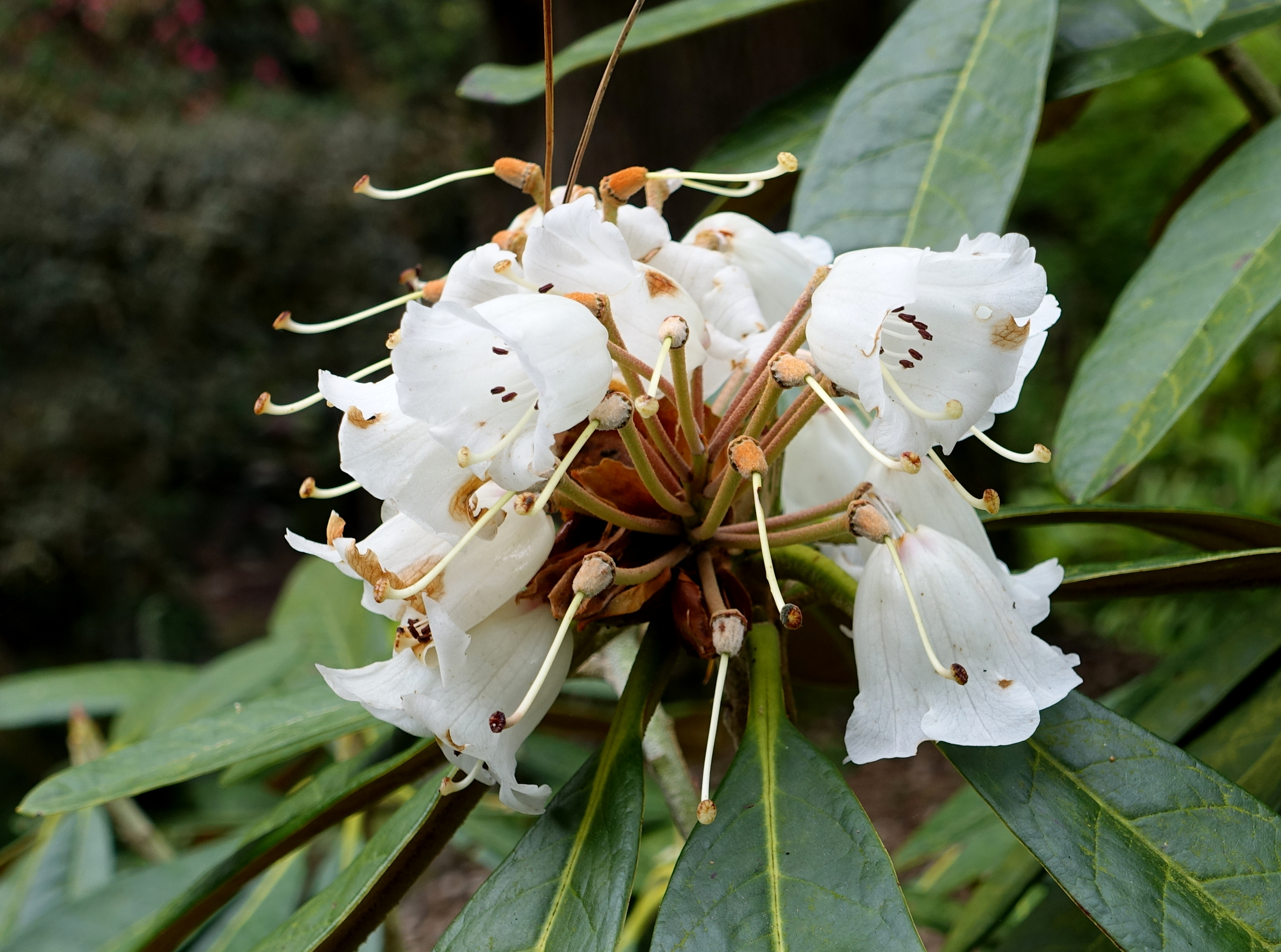
Rhododendron arizelum

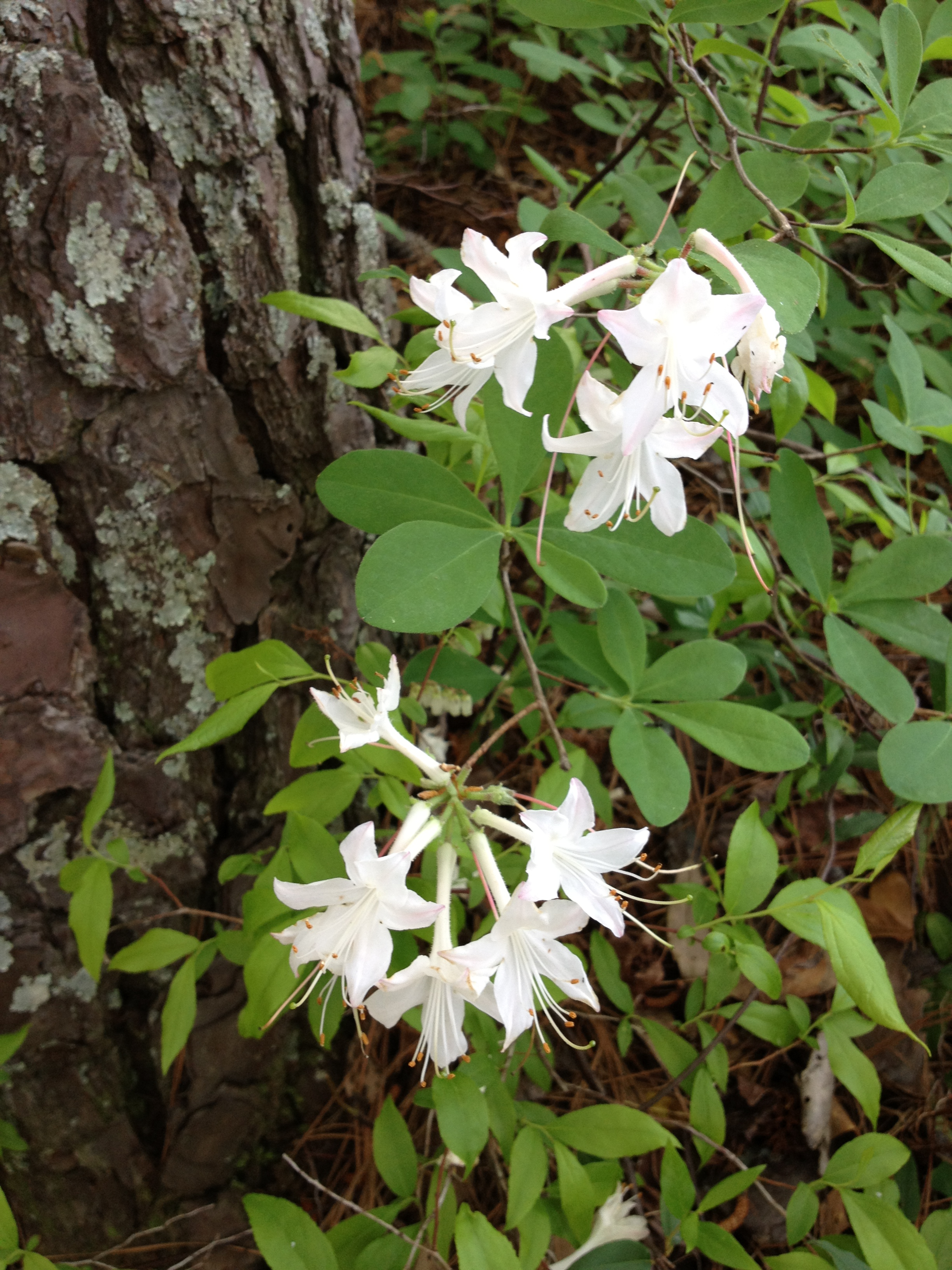
Rhododendron atlanticum

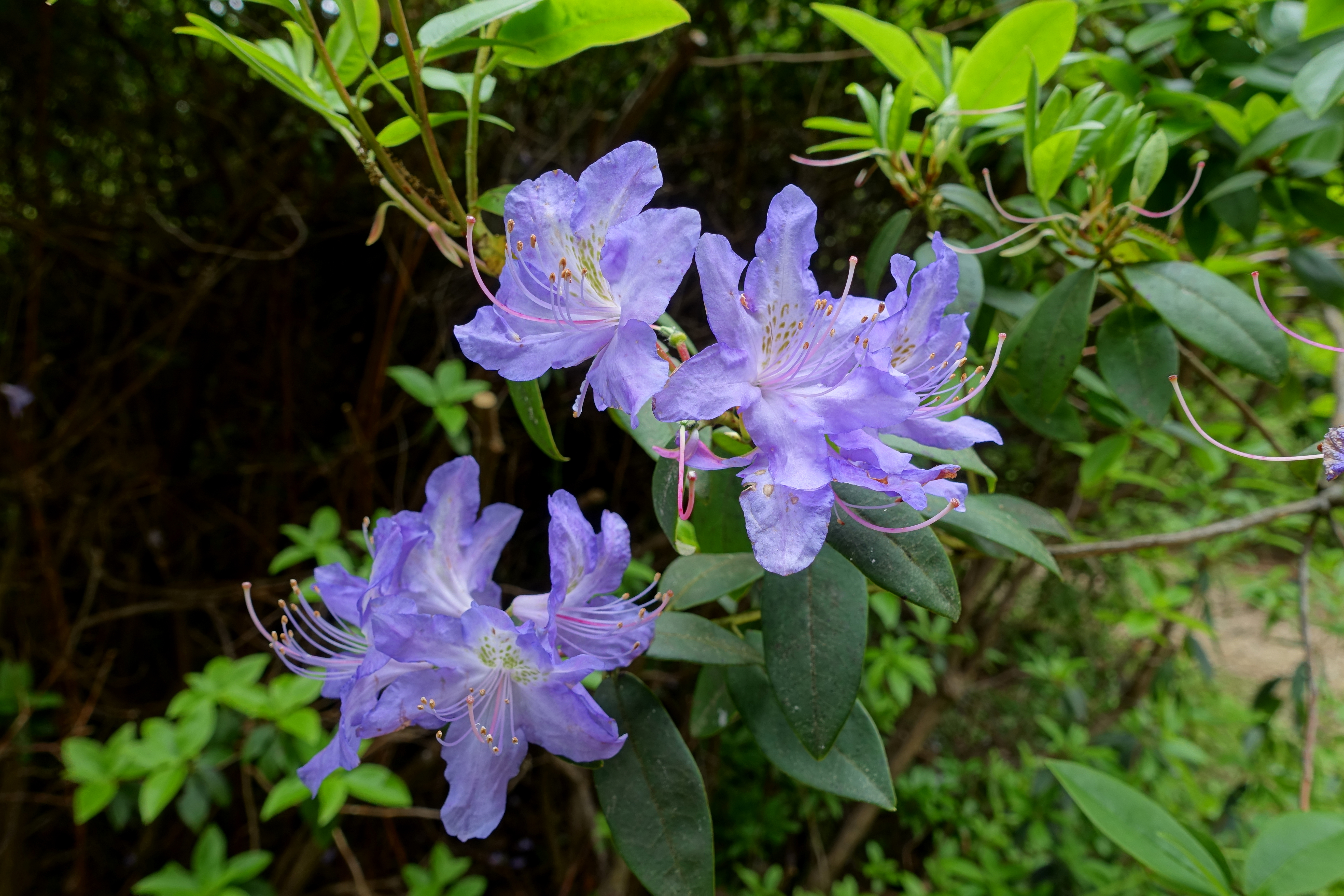
Rhododendron augustinii

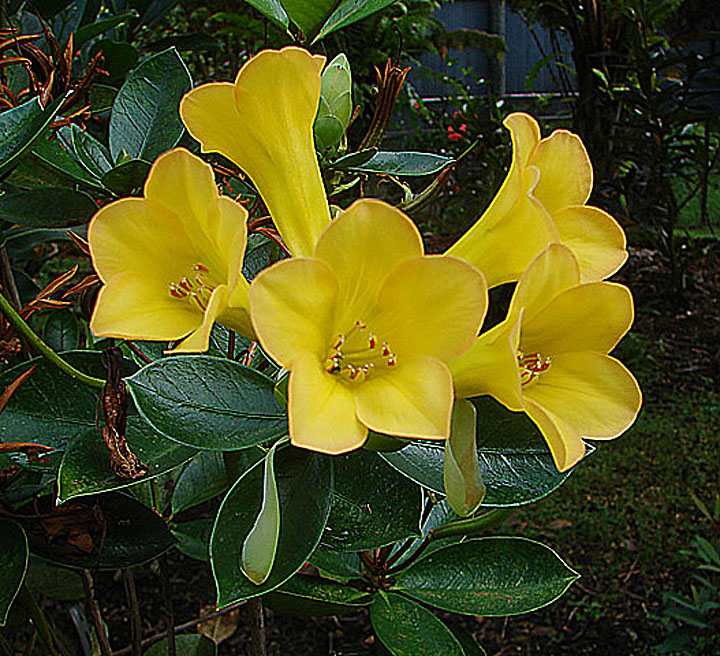
Rhododendron aurigeranum

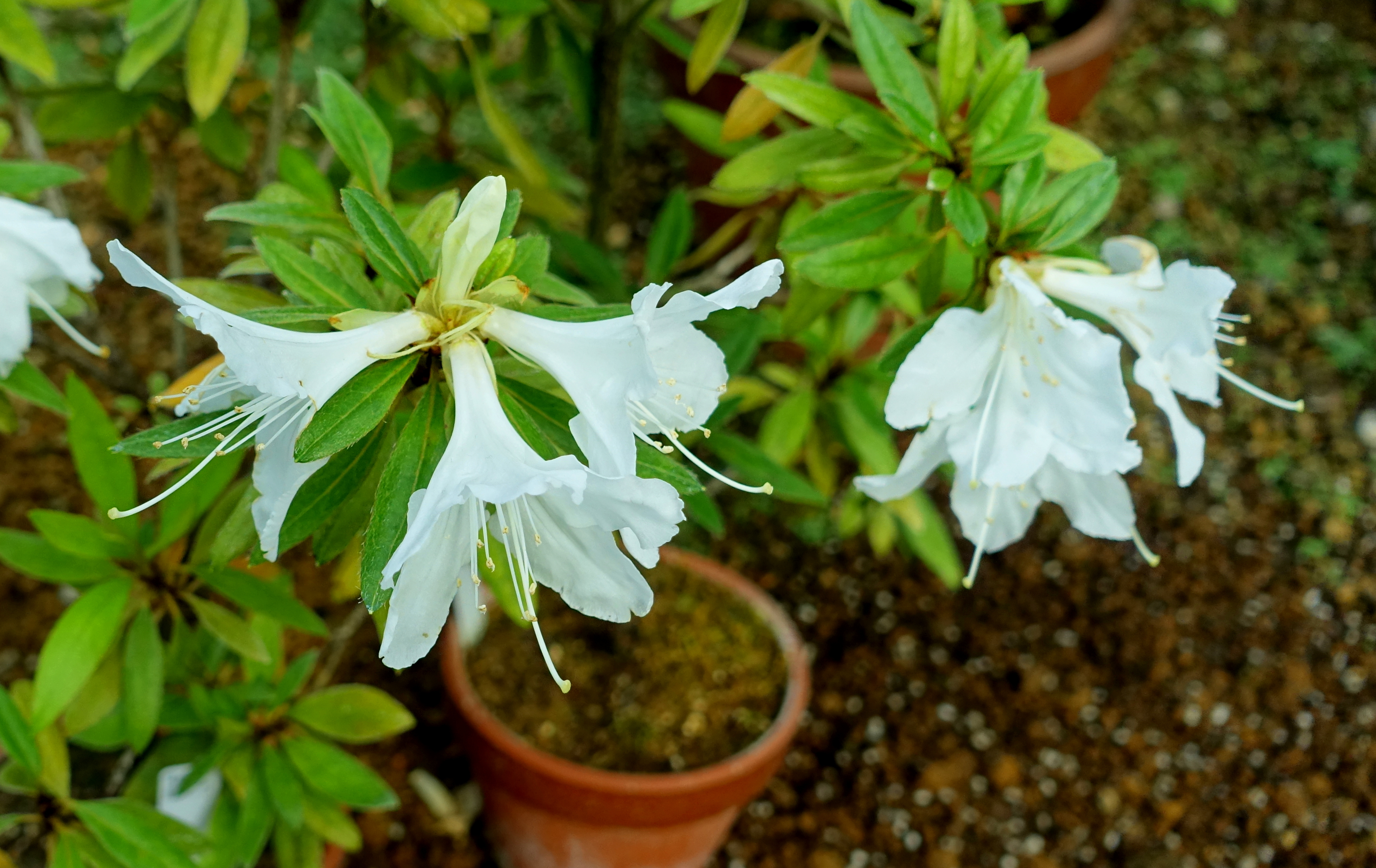
Rhododendron boninense

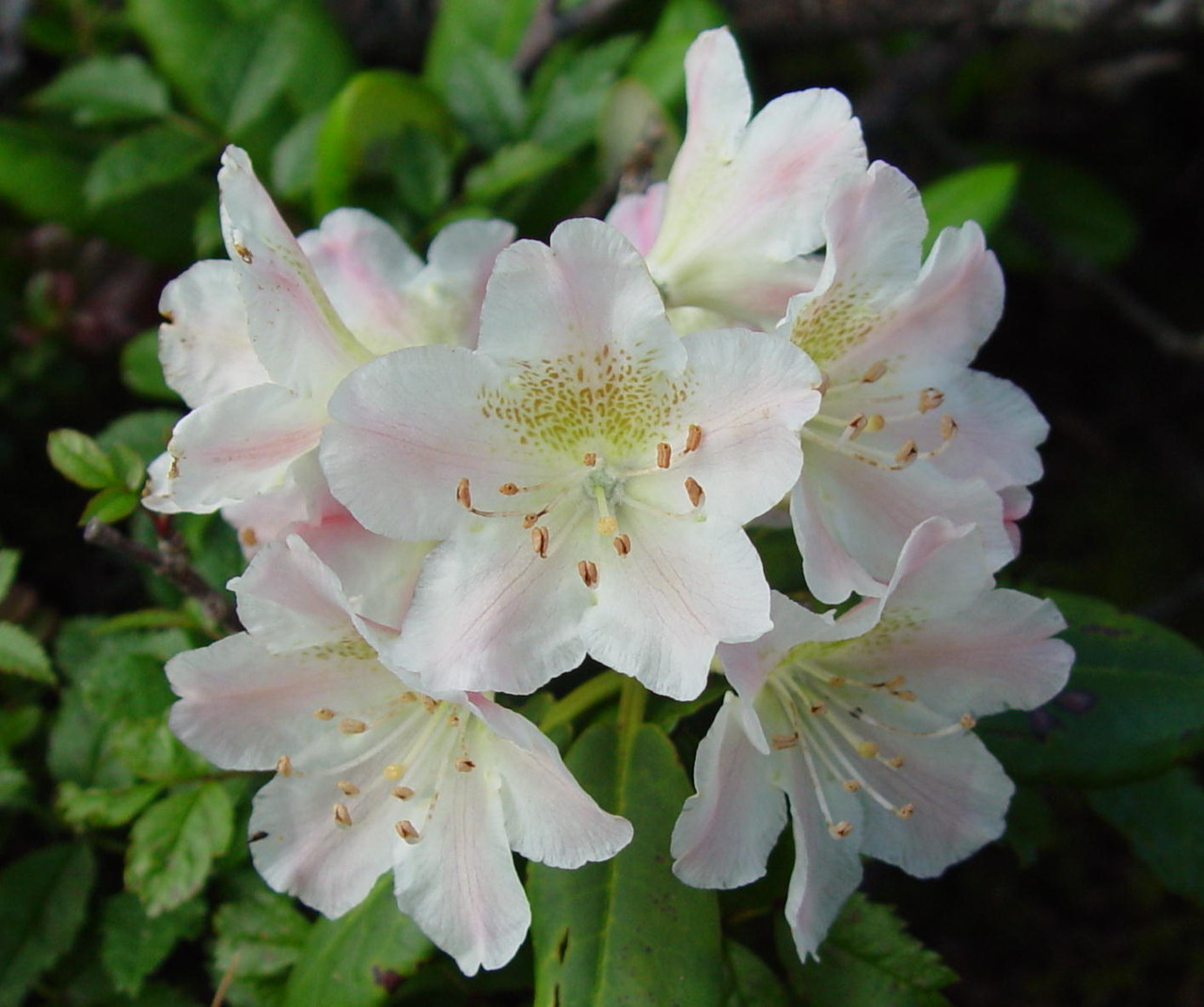
Rhododendron brachycarpum

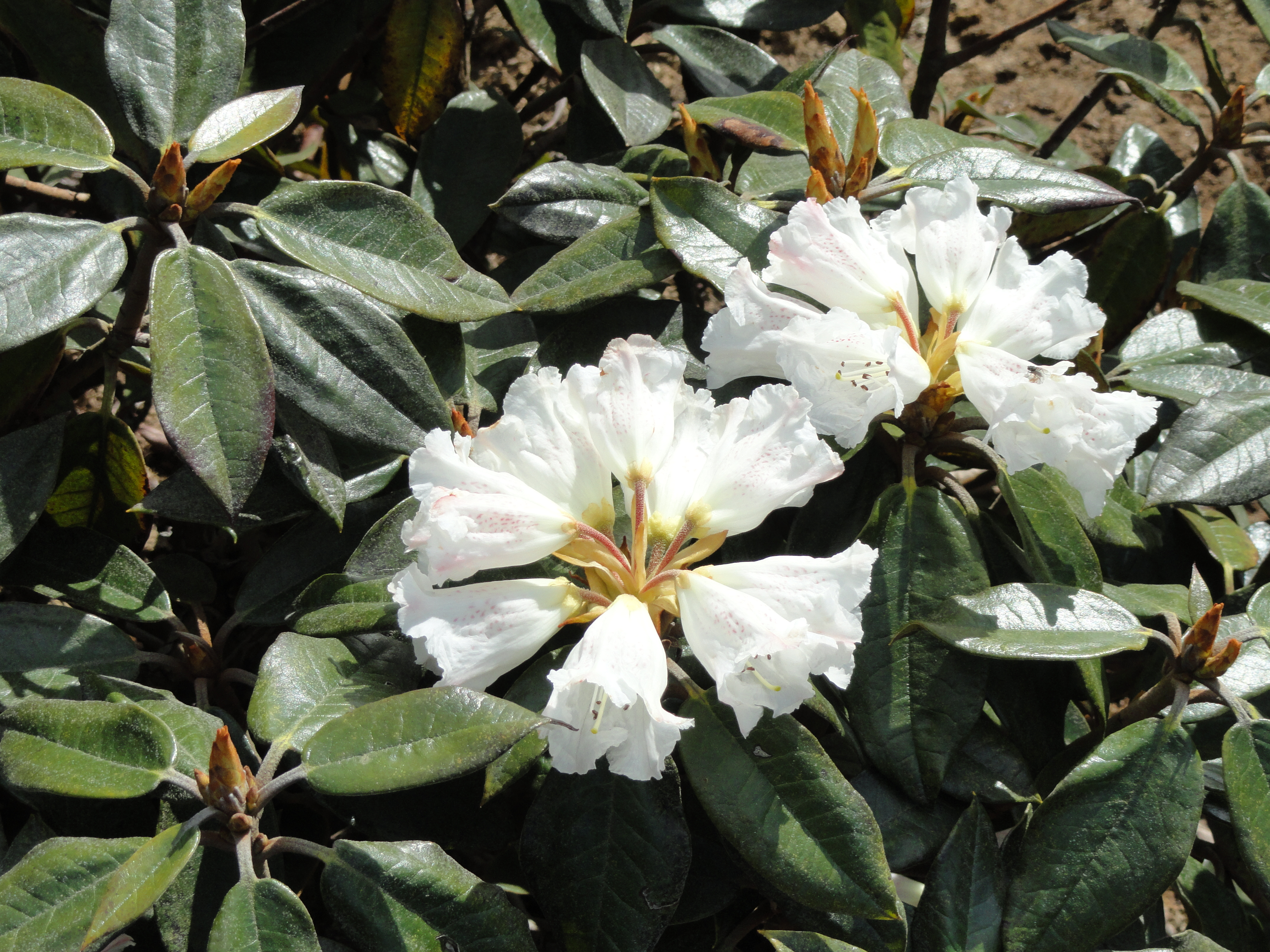
Rhododendron bureavii

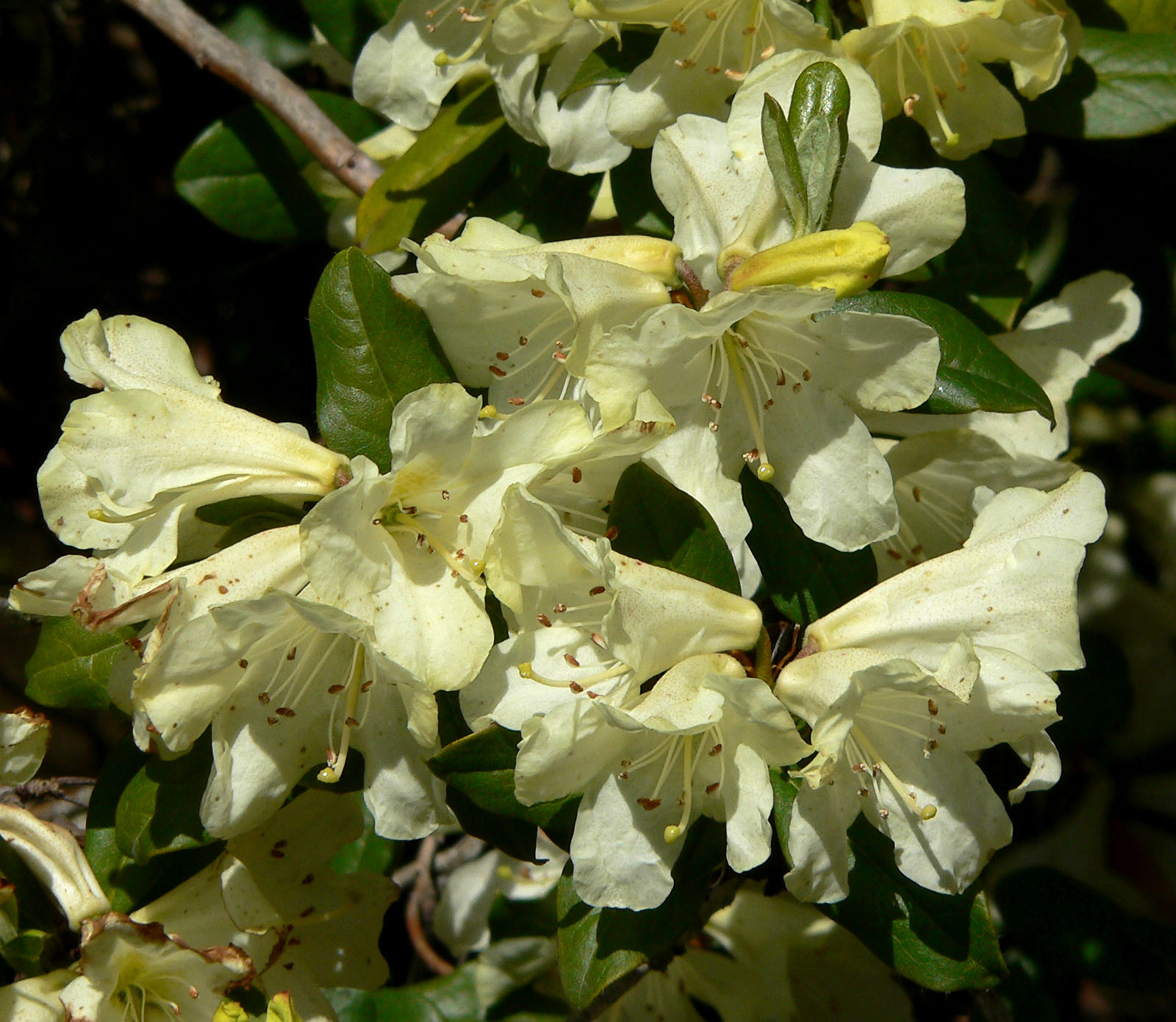
Rhododendron burmanicum

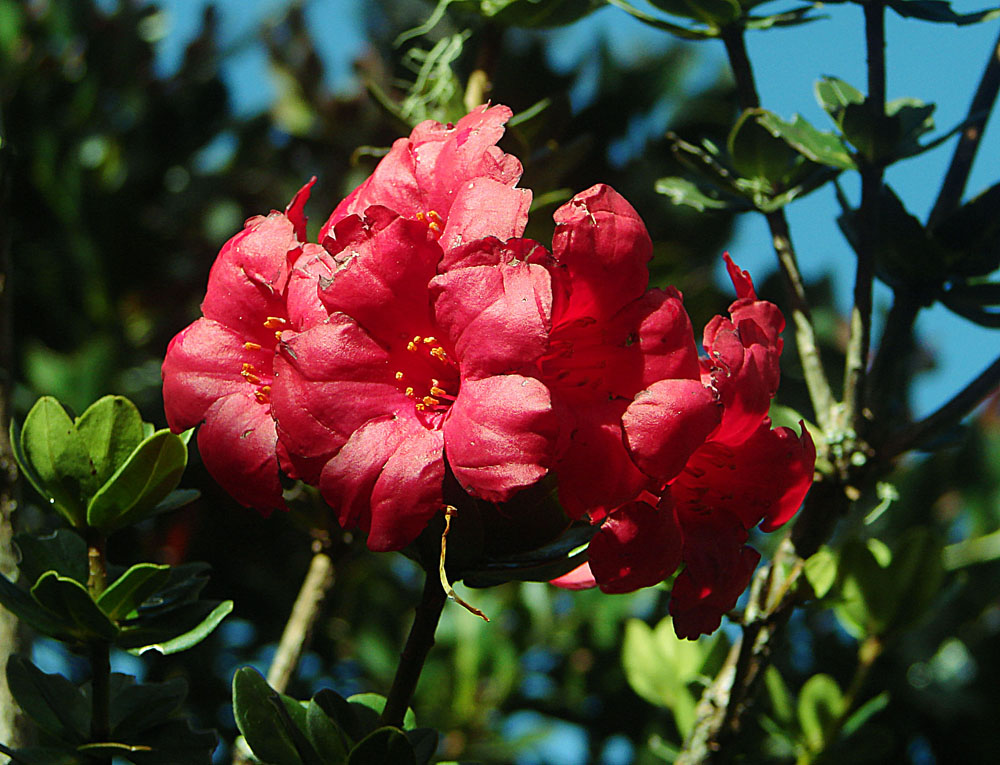
Rhododendron buxifolium

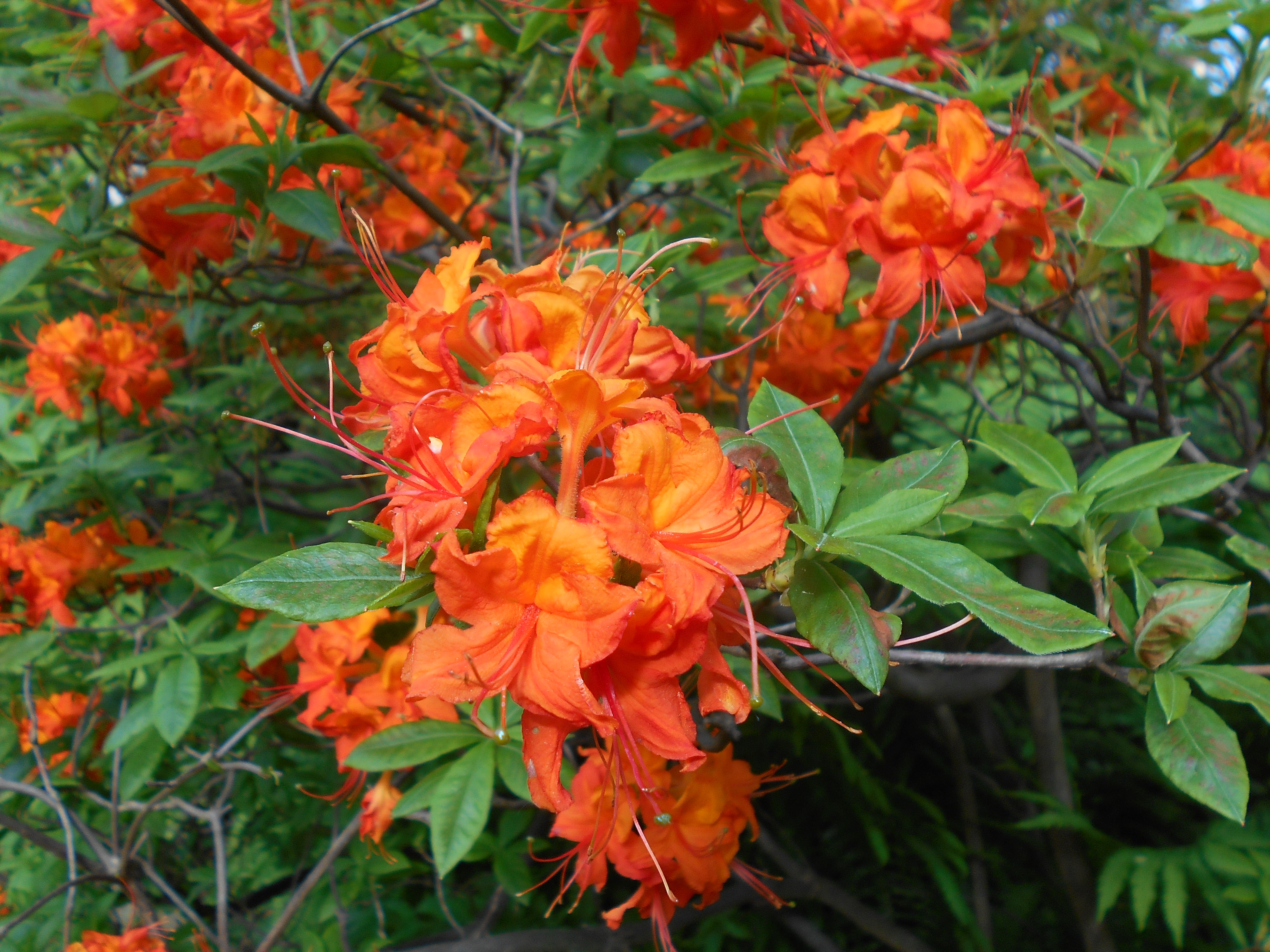
Rhododendron calendulaceum

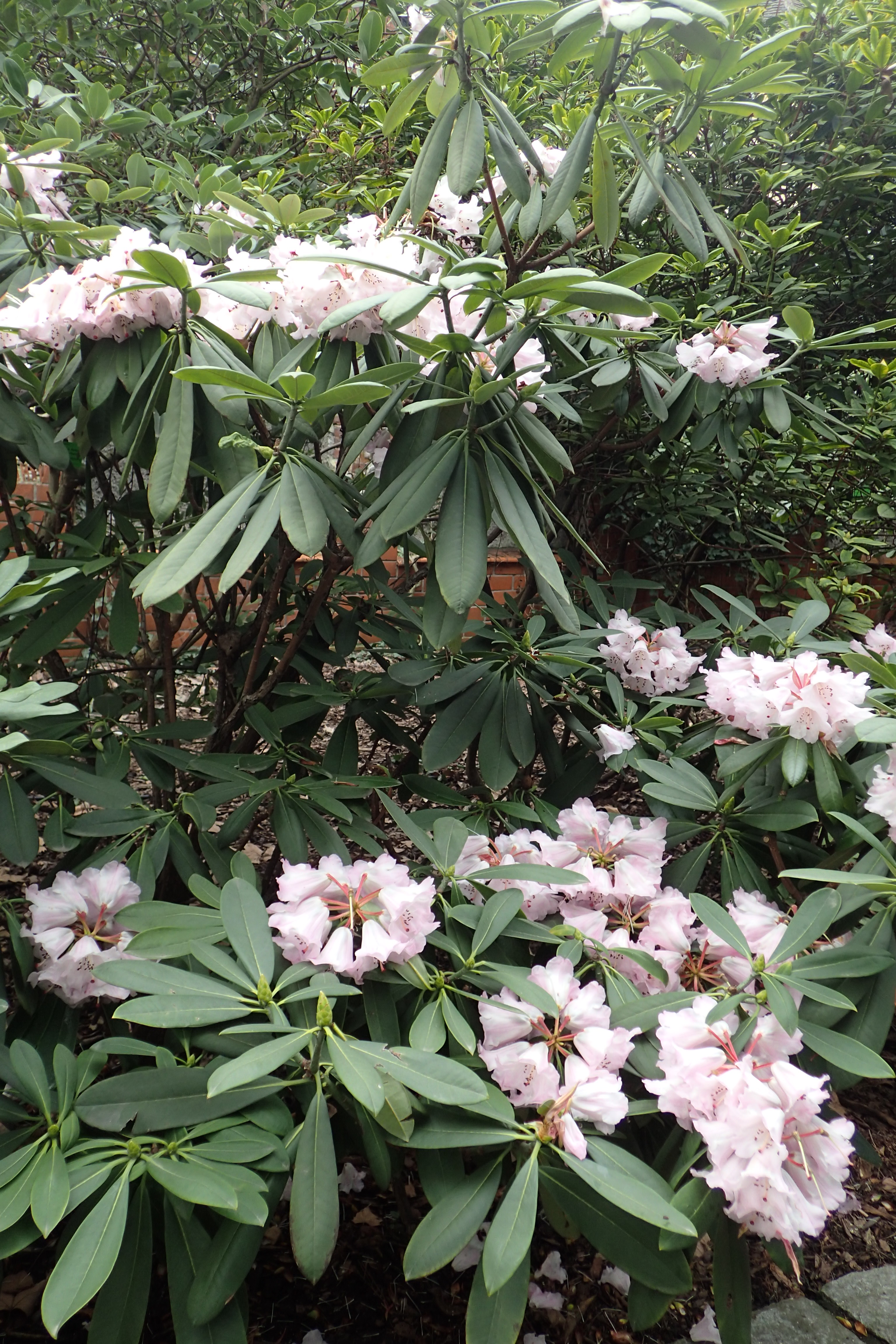
Rhododendron calophytum

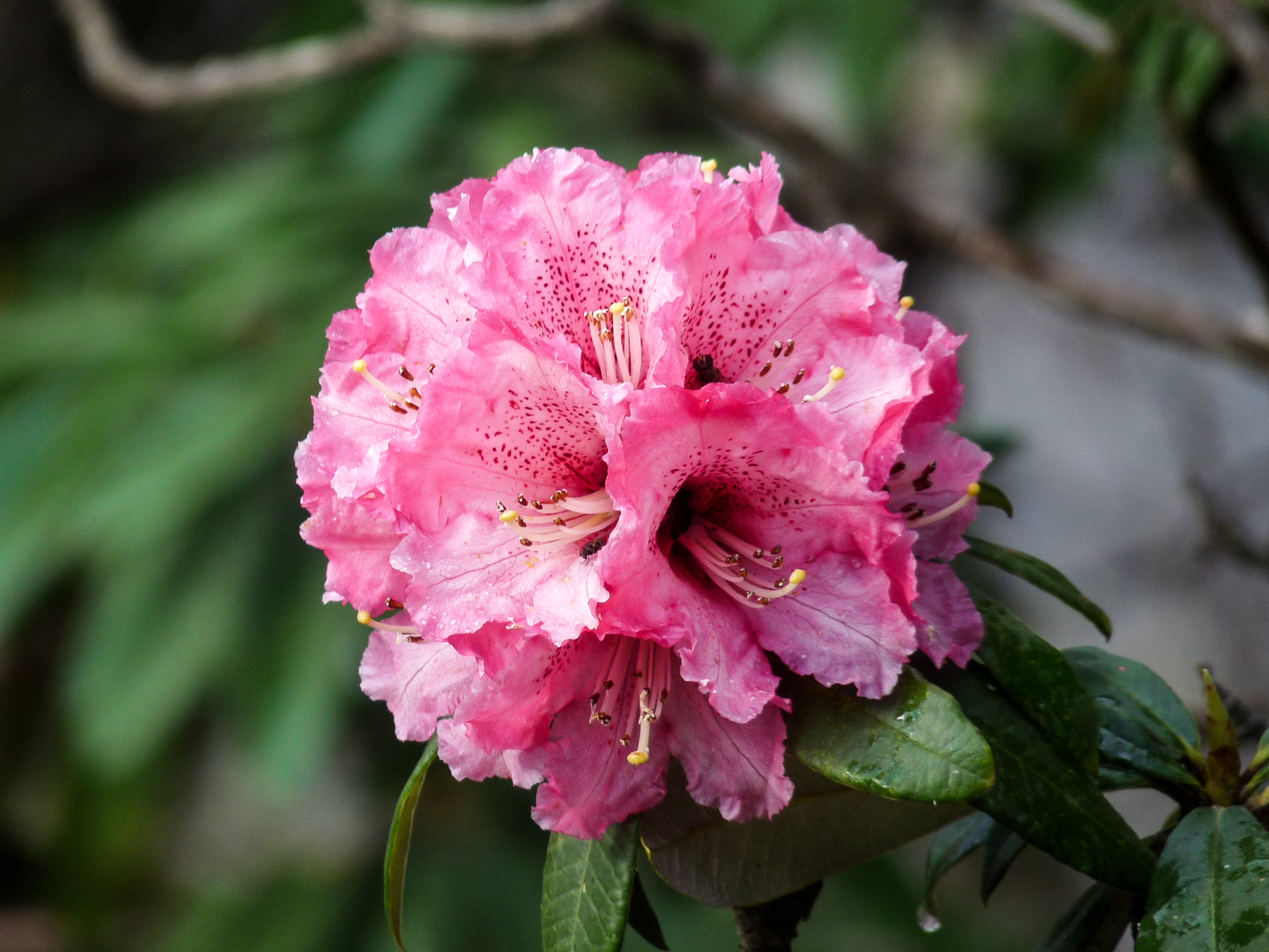
Rhododendron campanulatum

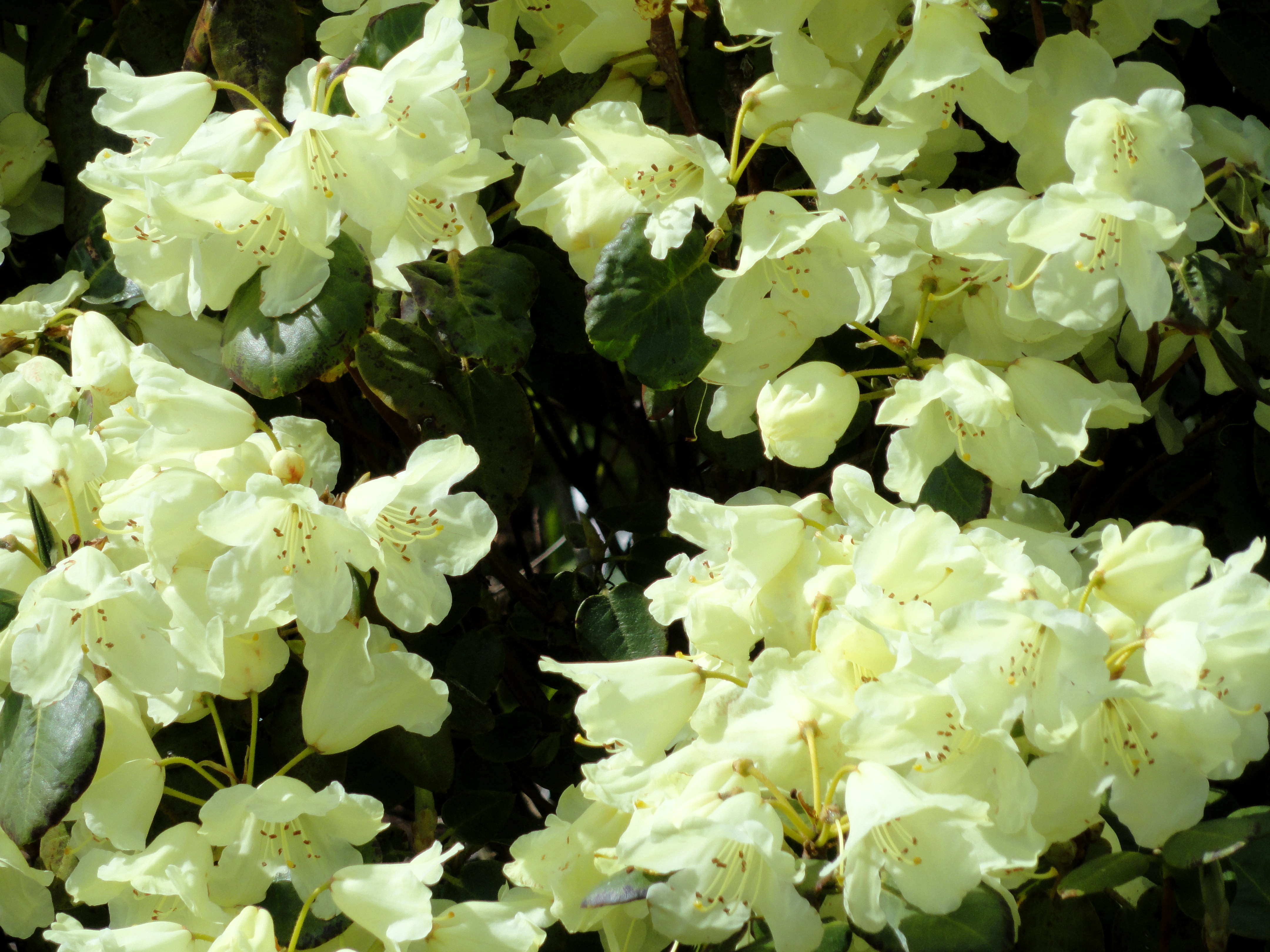
Rhododendron campylocarpum

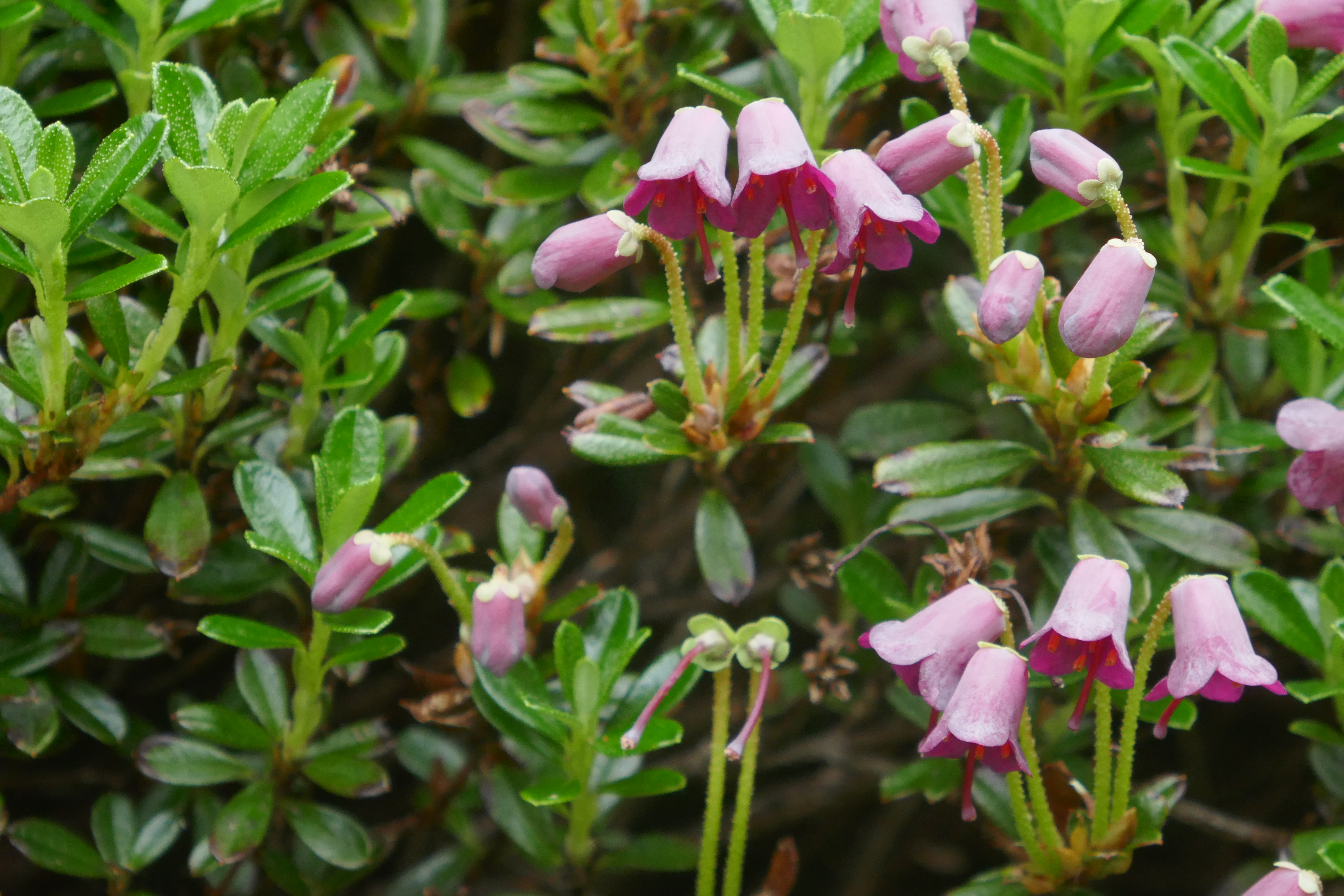
Rhododendron campylogynum

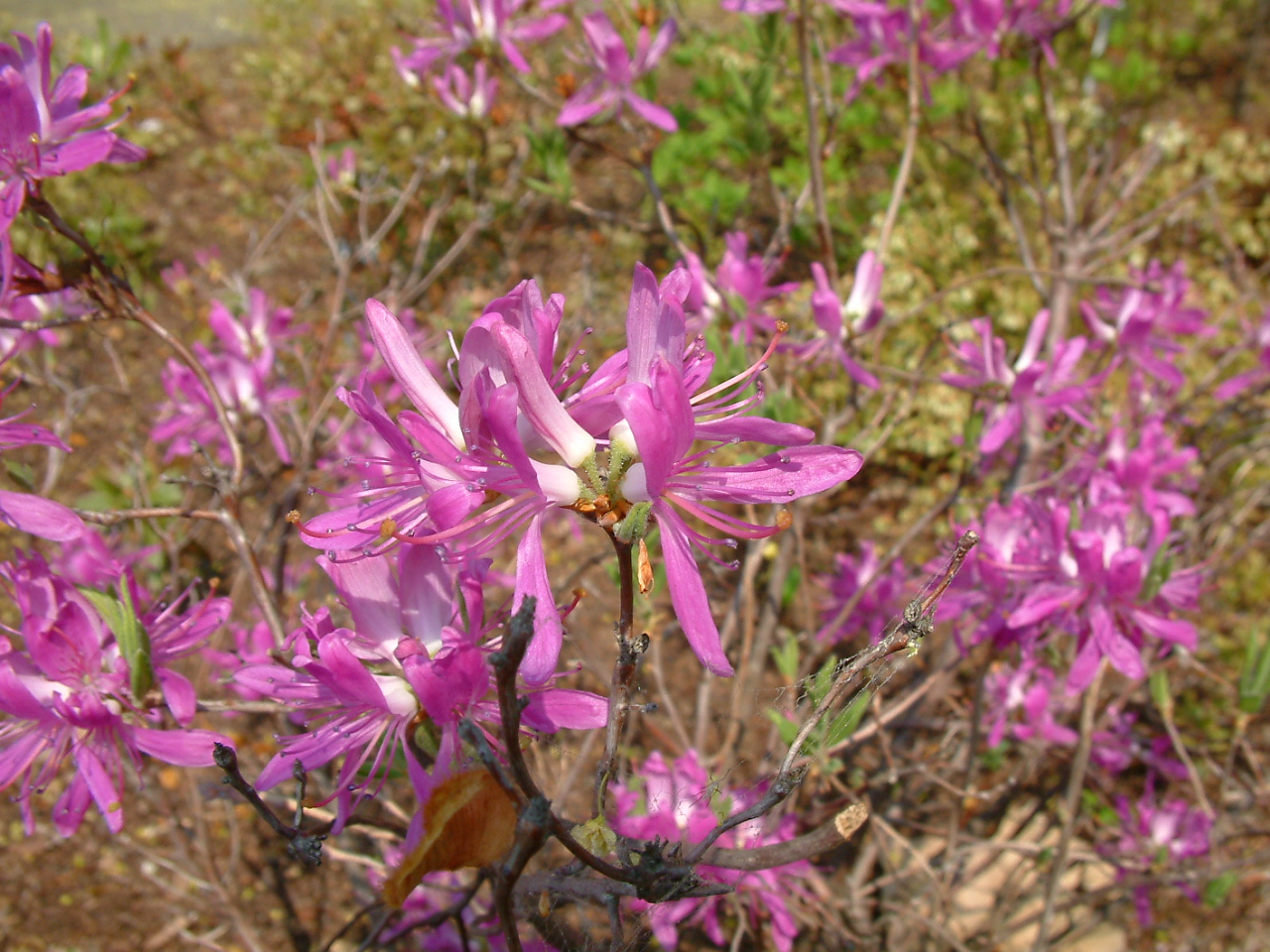
Rhododendron canadense

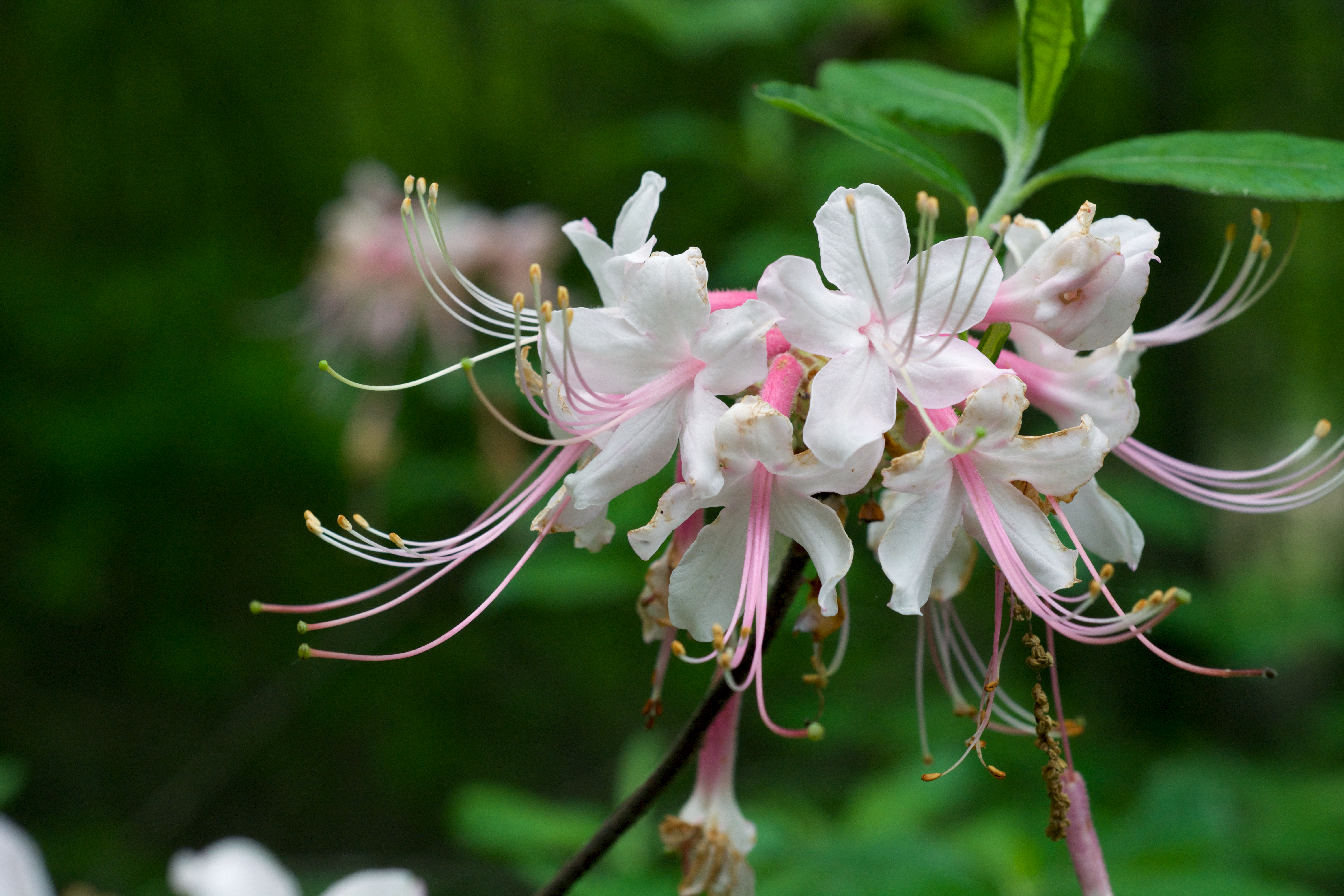
Rhododendron canescens

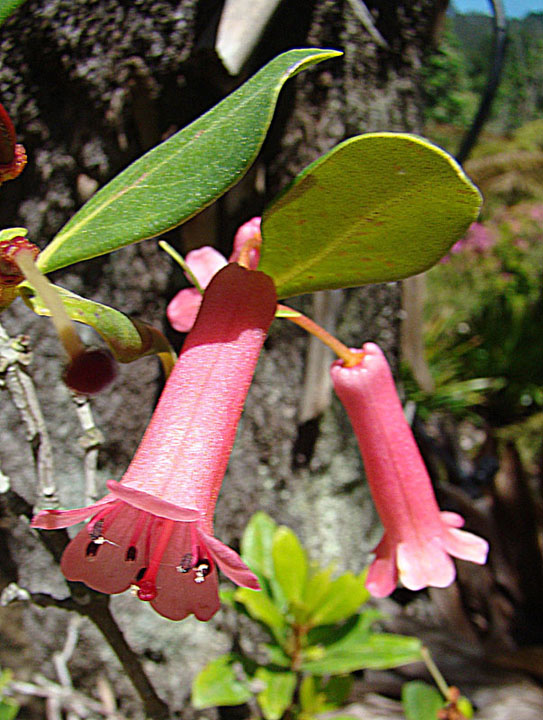
Rhododendron celebicum

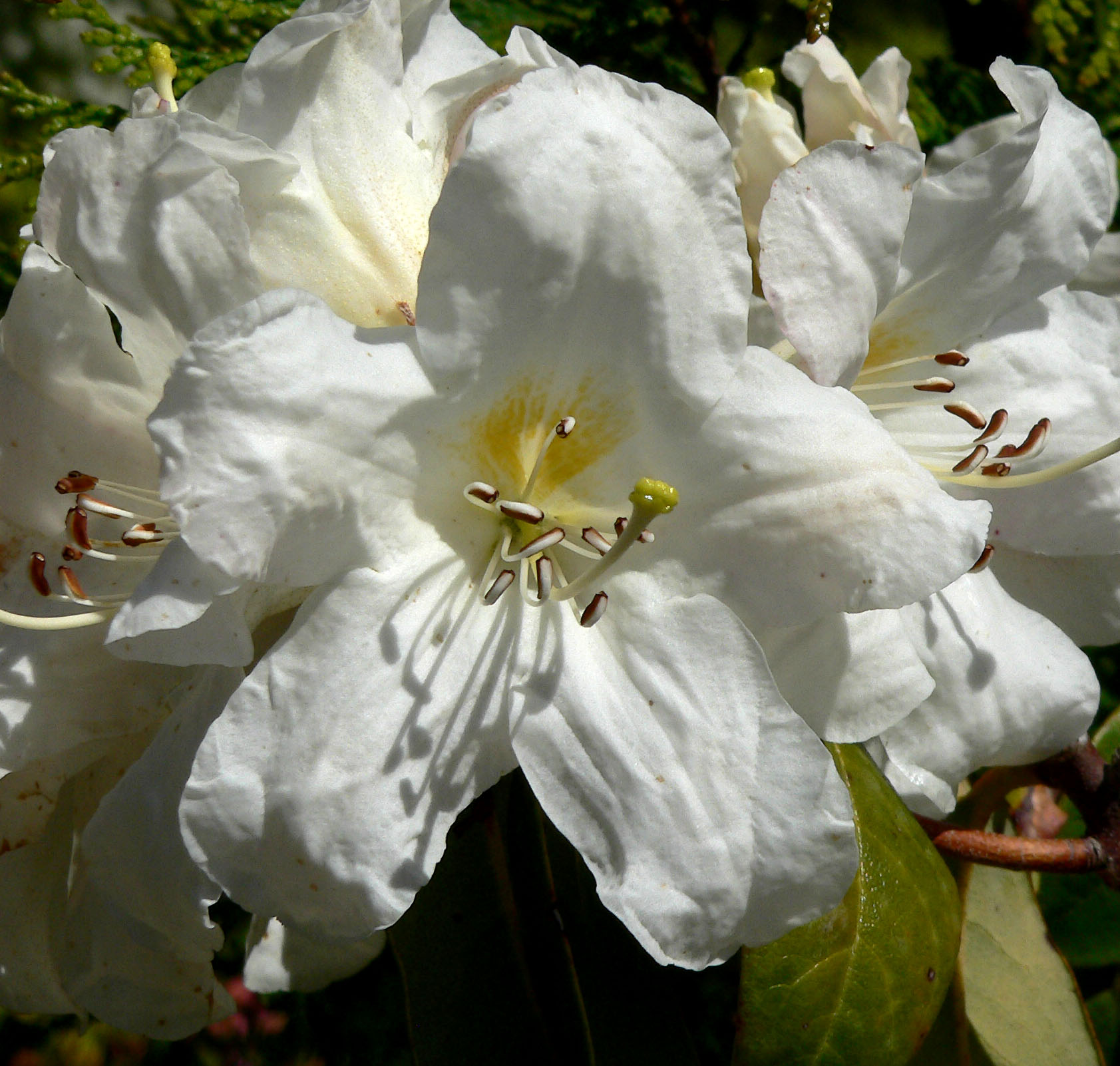
Rhododendron ciliicalyx

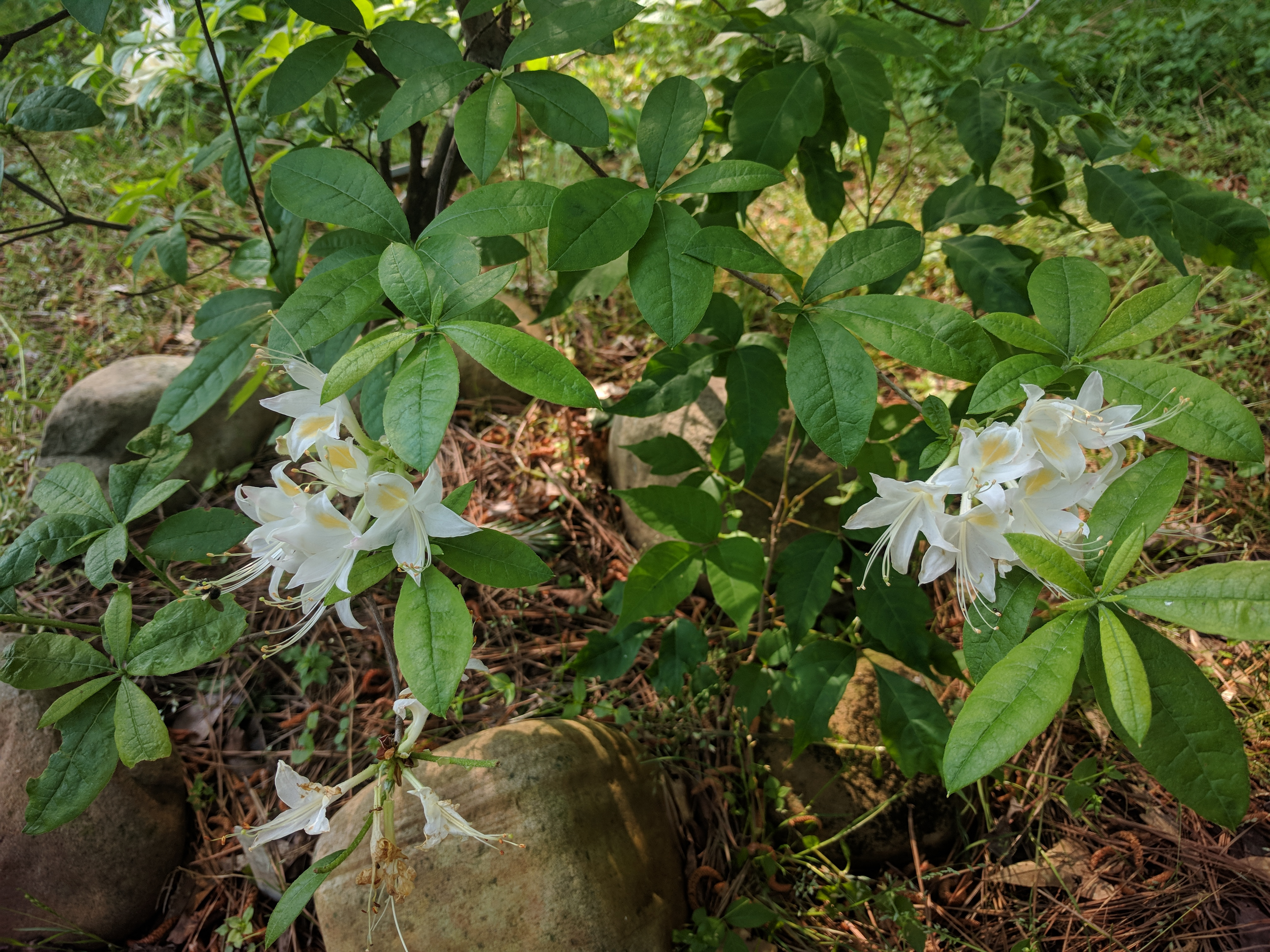
Rhododendron colemanii

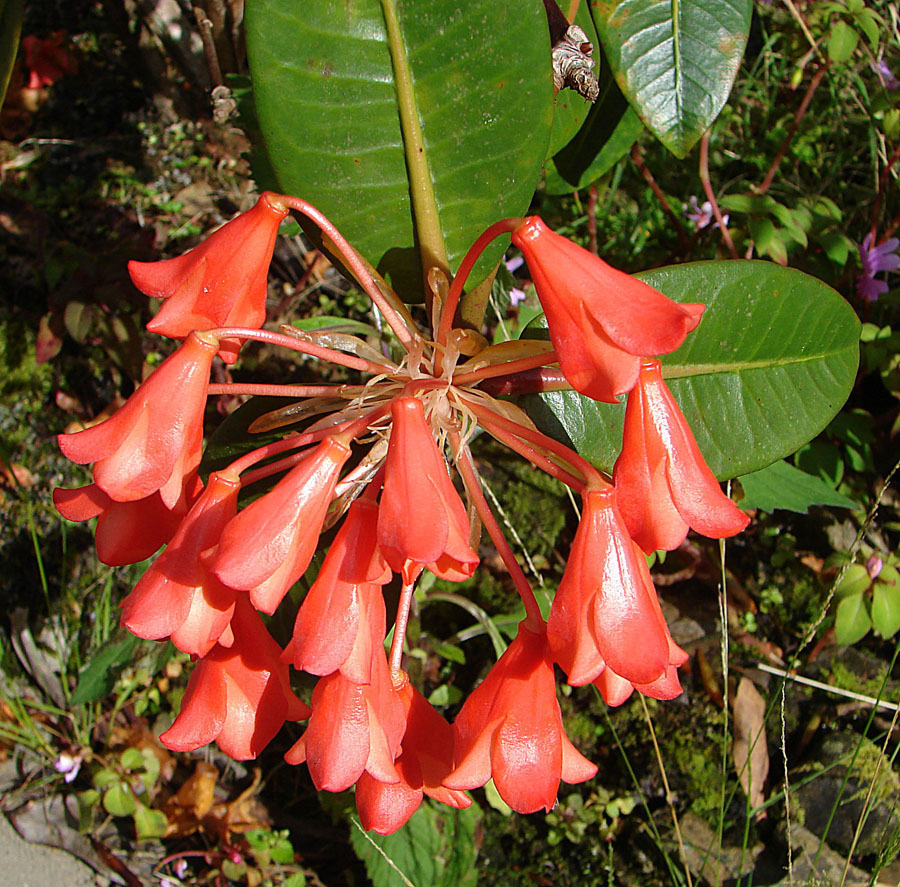
Rhododendron crassifolium

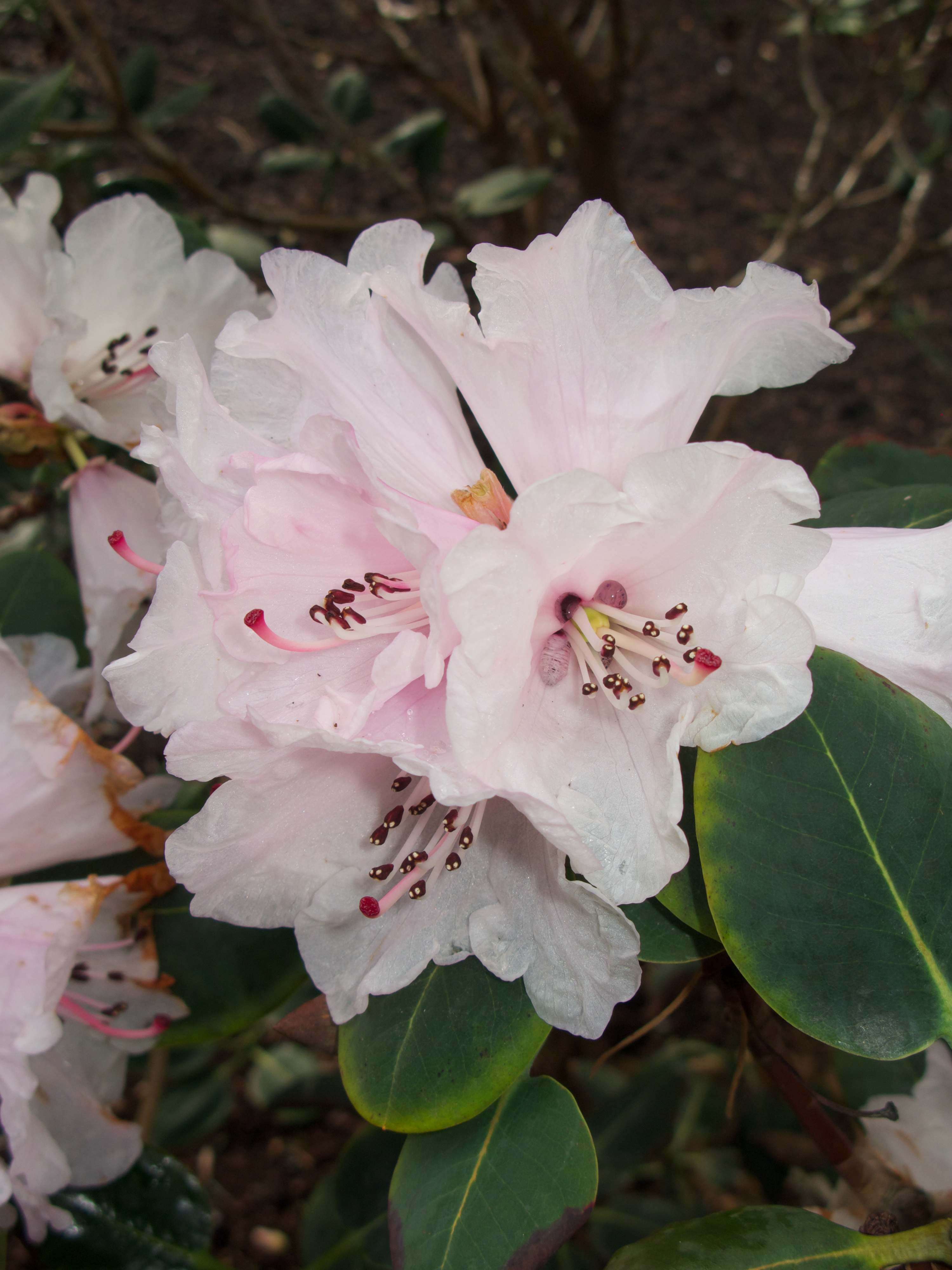
Rhododendron cyanocarpum

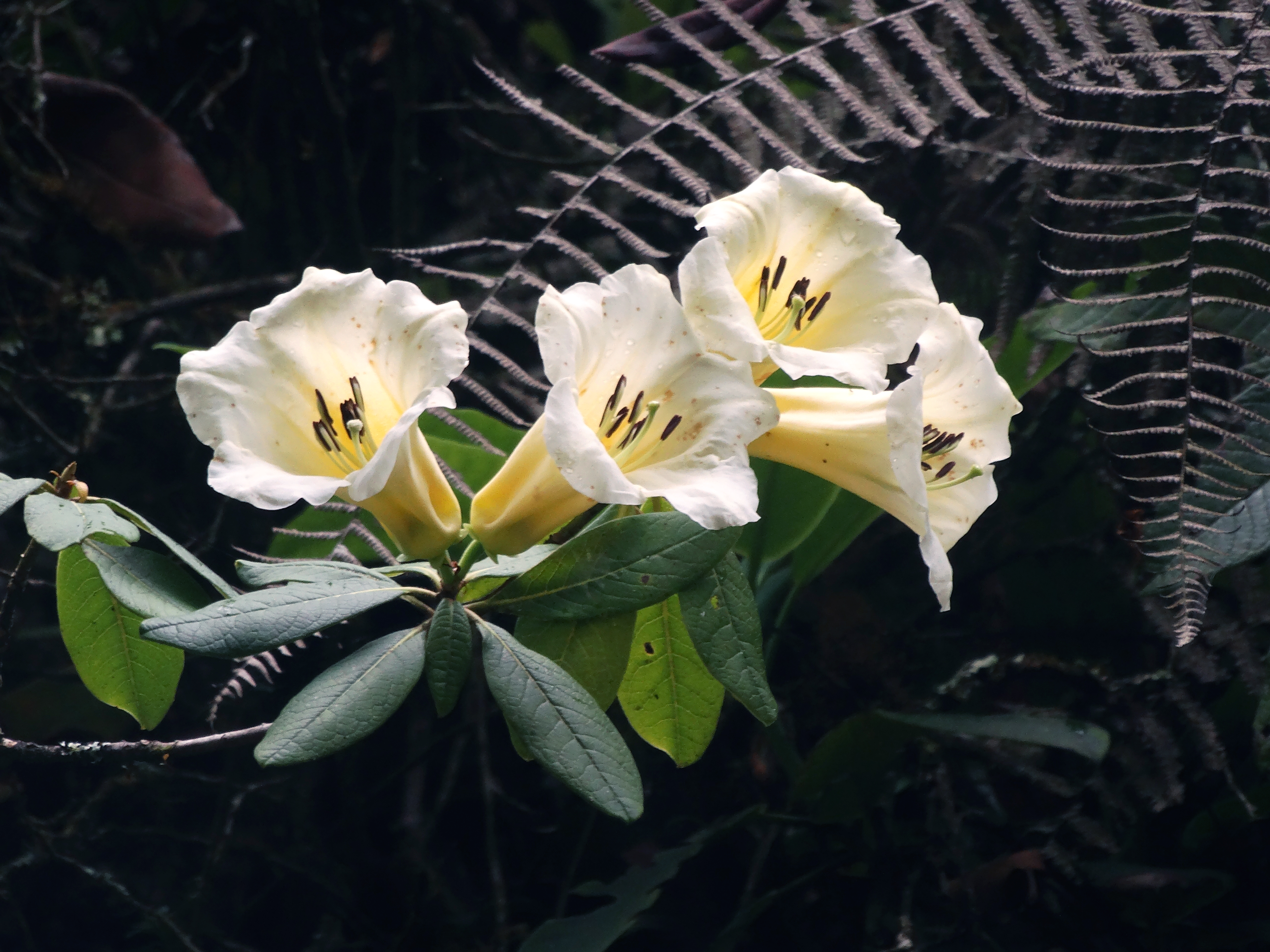
Rhododendron dalhousieae

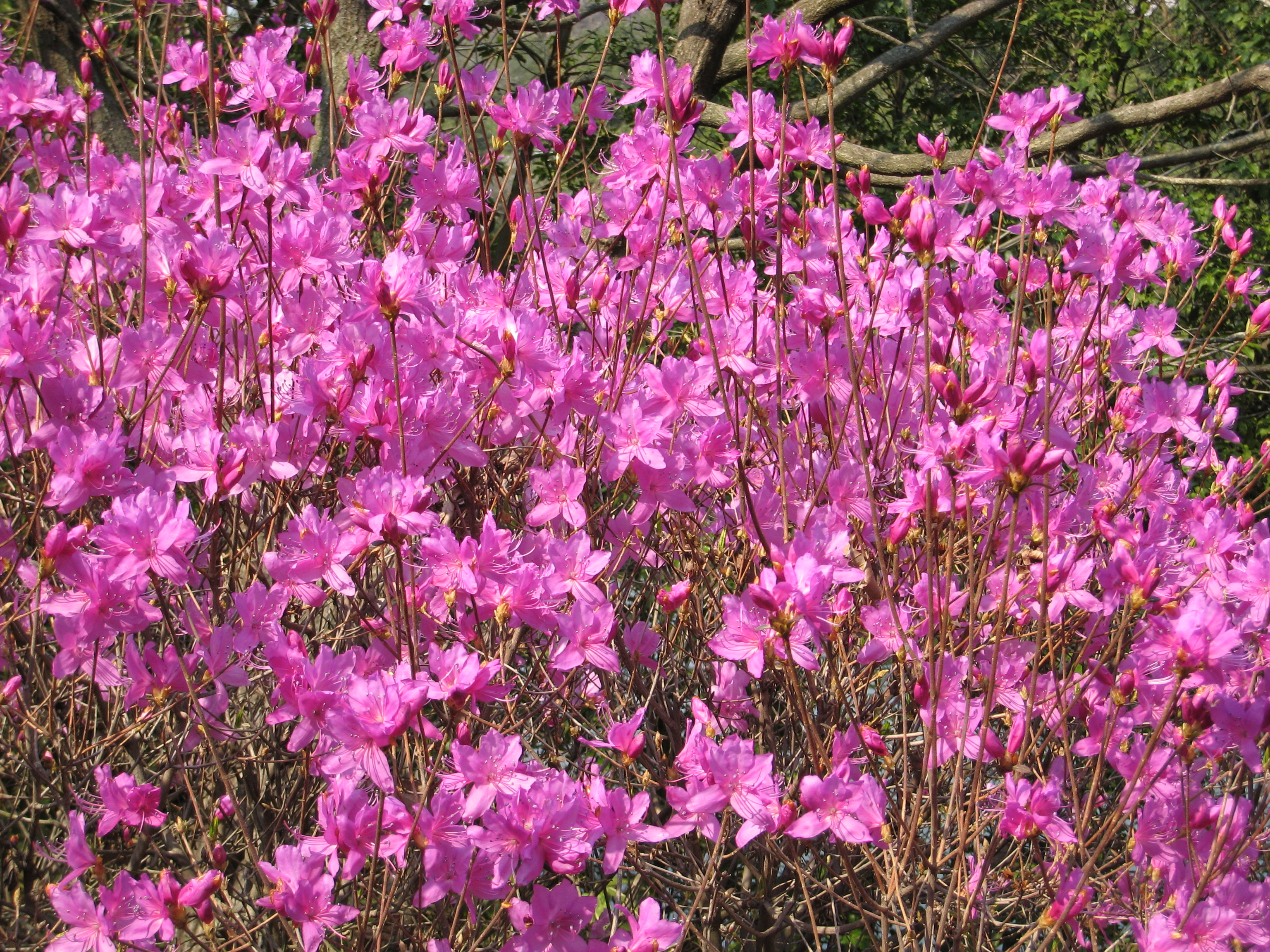
Rhododendron dilatatum

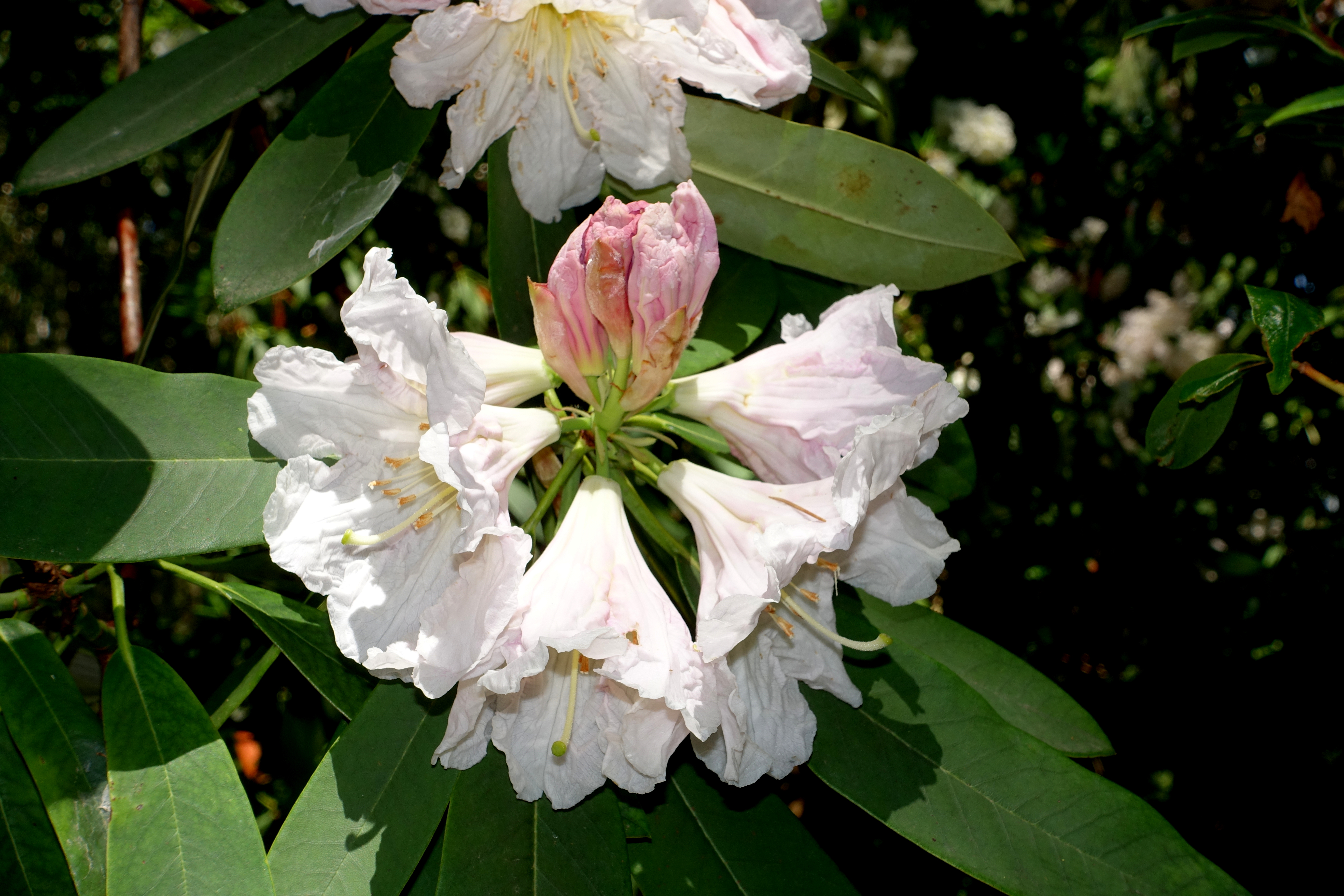
Rhododendron discolor

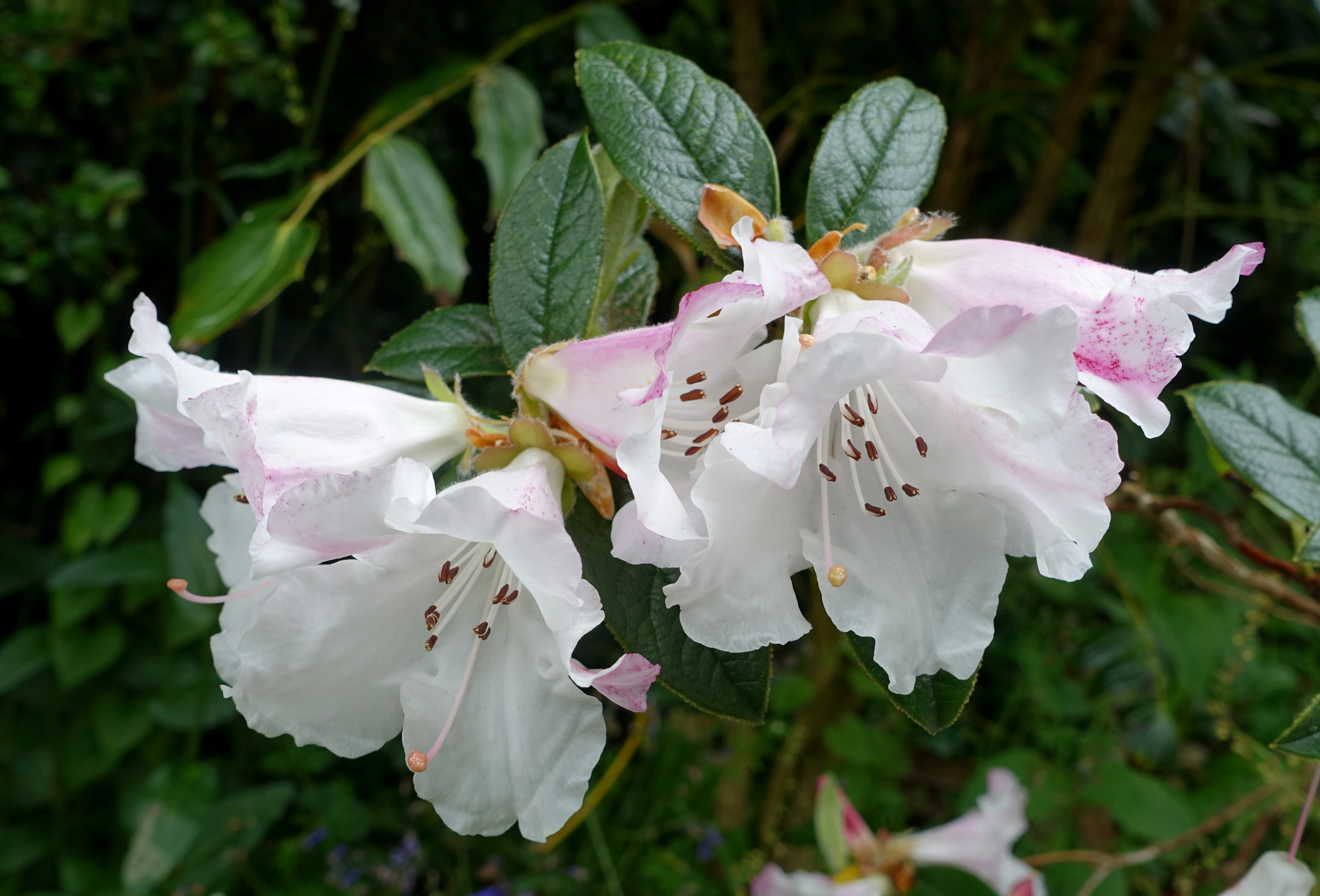
Rhododendron edgeworthii

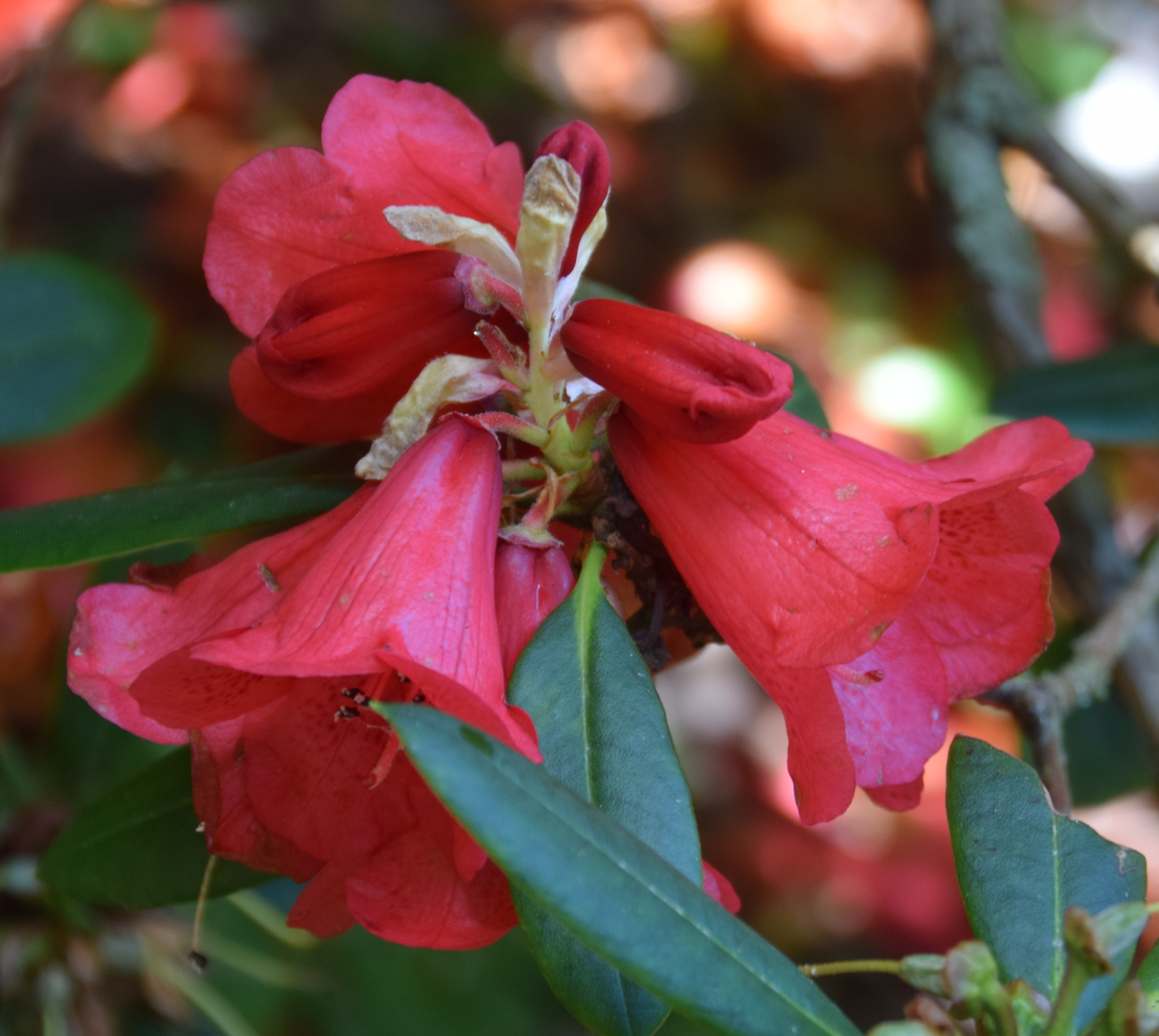
Rhododendron elliottii

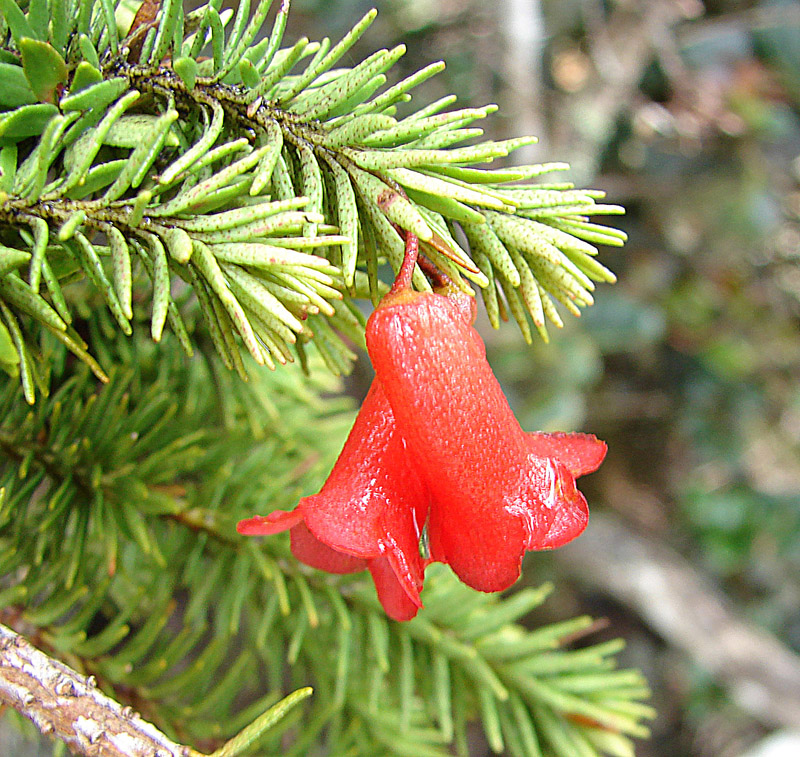
Rhododendron ericoides

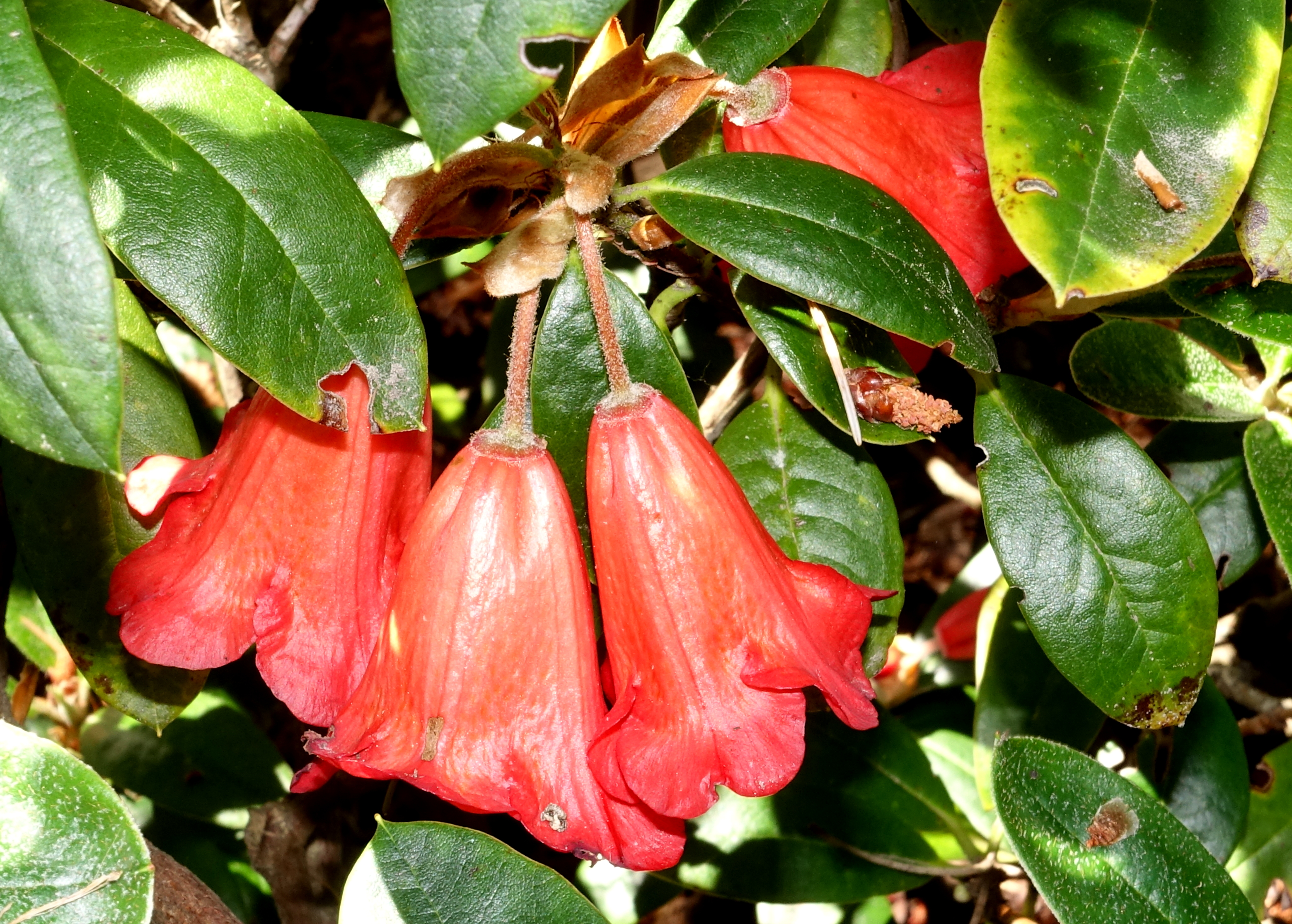
Rhododendron eudoxum

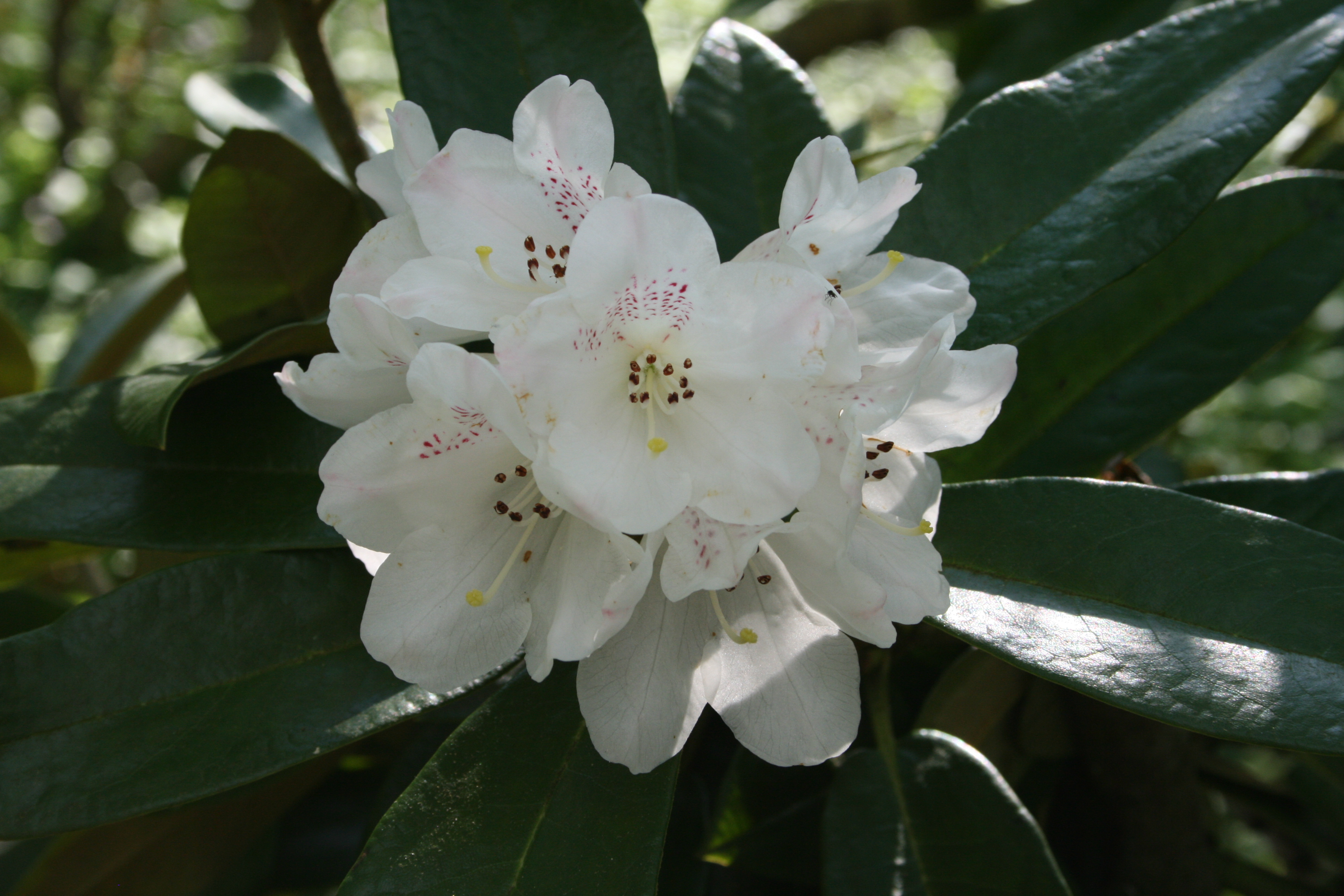
Rhododendron faberi

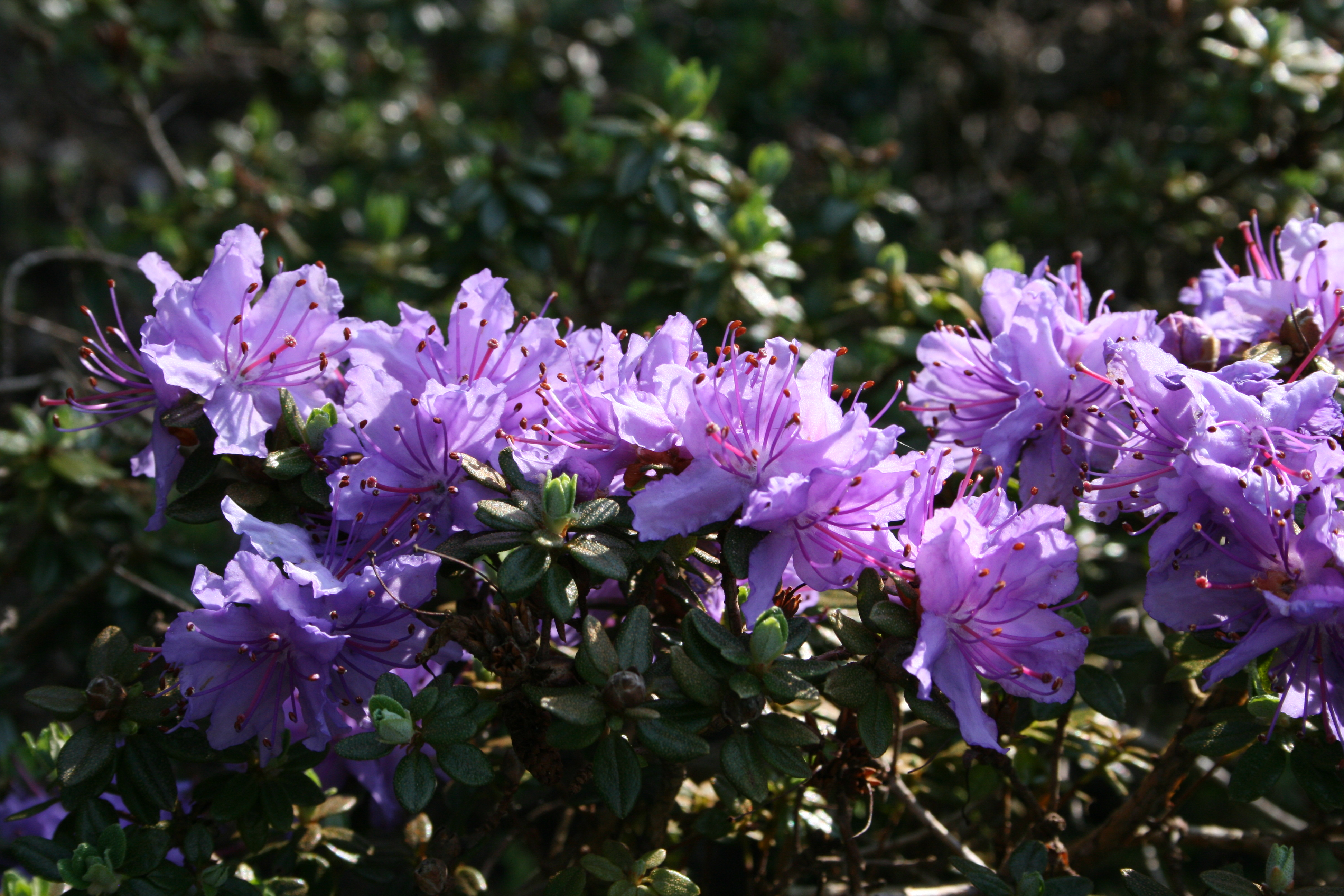
Rhododendron fastigiatum

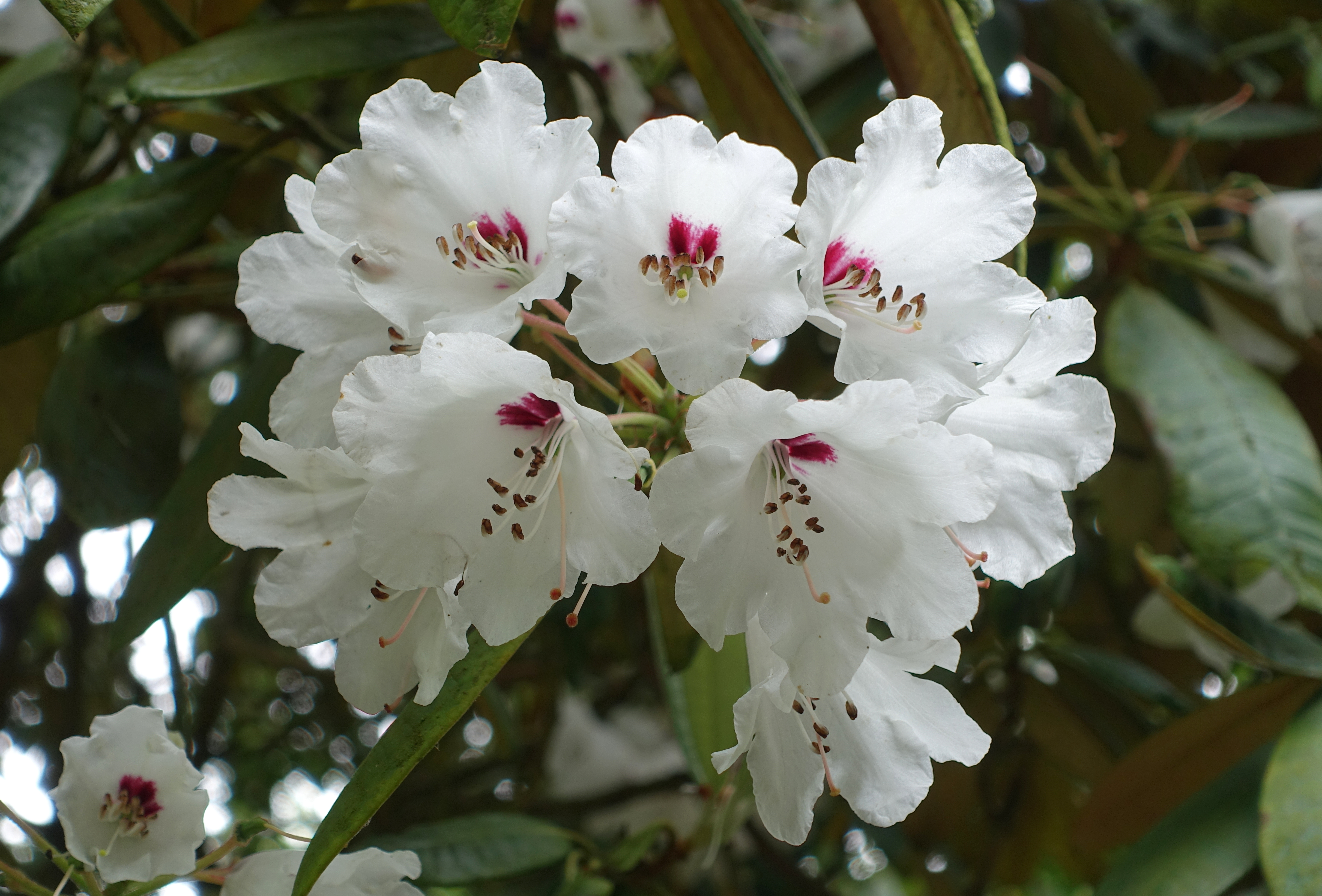
Rhododendron galactinum

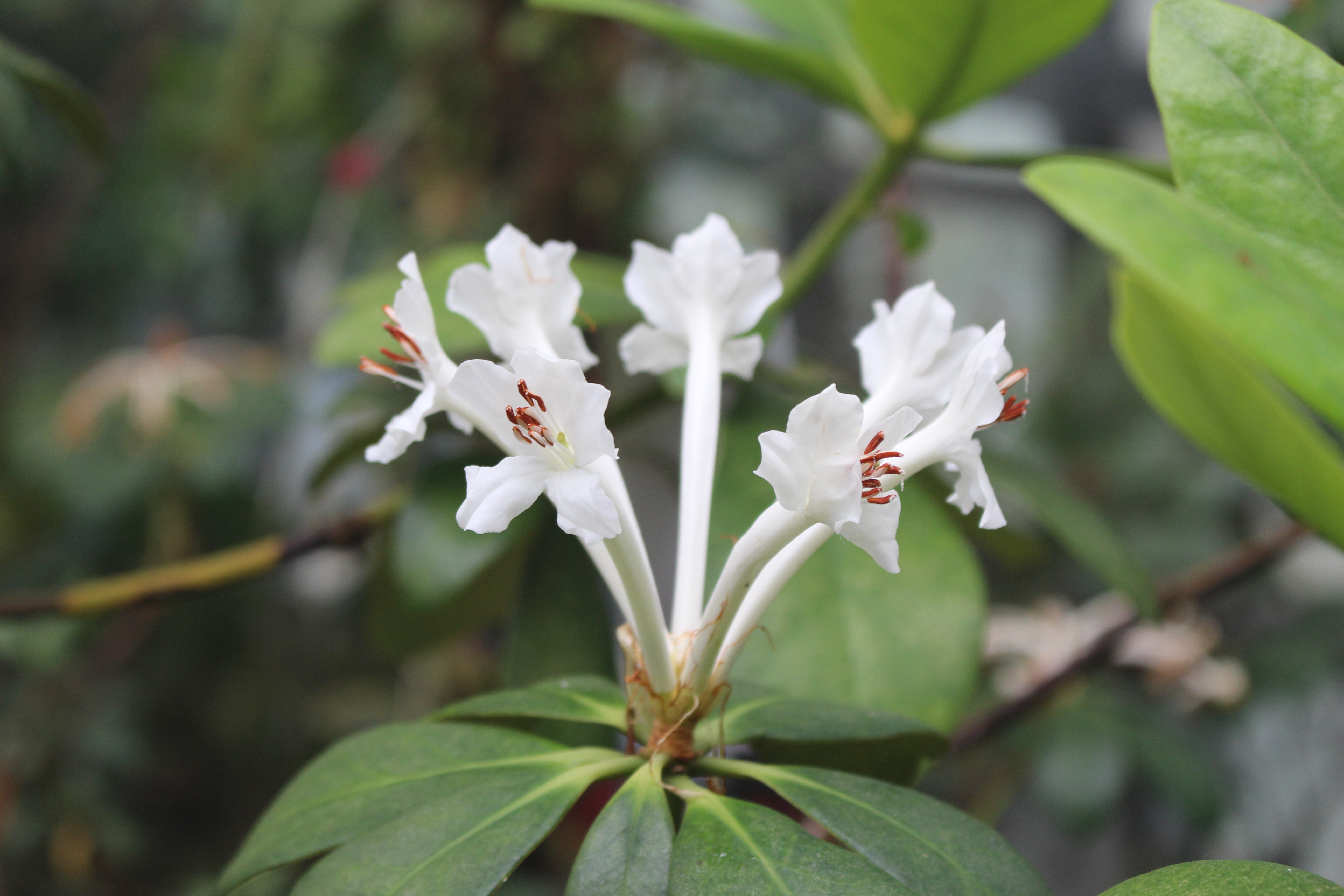
Rhododendron goodenoughii

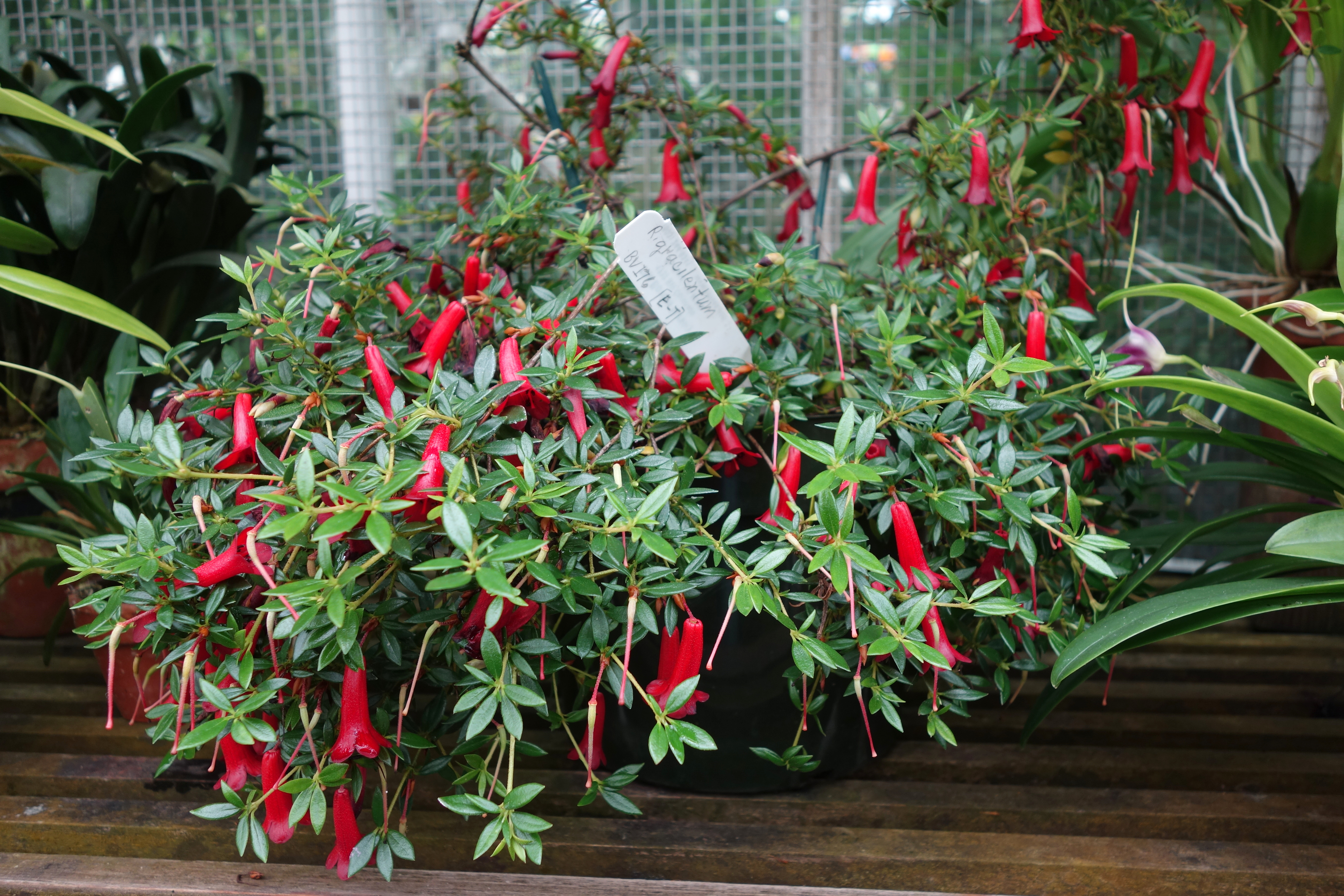
Rhododendron gracilentum

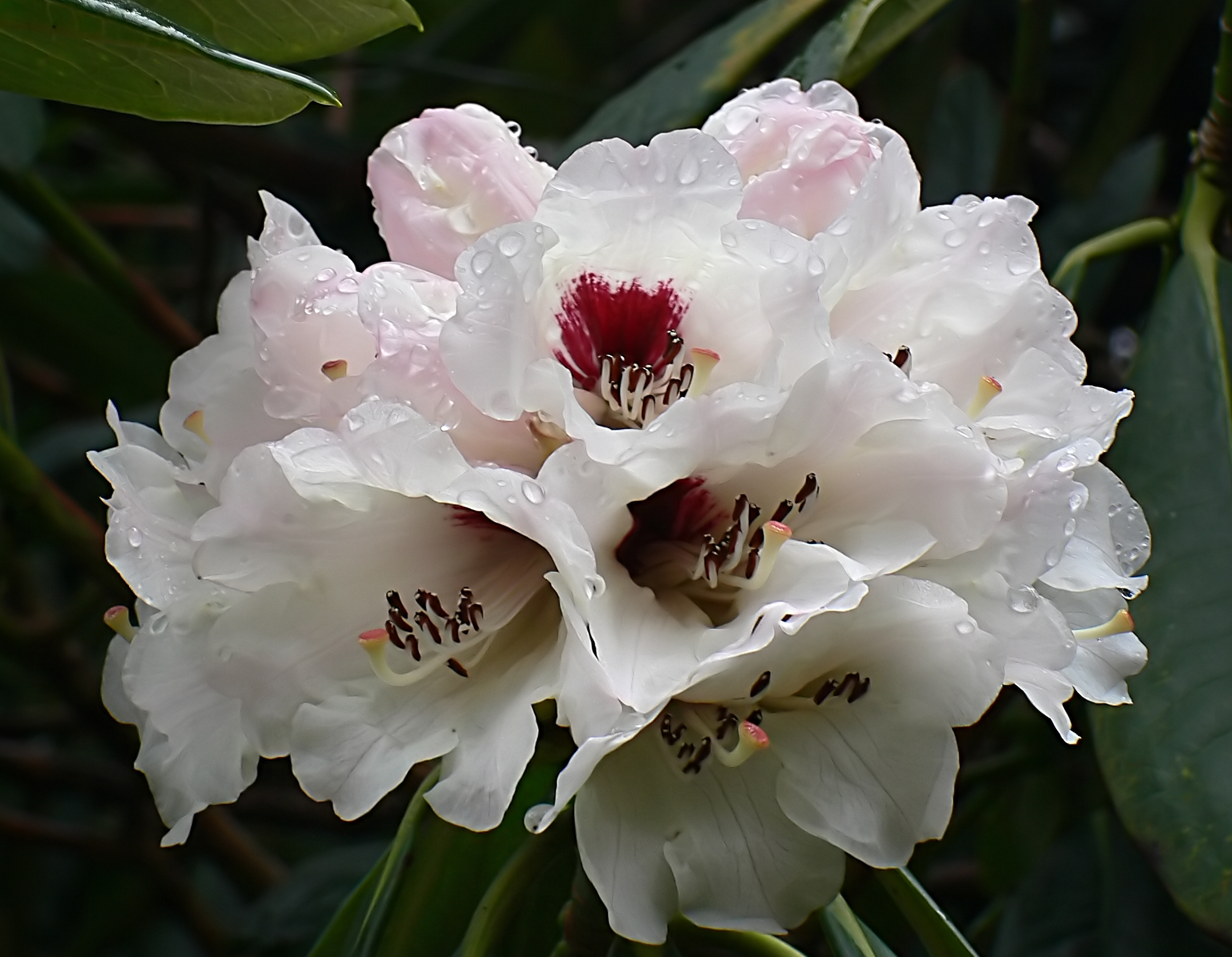
Rhododendron grande

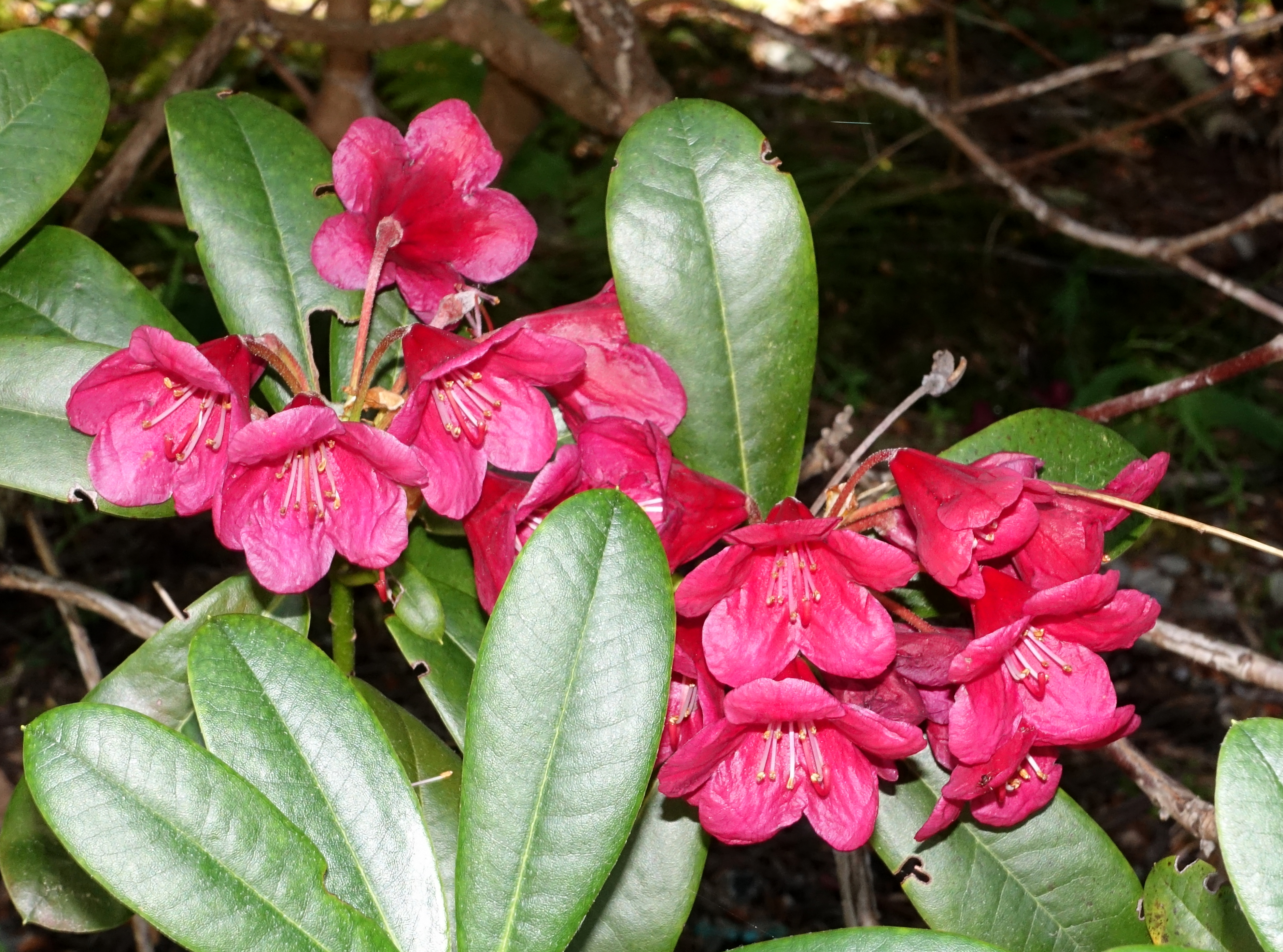
Rhododendron haematodes

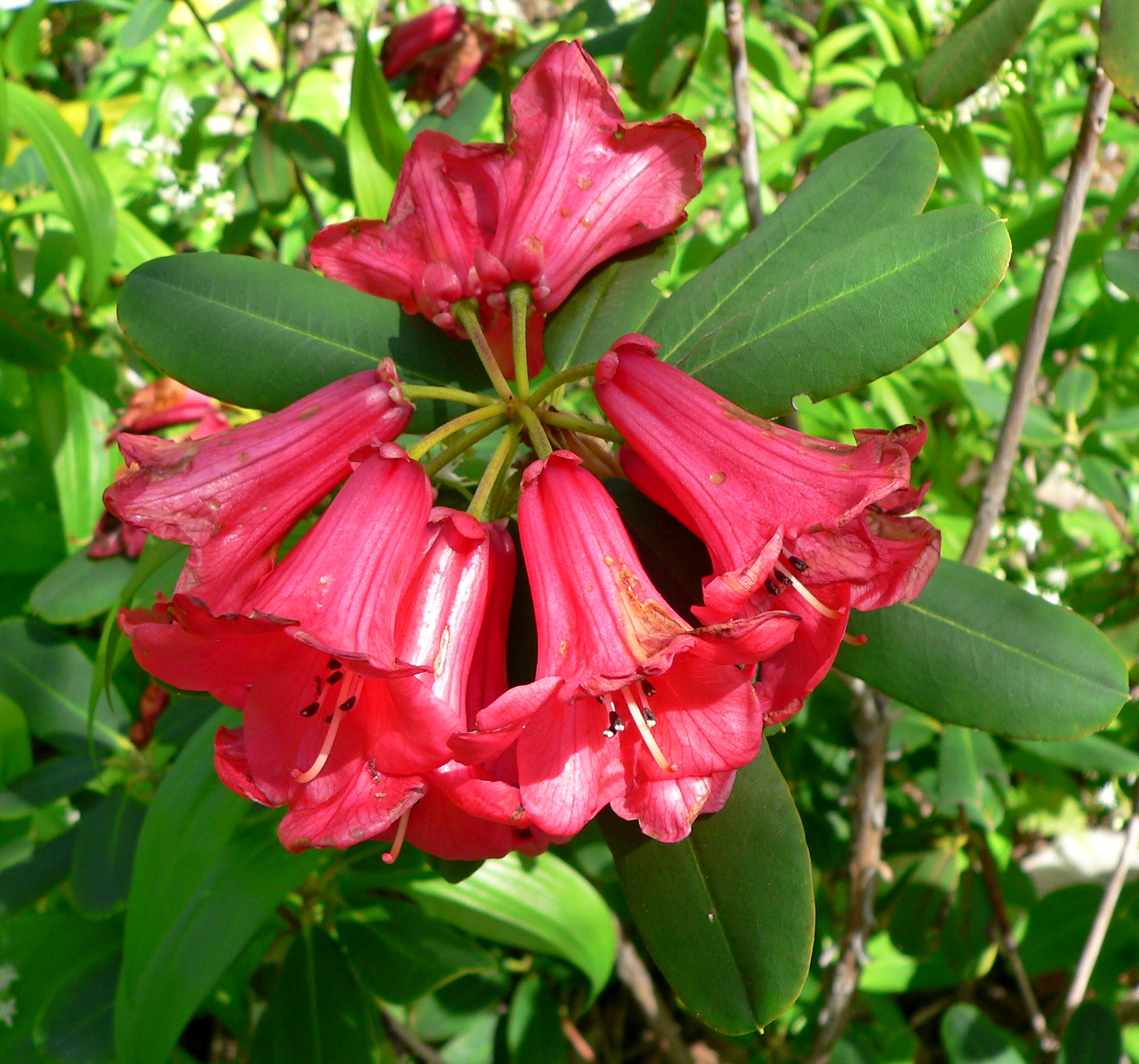
Rhododendron neriiflorum subsp. neriiflorum

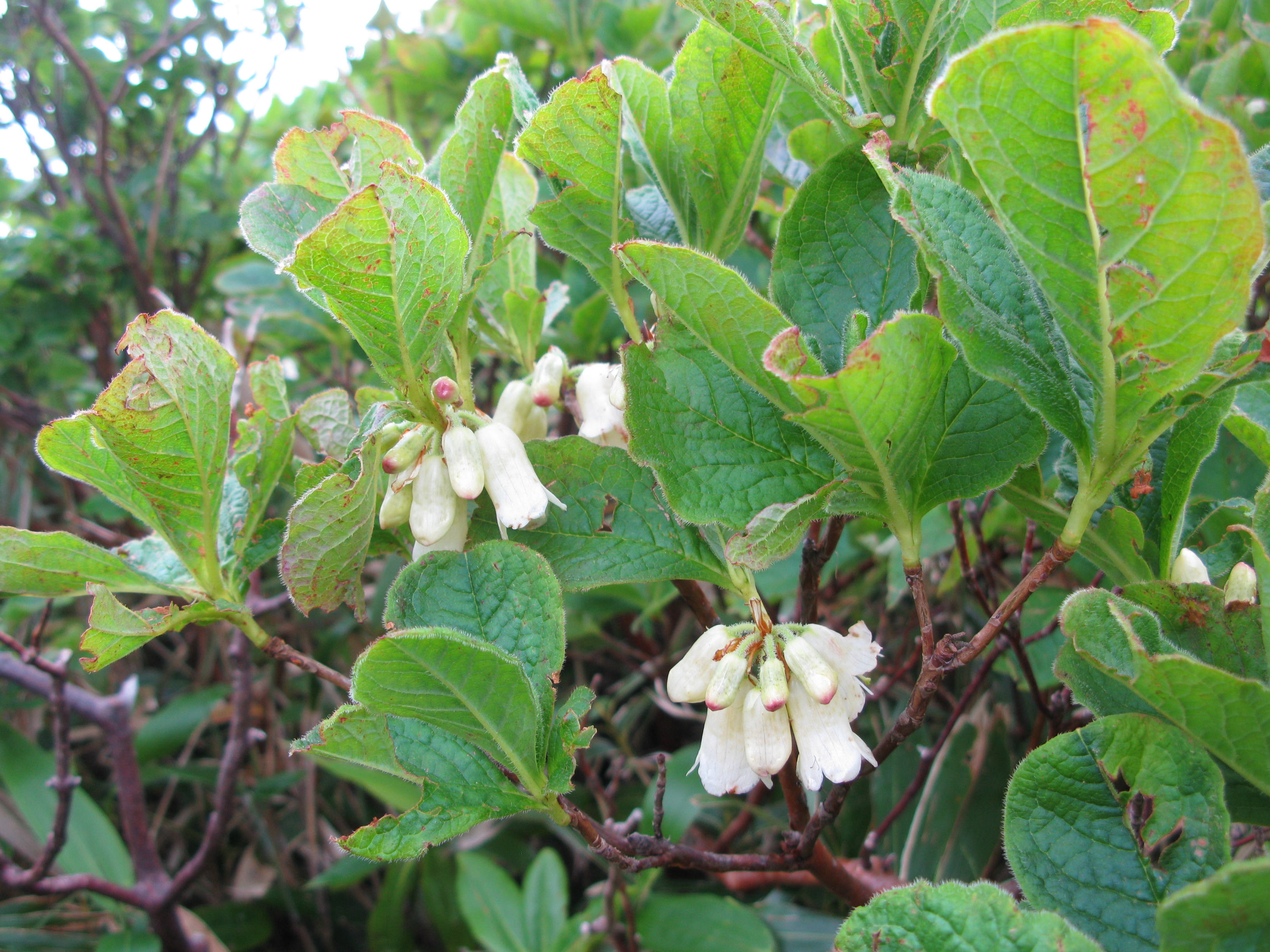
Rhododendron nipponicum

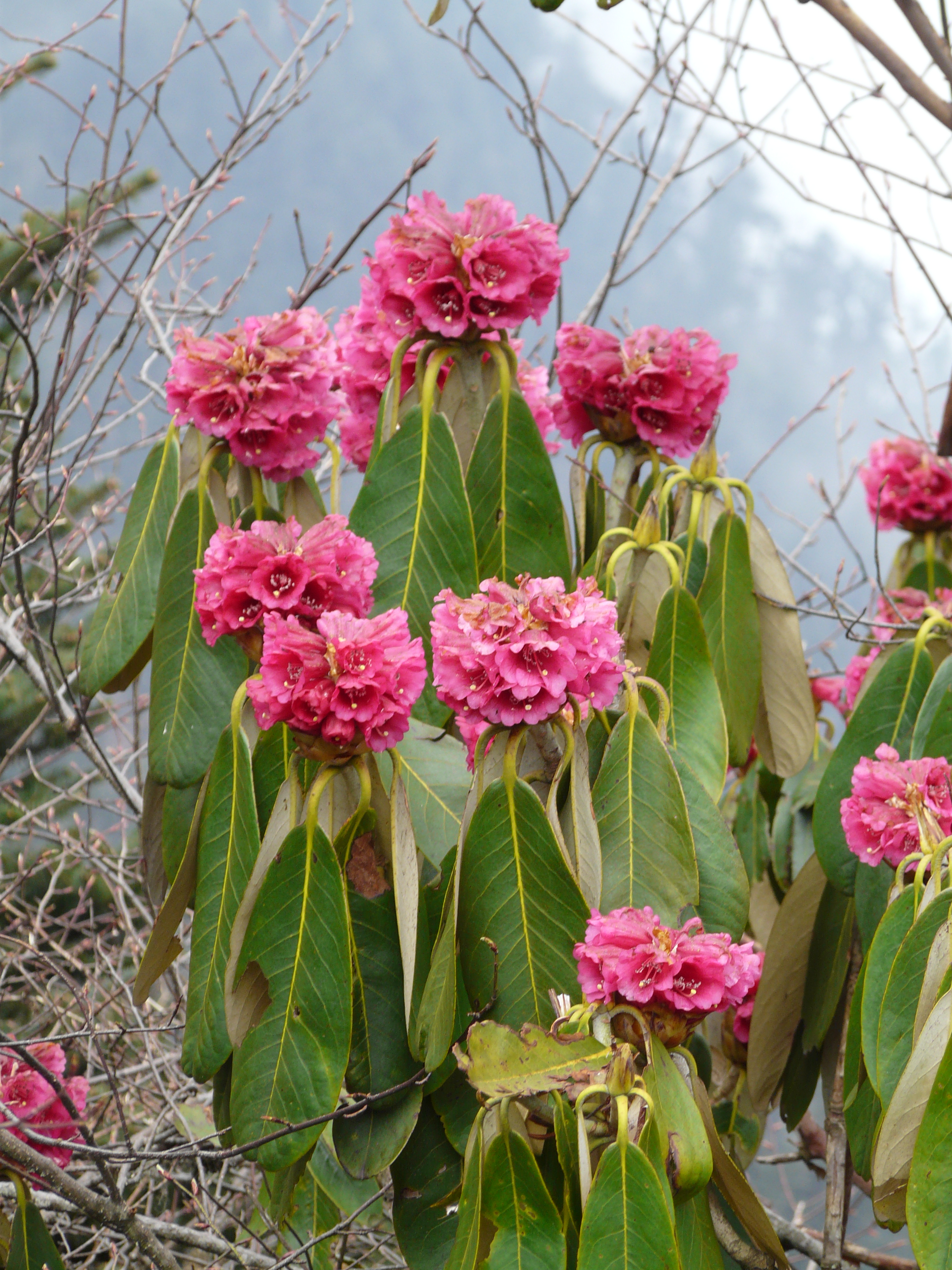
Rhododendron niveum

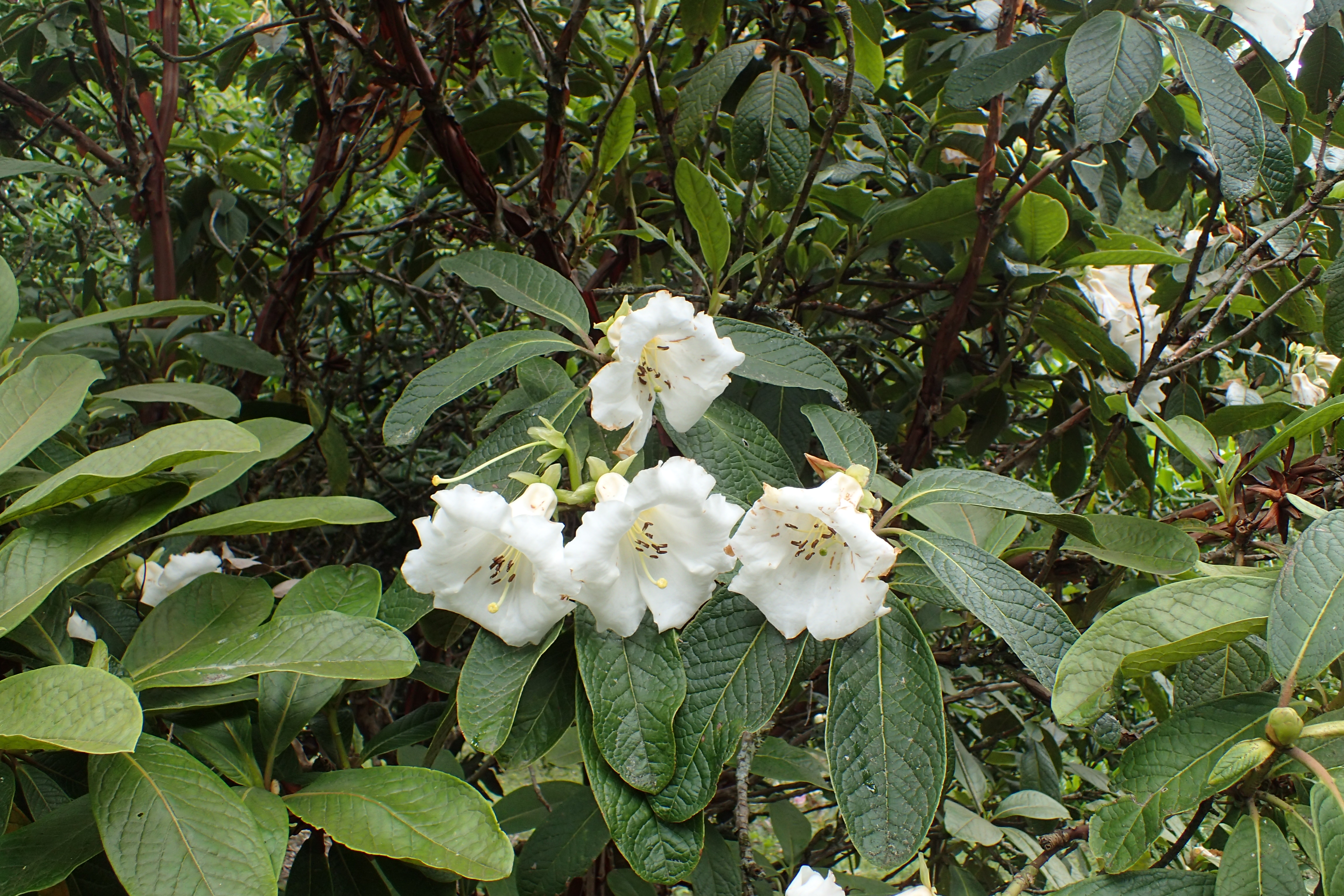
Rhododendron nuttallii

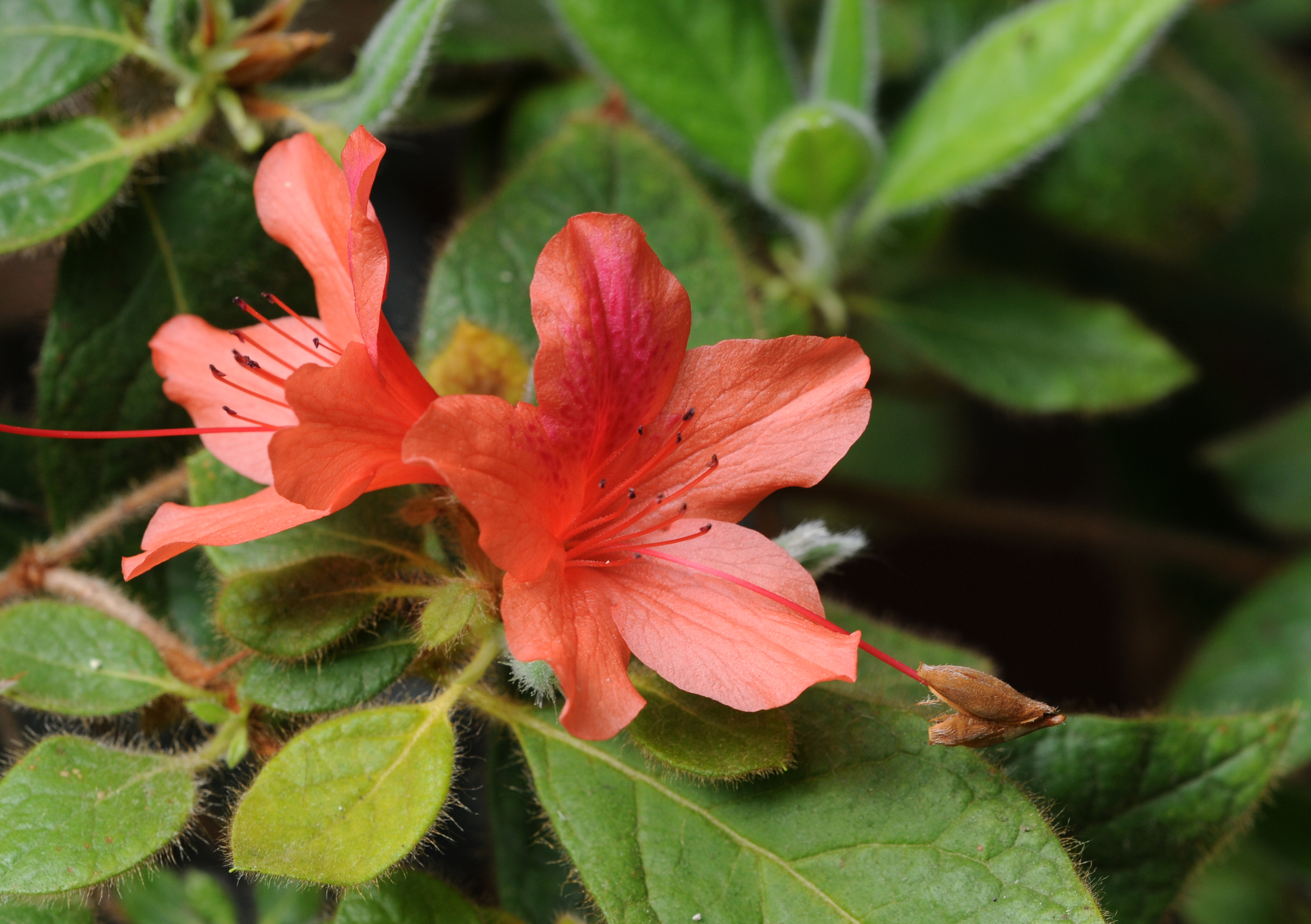
Rhododendron oldhamii

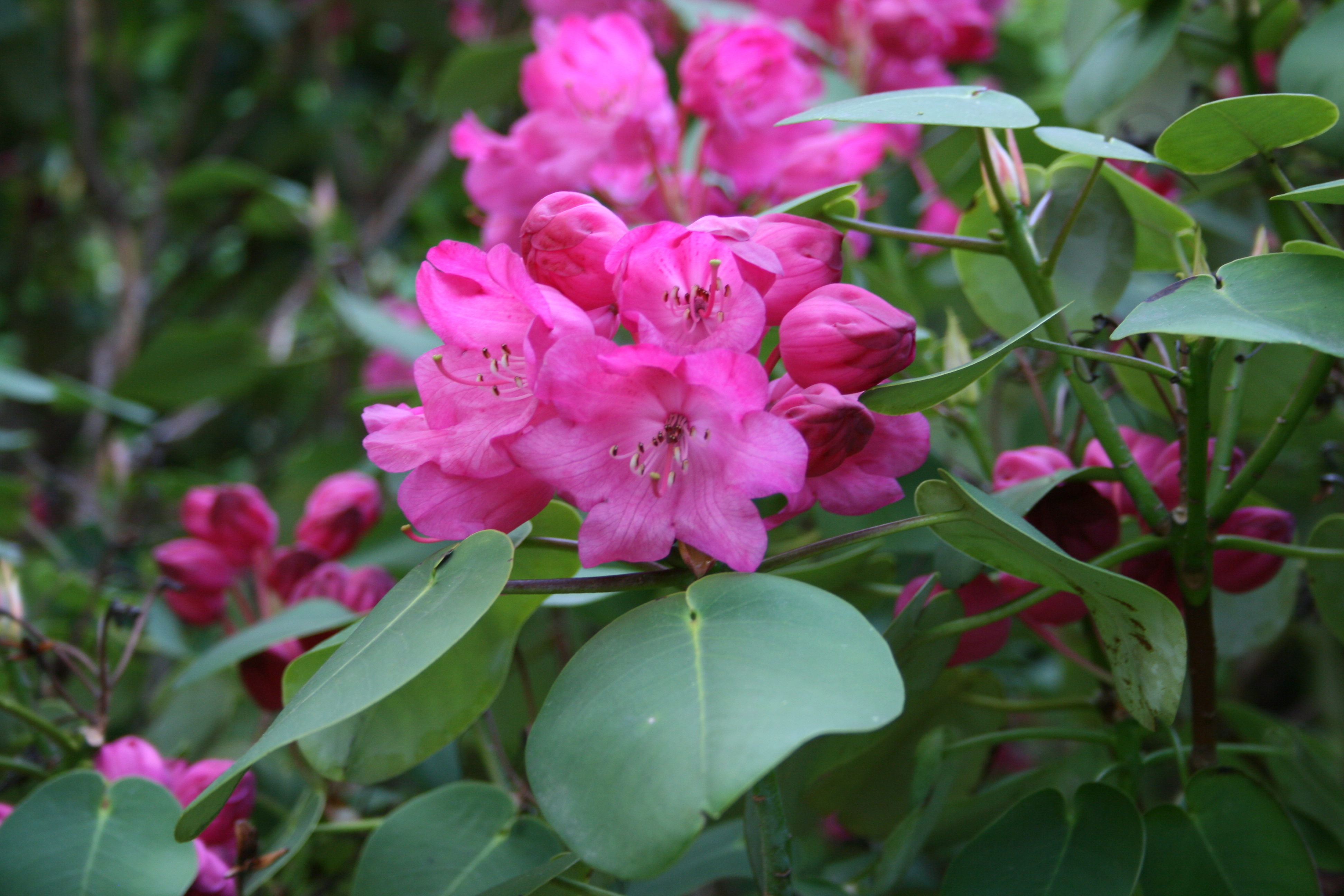
Rhododendron orbiculare subsp. orbiculare

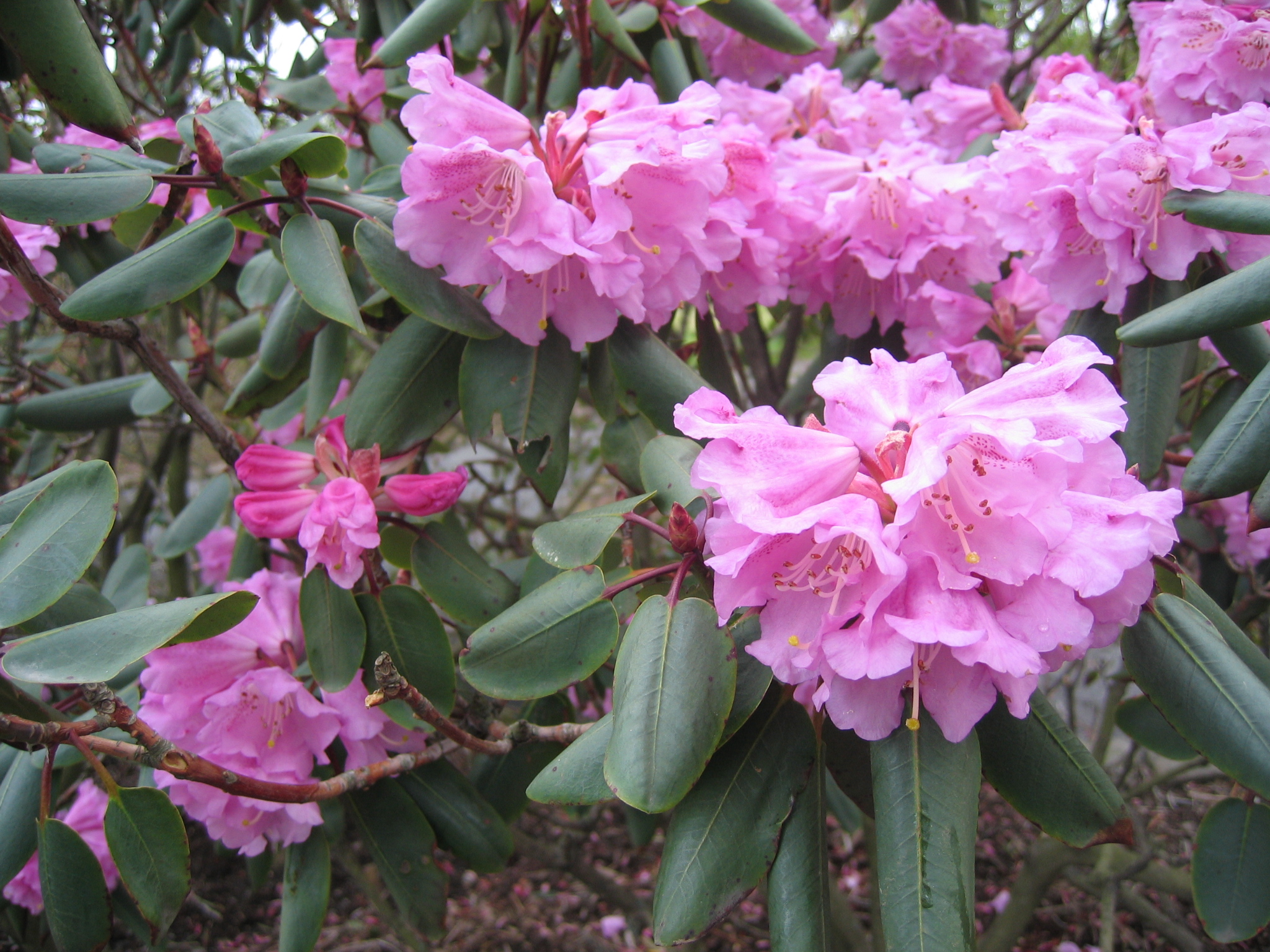
Rhododendron oreodoxa var. fargesii

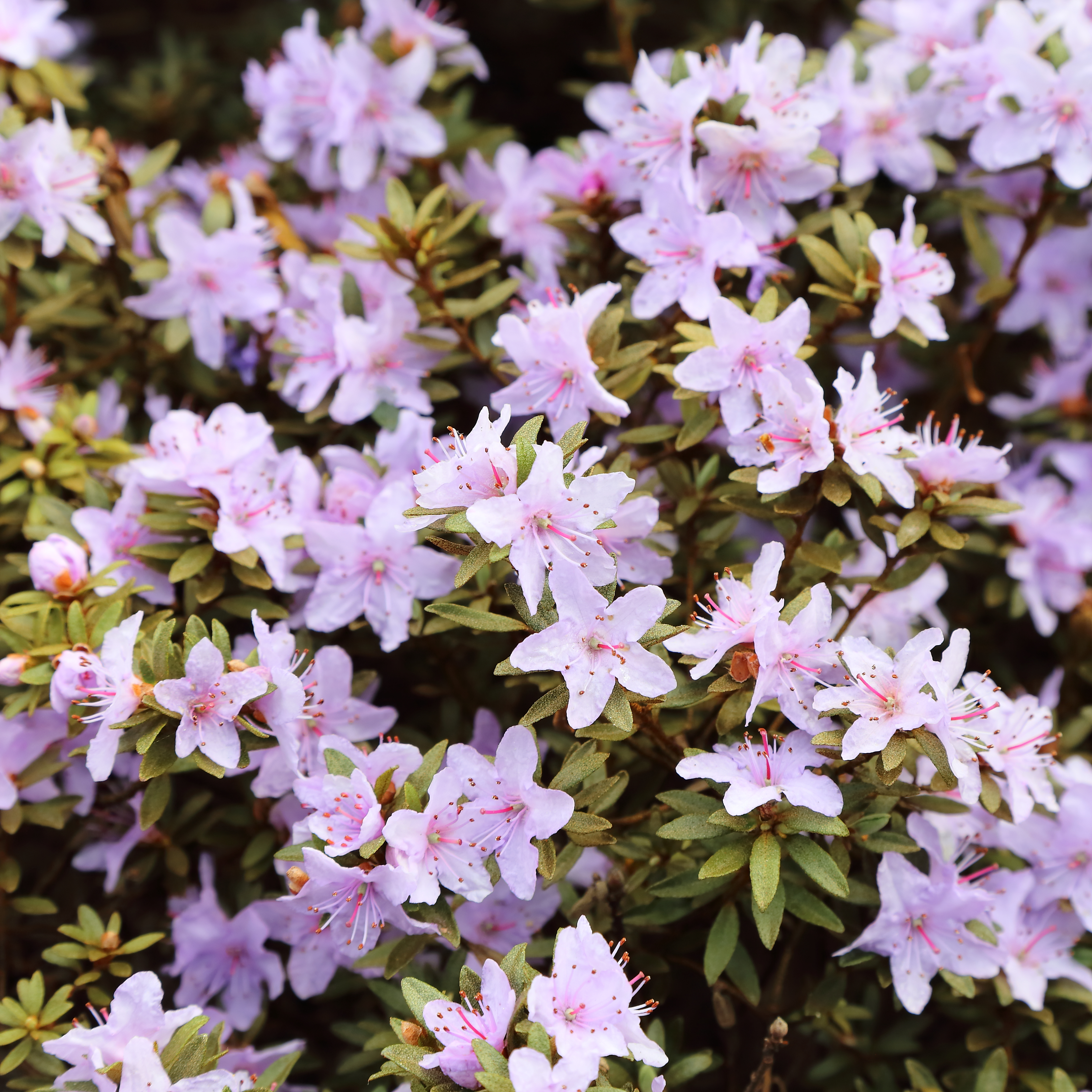
Rhododendron orthocladum

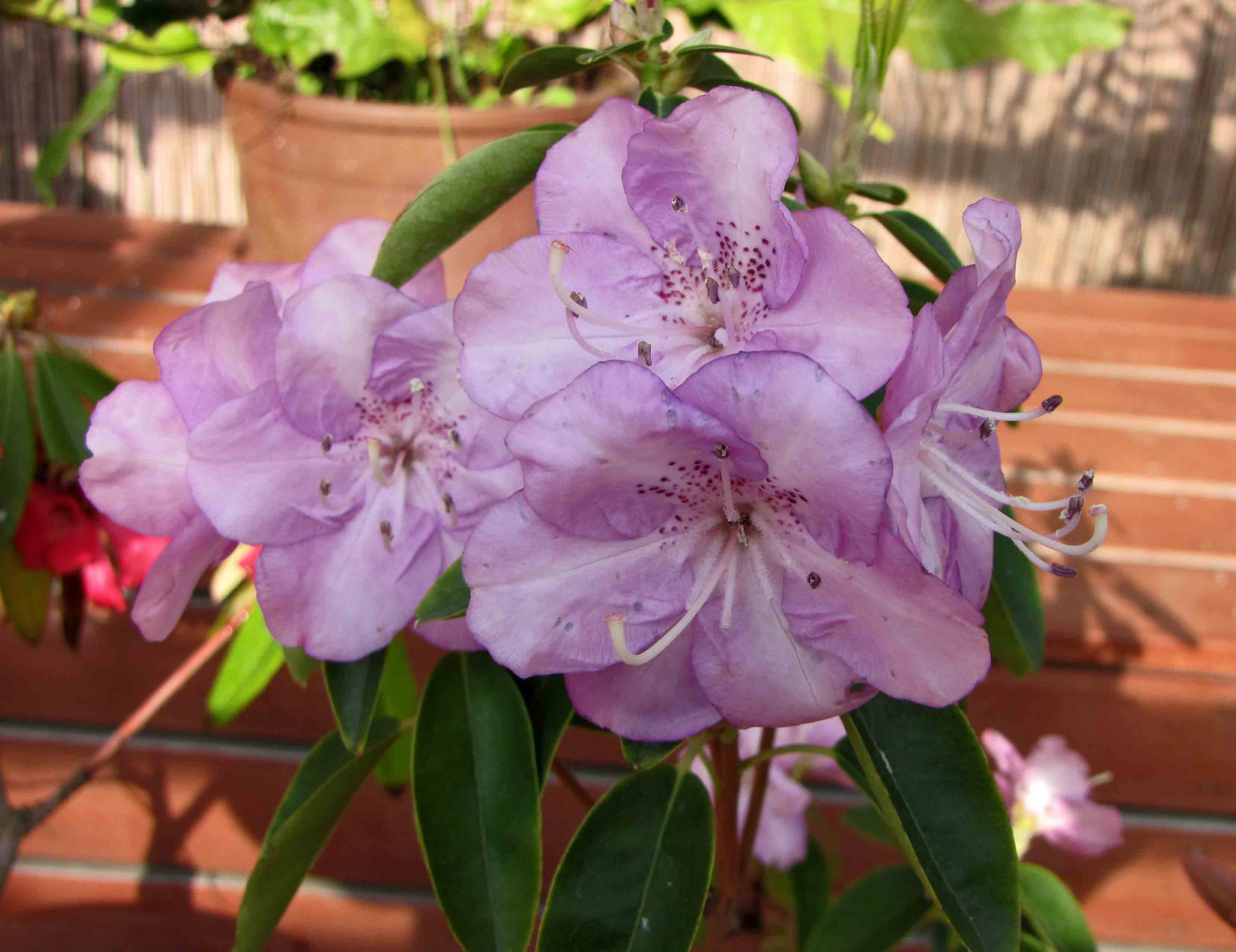
Rhododendron ovatum

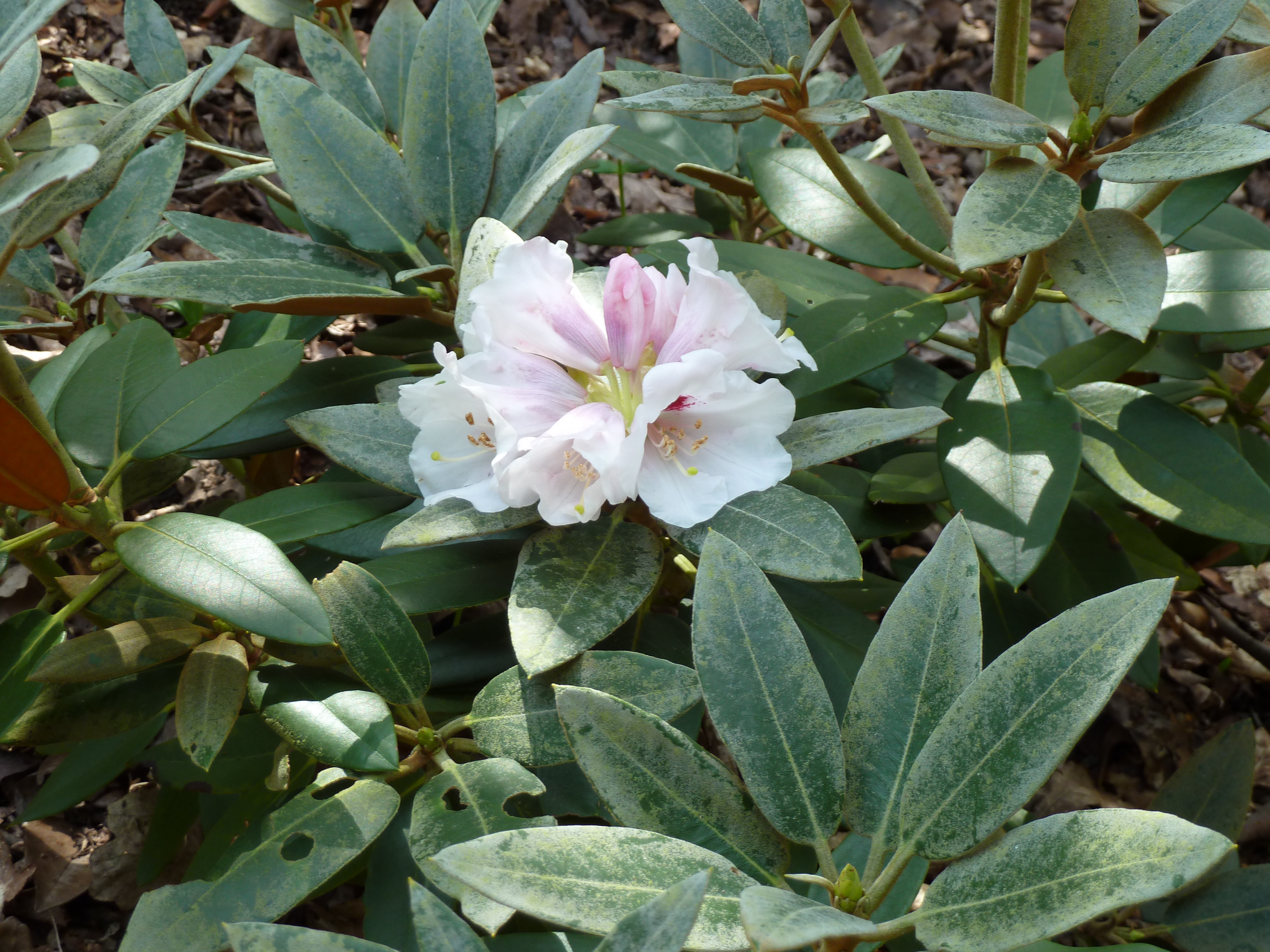
Rhododendron pachysanthum

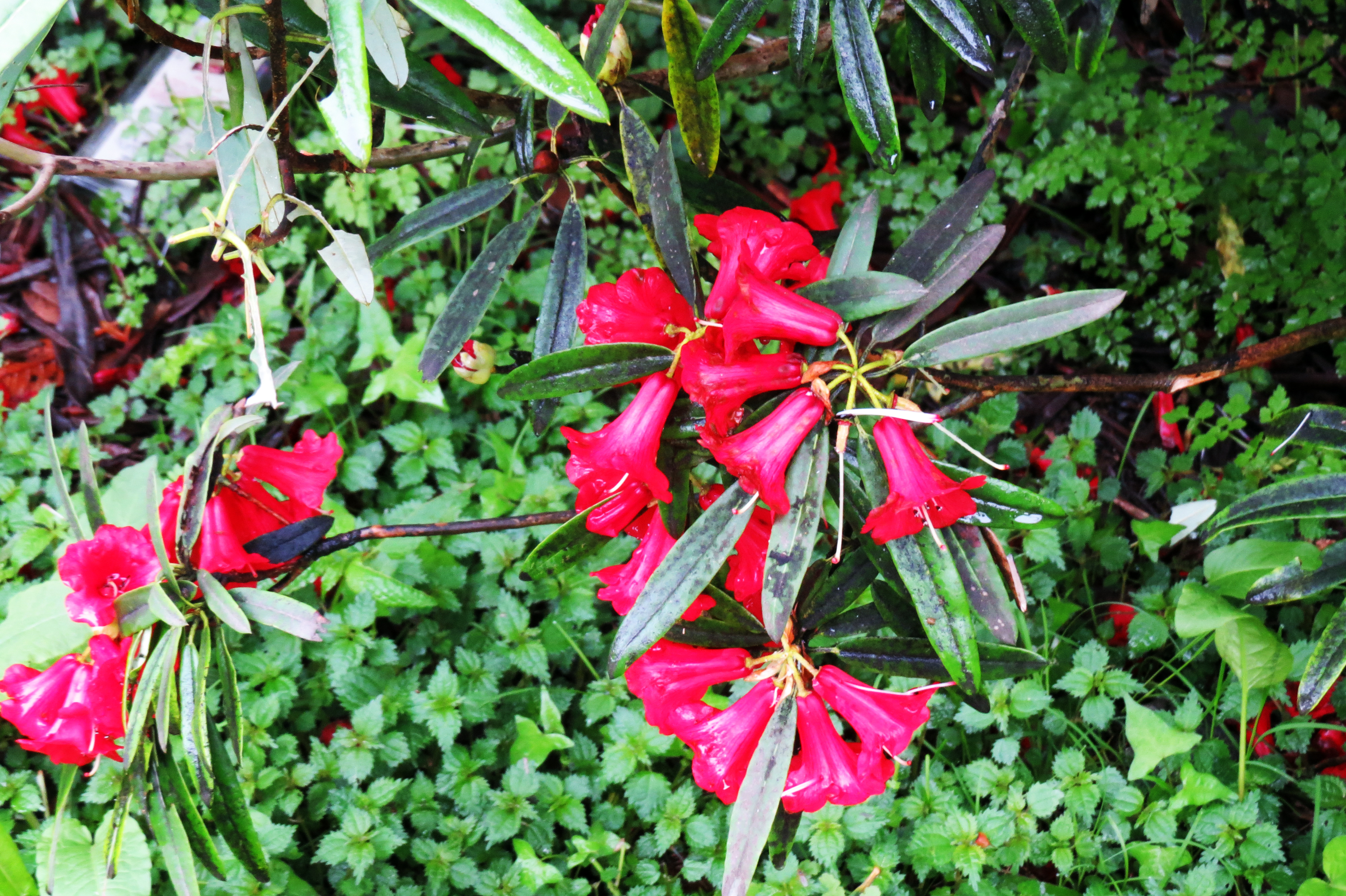
Rhododendron papillatum

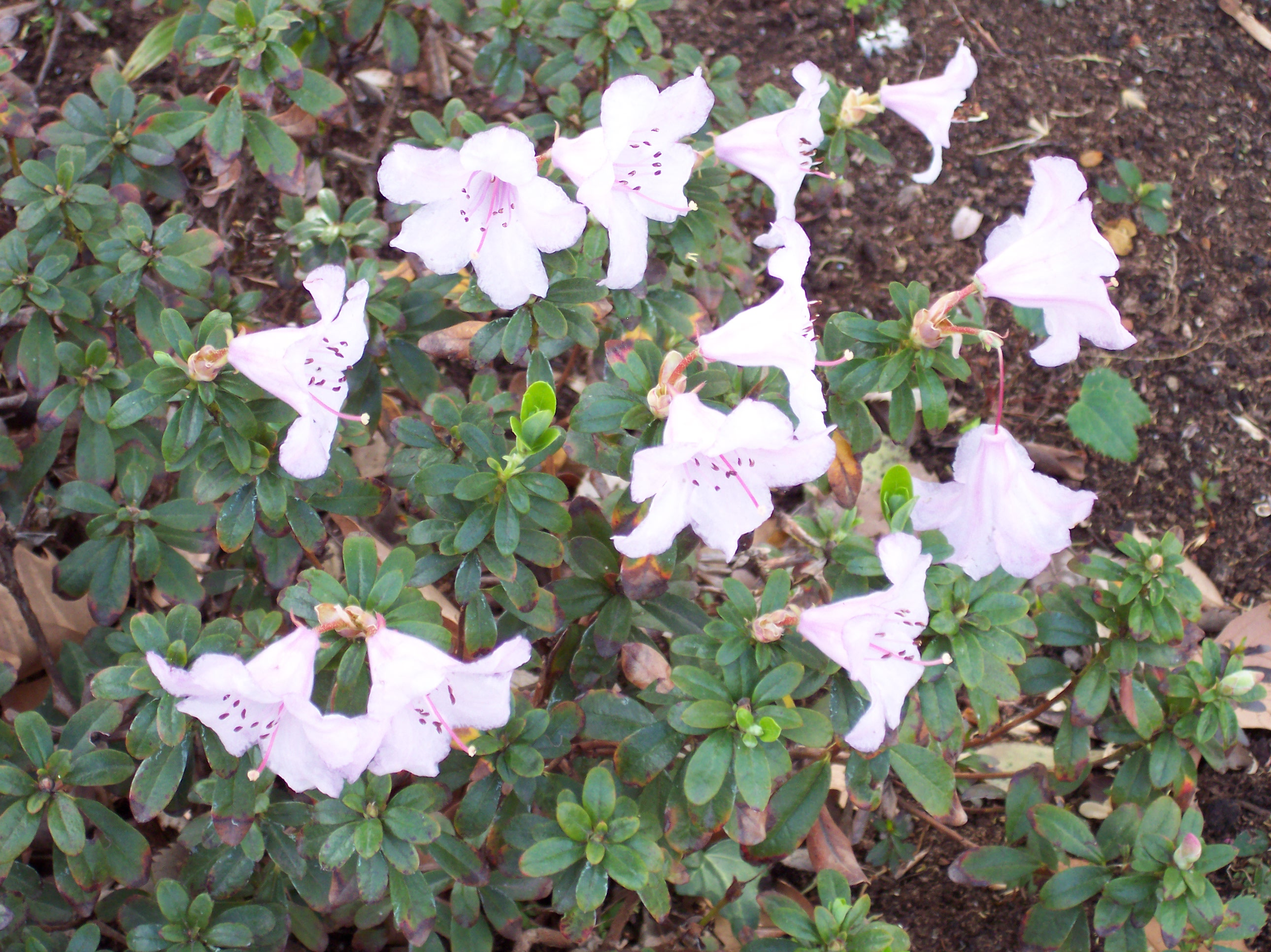
Rhododendron pemakoense

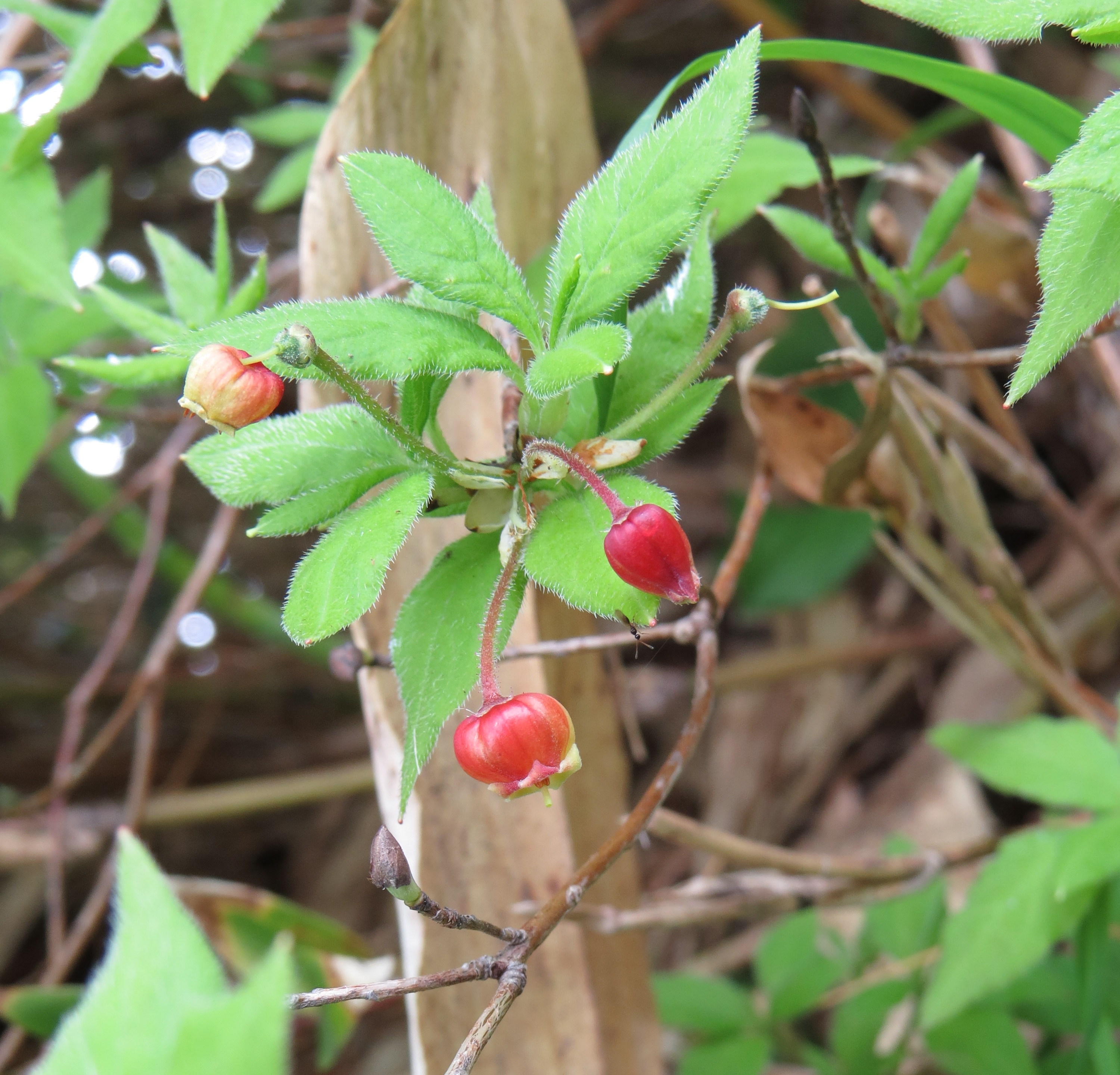
Rhododendron pentandrum

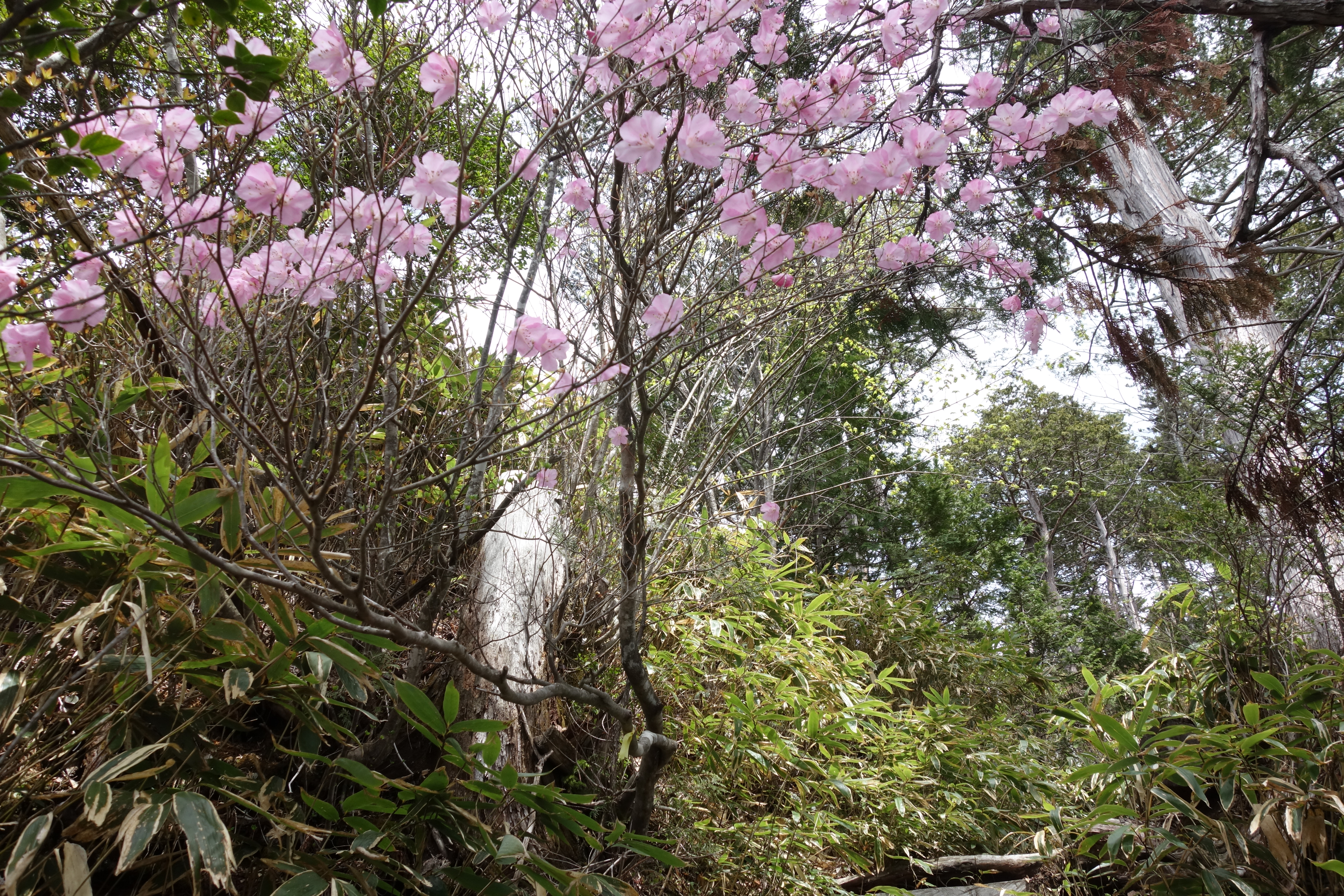
Rhododendron pentaphyllum

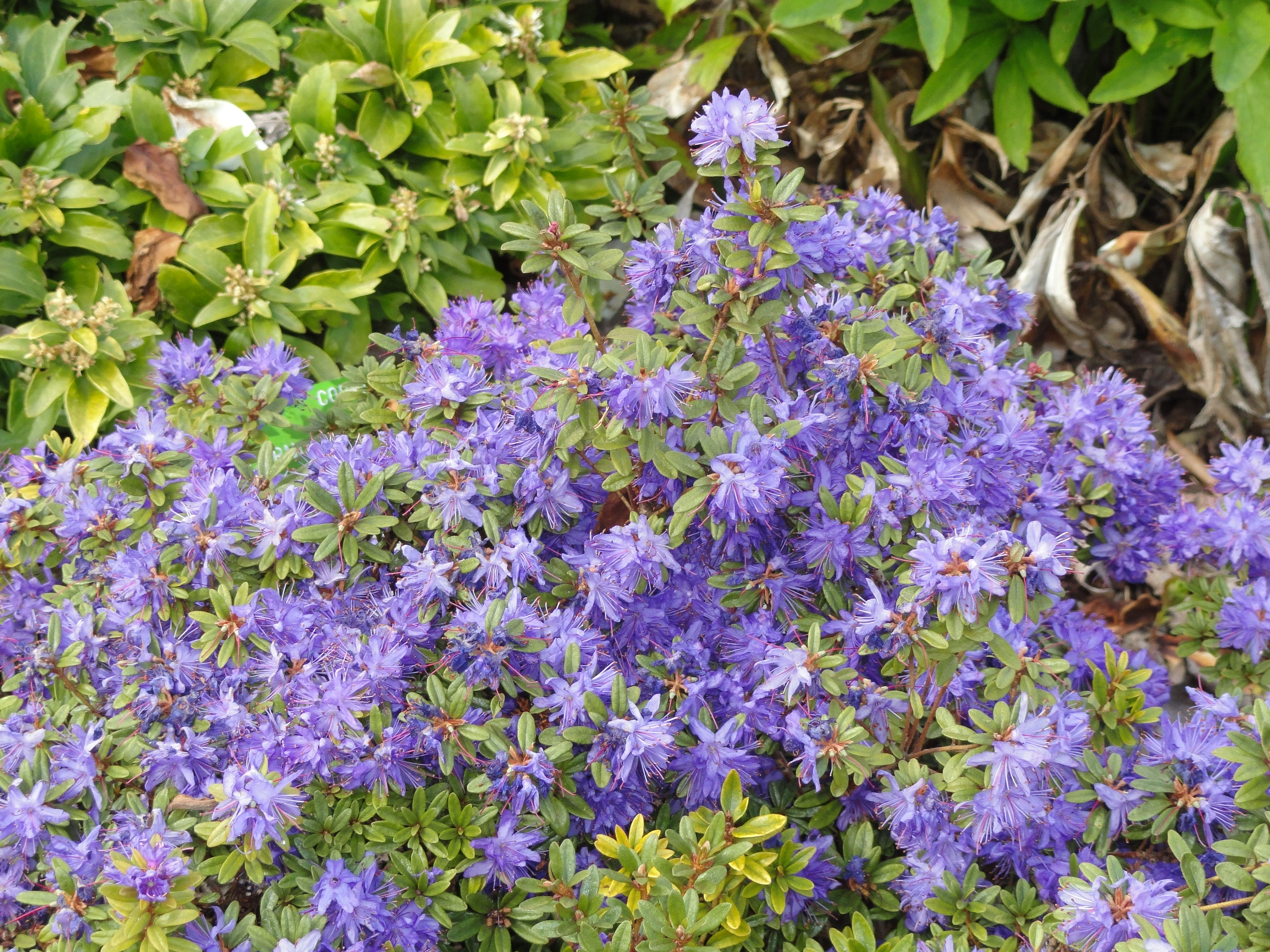
Rhododendron polycladum

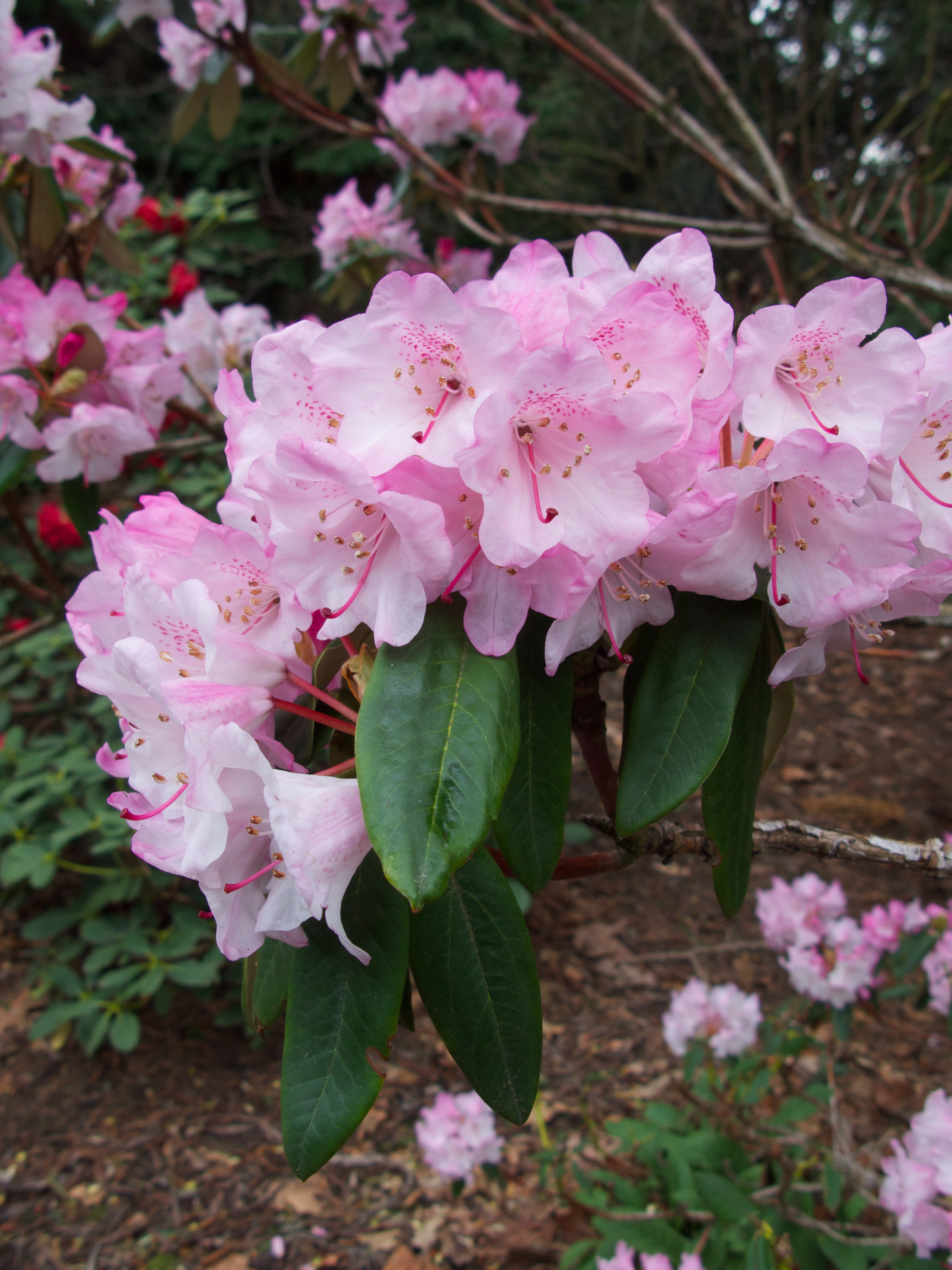
Rhododendron principis

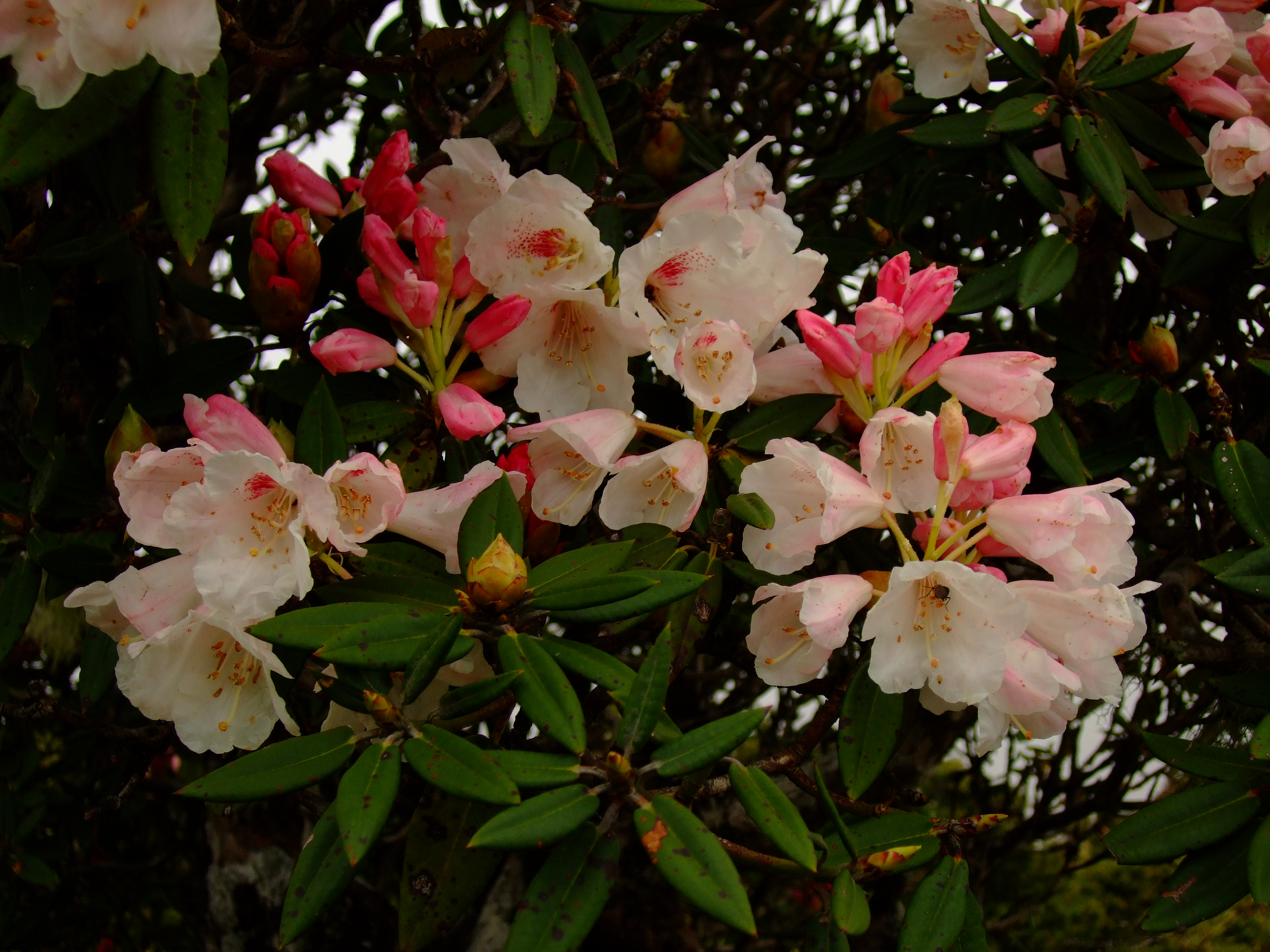
Rhododendron pseudochrysanthum

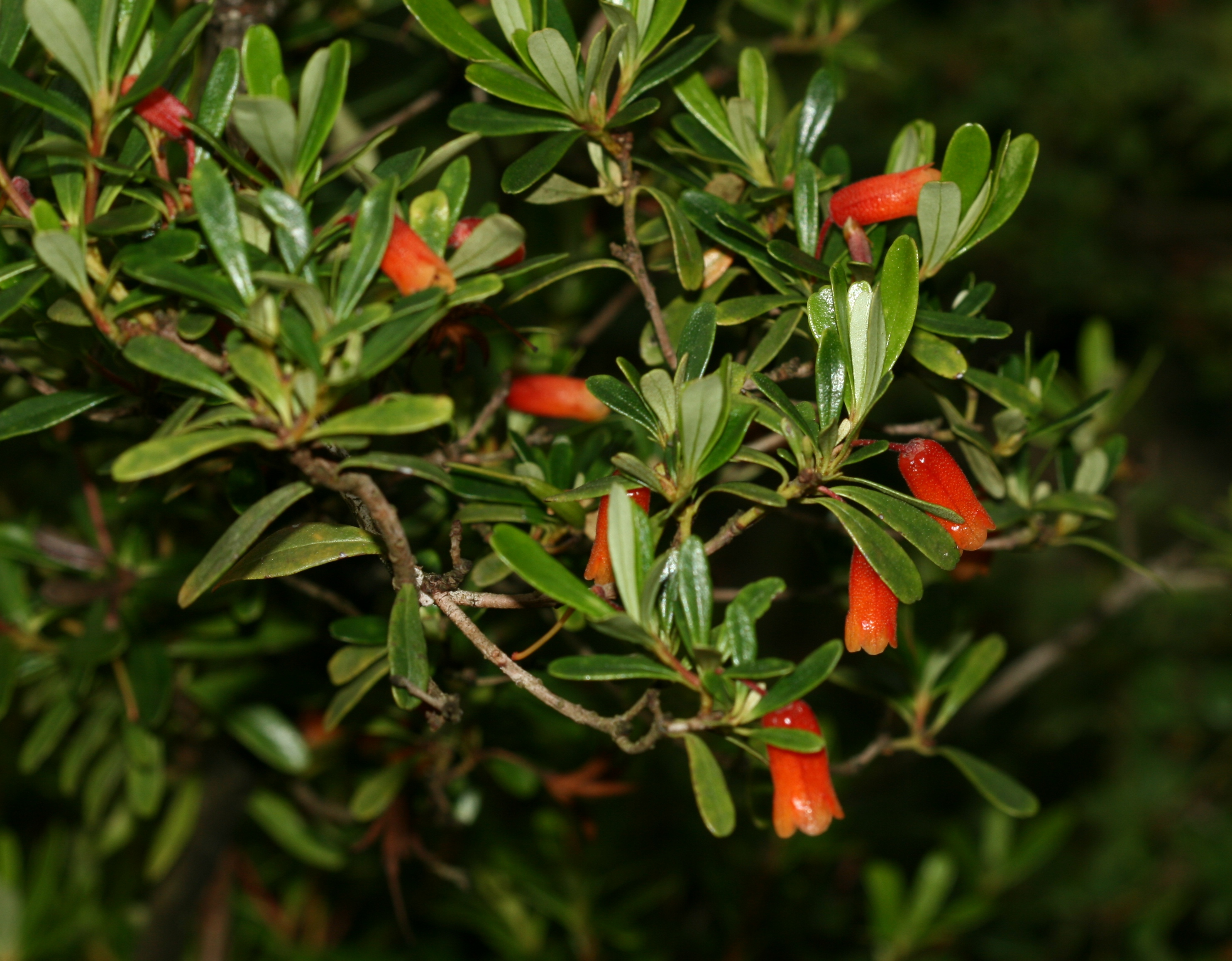
Rhododendron quadrasianum var. marivelesense

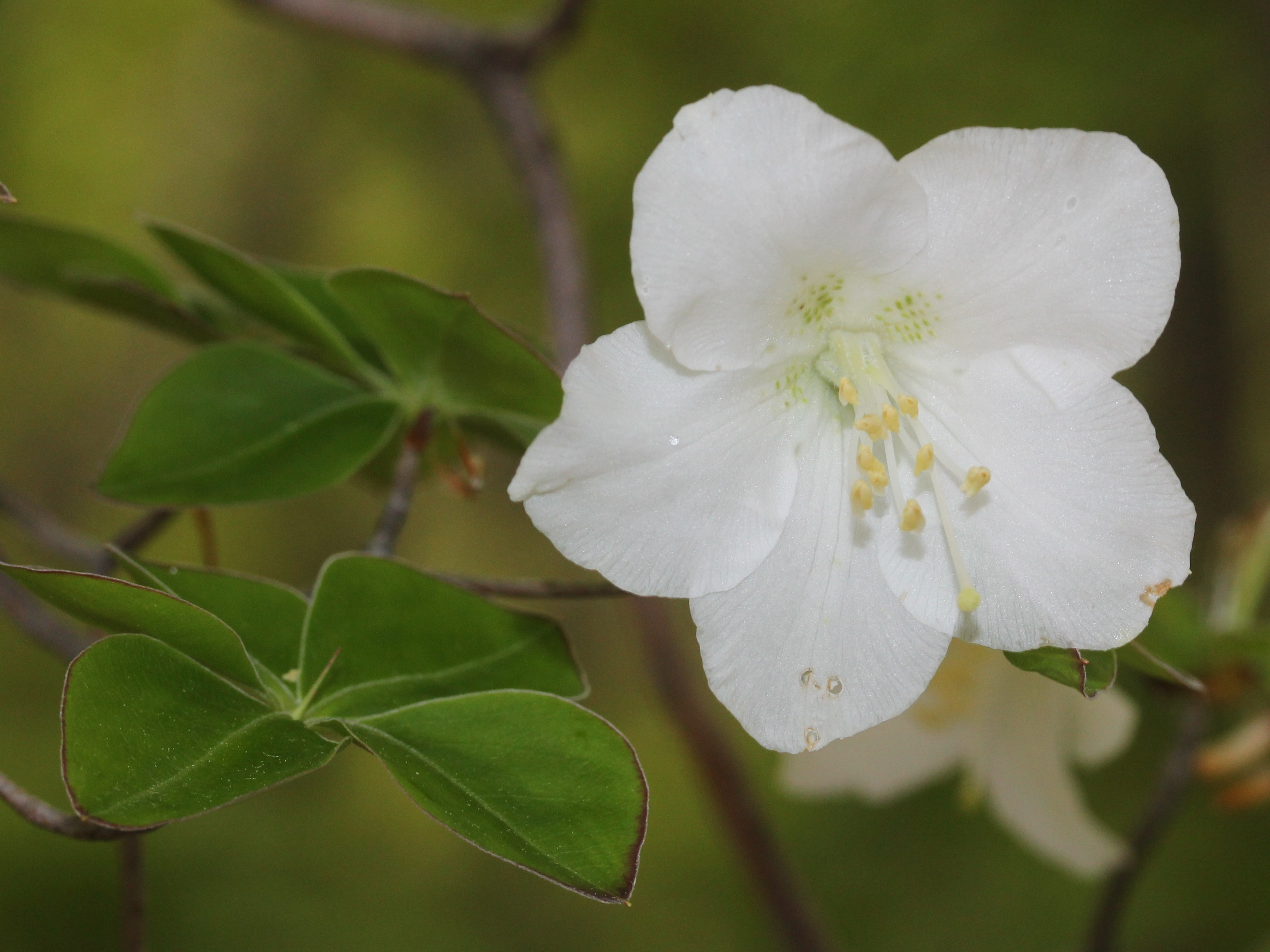
Rhododendron quinquefolium

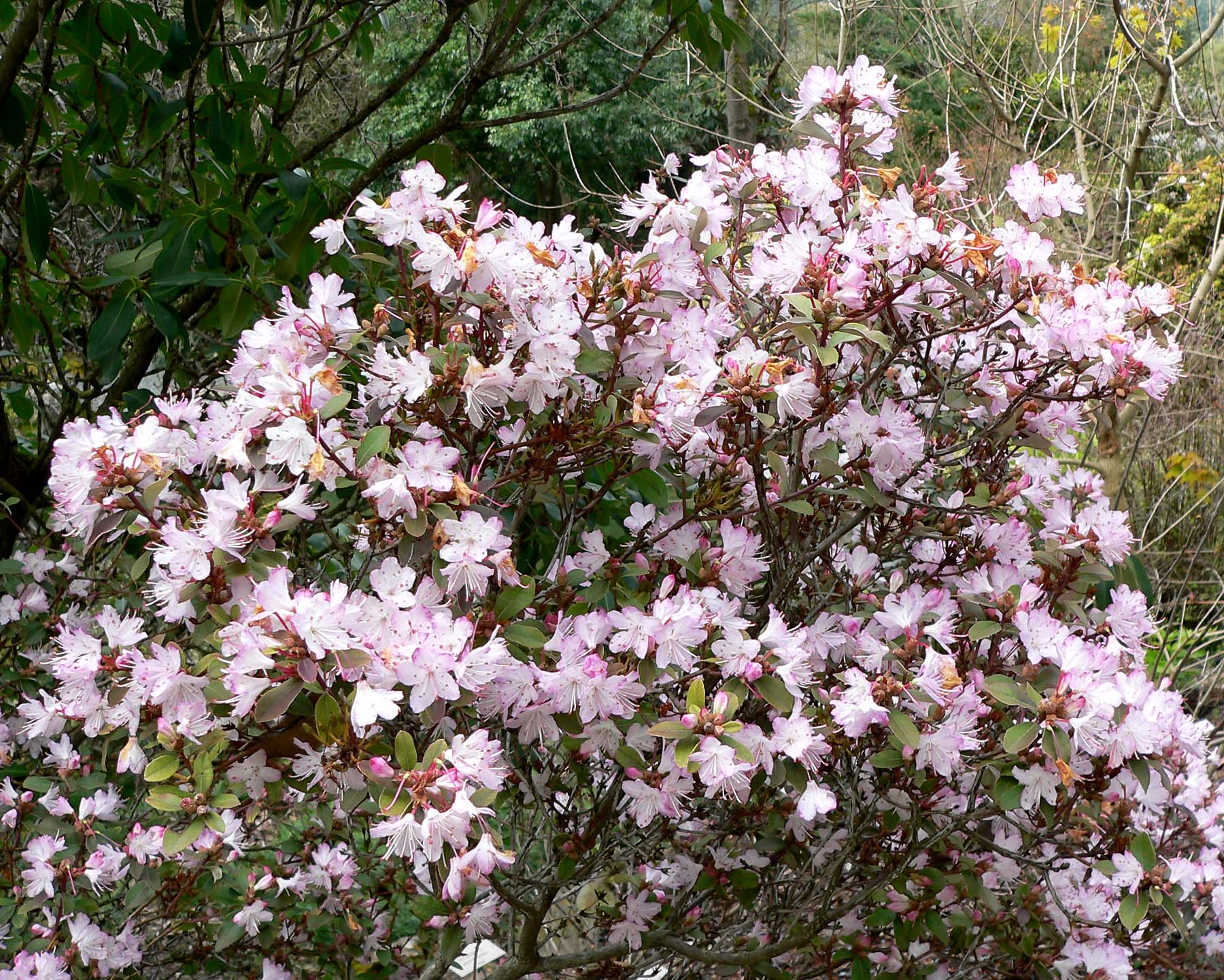
Rhododendron racemosum

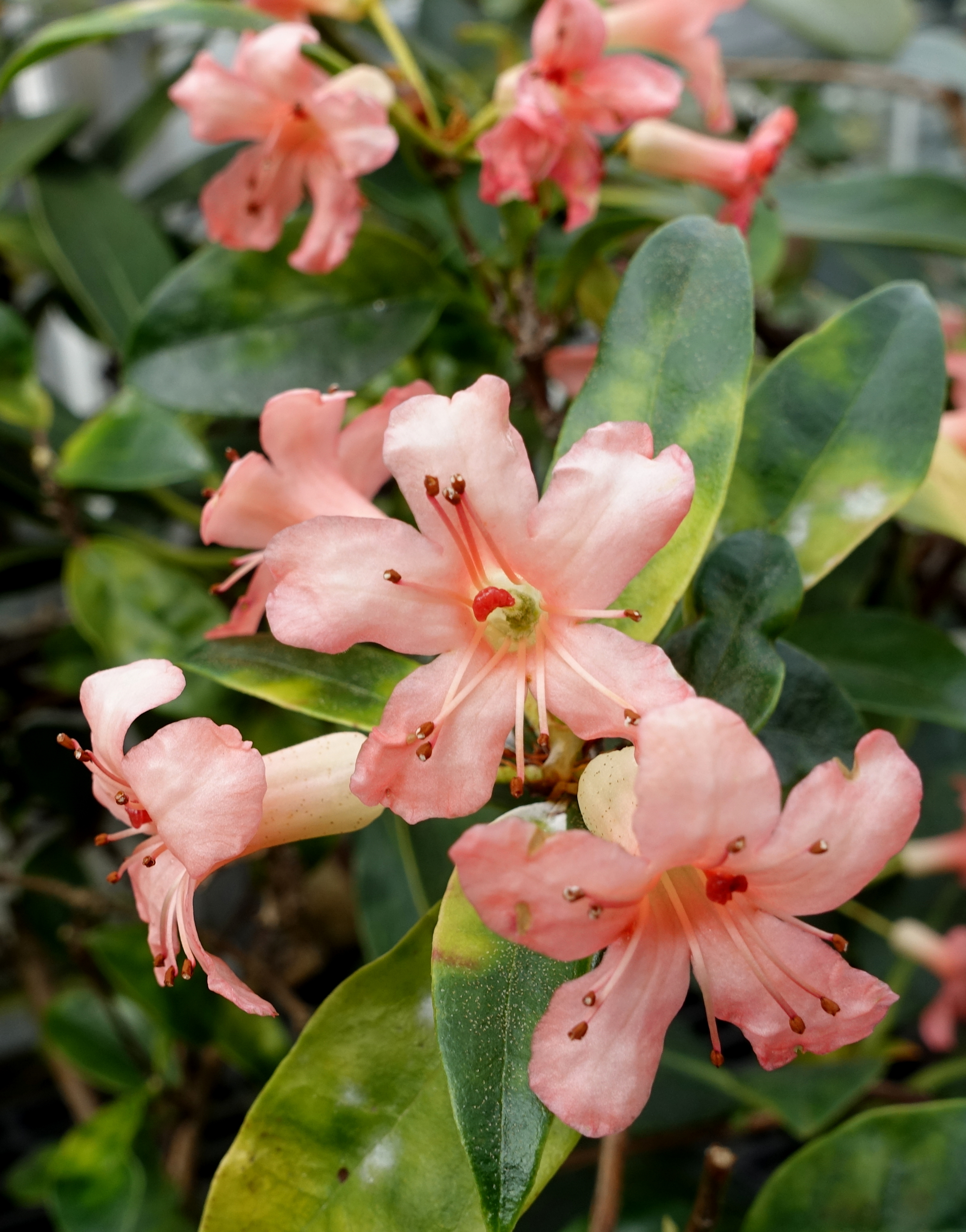
Rhododendron rarilepidotum

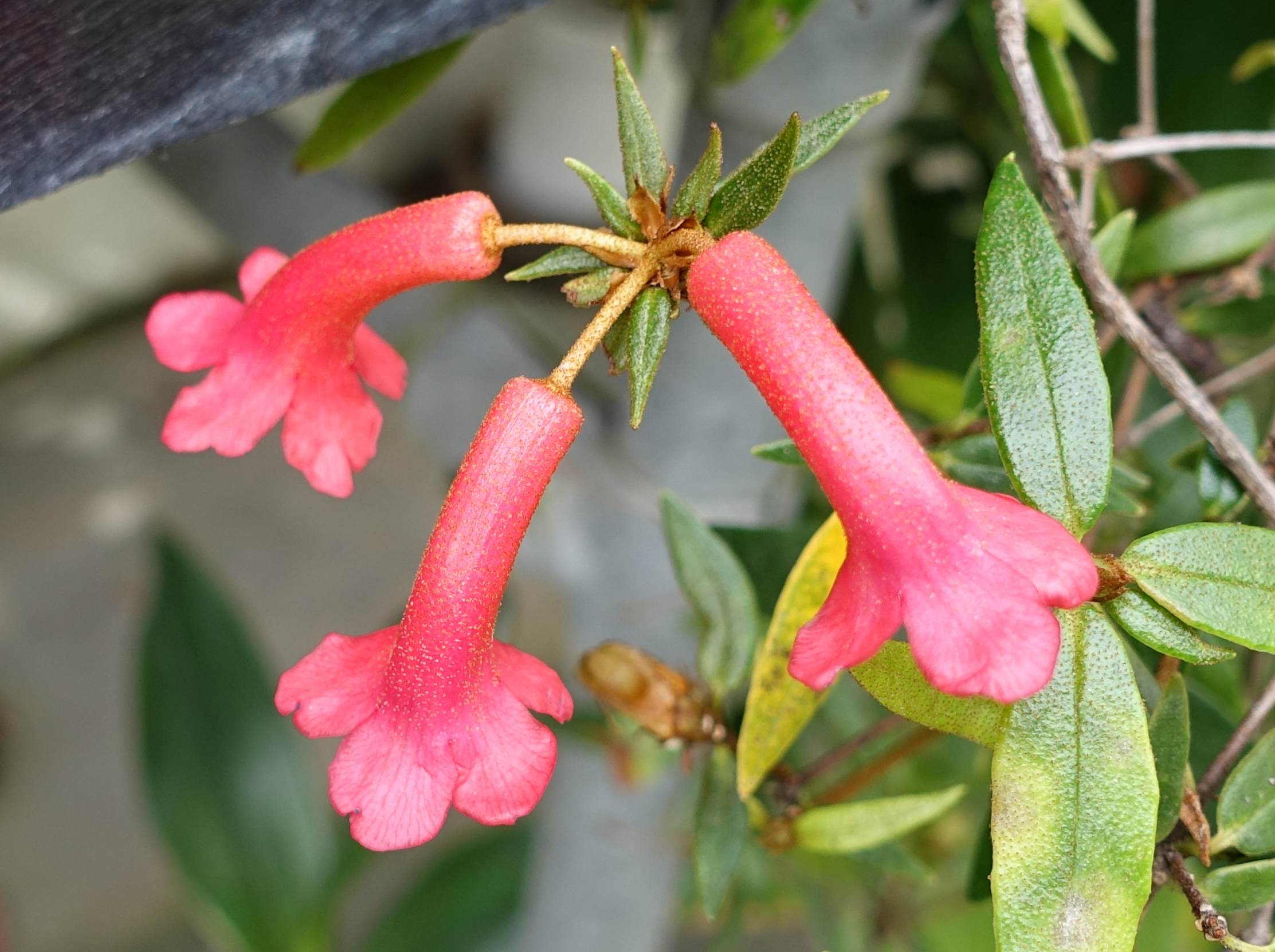
Rhododendron rarum

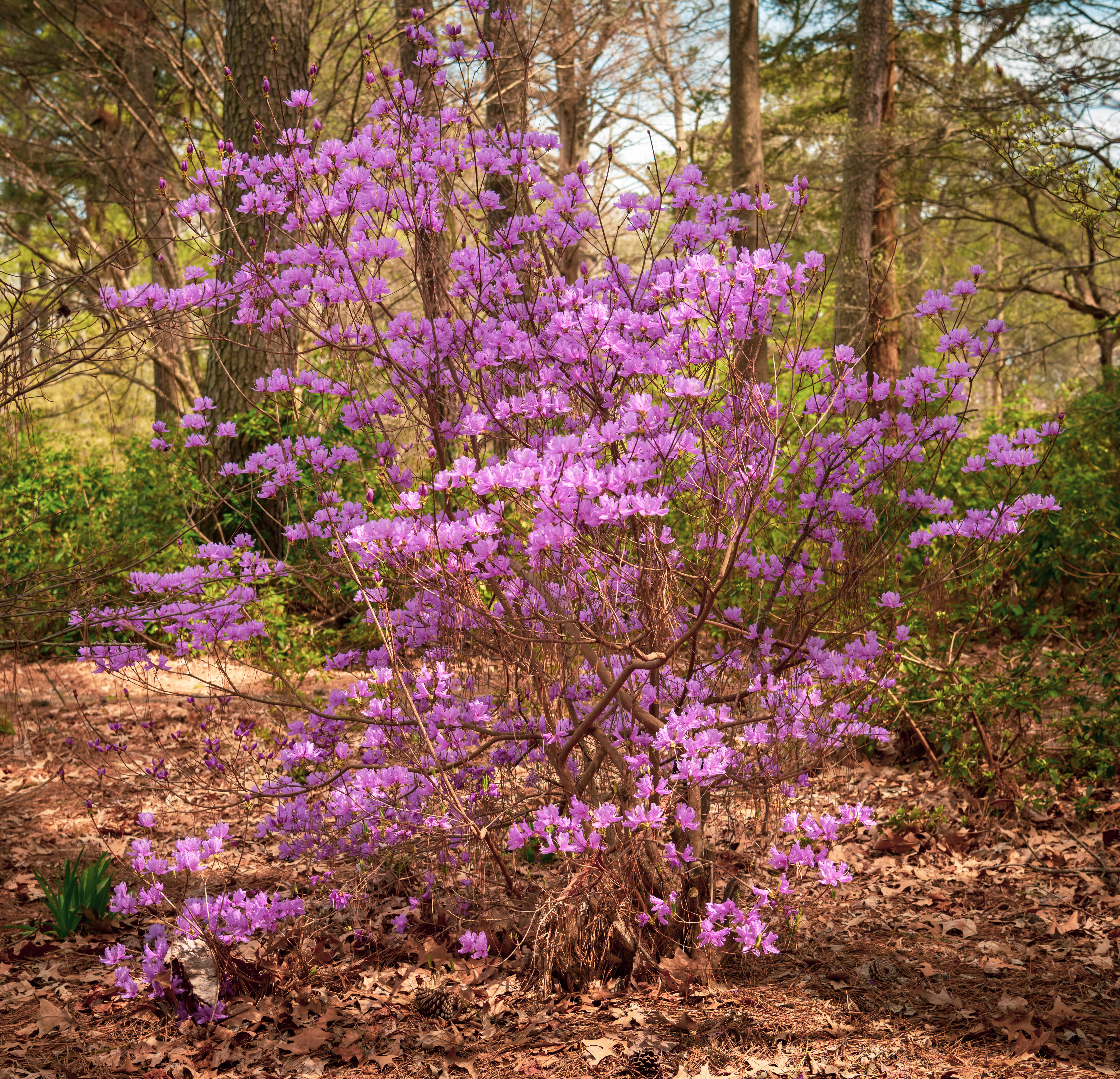
Rhododendron reticulatum

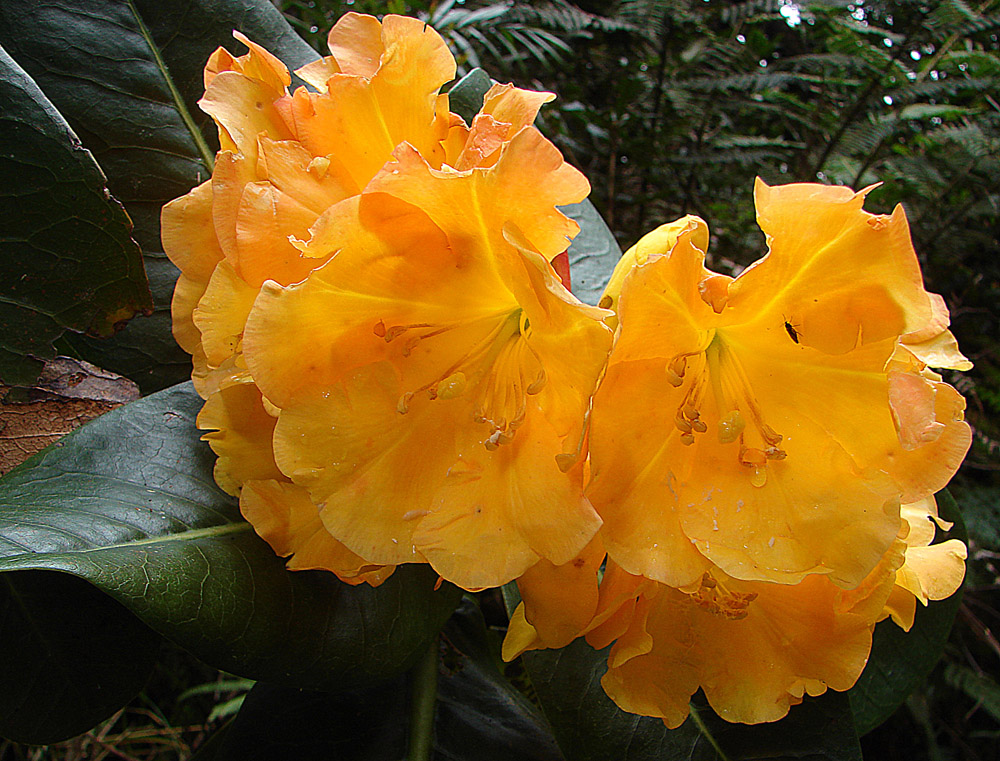
Rhododendron retivenium

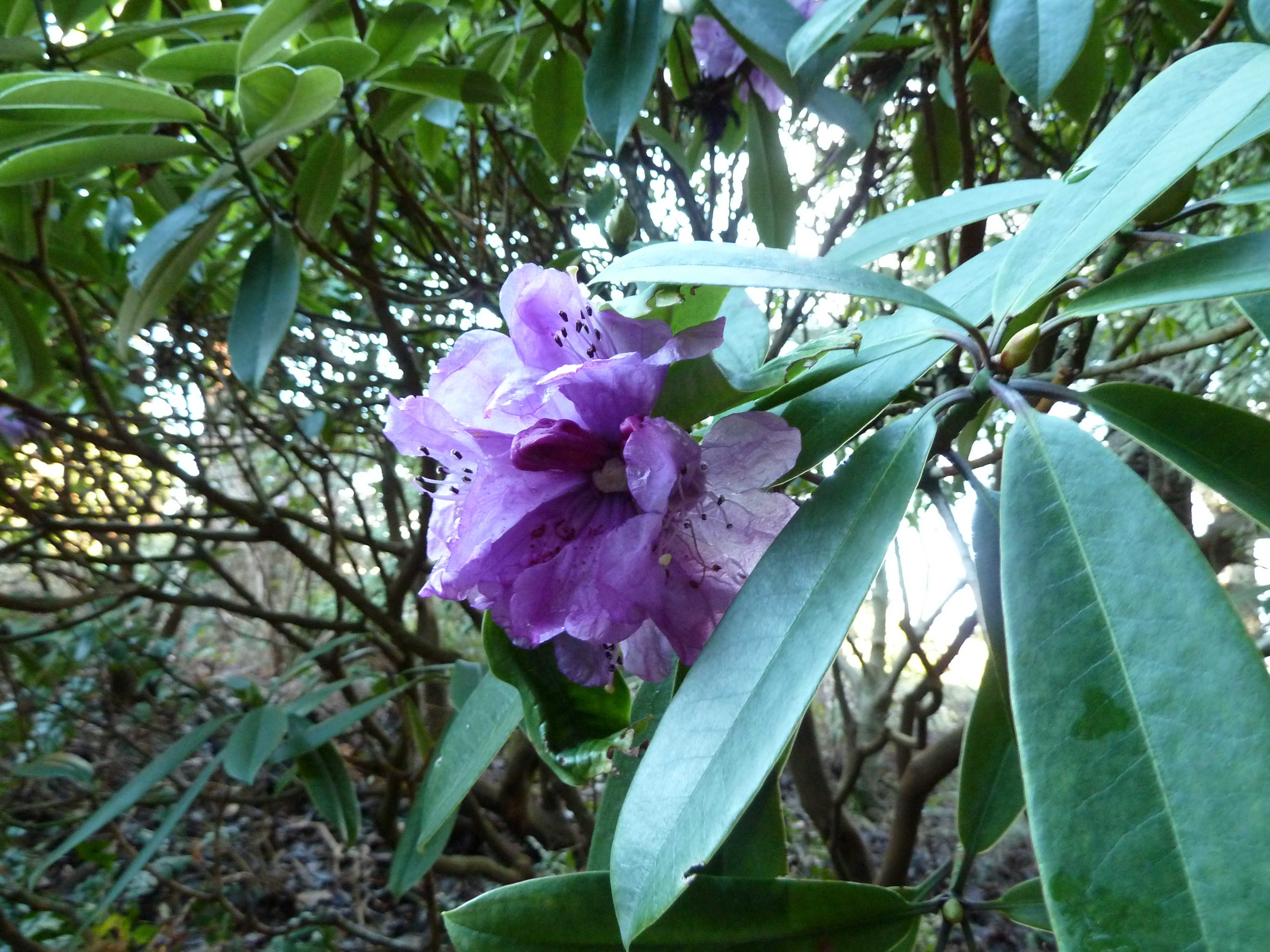
Rhododendron ririei

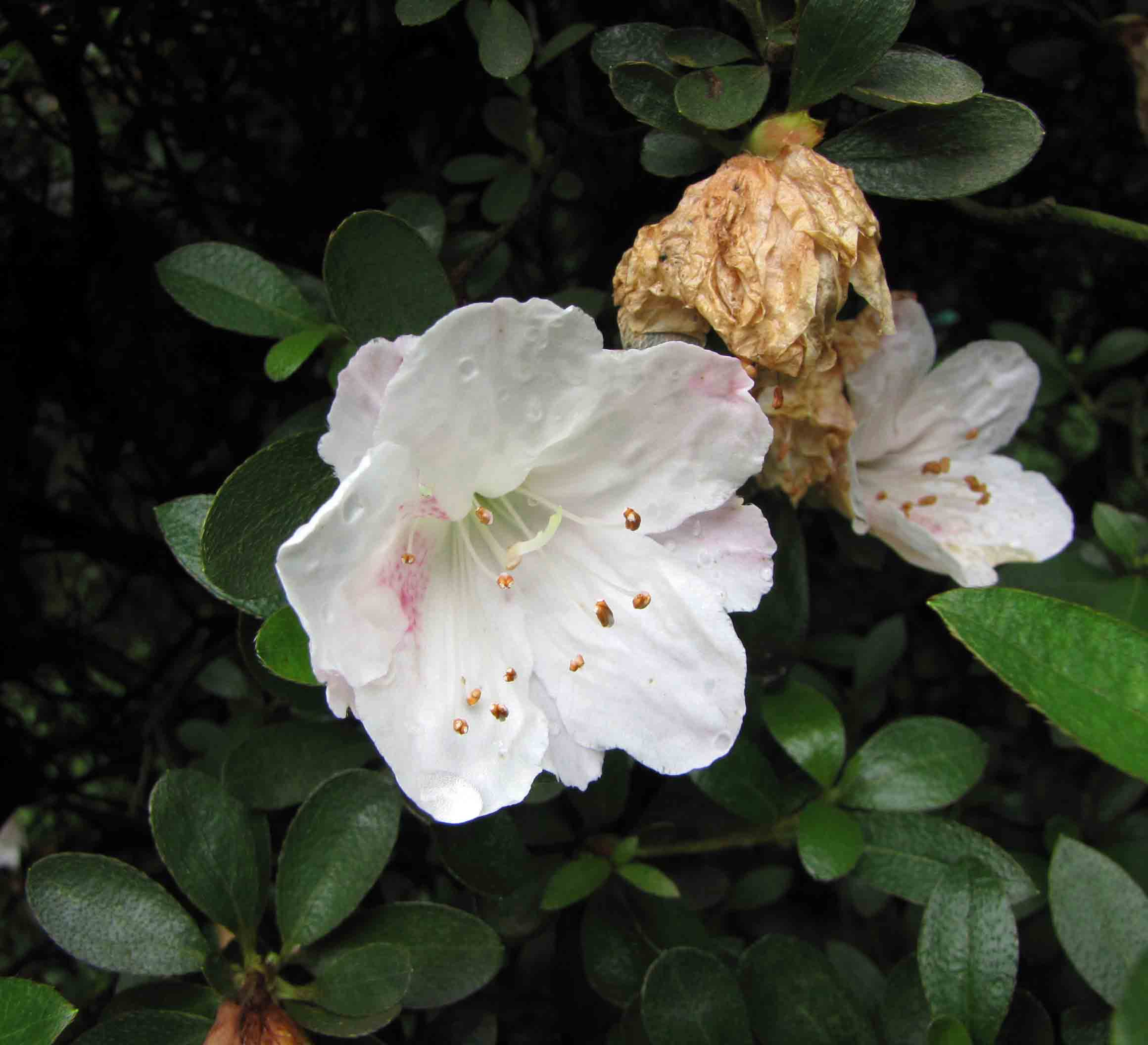
Rhododendron rivulare

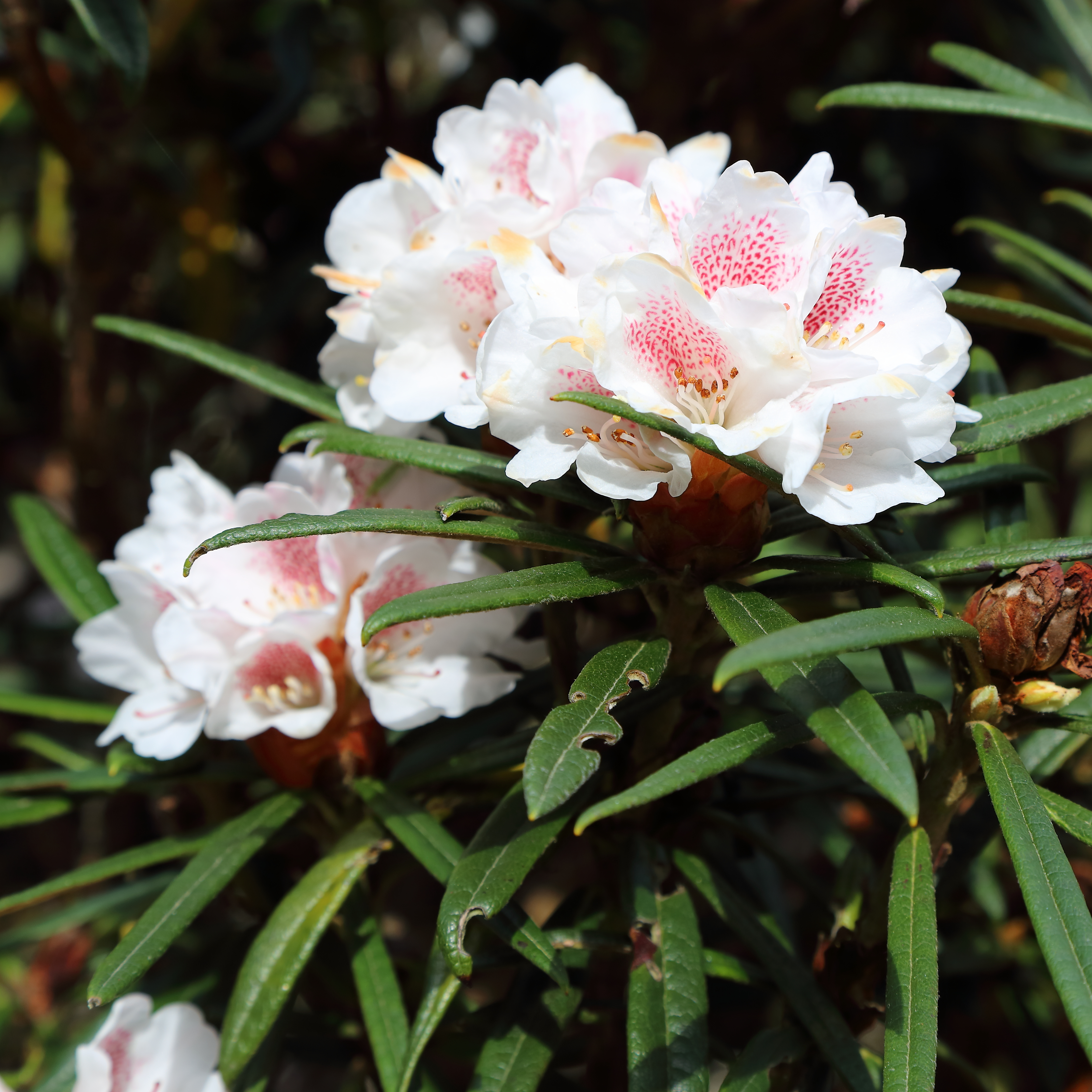
Rhododendron roxieanum

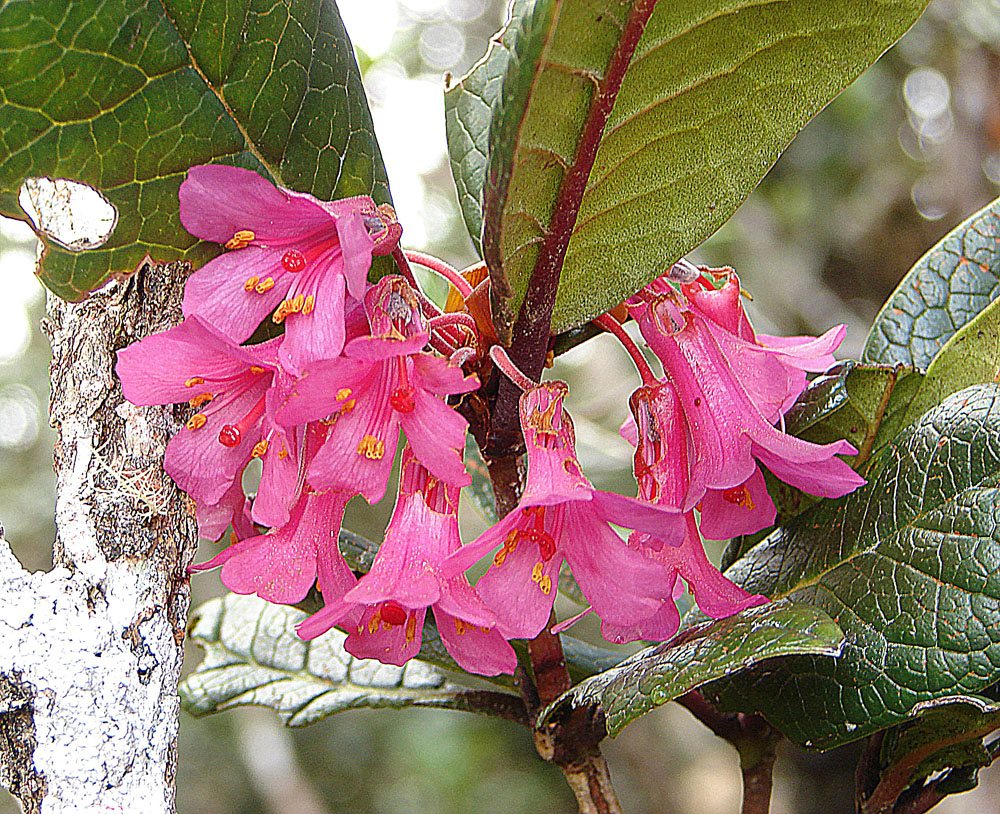
Rhododendron rugosum

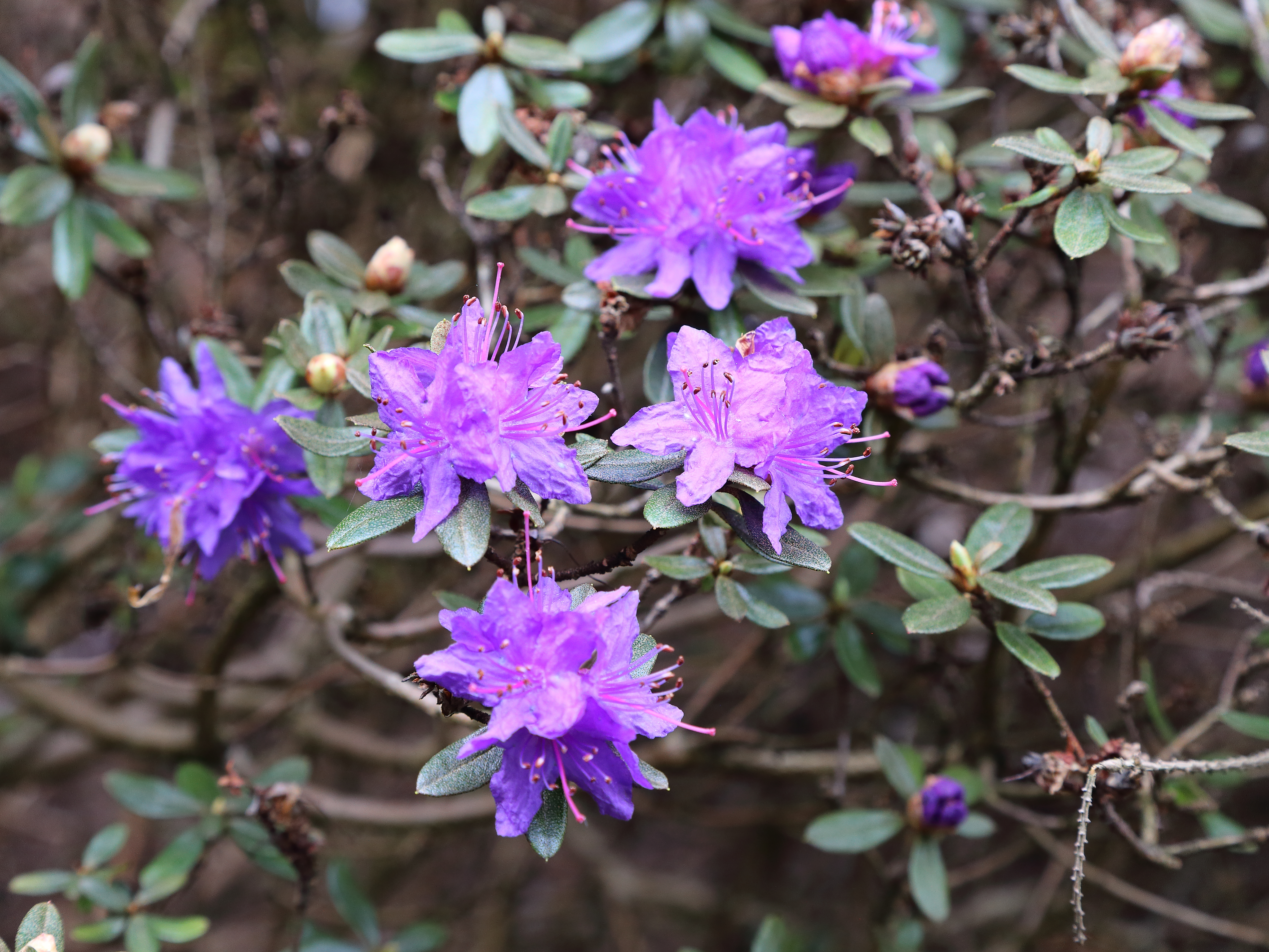
Rhododendron rupicola

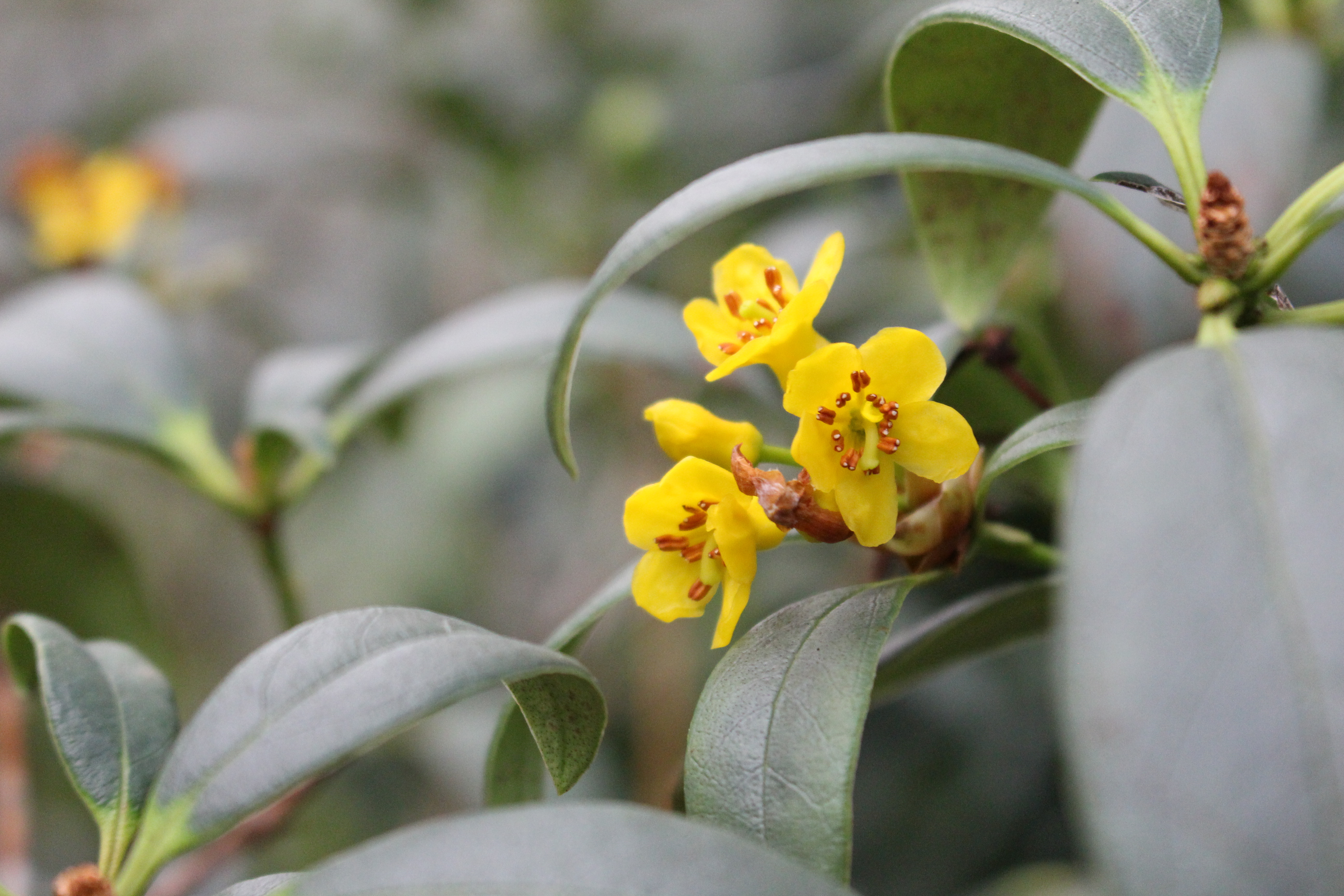
Rhododendron rushforthii

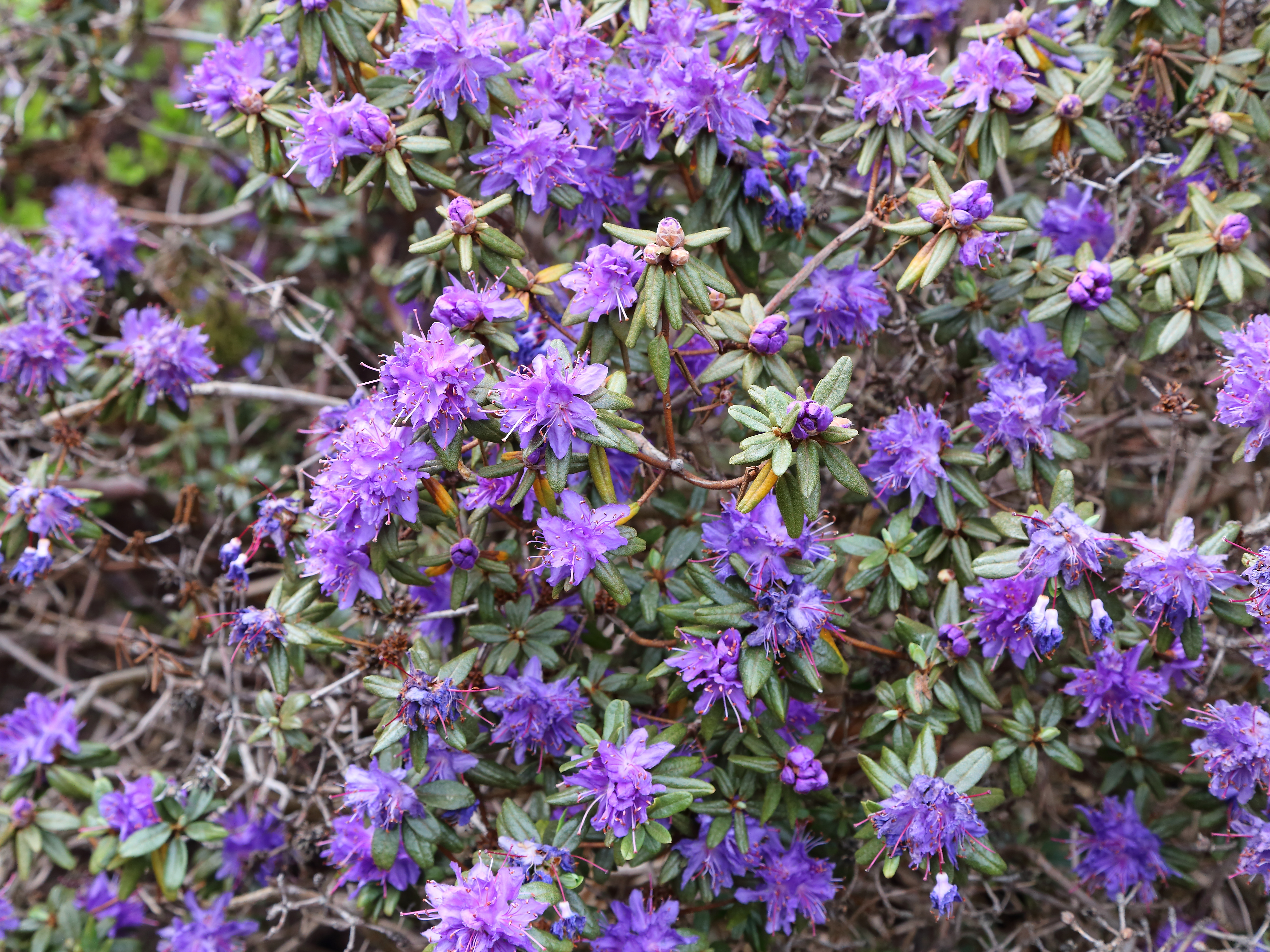
Rhododendron russatum

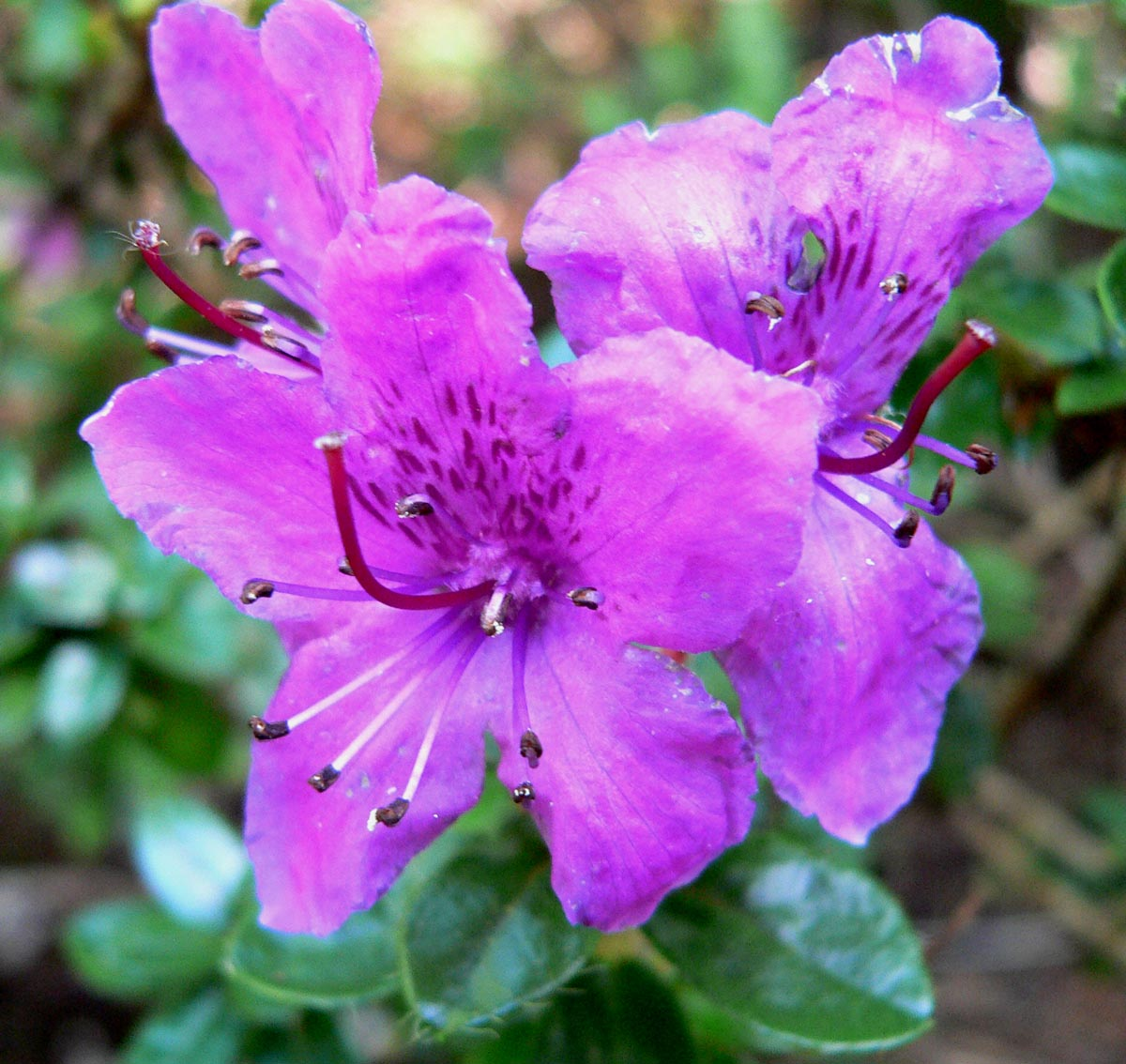
Rhododendron saluenense

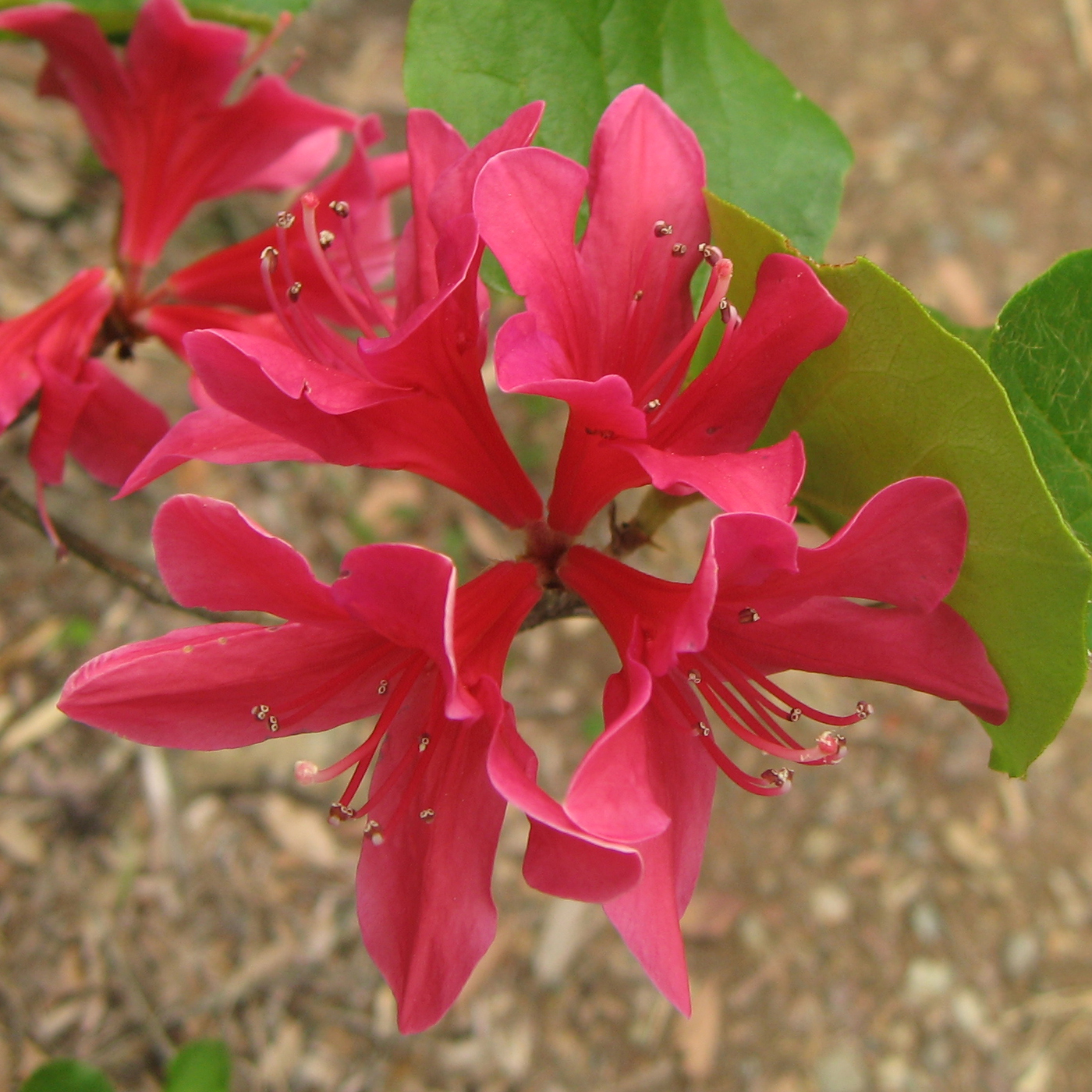
Rhododendron sanctum

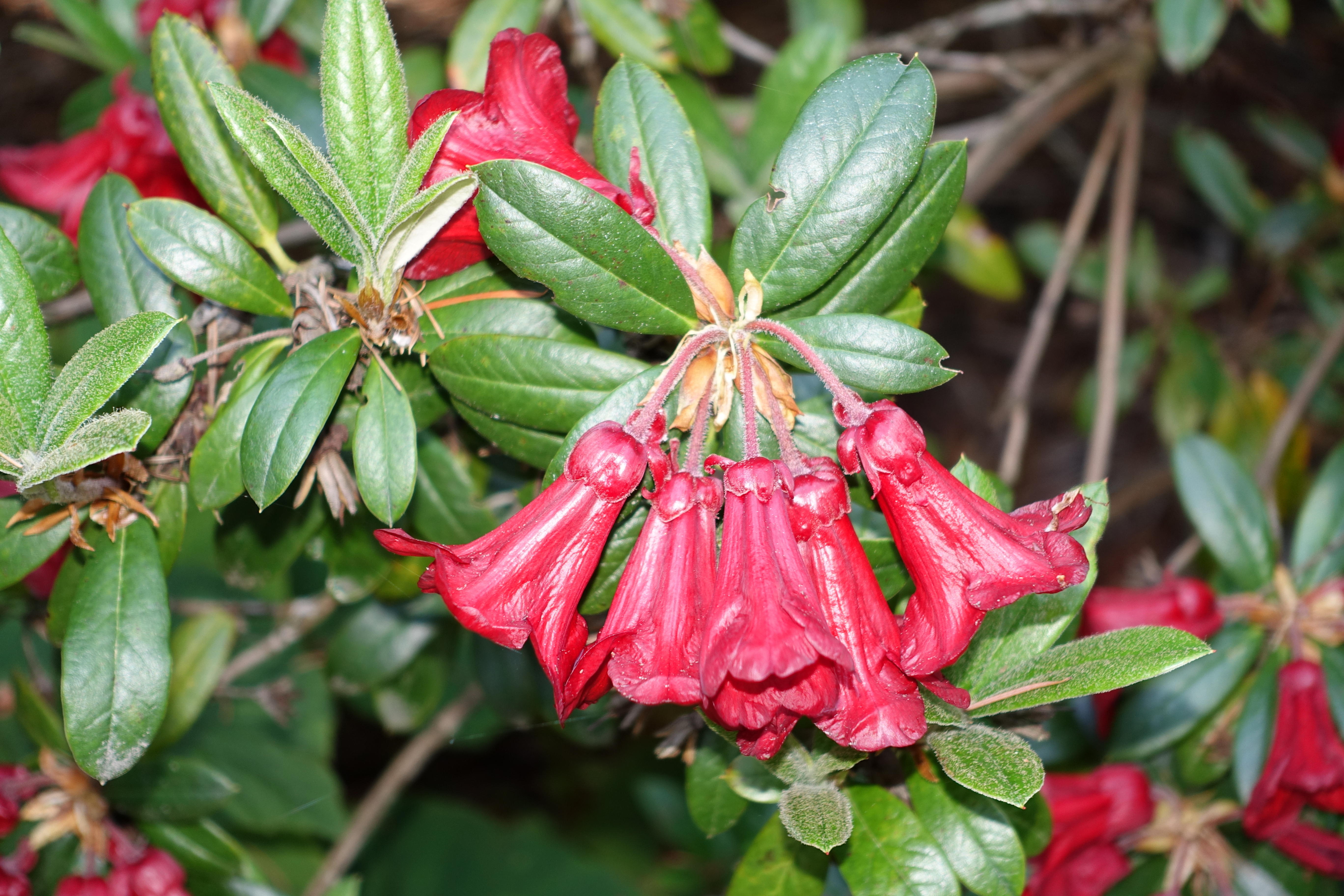
Rhododendron sanguineum

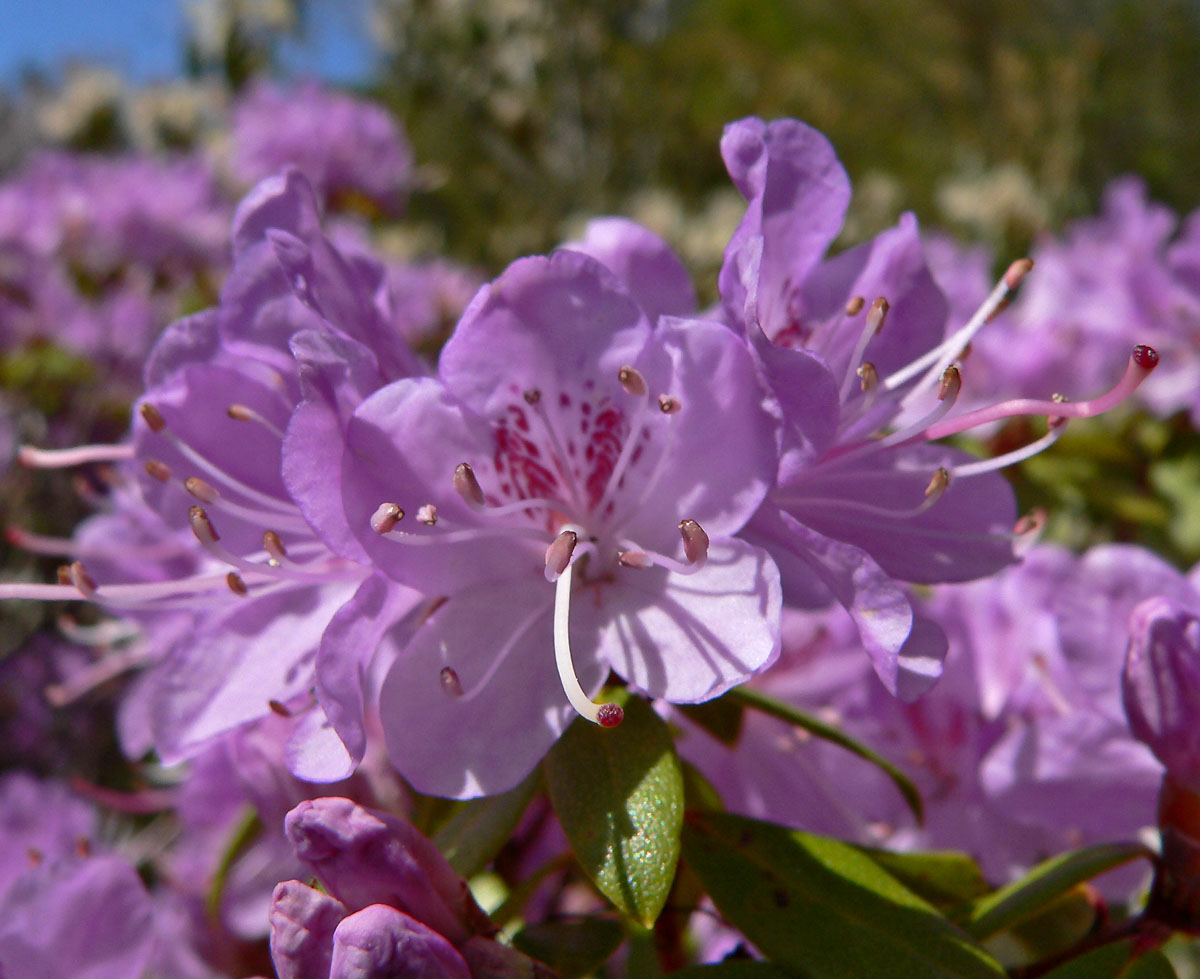
Rhododendron sanctum

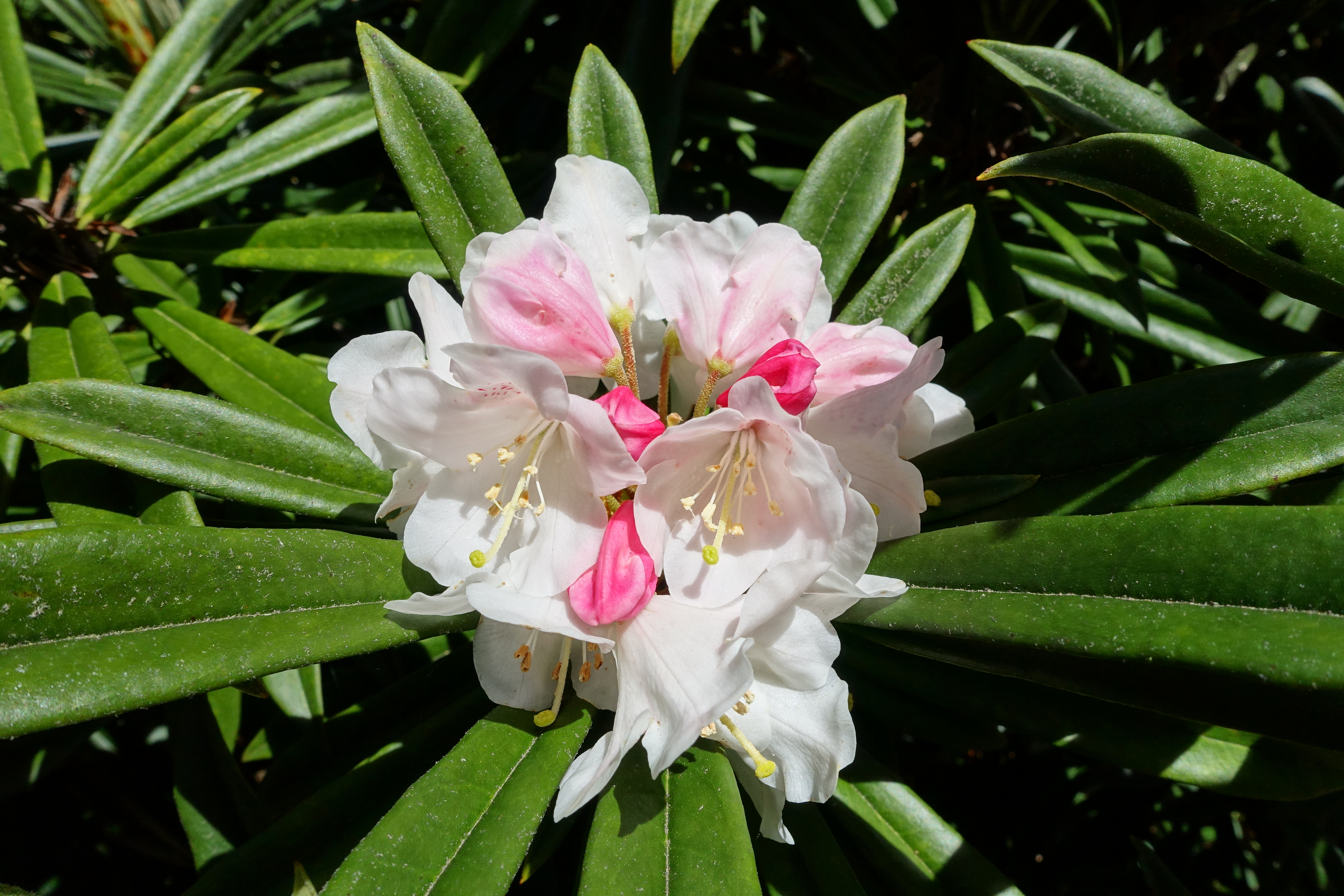
Rhododendron thayerianum

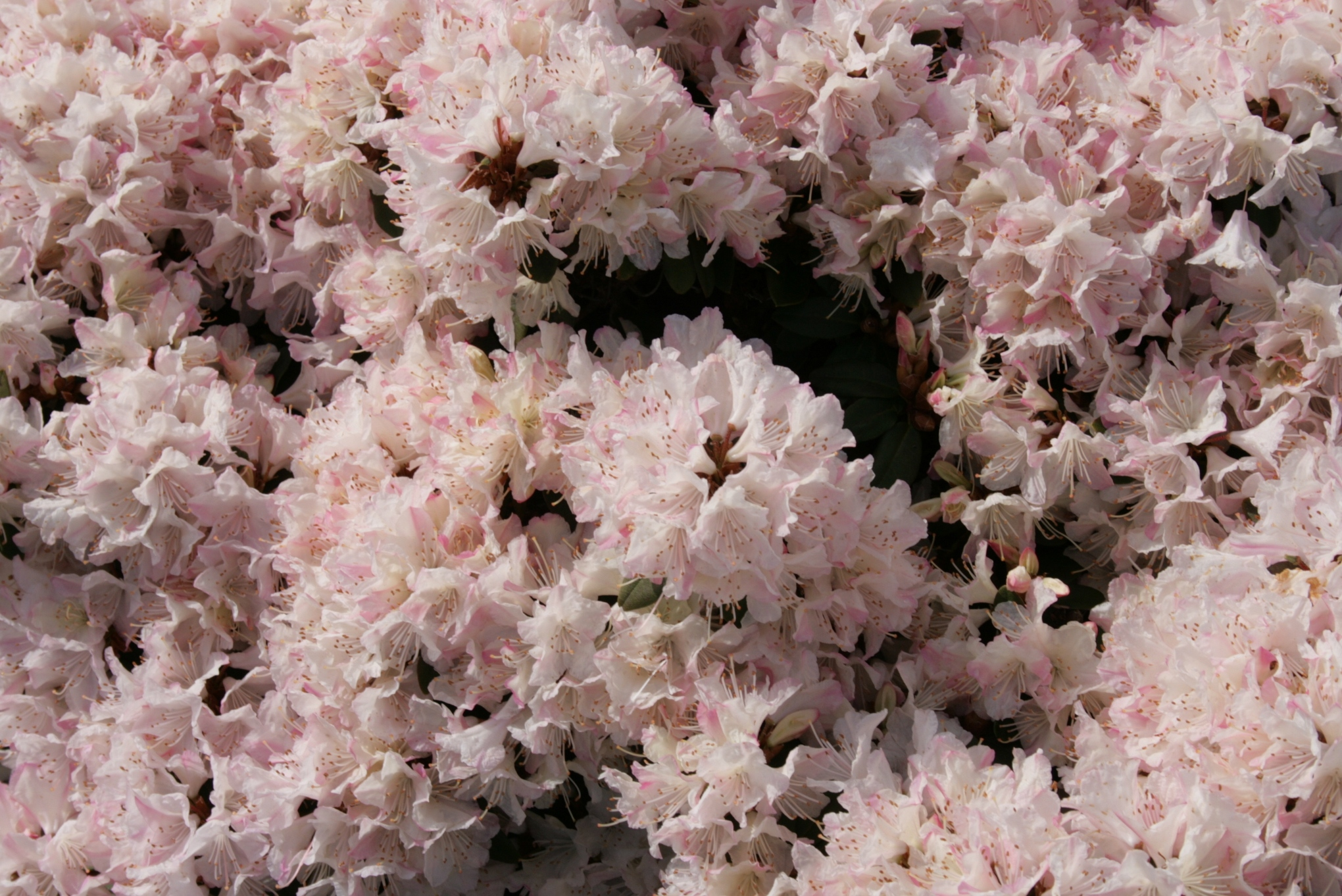
Rhododendron traillianum

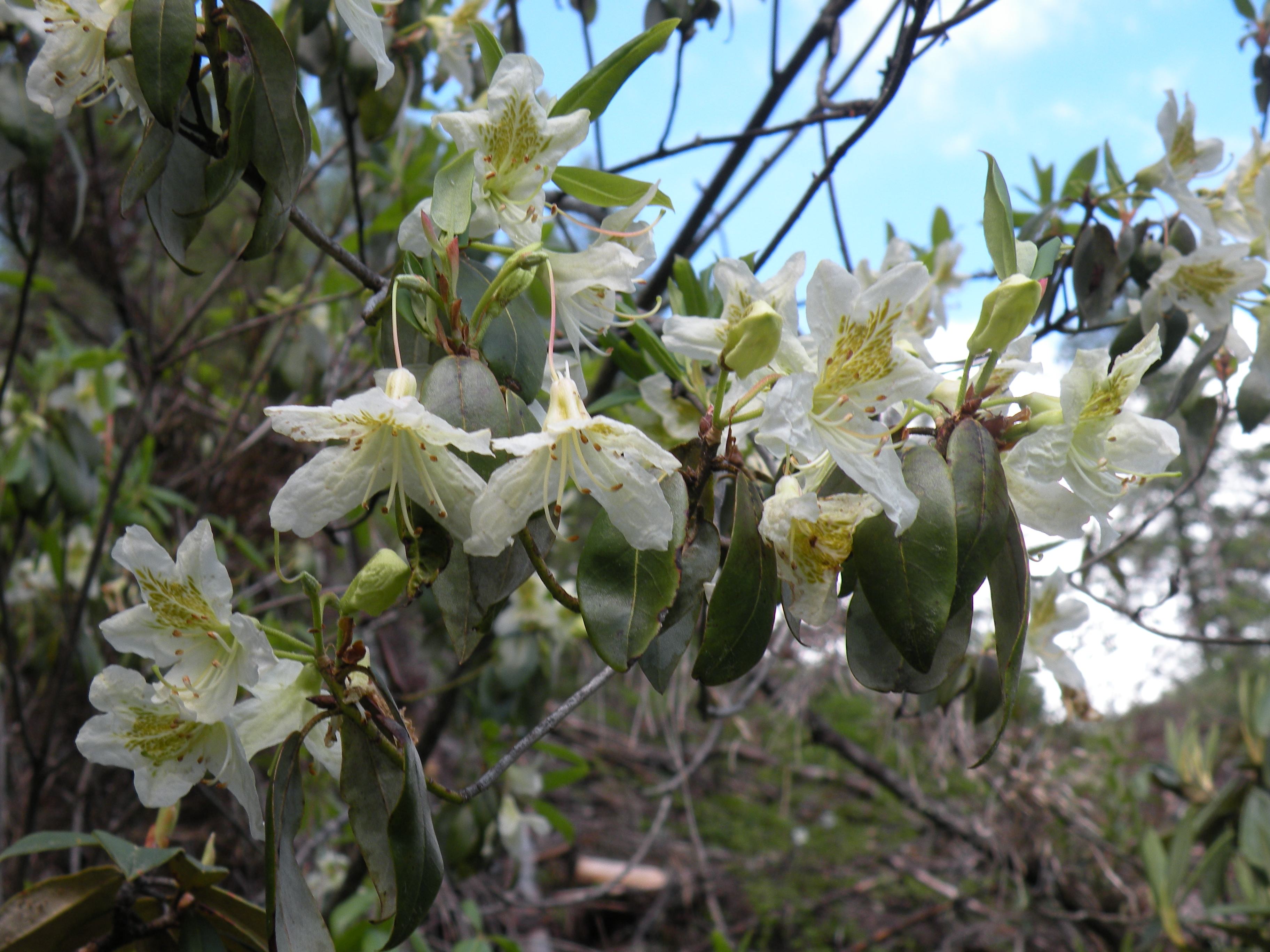
Rhododendron triflorum

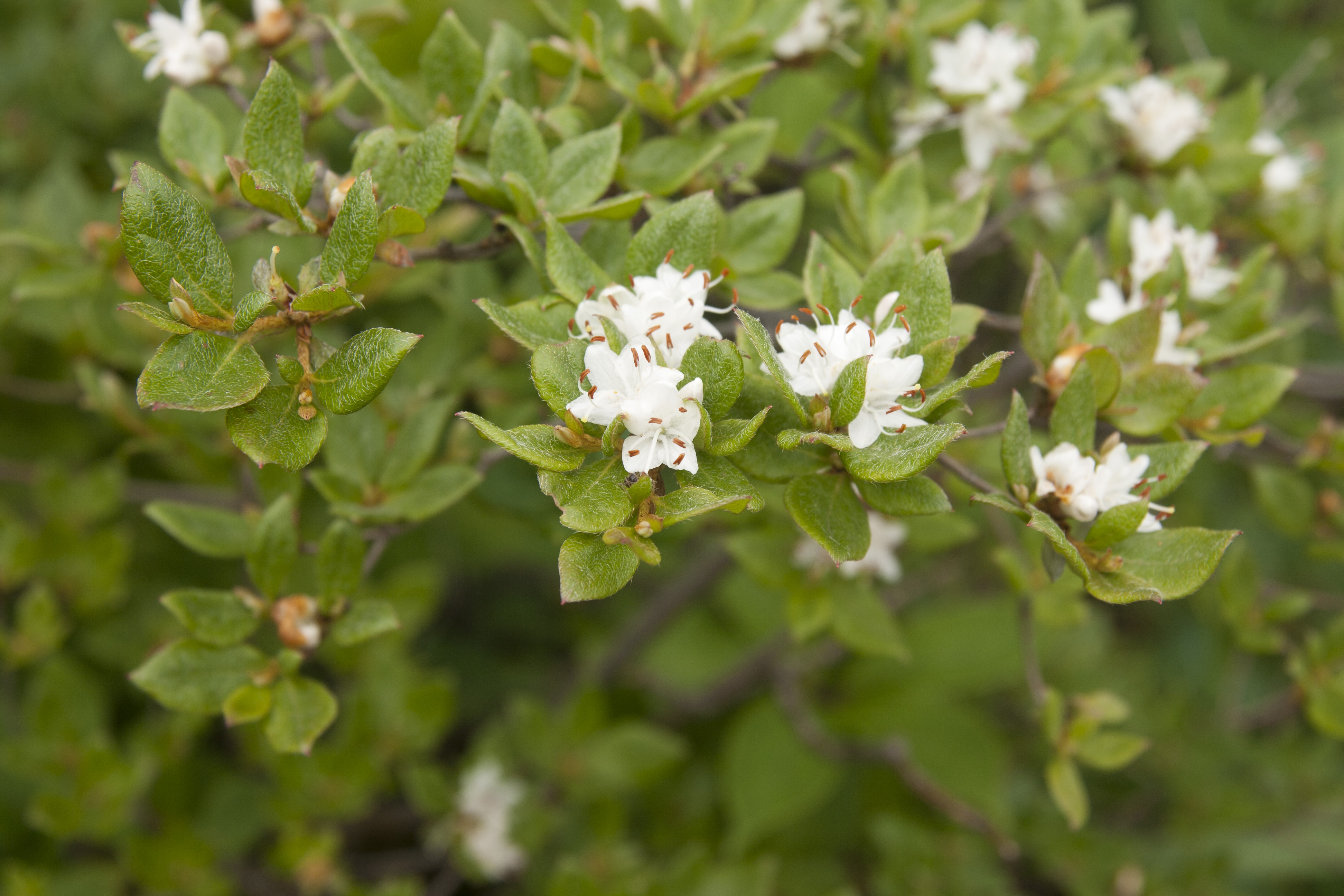
Rhododendron tschonoskii

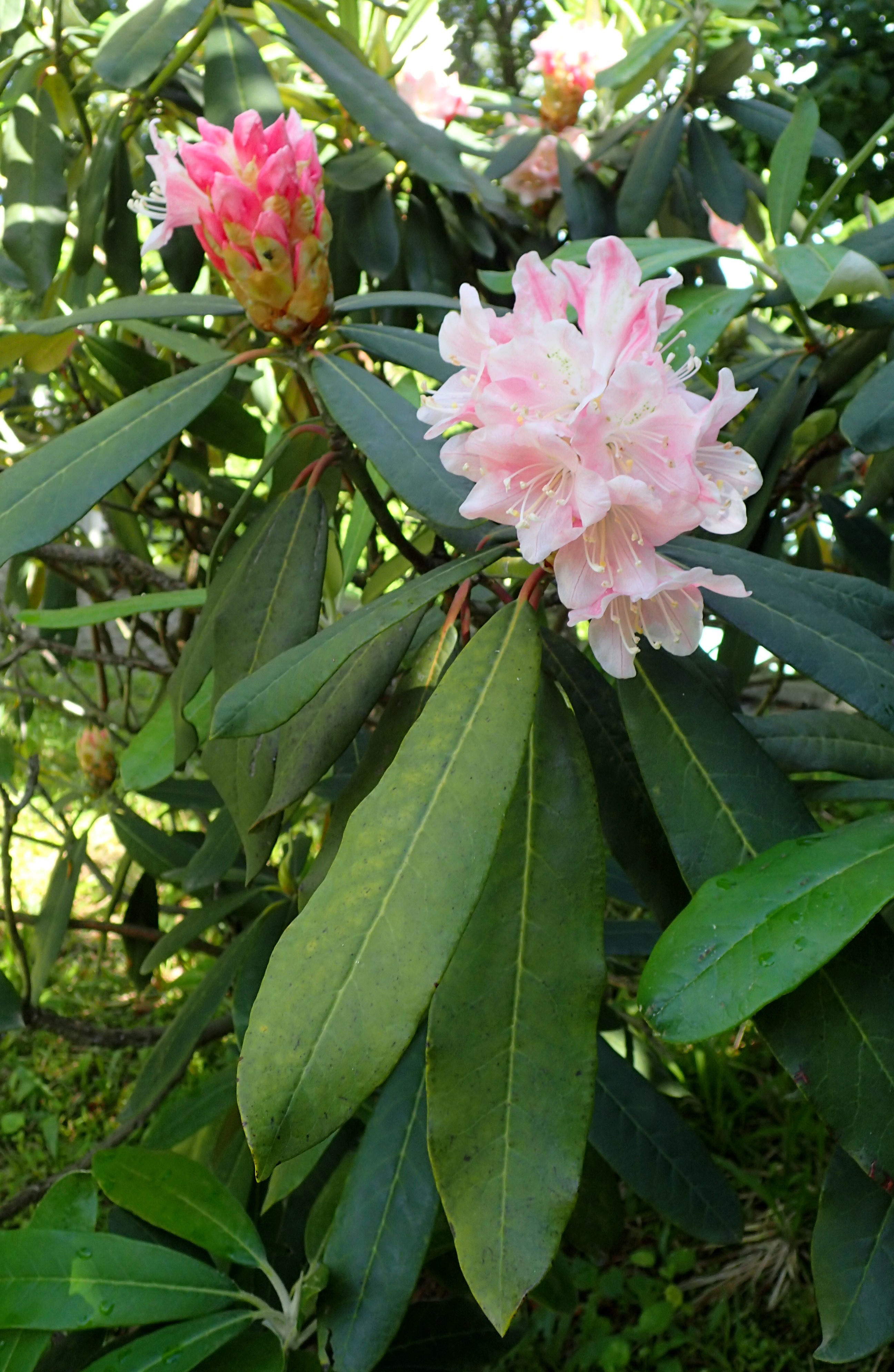
Rhododendron ungernii

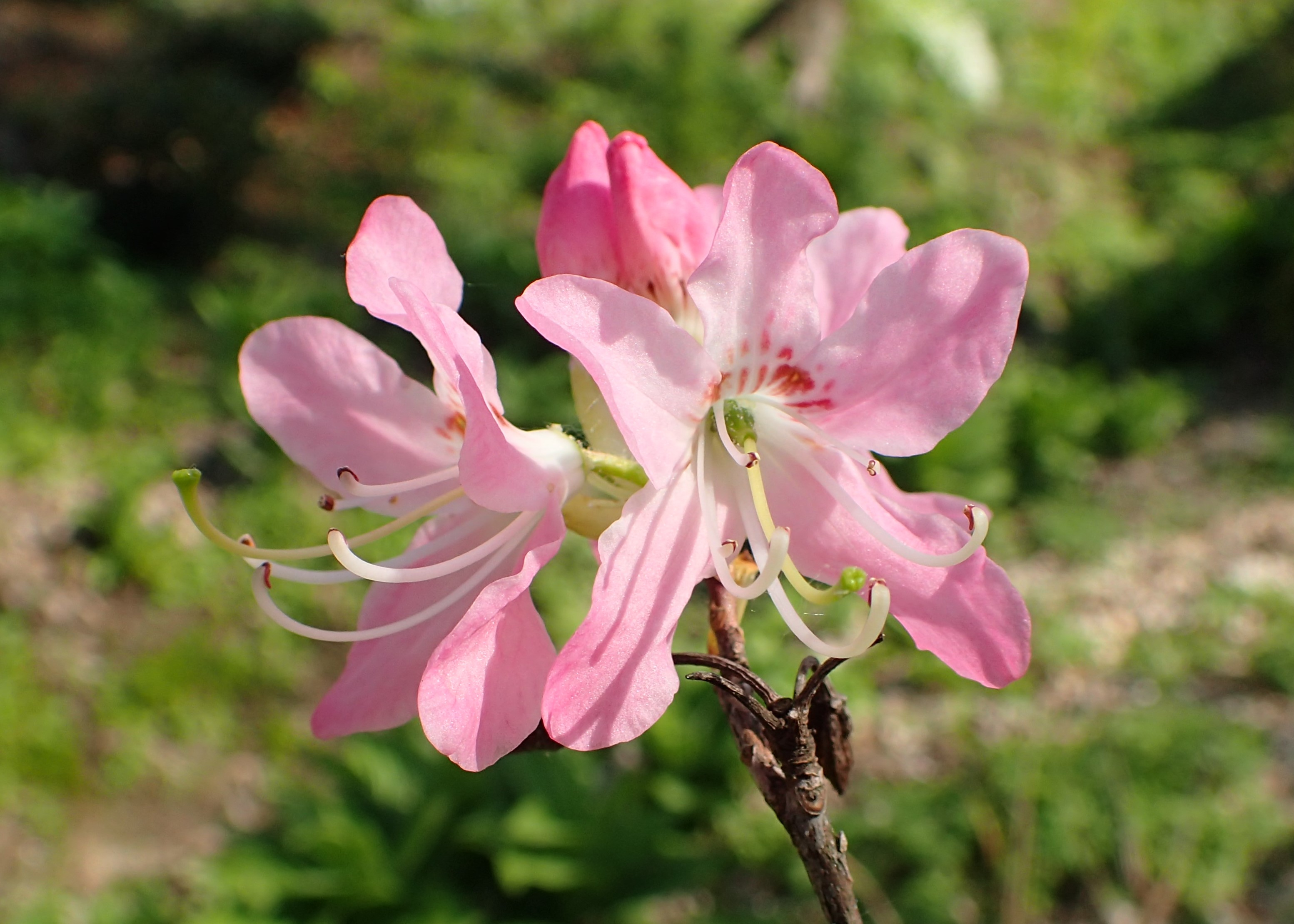
Rhododendron vaseyi

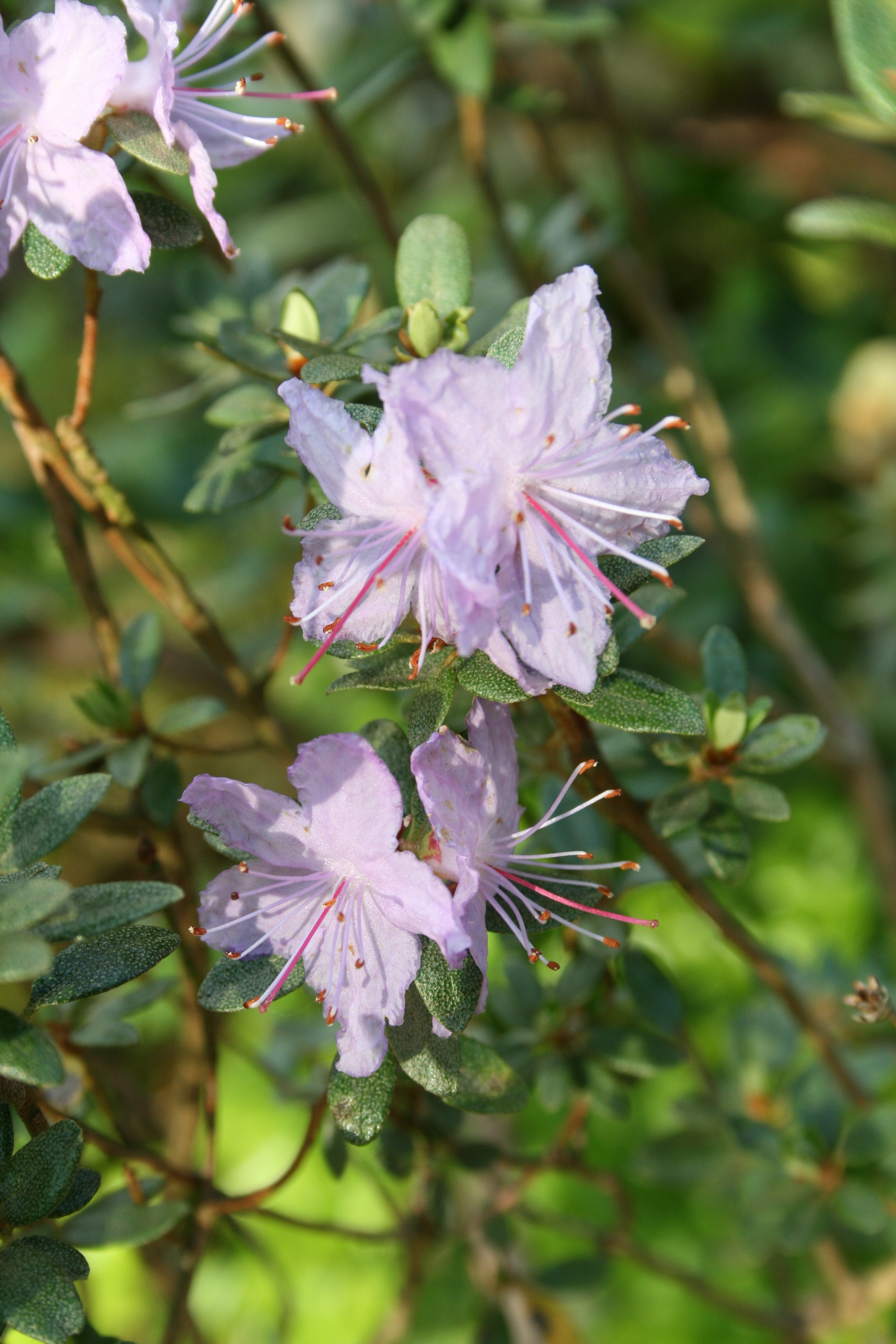
Rhododendron websterianum

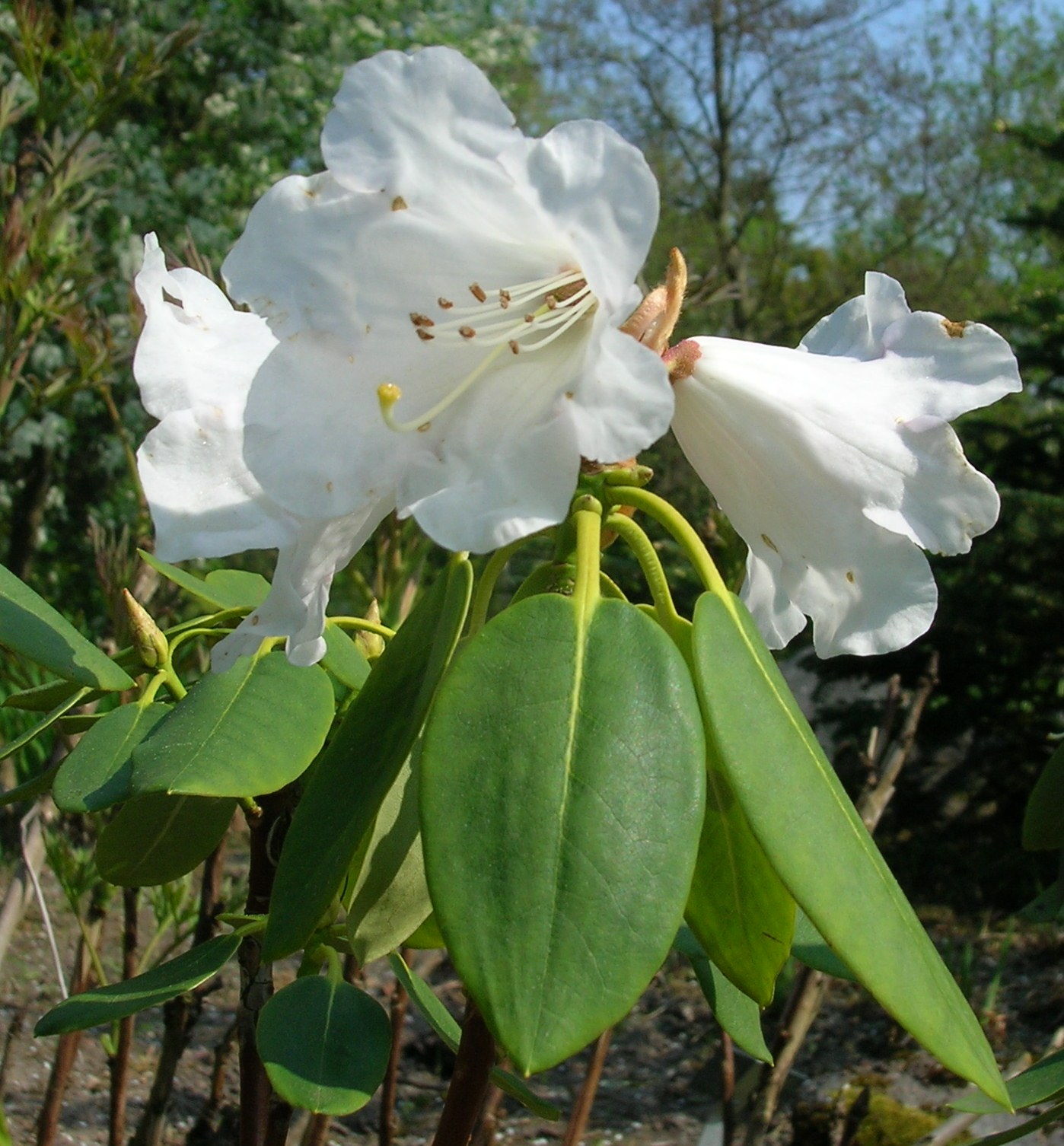
Rhododendron wightii

- Rhododendron aberconwayi Cowan: Dieser Endemit gedeiht im Dickicht an Hängen in Höhenlagen von 2200 bis 2500 Metern nur im nördlichen-zentralen Yunnan.[3]
- Rhododendron abietifolium Sleumer: Dieser Endemit gedeiht in einer Strauchvegetation an den Osthängen des Berg Kinabalu nur in Sabah.[5]
- Rhododendron acrophilum Merr. & Quisumb.: Dieser Endemit gedeiht epiphytisch im Bergregenwald der Berges Mantalingahan auf den Philippinen. Da der kleine Bestand fortlaufend beeinträchtigt wird, gilt Rhododendron acrophilum als CR = „Critically Endangered“ = „vom Aussterben bedroht“.[5]
- Rhododendron acuminatum Hook. f.: Dieser Endemit gedeiht im Crocker-Gebirge nur auf der Bergen Kinabalu sowie Alabin nur in Sabah.[5]
- Rhododendron adamsii Rehder: Sie gedeiht im gemäßigten Asien.
- Rhododendron adenanthum M.Y.He: Dieser Endemit gedeiht in lichten Wäldern nur im nordöstlichen Guangxi.[3]
- Rhododendron adenobracteum X.F.Gao & Y.L.Peng: Sie wurde 2004 aus Sichuan erstbeschrieben.
- Rhododendron adenogynum Diels: Sie gedeiht in Höhenlagen von 3200 bis 4200 Metern im südöstlichen Tibet und in den chinesischen Provinzen südwestliches Sichuan sowie nordwestliches Yunnan.[3]
- Rhododendron adenopodum Franch.: Sie gedeiht in Höhenlagen von 1000 bis 2200 Metern in den chinesischen Provinzen Chongqing sowie westliches Hubei.[3]
- Rhododendron adenosum (Cowan & Davidian) Davidian: Dieser Endemit gedeiht in Picea-Wäldern in Höhenlagen von 3300 bis 3600 Metern nur in Muli im südwestlichen Sichuan.[3]
- Rhododendron adinophyllum Merr.
- Rhododendron aequabile J.J.Sm.
- Rhododendron aeruginosum Hook. f.
- Rhododendron afghanicum Aitch. & Hemsl.: Sie gedeiht in Höhenlagen von 2000 bis 3000 Metern nur im pakistanischen Distrikt Kurram und angrenzenden Gebieten in Afghanistan.[4]
- Rhododendron aganniphum Balf. f. & Kingdon-Ward: Es gibt etwa drei Varietäten:[3]
  - Rhododendron aganniphum Balf. f. & Kingdon-Ward var. aganniphum (Syn.: Rhododendron aganniphum var. glaucopeplum (Balf. f. & Forrest) T. L.Ming, Rhododendron glaucopeplum Balf. f. & Forrest): Sie gedeiht in Höhenlagen von 2700 bis 4700 Metern im südöstlichen Tibet und in den chinesischen Provinzen südliches Qinghai, westliches Sichuan sowie nordwestliches Yunnan.[3]
  - Rhododendron aganniphum var. flavorufum (Balf. f. & Forrest) D.F.Chamberlain: Sie gedeiht in Höhenlagen von 3200 bis 4400 Metern im südöstlichen Tibet und in den chinesischen Provinzen südwestliches Sichuan sowie nordwestliches Yunnan.[3]
  - Rhododendron aganniphum var. schizopeplum (Balf. f. & Forrest) T.L.Ming: Sie gedeiht in Höhenlagen von 3500 bis 4500 Metern im südöstlichen Tibet und nordwestlichen Yunnan.[3]
- Rhododendron agastum Balf. f. & W.W.Sm.: Es gibt etwa zwei Varietäten:[3]
  - Rhododendron agastum Balf. f. & W.W.Sm. var. agastum: Sie gedeiht in Höhenlagen von 1900 bis 2500 Metern im nördlich bis westlichen Yunnan und vielleicht im östlichen Guizhou.[3]
  - Rhododendron agastum var. pennivenium (Balf. f. & Forrest) T.L.Ming (Syn.: Rhododendron pennivenium Balf. f. & Forrest, Rhododendron tanastylum var. pennivenium (Balf. f. & Forrest) D.F.Chamb.): Sie kommt im westlichen Yunnan, nordöstlichen Myanmar und in Vietnam vor.[3][30]
- Rhododendron agathodaemonis J.J.Sm.
- Rhododendron alabamense Rehder[2]
- Rhododendron albertsenianum Forrest ex Balf. f.: Sie gedeiht im Dickicht auf Berghängen in Höhenlagen von 3200 bis 3300 Metern nur im westlichen Yunnan.[3]
- Rhododendron albiflorum Hook.[2]
- Rhododendron alborugosum Argent & J.Dransf.
- Rhododendron albrechtii Maxim.[5]
- Rhododendron album Blume
- Rhododendron alternans Sleumer
- Rhododendron alticola Sleumer[5]
- Rhododendron alutaceum Balf. f. & W.W.Sm.: Es gibt etwa drei Varietäten:[3]
  - Rhododendron alutaceum Balf. f. & W.W.Sm. var. alutaceum (Syn.: Rhododendron globigerum Balf. f. & Forrest, Rhododendron roxieanum var. globigerum (Balf. f. & Forrest) D.F.Chamb.): Sie gedeiht in Höhenlagen von 3200 bis 4300 Metern im westlichen Sichuan sowie nordwestlichen Yunnan.[3]
  - Rhododendron alutaceum var. iodes (Balf. f. & Forrest) D.F.Chamb. (Syn.: Rhododendron iodes Balf. f. & Forrest): Sie gedeiht in Höhenlagen von 3300 bis 4300 Metern im südöstlichen Tibet, in Muli im südwestlichen Sichuan sowie nordwestlichen Yunnan.[3]
  - Rhododendron alutaceum var. russotinctum (Balf. f. & Forrest) D.F.Chamb. (Syn.: Rhododendron russotinctum Balf. f. & Forrest, Rhododendron triplonaevium Balf. f. & Forrest, Rhododendron tritifolium Balf. f. & Forrest): Sie gedeiht in Höhenlagen von 3300 bis 4200 Metern im südöstlichen Tibet sowie nordwestlichen Yunnan.[3]
- Rhododendron amagianum (Makino) Makino ex H.Hara[5]
- Rhododendron amakusaense (K.Takada ex T.Yamaz.) T.Yamaz.
- Rhododendron amandum Cowan: Sie gedeiht im Rhododendron-Dickicht und an Felswänden in Höhenlagen von etwa 3500 Metern in Tibet.[3]
- Rhododendron ambiguum Hemsl. (Syn.: Rhododendron chengshienianum W.P.Fang): Sie gedeiht in Wäldern und im Dickicht in Höhenlagen von 2300 bis 3300, selten bis zu 4500 Metern im zentralen bis westlichen Sichuan.[3]
- Rhododendron amesiae Rehder & E.H.Wilson: Sie gedeiht in Wäldern in Höhenlagen von 2200 bis 3000 Metern im westlichen Sichuan.[3]
- Rhododendron amundsenianum Hand.-Mazz.: Dieser Endemit gedeiht in den Bergen in Höhenlagen von 3900 bis 4300 Metern nur im südwestlichen Sichuan.[3]
- Rhododendron anagalliflorum Wernham
- Rhododendron andrineae Danet
- Rhododendron angiense J.J.Sm.
- Rhododendron angulatum J.J.Sm.[5]
- Rhododendron annae Franch.: Es gibt etwa zwei Unterarten:[3]
  - Rhododendron annae Franch. subsp. annae: Sie gedeiht in immergrünen Lorbeerwäldern und im Dickicht in Höhenlagen von 1200 bis 1800 Metern im zentralen bis westlichen Guizhou.[3]
  - Rhododendron annae subsp. laxiflorum (Balf. f. & Forrest) T.L.Ming (Syn.: Rhododendron laxiflorum Balf. f. & Forrest): Sie gedeiht an Waldrändern in Höhenlagen von 2000 bis 3000 Metern nur im westlichen Yunnan.[3]
- Rhododendron anthopogon D.Don: Sie kommt im nördlichen Indien, Bhutan, Nepal, Sikkim und südlichen Tibet vor.[3]
- Rhododendron anthopogonoides Maxim.: Sie gedeiht in Höhenlagen von 2900 bis 3700 Metern in den chinesischen Provinzen Gansu, Qinghai sowie nordwestlichen Sichuan.[3]
- Rhododendron anthosphaerum Diels: Sie kommt im nordöstlichen Myanmar, südöstlichen Tibet und in den chinesischen Provinzen südöstliches Sichuan sowie nordwestliches Yunnan vor.[3]
- Rhododendron anwheiense E.H.Wilson
- Rhododendron aperantum Balf. f. & Kingdon-Ward: Sie kommt im nordöstlichen Myanmar und im nordwestlichen Yunnan vor.[3]
- Rhododendron apiense Argent
- Rhododendron apoanum Stein
- Rhododendron araiophyllum Balf. f. & W.W.Sm.: Es gibt etwa zwei Unterarten:[3]
  - Rhododendron araiophyllum Balf. f. & W.W.Sm. subsp. araiophyllum: Sie kommt im nordöstlichen Myanmar und im westlichen Yunnan vor.[3]
  - Rhododendron araiophyllum subsp. lapidosum (T.L.Ming) M.Y.Fang (Syn.: Rhododendron lapidosum T.L.Ming): Dieser Endemit gedeiht in Höhenlagen von etwa 1900 Metern nur im nordöstlichen Yunnan vor.[3]
- Rhododendron arborescens (Pursh) Torr.[2][5]
- Rhododendron arboreum Sm.: Je nach Autor gibt es einige Subtaxa:[3][4][5]
  - Rhododendron arboreum var. album Wall.: Sie kommt nur in Nepal vor.[5]
  - Rhododendron arboreum Sm. var. arboreum: Sie kommt im nördlichen Indien, in Bhutan, Nepal, Sikkim, im südlichen Tibet und vielleicht im westlichen Guizhou vor.[3]
  - Rhododendron arboreum var. nilagiricum (Zenker) Tagg: Dieser Endemit kommt nur im indischen Bundesstaat Tamil Nadu vor. Die Bestände sind durch vielfältige Weise bedroht.[5]
  - Rhododendron arboreum var. cinnamomeum (Wallich ex G.Don) Lindley: Sie kommt im südlichen Tibet, östlichen Nepal, Sikkim und in den indischen Bundesstaaten Arunachal Pradesh sowie West Bengal vor.[3][5]
  - Rhododendron arboreum var. delavayi (Franch.) D.F.Chamb.: Sie kommt in Indien, Myanmar sowie Thailand
  - Rhododendron arboreum var. roseum Lindley: Sie kommt in Bhutan, Sikkim, Nepal sowie im südlichen Tibet vor.[3][5]
  - Rhododendron arboreum var. zeylanicum (Booth) Tagg: Sie kommt nur auf Sri Lanka vor.[5]
- Rhododendron archboldianum Sleumer
- Rhododendron arenicola Sleumer
- Rhododendron arfakianum Becc.
- Rhododendron argipeplum Balf. f. & R.E.Cooper[3][5]
- Rhododendron argyrophyllum Franch.[3]
- Rhododendron arizelum Balf. f. & Forrest[3]
- Rhododendron armitii F.M.Bailey
- Rhododendron arunachalense D.F.Chamb. & Rae
- Rhododendron asperrimum Sleumer
- Rhododendron asperulum Kingdon-Ward[3]
- Rhododendron asperum J.J.Sm.
- Rhododendron asterochnoum Diels[3]
- Rhododendron atjehense Sleumer
- Rhododendron atlanticum (Ashe) Rehder[2]
- Rhododendron atrichum Argent
- Rhododendron atropunicum H.P.Yang[3]
- Rhododendron atropurpureum Sleumer
- Rhododendron atrovirens Franch.[3]
- Rhododendron augustinii Hemsl.[3]
- Rhododendron aureodorsale (W.P.Fang ex J.Q.Fu) Y.P.Ma & J.Nielsen[3]
- Rhododendron aureum Georgi[3]
- Rhododendron auriculatum Hemsl.[3]
- Rhododendron aurigeranum Sleumer
- Rhododendron auritum Tagg[3]
- Rhododendron austrinum (Small) Rehder[2]
- Rhododendron awatosaense Minamit. & Yonek.
- Rhododendron bachii H.Lév.[3]
- Rhododendron baconii Argent, A.L.Lamb & Phillipps
- Rhododendron baenitzianum Lauterb.
- Rhododendron bagobonum H.F.Copel.
- Rhododendron baihuaense Y.P.Ma
- Rhododendron baileyi Balf. f.[3]
- Rhododendron bailiense Y.P.Ma, C.Q.Zhang & D.F.Chamb.
- Rhododendron bainaense Xiang Chen & C.H.Yang
- Rhododendron bainbridgeanum Tagg & Forrest[3]
- Rhododendron balangense W.P.Fang[3]
- Rhododendron balfourianum Diels[3]
- Rhododendron bamaense Z.J.Zhao: Dieser Endemit gedeiht in Wäldern in Höhenlagen von etwa 4300 Metern nur im südöstlichen Qinghai.[3]
- Rhododendron banghamiorum (J.J.Sm.) Sleumer
- Rhododendron barbatum Wall. ex G.Don[3]
- Rhododendron barkamense D.F.Chamb.[3]
- Rhododendron basilicum Balf. f. & W.W.Sm.[3]
- Rhododendron beanianum Cowan[3]
- Rhododendron beccarii Sleumer
- Rhododendron beesianum Diels[3]
- Rhododendron bellissimum D.F.Chamb.[3]
- Rhododendron benhallii Craven
- Rhododendron beyerinckianum Koord.
- Rhododendron bhutanense D.G.Long & Bowes Lyon
- Rhododendron biappendiculatum Craven
- Rhododendron bijiangense T.L.Ming[3]
- Rhododendron bivelatum Balf. f.[3]
- Rhododendron blackii Sleumer
- Rhododendron bloembergenii Sleumer
- Rhododendron bonvalotii Franch.[3]
- Rhododendron boothii Nutt.[3]
- Rhododendron borneense (J.J.Sm.) Argent, A.L.Lamb & Phillipps
- Rhododendron brachyantherum Warb. ex P.Sarasin & Sarasin
- Rhododendron brachyanthum Franch.[3]
- Rhododendron brachycarpum D.Don ex G.Don
- Rhododendron brachygynum H.F.Copel.
- Rhododendron brachypodarium Sleumer
- Rhododendron brachypodum W.P.Fang & P.S.Liu[3]
- Rhododendron bracteatum Rehder & E.H.Wilson[3]
- Rhododendron brassii Sleumer
- Rhododendron brevicaudatum R.C.Fang & S.S.Chang[3]
- Rhododendron brevinerve Chun & W.P.Fang[3]
- Rhododendron breviperulatum Hayata[3]
- Rhododendron brevipes Sleumer
- Rhododendron brevipetiolatum M.Y.Fang[3]
- Rhododendron bryophilum Sleumer
- Rhododendron bullifolium Sleumer
- Rhododendron bulu Hutch.[3]
- Rhododendron bureavii Franch.[3]
- Rhododendron bureavioides Balf. f.
- Rhododendron burmanicum Hutch.
- Rhododendron burttii P.Woods
- Rhododendron buruense J.J.Sm.
- Rhododendron buxifolium H.Low ex Hook. f.
- Rhododendron buxoides Sleumer
- Rhododendron caesium Hutch.[3]
- Rhododendron caespitosum Sleumer
- Rhododendron calendulaceum (Michx.) Torr.[2]

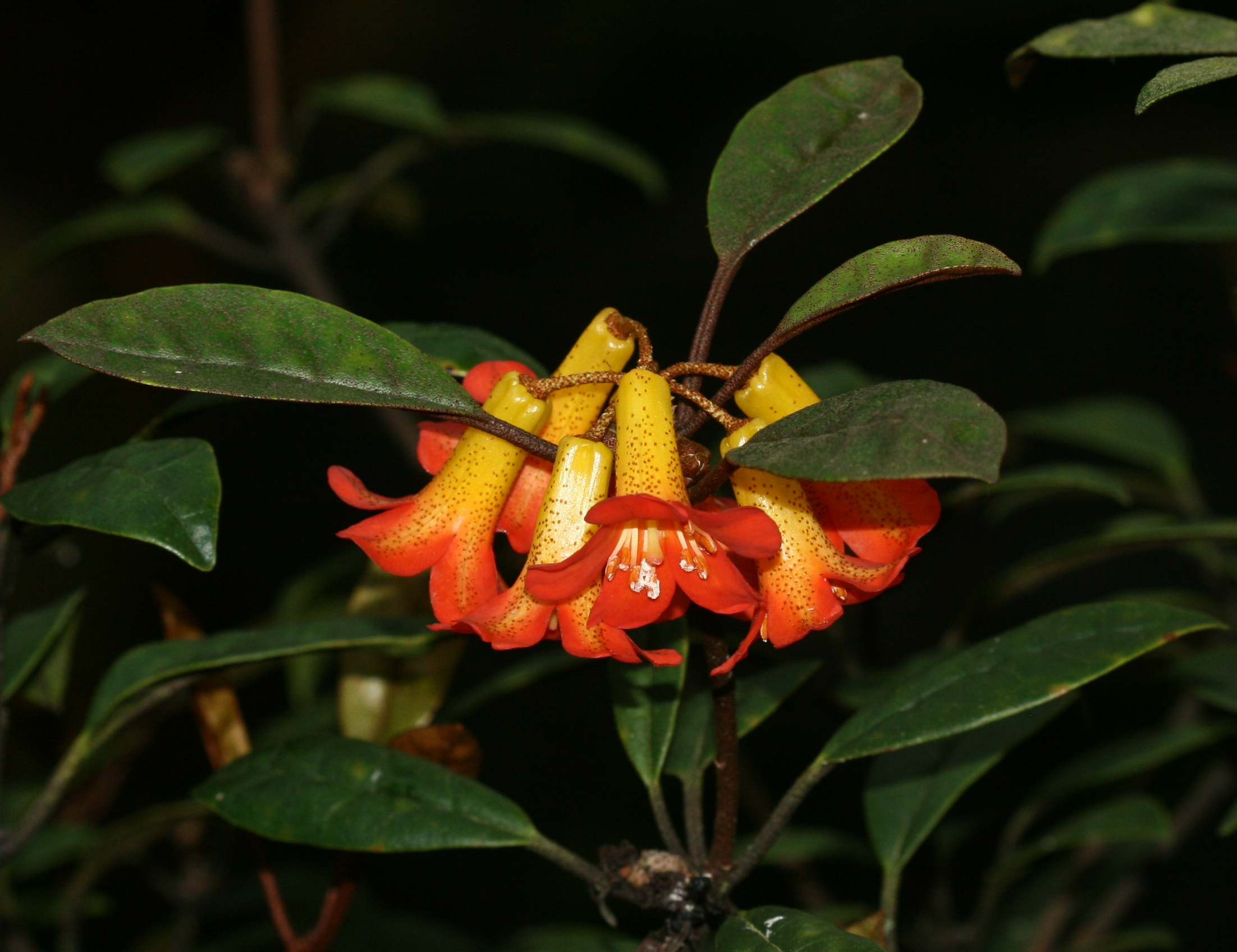
Rhododendron lamrialianum

- Rhododendron caliginis Kores
- Rhododendron callimorphum Balf. f. & W.W.Sm.[3]
- Rhododendron calophytum Franch.[3]
- Rhododendron calosanthes Sleumer
- Rhododendron calostrotum Balf. f. & Kingdon-Ward[3]
- Rhododendron calvescens Balf. f. & Forrest[3]
- Rhododendron camelliiflorum Hook. f.[3]
- Rhododendron campanulatum D.Don[3][4]

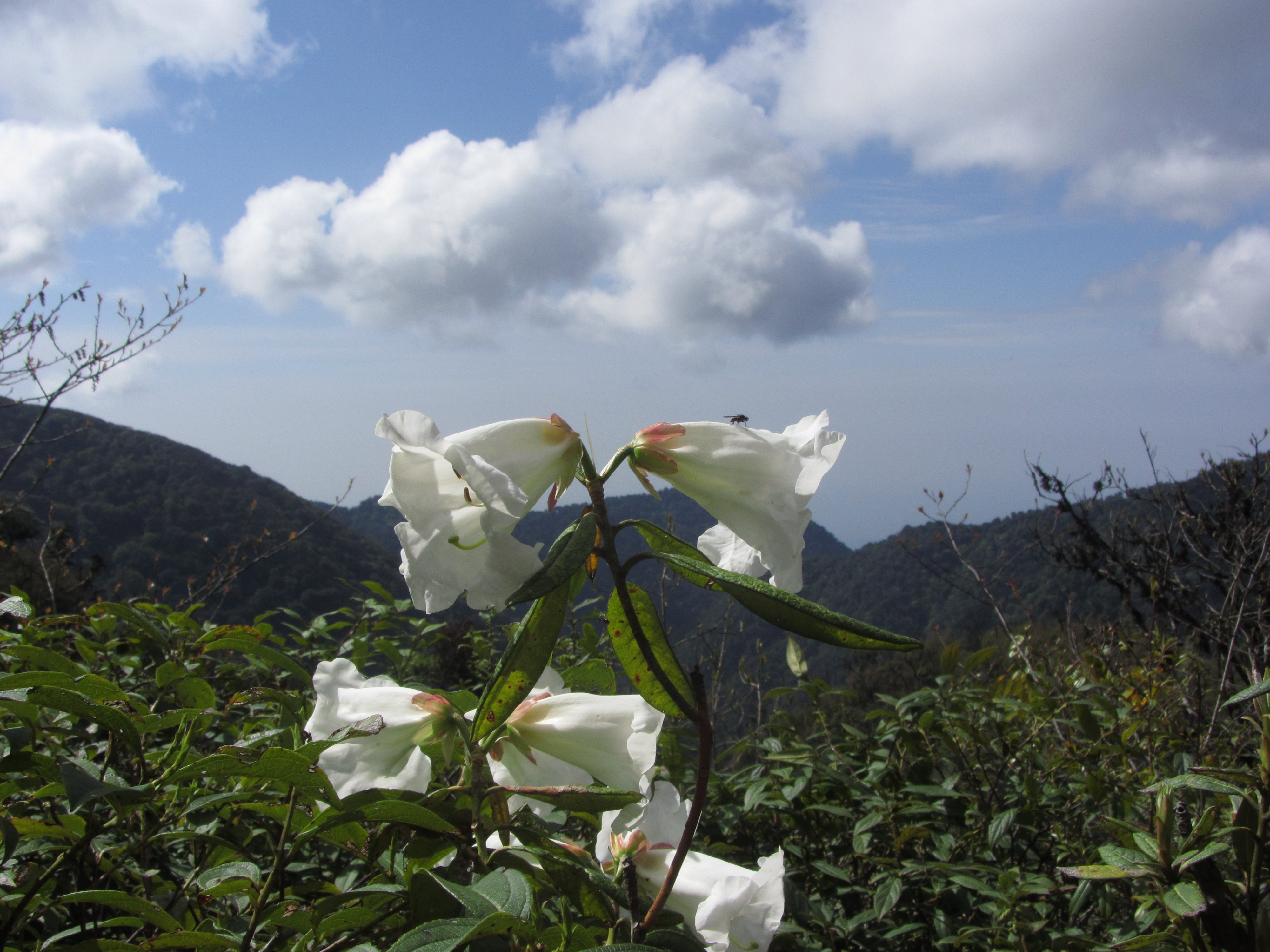
Rhododendron lindleyi

- Rhododendron campylocarpum Hook. f.[3]

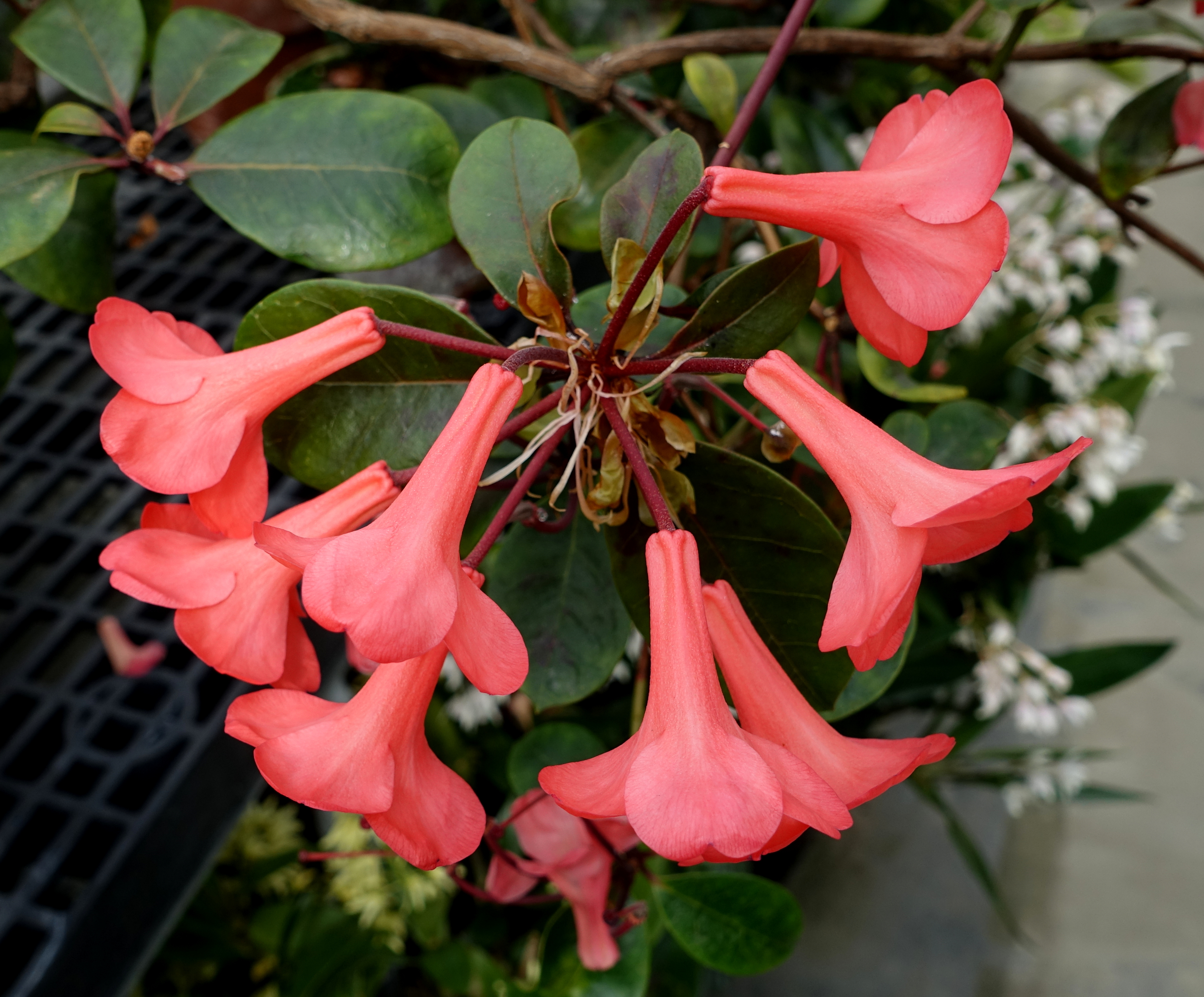
Rhododendron lochae

- Rhododendron campylogynum Franch.[3]
- Rhododendron camtschaticum Pall.
- Rhododendron canadense (L.) Torr.[2]
- Rhododendron canescens (Michx.) Sweet[2]
- Rhododendron capellae Kores
- Rhododendron capitatum Maxim.[3]
- Rhododendron carneum Hutch.
- Rhododendron carrii Sleumer
- Rhododendron carringtoniae F.Muell.
- Rhododendron carstensense Wernham
- Rhododendron catacosmum Balf. f. ex Tagg[3]
- Catawba-Rhododendron (Rhododendron catawbiense Michx.)[2]
- Kaukasus-Rhododendron (Rhododendron caucasicum Pall.)[16]
- Rhododendron cavaleriei H.Lév.[3]
- Rhododendron celebicum (Blume) DC.
- Rhododendron cephalanthum Franch.[3]
- Rhododendron cerasinum Tagg[3]
- Rhododendron cernuum Sleumer
- Rhododendron chamaethomsonii (Tagg) Cowan & Davidian[3]
- Rhododendron chamahense Rafidah
- Rhododendron chamberlainii Craven
- Rhododendron championiae Hook.[3]
- Rhododendron changii (W.P.Fang) W.P.Fang[3]
- Rhododendron chaoanense T.C.Wu & P.C.Tam
- Rhododendron charitopes Balf. f. & Farrer[3]
- Rhododendron charitostreptum Balf. f. & Kingdon-Ward
- Rhododendron chevalieri Dop ex A.Chev.
- Rhododendron chihsinianum Chun & W.P.Fang[3]
- Rhododendron chilanshanense Kurash.: Dieser Endemit gedeiht im Mischwald in Höhenlagen von 1600 bis 1700 Metern nur auf dem Berg Chilan im nördlichen Taiwan.[3]
- Rhododendron chionanthum Tagg & Forrest[3]
- Rhododendron christi F.Först.
- Rhododendron christianiae Sleumer
- Rhododendron chrysocalyx H.Lév. & Vaniot[3]
- Rhododendron chrysodoron Tagg ex Hutch.[3]
- Rhododendron chrysolepis Hutch. & Kingdon-Ward
- Rhododendron chunienii Chun & W.P.Fang[3]
- Rhododendron chunii W.P.Fang[3]
- Rhododendron ciliatum Hook. f.[3]
- Rhododendron ciliicalyx Franch.[3] (Syn.: Azalea ciliicalyx (Franch.) Kuntze, Rhododendron ciliicalyx subsp. lyi (H.Lév.) R.C.Fang, Rhododendron leptocladon Dop,[3] Rhododendron ludwigianum Hosseus, Rhododendron lyi H.Lév., Rhododendron missionarium H.Lév., Rhododendron nemorosum R.Z.Fang, Rhododendron pseudociliicalyx Hutch., Rhododendron saravanense Dop, Rhododendron surasianum Balf. f. & Craib)
- Rhododendron ciliilobum Sleumer
- Rhododendron ciliipes Hutch.[3]
- Rhododendron cinchoniflorum Sleumer
- Rhododendron cinerascens Sleumer
- Rhododendron cinnabarinum Hook. f.[3]
- Rhododendron circinnatum Cowan & Kingdon-Ward[3]
- Rhododendron citriniflorum Balf. f. & Forrest[3]
- Rhododendron citrinum (Hassk.) Hassk.
- Rhododendron clementinae Forrest ex W.W.Sm.[3]
- Rhododendron cochlearifolium XiangChen & JiaY.Huang
- Rhododendron cockburnii (Argent, A.L.Lamb & Phillipps) Craven
- Rhododendron codonanthum Balf. f. & Forrest[3]
- Rhododendron coelicum Balf. f. & Farrer[3]
- Rhododendron coeloneurum Diels[3]
- Rhododendron coelorum Wernham
- Rhododendron colemanii R.F.Mill.
- Rhododendron collettianum Aitch. & Hemsl.[4]
- Rhododendron columbianum (Piper) Harmaja[2]
- Rhododendron comisteum Balf. f. & Forrest[3]
- Rhododendron commonae F.Först.
- Rhododendron commutatum Sleumer
- Rhododendron comparabile Sleumer
- Rhododendron complexum Balf. f. & W.W.Sm.[3]
- Rhododendron comptum C.H.Wright
- Rhododendron concinnoides Hutch. & Kingdon-Ward
- Rhododendron concinnum Hemsl.[3]
- Rhododendron coriaceum Franch.[3]
- Rhododendron cornu-bovis Sleumer
- Rhododendron correoides J.J.Sm.
- Rhododendron coryanum Tagg & Forrest[3]
- Rhododendron cowanianum Davidian
- Rhododendron coxianum Davidian
- Rhododendron crassifolium Stapf

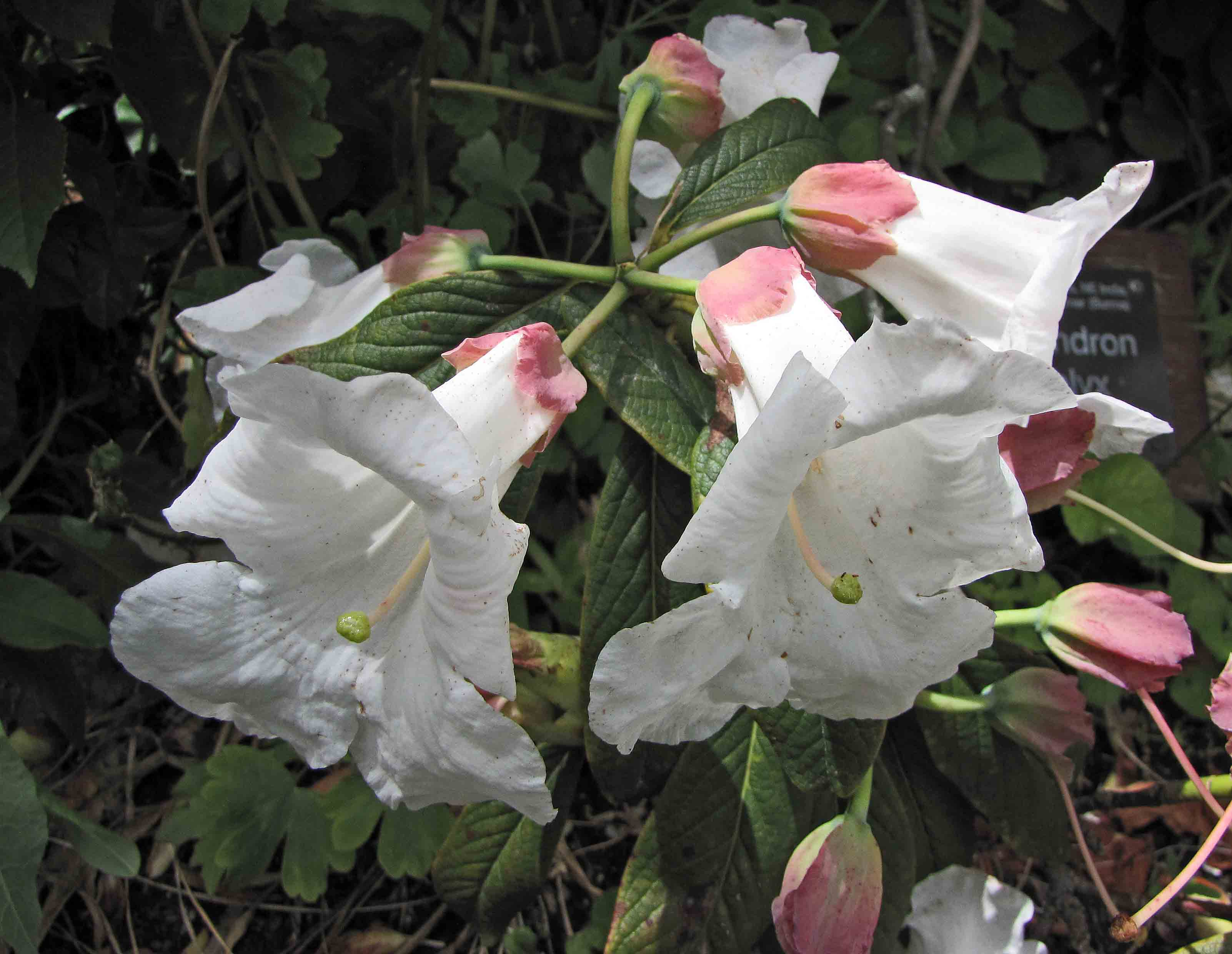
Blüte von Rhododendron megacalyx, deutlich zu erkennen sind die roten Kelchblätter

- Rhododendron crassimedium P.C.Tam[3]
- Rhododendron crassistylum M.Y.He[3]
- Rhododendron crassum Franch.
- Rhododendron cravenii Danet
- Rhododendron crenulatum Hutch. ex Sleumer
- Rhododendron cretaceum P.C.Tam[3]
- Rhododendron crinigerum Franch.[3]
- Rhododendron cruttwellii Sleumer
- Rhododendron cuffeanum Craib ex Hutch.
- Rhododendron culminicola F.Muell.
- Rhododendron cumberlandense E.L.Braun[2]
- Rhododendron cuneatum W.W.Sm.[3]
- Rhododendron cuneifolium Stapf
- Rhododendron curviflorum J.J.Sm.
- Rhododendron cuspidellum Sleumer
- Rhododendron cyanocarpum (Franch.) W.W.Sm.[3]
- Rhododendron cyrtophyllum Wernham
- Rhododendron dachengense G.Z.Li[3]
- Rhododendron dalhousieae Hook. f.[3]
- Rhododendron danbaense L.C.Hu[3]
- Rhododendron dasycladoides Hand.-Mazz.[3]
- Rhododendron dasypetalum Balf. f. & Forrest[3]
- Rhododendron datiandingense Z.J.Feng: Dieser Endemit gedeiht als Epiphyt nur in Datian Ding im westlichen Guangdong.[3]
- Rhododendron dauricum L.[3]
- Rhododendron davidi Franch.[3]
- Rhododendron davidsonianum Rehder & E.H.Wilson[3]
- Rhododendron dawuense H.P.Yang[3]
- Rhododendron dayaoshanense L.M.Gao & D.Z.Li[3]
- Rhododendron dayiense M.Y.He
- Rhododendron decipiens Lacaita
- Rhododendron declivatum Ching & H.P.Yang[3]
- Rhododendron decorum Franch.[3]
- Rhododendron degronianum Carrière
- Rhododendron dekatanum Cowan[3]
- Rhododendron delavayi Franch.[3]
- Rhododendron delicatulum Sleumer
- Rhododendron dendricola Hutch.[3]
- Rhododendron dendrocharis Franch.[3]
- Rhododendron densifolium K.M.Feng[3]
- Rhododendron denudatum H.Lév.[3]
- Rhododendron detersile Franch.[3]
- Rhododendron detznerianum Sleumer
- Rhododendron dianthosmum Sleumer
- Rhododendron dichroanthum Diels[3]
- Rhododendron dielsianum Schltr.
- Rhododendron dignabile Cowan[3]
- Rhododendron dilatatum Miq.
- Rhododendron dimitrum Balf. f. & Forrest[3]
- Rhododendron discolor Franch.[3]
- Rhododendron dissilistellatum Craven
- Rhododendron disterigmoides Sleumer
- Rhododendron diversipilosum (Nakai) Harmaja
- Rhododendron dumicola Tagg & Forrest[3]
- Rhododendron durionifolium Becc.
- Rhododendron dutartrei Danet
- Rhododendron ebianense M.Y.Fang[3]
- Rhododendron eclecteum Balf. f. & Forrest[3]
- Rhododendron edanoi Merr. & Quisumb.
- Rhododendron edgeworthii Hook. f.[3]
- Rhododendron eastmanii Kron & Creel: Sie gedeiht in Höhenlagen von 30 bis 200 Metern nur in South Carolina.[2]
- Rhododendron eheinense M.Y.He & Z.J.Zhao
- Rhododendron elegantulum Tagg & Forrest[3]
- Rhododendron elliottii Watt ex Brandis
- Rhododendron emarginatum Hemsl. & E.H.Wilson[3] (Syn.: Rhododendron euonymifolium H.Lév., Rhododendron leiboense Z.J.Zhao,[3] Rhododendron maguanense K.M.Feng, Rhododendron poilanei Dop[3])[31]
- Rhododendron englerianum Koord.
- Rhododendron erastum Balf. f. & Forrest[3]
- Rhododendron ericoides H.Low ex Hook. f.
- Rhododendron eriobotryoides Xiang Chen & JiaY.Huang[3]
- Rhododendron eriocarpum (Hayata) Nakai
- Rhododendron erosipetalum J.J.Sm.
- Rhododendron erosum Cowan[3]
- Rhododendron esetulosum Balf. f. & Forrest[3]
- Rhododendron euchroum Balf. f. & Kingdon-Ward[3]
- Rhododendron eudoxum Balf. f. & Forrest[3]
- Rhododendron eurysiphon Tagg & Forrest[3]
- Rhododendron evelyneae Danet
- Rhododendron exasperatum Tagg[3]
- Rhododendron excellens Hemsl. & E.H.Wilson: Sie kommt im nördlichen Vietnam und in den chinesischen Provinzen südliches Guizhou südöstliches Yunnan vor.[3]
- Rhododendron excelsum A.Chev.
- Rhododendron extrorsum J.J.Sm.
- Rhododendron exuberans (Sleumer) Argent
- Rhododendron eymae Sleumer
- Rhododendron faberi Hemsl.[3]
- Rhododendron facetum Balf. f. & Kingdon-Ward[3]
- Rhododendron faithiae Chun[3]
- Rhododendron falconeri Hook. f.
- Rhododendron fallacinum Sleumer
- Rhododendron fangchengense P.C.Tam[3]
- Rhododendron farinosum H.Lév.[3]
- Rhododendron farrerae Sweet[3]
- Rhododendron fastigiatum Franch.[3]
- Rhododendron faucium D.F.Chamb.[3]
- Rhododendron feddei H.Lév.[3]
- Rostblättrige Alpenrose (Rhododendron ferrugineum L.)[16]
- Rhododendron fictolacteum Balf. f.
- Rhododendron flammeum (Michx.) Sarg.: Sie gedeiht in Höhenlagen von 20 bis 500 Metern in Georgia sowie South Carolina.[2]
- Rhododendron flavantherum Hutch. & Kingdon-Ward[3]
- Rhododendron flavidum Franch.[3]
- Rhododendron flavoflorum T.L.Ming[3]
- Rhododendron flavoviride J.J.Sm.
- Rhododendron fletcherianum Davidian[3]
- Rhododendron fleuryi Dop ex A.Chev.
- Rhododendron floccigerum Franch.[3]
- Rhododendron floribundum Franch.[3]
- Rhododendron flosculum W.P.Fang & G.Z.Li[3]
- Rhododendron flumineum W.P.Fang & M.Y.He[3]
- Rhododendron formosanum Hemsl.[3]
- Rhododendron formosum Wall.
- Rhododendron forrestii Balf. f. ex Diels[3]
- Rhododendron fortunans J.J.Sm.
- Rhododendron fortunei Lindl.[3]
- Rhododendron fragariiflorum Kingdon-Ward[3]
- Rhododendron frey-wysslingii J.J.Sm.
- Rhododendron fuchsiifolium H.Lév.[3]
- Rhododendron fulgens Hook. f.[3]
- Rhododendron fulvum Balf. f. & W.W.Sm.[3]
- Rhododendron fuscipilum M.Y.He[3]
- Rhododendron fuyuanense Z.H.Yang[3]
- Rhododendron galactinum Balf. f. ex Tagg[3]
- Rhododendron gannanense Z.C.Feng & X.G.Sun[3]
- Rhododendron gardenia Schltr.
- Rhododendron gaultheriifolium J.J.Sm.
- Rhododendron gemmiferum M.N.Philipson & Philipson: Sie gedeiht im Dickicht und an Felshängen in Höhenlagen von 3300 bis 3700, selten bis zu 4300 Metern nur im nordwestlichen Yunnan.[3]
- Rhododendron genestierianum Forrest[3]
- Rhododendron gideonii Argent
- Rhododendron giulianettii Lauterb.
- Rhododendron glabrifilum J.J.Sm.
- Rhododendron glabriflorum J.J.Sm.[3]
- Rhododendron glanduliferum Franch.
- Rhododendron glandulosum (Standl. ex Small) Millais
- Rhododendron glaucophyllum Rehder
- Rhododendron glischroides Tagg & Forrest
- Rhododendron glischrum Balf. f. & W.W.Sm.[3]
- Rhododendron gologense C.J.Xu & Z.J.Zhao: Dieser Endemit gedeiht in Wäldern in Höhenlagen von etwa 3800 Metern nur im südöstlichen Qinghai.[3]
- Rhododendron gonggashanense W.K.Hu[3]
- Rhododendron gongshanense T.L.Ming[3]
- Rhododendron goodenoughii Sleumer
- Rhododendron goyozanense (M.Kikuchi) Craven
- Rhododendron gracilentum F.Muell.
- Rhododendron grande Wight[3]
- Rhododendron griersonianum Balf. f. & Forrest[3]
- Rhododendron griffithianum Wight[3]
- Rhododendron groenlandicum (Oeder) Kron & Judd[16][2]
- Rhododendron guangnanense R.C.Fang[3]
- Rhododendron guihainianum G.Z.Li[3]
- Rhododendron guizhongense G.Z.Li[3]
- Rhododendron guizhouense M.Y.Fang[3]
- Rhododendron gumineense Craven
- Rhododendron habbemae Koord.
- Rhododendron habrotrichum Balf. f. & W.W.Sm.[3]
- Rhododendron haematodes Franch.[3]
- Rhododendron haematophthalmum Sleumer
- Rhododendron hainanense Merr.[3]
- Rhododendron hameliiflorum Wernham
- Rhododendron hanceanum Hemsl.[3]
- Rhododendron hancockii Hemsl.[3]
- Rhododendron hangzhouense W.P.Fang & M.Y.He
- Rhododendron haofui Chun & W.P.Fang[3]
- Rhododendron hartleyi Sleumer
- Rhododendron hatamense Becc.
- Rhododendron heatherae Rushforth
- Rhododendron heizhugouense M.Y.He & L.C.Hu[3]
- Rhododendron heliolepis Franch.[3]
- Rhododendron hellwigii Warb.
- Rhododendron helodes Sleumer
- Rhododendron hemitrichotum Balf. f. & Forrest[3]
- Rhododendron hemsleyanum E.H.Wilson[3]
- Rhododendron henanense W.P.Fang[3]
- Rhododendron henryi Hance[3]
- Rhododendron herzogii Warb.
- Rhododendron heteroclitum H.P.Yang[3]
- Rhododendron heterolepis Danet
- Rhododendron hidakanum H.Hara
- Rhododendron himantodes Sleumer
- Rhododendron hippophaeoides Balf. f. & W.W.Sm.[3]
- Rhododendron hirsutipetiolatum R.C.Fang & A.L.Zhang[3]
- Bewimperte Alpenrose (Rhododendron hirsutum L.)[16]
- Rhododendron hirtipes Tagg[3]
- Rhododendron hirtolepidotum J.J.Sm.
- Rhododendron hodgsonii Hook. f.[3]
- Rhododendron hoi W.P.Fang
- Rhododendron hongkongense Hutch.
- Rhododendron hooglandii Sleumer
- Rhododendron hookeri Nutt.[3]
- Rhododendron horlickianum Davidian
- Rhododendron huadingense B.Y.Ding & Y.Y.Fang[3]
- Rhododendron huangpingense Xiang Chen & JiaY.Huang[3]
- Rhododendron huanum W.P.Fang[3]
- Rhododendron huguangense P.C.Tam[3]
- Rhododendron huidongense T.L.Ming[3]
- Rhododendron hunanense Chun ex P.C.Tam[3]
- Rhododendron hunnewellianum Rehder & E.H.Wilson[3]
- Rhododendron hyacinthosmum Sleumer
- Rhododendron hylaeum Balf. f. & Farrer
- Rhododendron hypenanthum I.B.Balfour: Sie kommt im nördlichen Indien, Bhutan, Nepal, Sikkim und südlichen Tibet vor.[3][4]
- Rhododendron hyperythrum Hayata[3]
- Rhododendron hypoglaucum Hemsl.[3]
- Rhododendron hypoleucophyllum Makino
- Rhododendron hypoleucum (Kom.) Harmaja
- Rhododendron hyugaense (T.Yamaz.) T.Yamaz.
- Rhododendron igneum Cowan[3]
- Rhododendron impeditum Balf. f. & W.W.Sm.[3]
- Rhododendron impositum J.J.Sm.
- Rhododendron impressopunctatum J.J.Sm.
- Rhododendron inaequale (C.B.Clarke) Hutch.
- Rhododendron incommodum Sleumer
- Rhododendron inconspicuum J.J.Sm.
- Rhododendron indicum (L.) Sweet[3]
- Rhododendron insculptum Kingdon-Ward
- Rhododendron insigne Hemsl. & E.H.Wilson[3]
- Rhododendron intranervatum Sleumer
- Rhododendron intricatum Franch.[3]
- Rhododendron invictum Balf. f. & Farrer[3]
- Rhododendron irroratum Franch.[3]
- Rhododendron japonicum (A.Gray) Suringar
- Rhododendron japonoheptamerum Kitam.
- Rhododendron jasminiflorum Hook.
- Rhododendron jasminoides M.Y.He[3]
- Rhododendron javanicum (Blume) Benn.
- Rhododendron jiewhoei Argent
- Rhododendron jinboense Xiang Chen & X.Chen[3]
- Rhododendron jinchangense Z.H.Yang[3]
- Rhododendron jingangshanicum P.C.Tam[3]
- Rhododendron jinpingense W.P.Fang & M.Y.He[3]
- Rhododendron jinxiuense W.P.Fang & M.Y.He[3]
- Rhododendron jiulongshanense Xiang Chen & Jia Y.Huang[3]
- Rhododendron johnstoneanum (Brandis) Watt ex Hutch.
- Rhododendron joniense Ching & H.P.Yang[3]
- Rhododendron kaempferi Planch.
- Rhododendron kanehirae E.H.Wilson[3]
- Rhododendron kansuense Millais
- Rhododendron kasoense Hutch. & Kingdon-Ward[3]
- Rhododendron katsumatae (M.Tash. & H.Hatta) Craven
- Rhododendron kawakamii Hayata[3]
- Rhododendron keiskei Miq.
- Rhododendron keleticum Balf. f. & Forrest[3]
- Rhododendron kemulense J.J.Sm.
- Rhododendron kendrickii Nutt.[3]
- Rhododendron kerowagiense Argent
- Rhododendron kesangiae D.G.Long & Rushforth
- Rhododendron keysii Nutt.[3]
- Rhododendron kiangsiense W.P.Fang[3]
- Rhododendron kingianum Watt
- Rhododendron kiusianum Makino
- Rhododendron kiyosumense (Makino) Makino
- Rhododendron klossii Ridl.
- Rhododendron kochii Stein
- Rhododendron kogo Danet
- Rhododendron komiyamae Makino
- Rhododendron kongboense Kingdon-Ward ex Hutch.[3]
- Rhododendron konori Becc.
- Rhododendron korthalsii Miq.
- Siebenbürgische Alpenrose (Rhododendron kotschyi Simonk.)
- Rhododendron kroniae Craven
- Rhododendron kwangsiense Hu ex P.C.Tam[3]
- Rhododendron kwangtungense Merr. & Chun
- Rhododendron kyawii Lace & W.W.Sm.[3]
- Rhododendron kyushuense Minamit.
- Rhododendron labolengense Ching & H.P.Yang[3]
- Rhododendron lacteum Franch.[3]
- Rhododendron laetum J.J.Sm.
- Rhododendron lagopus Nakai
- Rhododendron lagunculicarpum J.J.Sm.
- Rhododendron lambianum Argent
- Rhododendron lamii J.J.Sm.
- Rhododendron lampongum Miq.
- Rhododendron lamrialianum Argent & T.J.Barkman
- Rhododendron lanatoides D.F.Chamb.[3]
- Rhododendron lanatum Hook. f.[3]
- Rhododendron lanceolatum Ridl.
- Rhododendron langbianense A.Chev. ex Dop
- Rhododendron lanigerum Tagg[3]
- Rhododendron laojunense T.L.Ming[3]
- Lappland-Alpenrose (Rhododendron lapponicum (L.) Wahlenb.)[16][3][2]
- Rhododendron lasiostylum Hayata[3]
- Rhododendron lateriflorum R.C.Fang & A.L.Zhang[3]
- Rhododendron latoucheae Franch.[3]
- Rhododendron laudandum Cowan[3]
- Rhododendron leigongshanense C.H.Yang, Z.G.Xie, Y.F.Yu & Z.R.Yang
- Rhododendron leishanicum W.P.Fang & X.S.Zhang[3]
- Rhododendron lepidostylum Balf. f. & Forrest[3]
- Rhododendron lepidotum Wall. ex G.Don[3][4]
- Rhododendron leptanthum F.Muell.
- Rhododendron leptobrachion Sleumer
- Rhododendron leptocarpum Nutt.[3]
- Rhododendron leptomorphum Sleumer
- Rhododendron leptopeplum Balf. f. & Forrest[3]
- Rhododendron leptothrium Balf. f. & Forrest[3]
- Rhododendron leucaspis Tagg[3]
- Rhododendron leucogigas Sleumer
- Rhododendron levinei Merr.[3]
- Rhododendron leytense Merr.
- Rhododendron liangshanicum Z.J.Zhao
- Rhododendron liaoxigense S.L.Tung & Z.Lu[3]
- Rhododendron liboense Zheng R.Chen & K.M.Lan[3]
- Rhododendron lilacinum Xiang Chen & X.Chen[3]
- Rhododendron liliiflorum H.Lév.[3]
- Rhododendron lindaueanum Koord.
- Rhododendron lindleyi T.Moore[3]
- Rhododendron lineare Merr.
- Rhododendron linearilobum R.C.Fang & A.L.Chang[3]
- Rhododendron linguiense G.Z.Li[3]
- Rhododendron litchiifolium T.C.Wu & P.C.Tam[3]
- Rhododendron loboense H.F.Copel.
- Rhododendron lochiae F.Muell.
- Rhododendron loerzingii J.J.Sm.
- Rhododendron lohitense D.Bhattach.
- Rhododendron lompohense J.J.Sm.
- Rhododendron longesquamatum C.K.Schneid.[3]
- Rhododendron longicalyx M.Y.Fang[3]
- Rhododendron longifalcatum P.C.Tam[3]
- Rhododendron longiflorum Lindl.
- Rhododendron longilobum L.M.Gao & D.Z.Li[3]
- Rhododendron longipedicellatum Lei Cai & Y.P.Ma
- Rhododendron longiperulatum Hayata[3]
- Rhododendron longipes Rehder & E.H.Wilson[3]
- Rhododendron longistylum Rehder & E.H.Wilson[3]
- Rhododendron loniceriflorum P.C.Tam[3]
- Rhododendron loranthiflorum Sleumer
- Rhododendron lowii Hook. f.
- Rhododendron lowndesii Davidian
- Rhododendron luciferum (Cowan) Cowan
- Rhododendron ludlowii Cowan[3]
- Rhododendron luhuoense H.P.Yang[3]
- Rhododendron lukiangense Franch.[3]
- Rhododendron lulangense L.C.Hu & Tateishi[3]
- Rhododendron lungchiense W.P.Fang[3]
- Rhododendron luraluense Sleumer
- Rhododendron luteiflorum (Davidian) Cullen
- Rhododendron lutescens Franch.[3]
- Gelbe Azalee (Rhododendron luteum Sweet)[16]
- Rhododendron macabeanum G.Watt ex Balf. f.
- Rhododendron macgregoriae F.Muell.
- Rhododendron mackenzianum Forrest[3]
- Rhododendron macrophyllum D.Don ex G.Don (Syn.: Rhododendron californicum Hook.): Sie gedeiht in Höhenlagen von 50 bis 1600 Metern im westlichen Nordamerika von British Columbia über Washington und Oregon bis Kalifornien.[2]
- Rhododendron macrosiphon Sleumer
- Rhododendron maculiferum Franch.[3]
- Rhododendron maddenii Hook. f.[3]
- Rhododendron madulidii Argent
- Rhododendron magnificum Kingdon-Ward[3]
- Rhododendron magniflorum W.K.Hu[3]
- Rhododendron mainlingense S.H.Huang & R.C.Fang[3]
- Rhododendron maius (J.J.Sm.) Sleumer
- Rhododendron makinoi Tagg ex Nakai
- Rhododendron malayanum Jack
- Rhododendron malipoense M.Y.He[3]
- Rhododendron mallotum Balf. f. & Kingdon-Ward[3]
- Rhododendron maoerense W.P.Fang & G.Z.Li[3]
- Rhododendron maowenense Ching & H.P.Yang[3]
- Rhododendron mariae Hance[3]
- Rhododendron mariesii Hemsl. & E.H.Wilson[3]
- Rhododendron martinianum Balf. f. & Forrest[3]
- Rhododendron maximum L.[2]
- Rhododendron maxiongense C.Q.Zhang & D.Paterson
- Rhododendron maxwellii Gibbs
- Rhododendron meagae Mambrasar & Hutabarat
- Rhododendron mechukae A.A.Mao & A.Paul
- Rhododendron meddianum Forrest[3]
- Rhododendron medoense W.P.Fang & M.Y.He[3]
- Rhododendron megacalyx Balf. f. & Kingdon-Ward[3]
- Rhododendron megalanthum M.Y.Fang[3]
- Rhododendron megeratum Balf. f. & Forrest[3]
- Rhododendron meijeri Argent, A.L.Lamb & Phillipps
- Rhododendron mekongense Franch.[3]
- Rhododendron melantherum Schltr.
- Rhododendron meliphagidum J.J.Sm.
- Rhododendron mendumiae Argent
- Rhododendron mengtszense Balf. f. & W.W.Sm.[3]
- Rhododendron menziesii Craven
- Rhododendron meridionale P.C.Tam[3]
- Rhododendron mianningense Z.J.Zhao[3]
- Rhododendron micranthum Turcz.[3]
- Rhododendron microcarpum R.L.Liu & L.M.Gao[3]
- Rhododendron microgynum Balf. f. & Forrest[3]
- Rhododendron micromalayanum Sleumer
- Rhododendron microphyllum J.J.Sm.
- Rhododendron microphyton Franch.[3]
- Rhododendron milleri Argent
- Rhododendron mimetes Tagg & Forrest[3]
- Rhododendron mindanaense Merr.
- Rhododendron miniatum Cowan[3]
- Rhododendron minus Michx.: Es gibt seit 2009 zwei Varietäten:[2]
  - Rhododendron minus var. chapmanii (Alph.Wood) Gandhi & Zarucchi (Syn.: Rhododendron punctatum var. chapmanii Alph.Wood, Rhododendron chapmanii (Alph.Wood) A.Gray): Diesen Namen hat sie seit 2009. Dieser Endemit gedeiht in Höhenlagen von 0 bis 50 Metern nur in Florida.[2]
  - Rhododendron minus Michx. var. minus (Syn.: Rhododendron carolinianum Rehder, Rhododendron cuthbertii Small, Rhododendron punctatum Andrews): Sie gedeiht in Höhenlagen von 50 bis 1700 Metern in den südöstlichen US-Bundesstaaten Alabama, Georgia, North Carolina, South Carolina sowie Tennessee.[2]
- Rhododendron minutiflorum Hu[3]
- Rhododendron minyaense M.N.Philipson & Philipson
- Rhododendron mitriforme P.C.Tam
- Rhododendron miyiense W.K.Hu[3]
- Rhododendron mogeanum Argent
- Rhododendron molle (Blume) G.Don[3]
- Rhododendron mollianum Koord.
- Rhododendron mollicomum Balf. f. & W.W.Sm.[3]
- Rhododendron monanthum Balf. f. & W.W.Sm.[3]
- Rhododendron monkoboense Argent
- Rhododendron monodii (H.J.Lam) Argent
- Rhododendron montiganum T.L.Ming[3]
- Rhododendron montroseanum Davidian[3]
- Rhododendron morii Hayata[3]
- Rhododendron moulmainense Hook.[3]
- Rhododendron moupinense Franch.[3]
- Rhododendron mucronatum (Blume) G.Don[16][3]
- Rhododendron mucronulatum Turcz.[3]
- Rhododendron multicolor Miq.
- Rhododendron multiflorum (Maxim.) Craven
- Rhododendron multinervium Sleumer
- Rhododendron muscicola J.J.Sm.
- Rhododendron muscipulum Danet
- Rhododendron myrsinifolium Ching ex W.P.Fang & M.Y.He[16][3]
- Rhododendron myrsinites Sleumer
- Rhododendron naamkwanense Merr.[3]
- Rhododendron nakaharae Hayata[3]
- Rhododendron nakotiltum Balf. f. & Forrest[3]
- Rhododendron nanjianense K.M.Feng & Z.H.Yang[3]
- Rhododendron nanophyton Sleumer
- Rhododendron nanpingense P.C.Tam[3]
- Rhododendron natalicium Sleumer
- Rhododendron nayarii G.D.Pal
- Rhododendron neobritannicum Sleumer
- Rhododendron neriiflorum Franch.[3]
- Rhododendron neriifolium Schltr.
- Rhododendron nervulosum Sleumer
- Rhododendron ngawchangense M.N.Philipson & Philipson
- Rhododendron nhatrangense Dop
- Rhododendron nieuwenhuisii J.J.Sm.
- Rhododendron nigroglandulosum Nitz.[3]
- Rhododendron nipponicum Matsum.
- Rhododendron nitidulum Rehder & E.H.Wilson[3]
- Rhododendron nivale Hook. f.[3]
- Rhododendron niveoflorum Argent
- Rhododendron niveum Hook. f.[3]
- Rhododendron noriakianum T.Suzuki[3]
- Rhododendron nortoniae Merr.
- Rhododendron nubicola Wernham
- Rhododendron nudipes Nakai
- Rhododendron nummatum J.J.Sm.
- Rhododendron nuttallii T.J.Booth ex Nutt.[3]
- Rhododendron nyingchiense R.C.Fang & S.H.Huang[3]
- Rhododendron nymphaeoides W.K.Hu[3]
- Rhododendron oblancifolium M.Y.Fang[3]
- Rhododendron occidentale (Torr. & A.Gray) A.Gray: Sie gedeiht in Höhenlagen von 0 bis 2700 Metern in den westlichen US-Bundesstaaten Kalifornien sowie Oregon.[2]
- Rhododendron ochraceum Rehder & E.H.Wilson[3]
- Rhododendron octandrum M.Y.He[3]
- Rhododendron oldhamii Maxim.[3]
- Rhododendron oliganthum Sleumer
- Rhododendron oligocarpum W.P.Fang & X.S.Zhang[3]
- Rhododendron opulentum Sleumer
- Rhododendron orbiculare Decne.[3]
- Rhododendron orbiculatum Ridl.
- Rhododendron oreadum Wernham
- Rhododendron oreites Sleumer
- Rhododendron oreodoxa Franch.[3]
- Rhododendron oreogenum L.C.Hu[3]
- Rhododendron oreotrephes W.W.Sm.[3]
- Rhododendron orthocladum Balf. f. & Forrest[3]
- Rhododendron osuzuyamense T.Yamaz.
- Rhododendron ovatum (Lindl.) Planch. ex Maxim.[3]
- Rhododendron oxycoccoides Sleumer
- Rhododendron pachycarpon Sleumer
- Rhododendron pachyphyllum W.P.Fang[3]
- Rhododendron pachypodum Balf. f. & W.W.Sm.[3]
- Rhododendron pachysanthum Hayata[3]
- Rhododendron pachystigma Sleumer
- Rhododendron pachytrichum Franch.[3]
- Rhododendron papillatum Balf. f. & R.E.Cooper[3]
- Rhododendron papuanum Becc.
- Rhododendron parishii C.B.Clarke
- Rhododendron parmulatum Cowan[3]
- Rhododendron parryae Hutch.
- Rhododendron parvifolium Adams
- Rhododendron parvulum Sleumer
- Rhododendron pauciflorum King & Gamble
- Rhododendron pemakoense Kingdon-Ward[3]
- Rhododendron pendulum Hook. f.[3]
- Rhododendron pentandrum (Maxim.) Craven
- Rhododendron pentaphyllum Maxim.
- Rhododendron perakense King & Gamble
- Rhododendron periclymenoides (Michx.) Shinners[2]
- Rhododendron perplexum Sleumer
- Rhododendron petrocharis Diels[3]
- Rhododendron phaeochiton F.Muell.
- Rhododendron phaeochristum Sleumer
- Rhododendron phaeochrysum Balf. f. & W.W.Sm.[3]
- Rhododendron phaeops Sleumer
- Rhododendron piercei Davidian[3]
- Rhododendron pilostylum W.K.Hu[3]
- Rhododendron pilosum (Michx. ex Lam.) Craven
- Rhododendron pinetorum P.C.Tam
- Rhododendron pingbianense M.Y.Fang[3]
- Rhododendron pingianum W.P.Fang[3]
- Rhododendron platyphyllum (Franch. ex Diels) Balf. f. & W.W.Sm.[3]
- Rhododendron platypodum Diels[3]
- Rhododendron pleianthum Sleumer
- Rhododendron pleistanthum E.H.Wilson[3]
- Rhododendron pocophorum Balf. f. ex Tagg[3]
- Rhododendron pogonophyllum Cowan & Davidian
- Rhododendron poluninii Davidian
- Rhododendron polyanthemum Sleumer
- Rhododendron polycladum Franch.[3]
- Rhododendron polylepis Franch.[3]
- Rhododendron polytrichum W.P.Fang[3]
- Rhododendron pomense Cowan & Davidian[3]
- Pontischer Rhododendron (Rhododendron ponticum L.)[16]
- Rhododendron populare Cowan[3]
- Rhododendron poremense J.J.Sm.
- Rhododendron porphyranthes Sleumer
- Rhododendron potaninii Batalin[3]
- Rhododendron praestans Balf. f. & W.W.Sm.[3]
- Rhododendron praeteritum Hutch.[3]
- Rhododendron praetervisum Sleumer
- Rhododendron praevernum Hutch.[3]
- Rhododendron prainianum Koord.
- Rhododendron prattii Franch.
- Rhododendron preptum Balf. f. & Forrest[3]
- Rhododendron primuliflorum Bureau & Franch.[3]
- Rhododendron principis Bureau & Franch.[3]
- Rhododendron prinophyllum (Small) Millais: Sie gedeiht in Höhenlagen von 100 bis 1500 Metern und ist in den US-Bundesstaaten Alabama, Arkansas, Illinois, Kentucky, Missouri, New Hampshire, New York, North Carolina, Ohio, Oklahoma, Pennsylvania, Vermont, Virginia sowie West Virginia verbreitet.[2]
- Rhododendron proliferum Sleumer
- Rhododendron pronum Tagg & Forrest[3]
- Rhododendron protandrum Sleumer
- Rhododendron proteoides Balf. f. & W.W.Sm.[3]
- Rhododendron protistum Balf. f. & Forrest[3]
- Rhododendron pruniflorum Hutch. & Kingdon-Ward[3]
- Rhododendron prunifolium (Small) Millais[2]
- Rhododendron przewalskii Maxim.[3]
- Rhododendron pseudobuxifolium Sleumer
- Rhododendron pseudochrysanthum Hayata[3]
- Rhododendron pseudociliipes Cullen[3]
- Rhododendron pseudomaddenii A.A.Mao & Bhaumik
- Rhododendron pseudotrichanthum Sleumer
- Rhododendron psilanthum Sleumer
- Rhododendron pubescens Balf. f. & Forrest[3]
- Rhododendron pubicostatum T.L.Ming[3]
- Rhododendron pubigermen J.J.Sm.
- Rhododendron pudiense Xiang Chen & Jia Y.Huang[3]
- Rhododendron pudorinum Sleumer
- Rhododendron pudorosum Cowan[3]
- Rhododendron pugeense L.C.Hu[3]
- Rhododendron pulchroides Chun & W.P.Fang[3]
- Rhododendron pulleanum Koord.
- Rhododendron pumilum Hook. f.[3]
- Rhododendron punctifolium L.C.Hu[3]
- Rhododendron purdomii Rehder & E.H.Wilson[3]
- Rhododendron purpureiflorum J.J.Sm.
- Rhododendron pusillum J.J.Sm.
- Rhododendron pyrrhophorum Sleumer
- Rhododendron qianyangense M.Y.He[3]
- Rhododendron qiaojiaense L.M.Gao & D.Z.Li[3]
- Rhododendron qinghaiense Ching ex W.Y.Wang[3]
- Rhododendron quadrasianum S.Vidal
- Rhododendron quinquefolium Bisset & S.Moore
- Rhododendron racemosum Franch.[3]
- Rhododendron radendum W.P.Fang[3]
- Rhododendron radians J.J.Sm.
- Rhododendron ramipilosum T.L.Ming[3]
- Rhododendron ramsdenianum Cowan[3]
- Rhododendron rappardii Sleumer
- Rhododendron rarilepidotum J.J.Sm.
- Rhododendron rarum Schltr.
- Rhododendron rawatii I.D.Rai & B.S.Adhikari
- Rhododendron recurvoides Tagg & Kingdon-Ward
- Rhododendron redowskianum Maxim.[3]
- Rhododendron renschianum Sleumer
- Rhododendron reticulatum D.Don ex G.Don
- Rhododendron retivenium Sleumer
- Rhododendron retrorsipilum Sleumer
- Rhododendron retusum (Blume) Benn.
- Rhododendron revolutum Sleumer
- Rhododendron rex H.Lév.[3]
- Rhododendron reynosoi Argent
- Rhododendron rhodanthum M.Y.He[3]
- Rhododendron rhodochroum Sleumer
- Rhododendron rhodoleucum Sleumer
- Rhododendron rhodosalpinx Sleumer
- Rhododendron rhodostomum Sleumer
- Rhododendron rhombifolium R.C.Fang[3]
- Rhododendron rhuyuenense Chun ex P.C.Tam[3]
- Rhododendron rigidum Franch.[3]
- Rhododendron rimicola X.L.Tian, Y.P.Ma & J.Nielsen
- Rhododendron riparioides (Cullen) Cubey[3]
- Rhododendron ripense Makino
- Rhododendron ripleyi Merr.
- Rhododendron ririei Hemsl. & E.H.Wilson[3]
- Rhododendron rivulare Hand.-Mazz.[3]
- Rhododendron robinsonii Ridl.
- Rhododendron roseatum Hutch.[3]
- Rhododendron roseiflorum P.F.Stevens
- Rhododendron rosendahlii Sleumer
- Rhododendron roseum (Loisel.) Rehder
- Rhododendron rothschildii Davidian[3]
- Rhododendron rousei Argent & Madulid
- Rhododendron roxieanum Forrest ex W.W.Sm.[3]
- Rhododendron roxieoides D.F.Chamb.[3]
- Rhododendron rubellum Sleumer
- Rhododendron rubiginosum Franch.[3]
- Rhododendron rubineiflorum Craven
- Rhododendron rubrantherum Kingdon-Ward
- Rhododendron rubrobracteatum Sleumer
- Rhododendron rubropilosum Hayata[3]
- Rhododendron rufescens Franch.[3]
- Rhododendron rufohirtum Hand.-Mazz.[3]
- Rhododendron rufum Batalin[3]
- Rhododendron rugosum H.Low ex Hook. f.
- Rhododendron rupicola W.W.Sm.[3]
- Rhododendron rupivalleculatum P.C.Tam[3]
- Rhododendron rushforthii Argent & D.F.Chamb.[3]
- Rhododendron russatum Balf. f. & Forrest[3]
- Rhododendron ruttenii J.J.Sm.
- Rhododendron sajanensis Stepanov
- Rhododendron salicifolium Becc.
- Rhododendron saluenense Franch.[3]
- Rhododendron sanctum Nakai
- Rhododendron sanguineum Franch.[3]
- Rhododendron santapaui Sastry, S.K.Kataki, Peter Cox, Patricia Cox & P.Hutchison
- Rhododendron sargentianum Rehder & E.H.Wilson[3]
- Rhododendron saxatile B.Y.Ding & Y.Y.Fang[3]
- Rhododendron saxicola Sleumer
- Rhododendron saxifragoides J.J.Sm.
- Rhododendron sayeri Sleumer
- Rhododendron scabridibracteum Sleumer
- Rhododendron scabrifolium Franch.[3]
- Rhododendron scabrum G.Don
- Rhododendron scarlatinum Sleumer
- Rhododendron schistocalyx Balf. f. & Forrest[3]
- Rhododendron schizostigma Sleumer
- Rhododendron schlechteri Lauterb.
- Rhododendron schlippenbachii Maxim.[3]
- Rhododendron scopulorum Hutch.[3]
- Rhododendron scopulum (G.Z.Li) G.Z.Li
- Rhododendron scortechinii King & Gamble
- Rhododendron searleanum Sleumer
- Rhododendron searsiae Rehder & E.H.Wilson[3]
- Rhododendron seimundii J.J.Sm.
- Rhododendron seinghkuense Kingdon-Ward[3]
- Rhododendron selense Franch.[3]
- Rhododendron semibarbatum Maxim.
- Rhododendron semnoides Tagg & Forrest[3]
- Rhododendron seniavinii Maxim.[3]
- Rhododendron seranicum J.J.Sm.
- Rhododendron serotinum Hutch.[3]
- Rhododendron serpyllifolium (A.Gray) Miq.
- Rhododendron serrulatum (Small) Millais
- Rhododendron sessilifolium J.J.Sm.
- Rhododendron setiferum Balf. f. & Forrest[3]
- Rhododendron setosum D.Don[3]
- Rhododendron shanii W.P.Fang[3]
- Rhododendron sherriffii Cowan[3]
- Rhododendron shimenense Q.X.Liu & C.M.Zhang[3]
- Rhododendron shimianense W.P.Fang & P.S.Liu[3]
- Rhododendron shingbae C.S.Purohit & Ram.Kumar
- Rhododendron shweliense Balf. f. & Forrest[3]
- Rhododendron sichotense Pojark.
- Rhododendron sidereum Balf. f.[3]
- Rhododendron siderophyllum Franch.[3]
- Rhododendron sikangense W.P.Fang[3]
- Rhododendron sikayotaizanense Masam.[3]
- Rhododendron simiarum Hance[3]
- Rhododendron simsii Planch.[3]
- Rhododendron simulans J.J.Sm. ex Sleumer
- Rhododendron sinofalconeri Balf. f.[3]
- Rhododendron sinogrande Balf. f. & W.W.Sm.[3]
- Rhododendron sinonuttallii Balf. f. & Forrest: Sie gedeiht epiphytisch oder terrestrisch in Höhenlagen von 1200 bis 2800 Metern im südöstlichen Tibet und nordöstlichen Yunnan.[3]
- Smirnows Rhododendron (Rhododendron smirnowii Trautv. ex Regel)[16]
- Rhododendron sohayakiense Y.Watan. & T.Yukawa
- Rhododendron sojolense Argent
- Rhododendron solitarium Sleumer
- Rhododendron sophistarum Craven
- Rhododendron sororium Sleumer
- Rhododendron souliei Franch.[3]
- Rhododendron spanotrichum Balf. f. & W.W.Sm.[3]
- Rhododendron sparsifolium W.P.Fang[3]
- Rhododendron spathulatum Ridl.
- Rhododendron sperabile Balf. f. & Farrer[3]
- Rhododendron sperabiloides Tagg & Forrest[3]
- Rhododendron sphaeroblastum Balf. f. & Forrest[3]
- Rhododendron spiciferum Franch.[3]
- Rhododendron spilotum Balf. f. & Farrer
- Rhododendron spinuliferum Franch.[3]
- Rhododendron spondylophyllum F.Muell.
- Rhododendron stamineum Franch.[3]
- Rhododendron stanleyi S.James & Argent
- Rhododendron stapfianum Hemsl. ex Prain
- Rhododendron stelligerum Sleumer
- Rhododendron stenopetalum (R.Hogg) Mabb.
- Rhododendron stenophyllum Hook. f. ex Stapf
- Rhododendron stevensianum Sleumer
- Rhododendron stewartianum Diels[3]
- Rhododendron stolleanum Schltr.
- Rhododendron stresemannii J.J.Sm.
- Rhododendron strigillosum Franch.[3]
- Rhododendron strigosum R.L.Liu[3]
- Rhododendron suaveolens Sleumer
- Rhododendron subansiriense D.F.Chamb. & Cox
- Rhododendron subcerinum P.C.Tam[3]
- Rhododendron subcrenulatum Sleumer
- Rhododendron subenerve P.C.Tam[3]
- Rhododendron subestipitatum P.C.Tam[3]
- Rhododendron subflumineum P.C.Tam[3]
- Rhododendron subpacificum Sleumer
- Rhododendron subroseum Xiang Chen & Jia Y.Huang[3]
- Rhododendron subsessile Rendle
- Rhododendron subulatum (Nakai) Harmaja
- Rhododendron subuliferum Sleumer
- Rhododendron subulosum J.J.Sm. ex Sleumer
- Rhododendron succothii Davidian
- Rhododendron sugaui Argent
- Rhododendron sulfureum Franch.[3]
- Rhododendron sumatranum Merr.
- Rhododendron superbum Sleumer
- Rhododendron sutchuenense Franch.[3]
- Rhododendron syringoideum Sleumer
- Rhododendron taggianum Hutch.
- Rhododendron taibaiense Ching & H.P.Yang[3]
- Rhododendron taiense Hutch.
- Rhododendron taipaoense T.C.Wu & P.C.Tam[3] (Syn.: Rhododendron apricum P.C.Tam, Rhododendron apricum var. falcinellum P.C.Tam, Rhododendron falcinellum P.C.Tam, Rhododendron florulentum P.C.Tam, Rhododendron hepaticum P.C.Tam, Rhododendron piceum P.C.Tam, Rhododendron rufescens P.C.Tam, Rhododendron rufulum P.C.Tam, Rhododendron spadiceum P.C.Tam)[32]
- Rhododendron taishunense B.Y.Ding & Y.Y.Fang[3]
- Rhododendron taiwanalpinum Ohwi[3]
- Rhododendron takeuchii Argent
- Rhododendron taliense Franch.[3]
- Rhododendron tanastylum Balf. f. & Kingdon-Ward[3]
- Rhododendron tapetiforme Balf. f. & Kingdon-Ward[3]
- Rhododendron taronense Hutch.[3]
- Rhododendron tashiroi Maxim.[3]
- Rhododendron tatsienense Franch.[3]
- Rhododendron taxifolium Merr.
- Rhododendron taxoides J.J.Sm.
- Rhododendron telmateium Balf. f. & W.W.Sm.[3]
- Rhododendron temenium Balf. f. & Forrest[3]
- Rhododendron tenuifolium R.C.Fang & S.H.Huang[3]
- Rhododendron tenuilaminare P.C.Tam[3]
- Rhododendron tephropeplum Balf. f. & Farrer[3]
- Rhododendron tetramerum (Komatsu) Nakai
- Rhododendron thaumasianthum Sleumer
- Rhododendron thayerianum Rehder & E.H.Wilson[3]
- Rhododendron thomsonii Hook. f.[3]
- Rhododendron thymifolium Maxim.[3]
- Rhododendron tianlinense P.C.Tam[3]
- Rhododendron tianmenshanense C.L.Peng & L.H.Yan[3]
- Rhododendron tingwuense P.C.Tam[3]
- Rhododendron tintinnabellum Danet
- Rhododendron titapuriense A.A.Mao, K.N.E.Cox & D.F.Chamb
- Rhododendron tolmachevii Harmaja
- Sumpfporst (Rhododendron tomentosum Harmaja, Syn.: Ledum palustre L.)[16][2]
- Rhododendron torajaense Craven
- Rhododendron torquescens D.F.Chamb.[3]
- Rhododendron tosaense Makino
- Rhododendron toxopei J.J.Sm.
- Rhododendron traillianum Forrest & W.W.Sm.[3]
- Rhododendron trancongii Argent & Rushforth
- Rhododendron trichanthum Rehder[3]
- Rhododendron trichocladum Franch.[3]
- Rhododendron trichogynum L.C.Hu[3]
- Rhododendron trichostomum Franch.[3]
- Rhododendron triflorum Hook. f.[3]
- Rhododendron trilectorum Cowan[3]
- Rhododendron trinerve Franch. ex H.Boissieu
- Rhododendron triumphans Yersin & A.Chev.
- Rhododendron truncatovarium L.M.Gao & D.Z.Li[3]
- Rhododendron truncicola Sleumer
- Rhododendron tsaii W.P.Fang[3]
- Rhododendron tsariense Cowan[3]
- Rhododendron tschonoskii Maxim.
- Rhododendron tsinlingense W.P.Fang ex J.Q.Fu[3]
- Rhododendron tsoi Merr.: Es gibt seit 2009 etwa vier Varietäten:
  - Rhododendron tsoi var. hypoblematosum (P.C.Tam) X.F.Jin & B.Y.Ding (Syn.: Rhododendron tsoi P.C.Tam[3]): Seit 2009 hat sie den Rang einer Varietät. Sie gedeiht in Höhenlagen von 500 bis 1700 Metern in Jiangxi.[3]
  - Rhododendron tsoi var. nudistylum (P.C.Tam) X.F.Jin & B.Y.Ding (Syn.: Rhododendron subenerve var. nudistylum P.C.Tam): diese Neukombination erfolgte 2009.
  - Rhododendron tsoi var. polyraphidoideum (P.C.Tam) X.F.Jin & B.Y.Ding (Syn.: Rhododendron polyraphidoideum P.C.Tam[3]): Seit 2009 hat sie den Rang einer Varietät.
  - Rhododendron tsoi Merr. var. tsoi
- Rhododendron tsurugisanense (T.Yamaz.) T.Yamaz.
- Rhododendron tsusiophyllum Sugim.
- Rhododendron tuba Sleumer
- Rhododendron tuberculiferum J.J.Sm.
- Rhododendron tubiforme (Cowan & Davidian) Davidian[3]
- Rhododendron tubulosum Ching ex W.Y.Wang: Dieser Endemit gedeiht an steinigen Hängen in Höhenlagen von etwa 4000 Metern nur im südöstlichen Qinghai.[3]
- Rhododendron tuhanense Argent & T.J.Barkman
- Rhododendron tutcherae Hemsl. & E.H.Wilson[3]
- Rhododendron ultimum Wernham
- Rhododendron unciferum P.C.Tam[3]
- Rhododendron ungeonticum A.P.Khokhr. & Mazurenko
- Ungerns Rhododendron (Rhododendron ungernii Trautv. ex Regel)[16]
- Rhododendron uniflorum Hutch. & Kingdon-Ward[3]
- Rhododendron urophyllum W.P.Fang[3]
- Rhododendron uvariifolium Diels[3]
- Rhododendron uwaense H.Hara & T.Yamanaka
- Rhododendron vaccinioides Hook. f.[3]
- Rhododendron valentinianum Forrest ex Hutch.[3]
- Rhododendron vanderbiltianum Merr.
- Rhododendron vaniotii H.Lév.[3]
- Rhododendron vanvuurenii J.J.Sm.
- Rhododendron vaseyi A.Gray: Sie gedeiht in Höhenlagen von 900 bis 1800 Metern nur in North Carolina.[2]
- Rhododendron veitchianum Hook.
- Rhododendron vellereum Hutch. ex Tagg[3]
- Rhododendron venator Tagg ex L.Rothsch.[3]
- Rhododendron vernicosum Franch.[3]
- Rhododendron verruciferum W.K.Hu[3]
- Rhododendron versteegii J.J.Sm.
- Rhododendron verticillatum H.Low ex Lindl.
- Rhododendron vesiculiferum Tagg[3]
- Rhododendron vialii Delavay & Franch.[3]
- Rhododendron vidalii Rolfe
- Rhododendron villosulum J.J.Sm.
- Rhododendron vinicolor Sleumer
- Rhododendron vinkii Sleumer
- Rhododendron virgatum Hook. f.[3]
- Rhododendron viridescens Hutch.[3]
- Rhododendron viriosum Craven
- Rhododendron viscidifolium Davidian[3]
- Rhododendron viscidum C.Z.Guo & Z.H.Liu[3]
- Rhododendron viscigemmatum P.C.Tam[3]
- Rhododendron viscistylum Nakai
- Rhododendron viscosum (L.) Torr.[2]
- Rhododendron vitis-idaea Sleumer
- Rhododendron wadanum Makino
- Rhododendron wallichii Hook. f. (Syn.: Rhododendron heftii Davidian):Sie kommt im indischen Bundesstaat Darjiling, Bhutan, Sikkim, östlichen Nepal und südlichen Tibet vor.[3]
- Rhododendron walongense Kingdon-Ward[3]
- Rhododendron wardii W.W.Sm.[3]
- Rhododendron wasonii Hemsl. & E.H.Wilson[3]
- Rhododendron watsonii Hemsl. & E.H.Wilson[3]
- Rhododendron wattii Cowan
- Rhododendron websterianum Rehder & E.H.Wilson[3]
- Rhododendron wentianum Koord.
- Rhododendron westlandii Hemsl.[3]
- Rhododendron weyrichii Maxim.
- Rhododendron whiteheadii Rendle
- Rhododendron widjajae Argent & Mambrasar
- Rhododendron wightii Hook. f.[3]
- Rhododendron wilkiei Argent
- Rhododendron williamsianum Rehder & E.H.Wilson[3]
- Rhododendron williamsii Merr. ex H.F.Copel.
- Rhododendron wiltonii Hemsl. & E.H.Wilson[3]
- Rhododendron wolongense W.K.Hu[3]
- Rhododendron womersleyi Sleumer
- Rhododendron wongii Hemsl. & E.H.Wilson[3]
- Rhododendron wrayi King & Gamble
- Rhododendron wrightianum Koord.
- Rhododendron wumingense W.P.Fang[3]
- Rhododendron wuyishanicum L.K.Ling
- Rhododendron xanthocodon Hutch. (Syn.: Rhododendron concatenans Hutch.): Sie kommt im nordöstlichen Indien, in Bhutan und Tibet vor.[3]
- Rhododendron xanthopetalum Merr.
- Rhododendron xanthostephanum Merr.[3]
- Rhododendron xenium Gill.K.Br. & Craven
- Rhododendron xiangganense X.F.Jin & B.Y.Ding
- Rhododendron xiaoxidongense W.K.Hu[3]
- Rhododendron xiaoxueshanense R.L.Liao & Y.P.Ma
- Rhododendron xichangense Z.J.Zhao[3]
- Rhododendron xiguense Ching & H.P.Yang[3]
- Rhododendron yakuinsulare Masam.
- Rhododendron yakumontanum (T.Yamaz.) T.Yamaz.
- Rhododendron yakushimanum Nakai
- Rhododendron yakushimense (M.Tash. & H.Hatta) Craven
- Rhododendron yangmingshanense P.C.Tam[3]
- Rhododendron yaogangxianense Q.X.Liu[3]
- Rhododendron yaoshanense L.M.Gao & S.D.Zhang[3]
- Rhododendron yaoshanicum W.P.Fang & M.Y.He[3]
- Rhododendron yedoense Maxim. ex Regel
- Rhododendron yelliottii Warb.
- Rhododendron yizhangense Q.X.Liu[3]
- Rhododendron yongii Argent
- Rhododendron yungchangense Cullen[3]
- Rhododendron yungningense Balf. f. ex Hutch.[3]
- Rhododendron yunnanense Franch.[3]
- Rhododendron yunyianum X.F.Jin & B.Y.Ding[3]
- Rhododendron yushuense Z.J.Zhao: Dieser Endemit gedeiht in Höhenlagen von etwa 4200 Metern nur im südlichen Qinghai.[3]
- Rhododendron zaleucum Balf. f. & W.W.Sm.[3]
- Rhododendron zekoense Y.D.Sun & Z.J.Zhao: Sie gedeiht in Wäldern in Höhenlagen von 3200 bis 3300 Metern nur im östlichen Qinghai.[3]
- Rhododendron zhangjiajieense C.L.Peng & L.H.Yan[3]
- Rhododendron zheguense Ching & H.P.Yang[3]
- Rhododendron zhongdianense L.C.Hu[3]
- Rhododendron ziyuanense P.C.Tam[3]
- Rhododendron zoelleri Warb.
- Rhododendron zollingeri J.J.Sm.

### Naturhybriden
- Rhododendron ×amoenum (Lindl.) Planch.
- Rhododendron ×bakeri (W.P.Lemmon & McKay) H.H.Hume

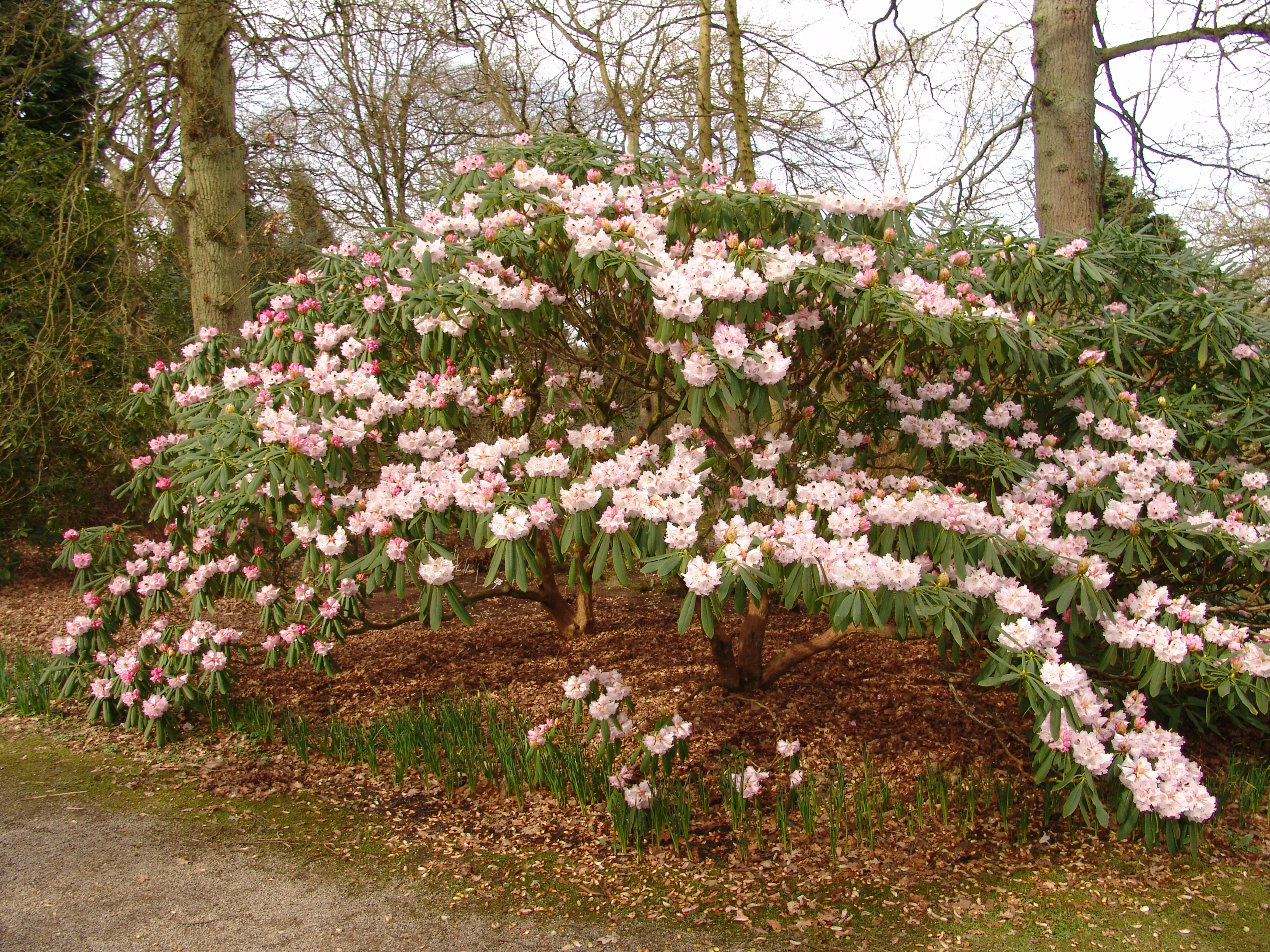
Rhododendron ×geraldii

- Rhododendron ×bathyphyllum Balf. f. & Forrest[3]
- Rhododendron ×bungonishikii Komatsu
- Rhododendron ×burjaticum Malyschev
- Rhododendron ×candelabrum Hook. f.
- Rhododendron ×chamaezelum Balf. f. & Forrest
- Rhododendron ×charadzeae A.P.Khokhr. & Mazurenko
- Rhododendron ×coriifolium Sleumer
- Rhododendron ×davisianum R.I.Milne
- Rhododendron ×detonsum Balf. f. & Forrest[3]
- Rhododendron ×diphrocalyx Balf. f.[3]
- Rhododendron ×diversiflorum Danet
- Rhododendron ×duclouxii H.Lév.[3][33]
- Rhododendron ×edgarianum Rehder & E.H.Wilson
- Rhododendron ×enomotoi T.Yamaz.
- Rhododendron ×epilosum (J.J.Sm.) Argent
- Rhododendron ×erythrocalyx Balf. f. & Forrest[3]
- Rhododendron ×filidactylis R.I.Milne
- Rhododendron ×fittianum Balf. f.
- Rhododendron ×fuchsii Sleumer
- Rhododendron ×geraldii (Hutch.) Ivens
- Rhododendron ×gilliardii Sleumer
- Rhododendron ×gladwynense M.G.Henry
- Rhododendron ×hasegawae S.Watan.
- Rhododendron ×hemigymnum (Tagg & Forrest) D.F.Chamb.
- Rhododendron ×hidaense Makino ex H.Hara
- Rhododendron ×hybridum Ker Gawl.
- Rhododendron ×inopinum Balf. f. ex Tagg[3]
- Rhododendron ×intermedium Tausch
- Rhododendron ×kamatae (Mochizuki) Craven
- Rhododendron ×kawir Danet
- Rhododendron ×keditii Sleumer
- Rhododendron ×kisoanum Okuhara ex T.Shimizu
- Rhododendron ×komatsui T.Yamaz.
- Rhododendron ×koudzumontanum Hid.Takah. & Katsuy.
- Rhododendron ×kuratanum S.Watan.
- Rhododendron ×kurohimense Arakawa
- Rhododendron ×liewianum Argent, A.L.Lamb & Phillipps
- Rhododendron ×lochmium Balf. f.
- Rhododendron ×mizumotoi S.Watan.
- Rhododendron ×nebulicola Danet
- Rhododendron ×pallescens Hutch.
- Rhododendron ×paradoxum Balf. f. ex Tagg[3]
- Rhododendron ×pennsylvanicum (B.E.Harkn.) Rehder
- Rhododendron ×peregrinum Tagg
- Rhododendron ×planecostatum Sleumer
- Rhododendron ×planetum Balf. f.
- Rhododendron ×psammogenes Sleumer
- Rhododendron ×pulchrum Sweet[3]
- Rhododendron ×pyrrhoanthum Balf. f.
- Rhododendron ×sarcodes Argent & Madulid
- Rhododendron ×schoddei Sleumer
- Rhododendron ×sheilae Sleumer
- Rhododendron ×sinosimulans D.F.Chamb.[3]
- Rhododendron ×sochadzeae Kharadze & Davlian.
- Rhododendron ×takanashianum Sugim.
- Rhododendron ×tatuoi Nakai ex H.Hara
- Rhododendron ×transiens Nakai
- Rhododendron ×trichophorum Balf. f.
- Rhododendron ×vanhoeffenii Abrom.
- Rhododendron ×variolosum Becc.
- Rhododendron ×verruculosum Rehder & E.H.Wilson
- Rhododendron ×wellesleyanum Waterer ex Rehder
- Rhododendron ×wilhelminae Hochr.
- Rhododendron ×xanthanthum (Tagg & Forrest) D.F.Chamb.

## Gefährdung und Schutz
Viele Rhododendron-Arten sind gefährdet. Nach Erhebungen in den Herkunftsländern gelten 2011 etwa 25 % der 1157 akzeptierten Taxa als bedroht. Deshalb sehen die Botanischen Gärten weltweit es als wichtige Aufgabe an, möglichst viele Arten eine Erhaltungszucht aufzubauen bzw. sie auszubauen.
Eine Art gilt als sowohl in Kultur als auch in der Wildnis als ausgestorben; eine weitere Art ist in der Wildnis ausgestorben, aber es befinden sich Exemplare in Kultur.
- EX = „Extinct“ = „ausgestorben“: 1 Art[5]
- EW = „Extinct in the Wild“ = „in der Natur ausgestorben:“ 1 Art[5]
- CR = „Critically Endangered“ = „vom Aussterben bedroht“: 36 Arten[5]
- EN = „Endangered“ = „stark gefährdet“: 36 Arten[5]
- VU = „Vulnerable“ = „gefährdet“: 241 Arten[5]
- NT = „Near Threatened“ = „potenziell gefährdet“: 66 Arten[5]
- LC = „Least Concern“ = „nicht gefährdet“: 483 Arten[5]
- „ungenügende Datenlage“: 290 Arten[5]

## Rhododendron-Sorten

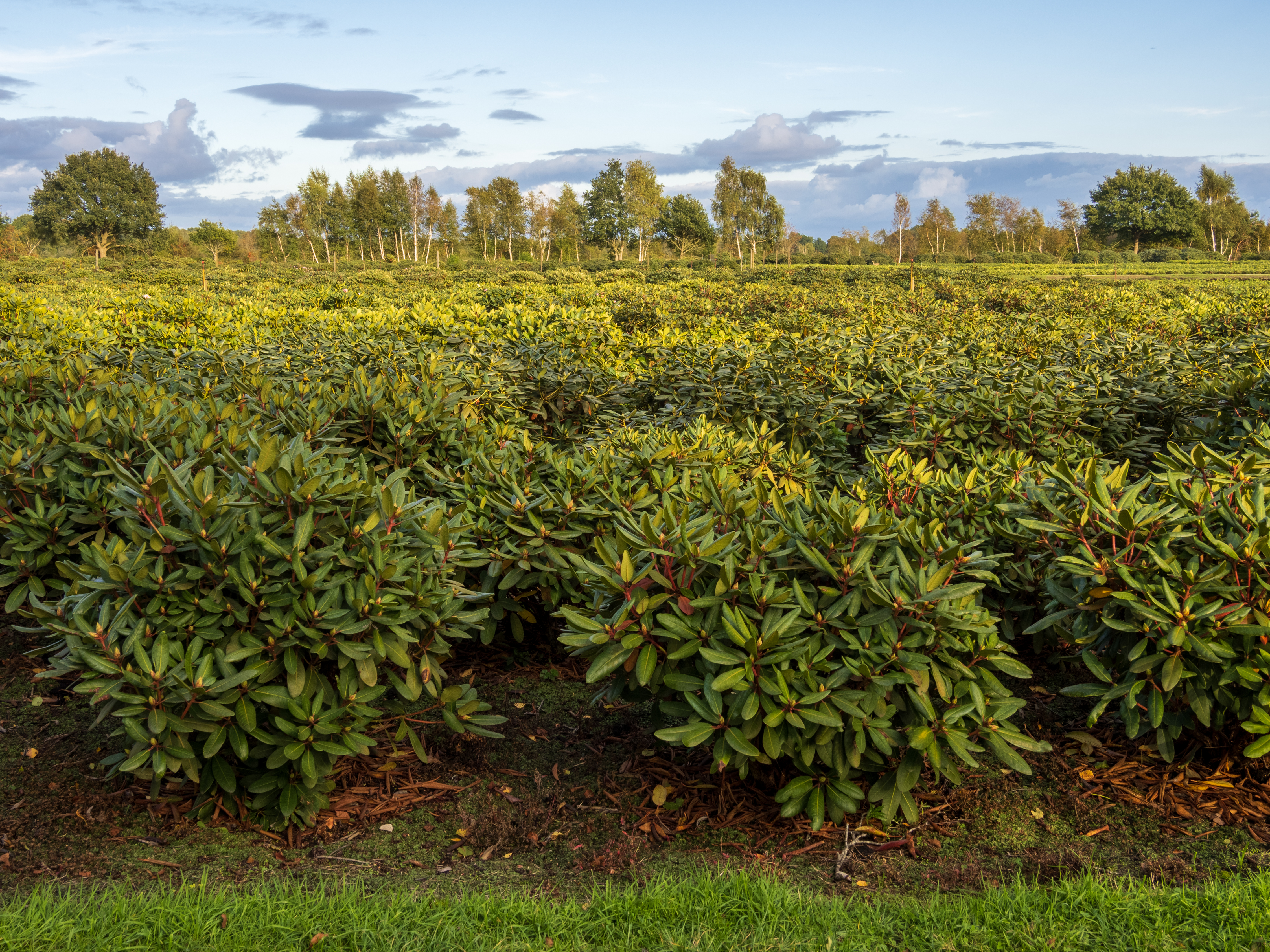
Rhododendren-Zucht einer Baumschule im Landkreis Ammerland (Niedersachsen)

Es gibt viele Rhododendron-Sorten in vielen Zuchtrichtungen.

## Parkanlagen mit Rhododendren

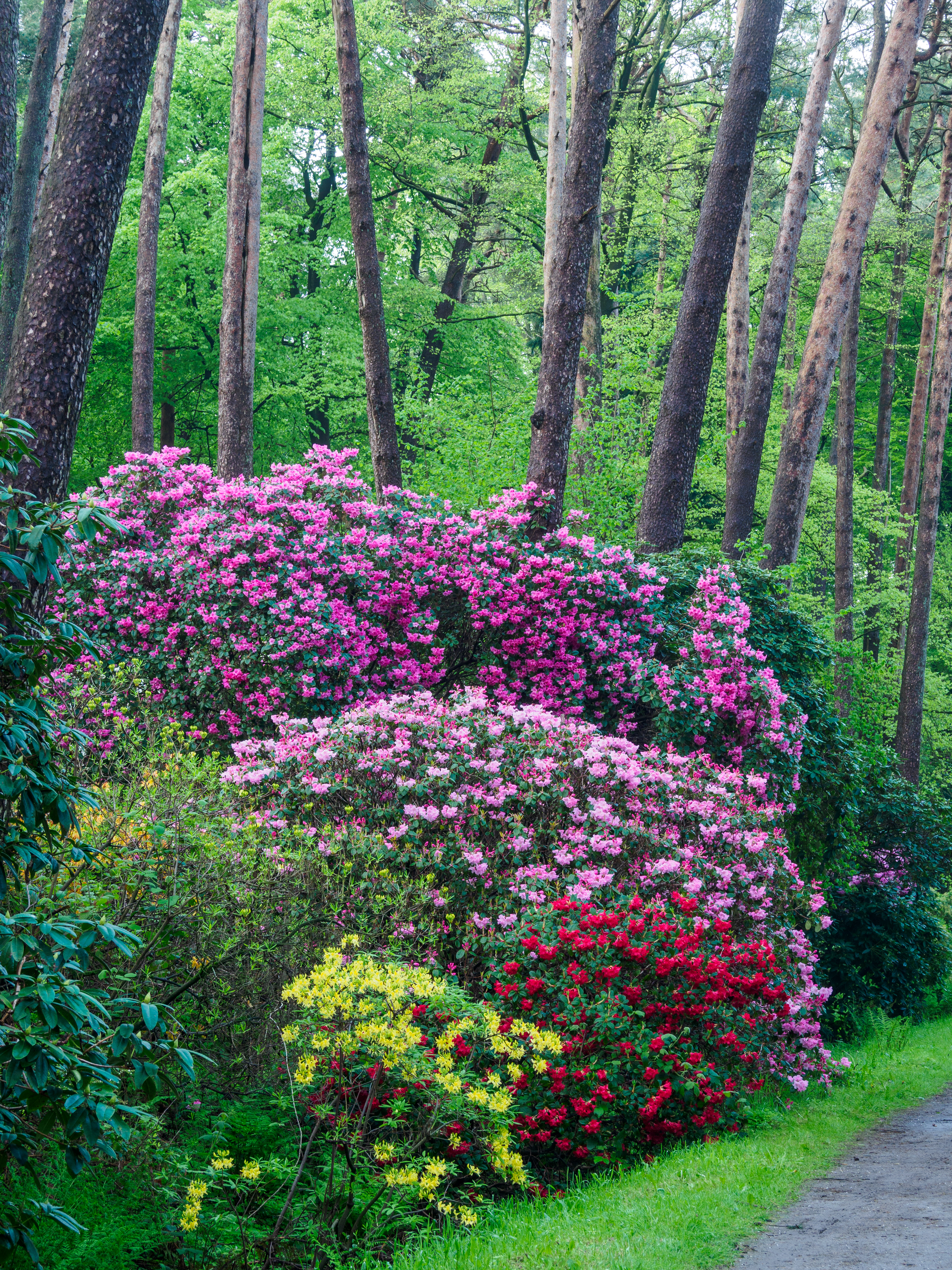
Rhododendronpark Gristede (Wiefelstede)

Es gibt viele Parkanlagen und Botanische Gärten mit vielen Rhododendren.

## Krankheiten

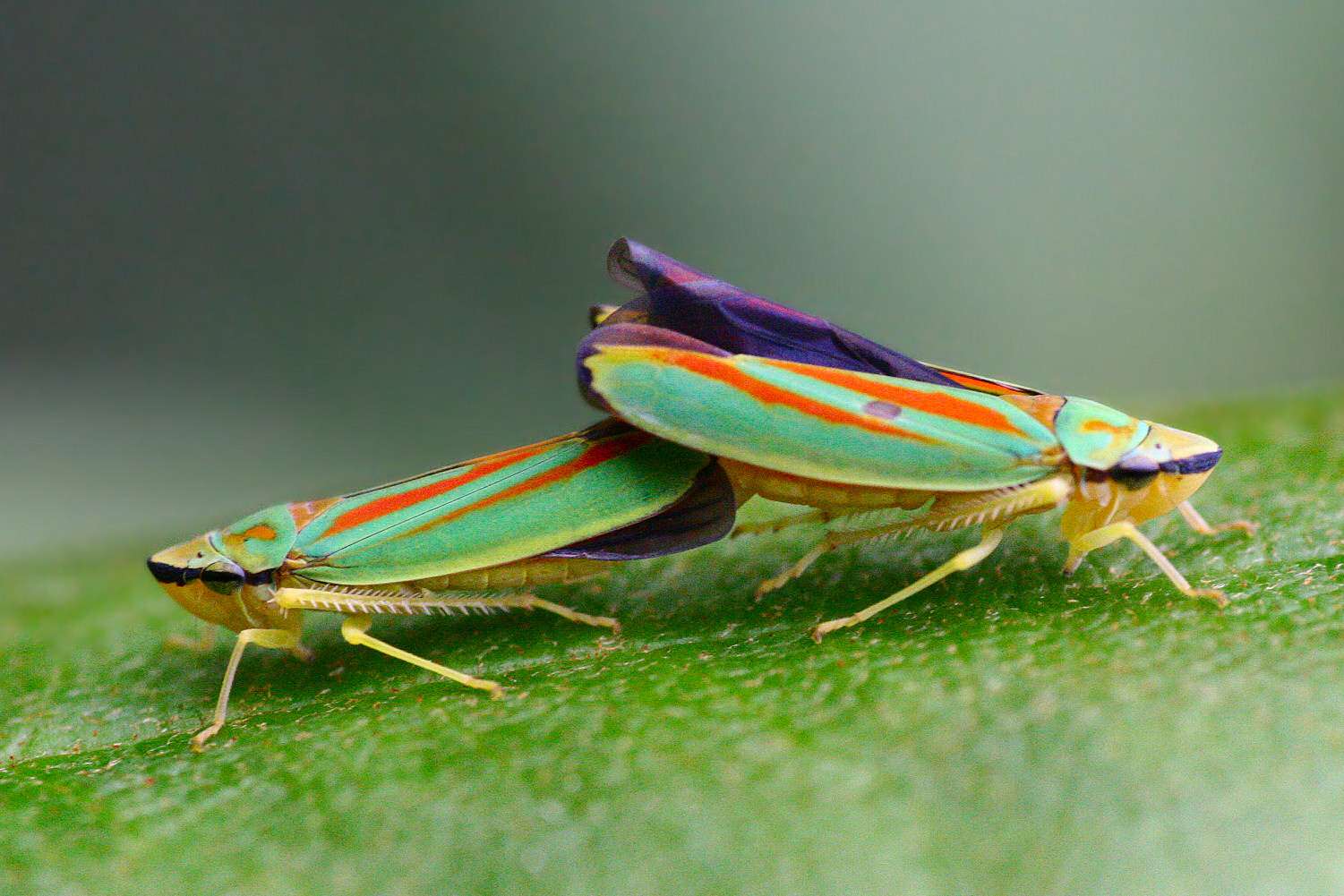
Rhododendronzikaden bei der Paarung

Falsche Standortbedingungen können bei Rhododendren zu Erkrankungen führen. Unterschiedliche Arten der Erkrankung sind: Pilzbefall, Braunwerden der Blätter, Vertrocknen der Knospen. Schädlingsbefall, beispielsweise durch Rüsselkäfer, führt ebenfalls zur Beeinträchtigung der Pflanze.
Auffallend an den beiden Alpenrosen-Arten sind oft rote, gallertartige Wucherungen, sogenannte Alpenrosen-Äpfel.
Eine weitere Krankheit ist die Knospenfäule. Sie kann durch die Rhododendronzikade übertragen werden. Diese Zikade schlitzt die jungen Knospen auf, um dort ihre Eier abzulegen. Durch diese Schlitze kann dann der Pilz Pycnostysanus azaleae leichter in die Pflanze eindringen und sich vermehren.
Aus Japan eingeschleppt wurde die Rhododendron-Gitternetzwanze (Stephanitis rhododendri). Die Wanze saugt an der Mittelrippe, was zu einem Braunwerden und Abfallen der Blätter führt. Die im Juli gelegten Eier überwintern. Die Nachkommen schlüpfen im Mai.

### Ergänzende Literatur
zu den Arten:
- P. A. Cox: The Larger Species of Rhododendron. Batsford Ltd. 1979.
- J. Cullen: Revision of Rhododendron I. Subgenus Rhododendron, Section Rhododendron and Pogonanthum. In: Notes from the Royal Botanic Garden Edinburgh. Band 39, Nr. 1, 1980.
- P. A. Cox: The Smaller Rhododendrons. Timber Press Inc., Portland 1985.
- T. L. Ming, R. C. Fang: The phylogeny and evolution of genus Rhododendron. In: Acta Botanica Yunnanica, Volume 12, 1990, S. 353–365.
- P. A. Cox, K. N. E. Cox: Encyclopedia of Rhododendron Species. Glendoick Publishing, Perth 1997.
- E. Moser: Rhododendren. Wildarten und Hybriden. Erhard Neumann, Stuttgart 1997.
- L. C. Towe: American Azaleas. Timber Press Inc., Portland 2004.
- R. I. Milne: Phylogeny and biogeography of Rhododendron subsection Pontica, a group with a tertiary relict distribution. In: Molecular Phylogenetics and Evolution, Volume 33, 2004, S. 389–401.
- J. Cullen: Hardy Rhododendron Species: A Guide to Identification. Timber Press Inc., Portland 2005, ISBN 978-0-88192-723-8.
- R. I. Milne, C. Davies, R. Prickett, L. Inns, David F. Chamberlain: Phylogeny of Rhododendron subgenus Hymenanthes based on chloroplast DNA markers: Between-lineage hybridisation during adaptiveradiation? In: Plant Systematics and Evolution, Volume 285, 2010, S. 233–244.
- Loretta A. Goetsch, L. A. Craven, B. D. Hall: Major speciation accompanied the dispersal of Vireya Rhododendrons (Ericaceae, Rhododendron sect. Schistanthe) through the Malayan archipelago: Evidence from nuclear gene sequences. In: Taxon, Volume 60, 2011, S. 1015–1028.
- R. Popescu, B. Kopp: The genus Rhododendron: An ethnopharmacological and toxicological review. In: Journal of Ethnopharmacology, Volume 147, 2013, S. 42–62.
- E. Berry, S. K. Sharma, M. K. Pandit, R. Geeta: Evolutionary correlation between Floral monosymmetry and corolla pigmentation patterns in Rhododendron. In: Plant Systematics and Evolution, Volume 304, 2017, S. 219–230.
- A. Grimbs et al.: Bioactivity in Rhododendron: A systemic analysis of antimicrobial and cytotoxic activities and their phylogenetic and phytochemical origins. In: Front. Plant. Sci. Volume 8, 2017, S. 551.

zur Gestaltung:
- U. Borstell, J. Westhoff: Azaleen und Rhododendren – Einfach faszinierend. DVA, München 2014.
- Günter Hoppe: Rhododendron – der Rosenbaum. In den Gärten und Parkanlagen noch nicht lange heimisch. In: Männer vom Morgenstern, Heimatbund an Elb- und Wesermündung e. V. (Hrsg.): Niederdeutsches Heimatblatt. Nr. 810. Nordsee-Zeitung GmbH, Bremerhaven Juni 2017, S. 1–2 (Digitalisat [PDF; 2,4 MB; abgerufen am 15. Juli 2019]).